# Liste et armorial des personnes admises aux Lignages de Bruxelles
Pour un article plus général, voir Lignages de Bruxelles.
Cet article présente les Lignagers de Bruxelles sous l'Ancien Régime, qui sont des personnes qui exercent des fonctions réservées aux Lignagers ou qui firent reconnaître officiellement leur qualité lignagère, ainsi que, pour l'époque contemporaine, leurs descendants tels que répertoriés dans les Filiations lignagères contemporaines collationnées et éditées par l'Association royale des descendants des lignages de Bruxelles.
Le Musée de la ville de Bruxelles, conserve des médaillons armoriés des sept lignages, datant de 1712: Voir en ligne

## Filiations lignagères d'Ancien Régime

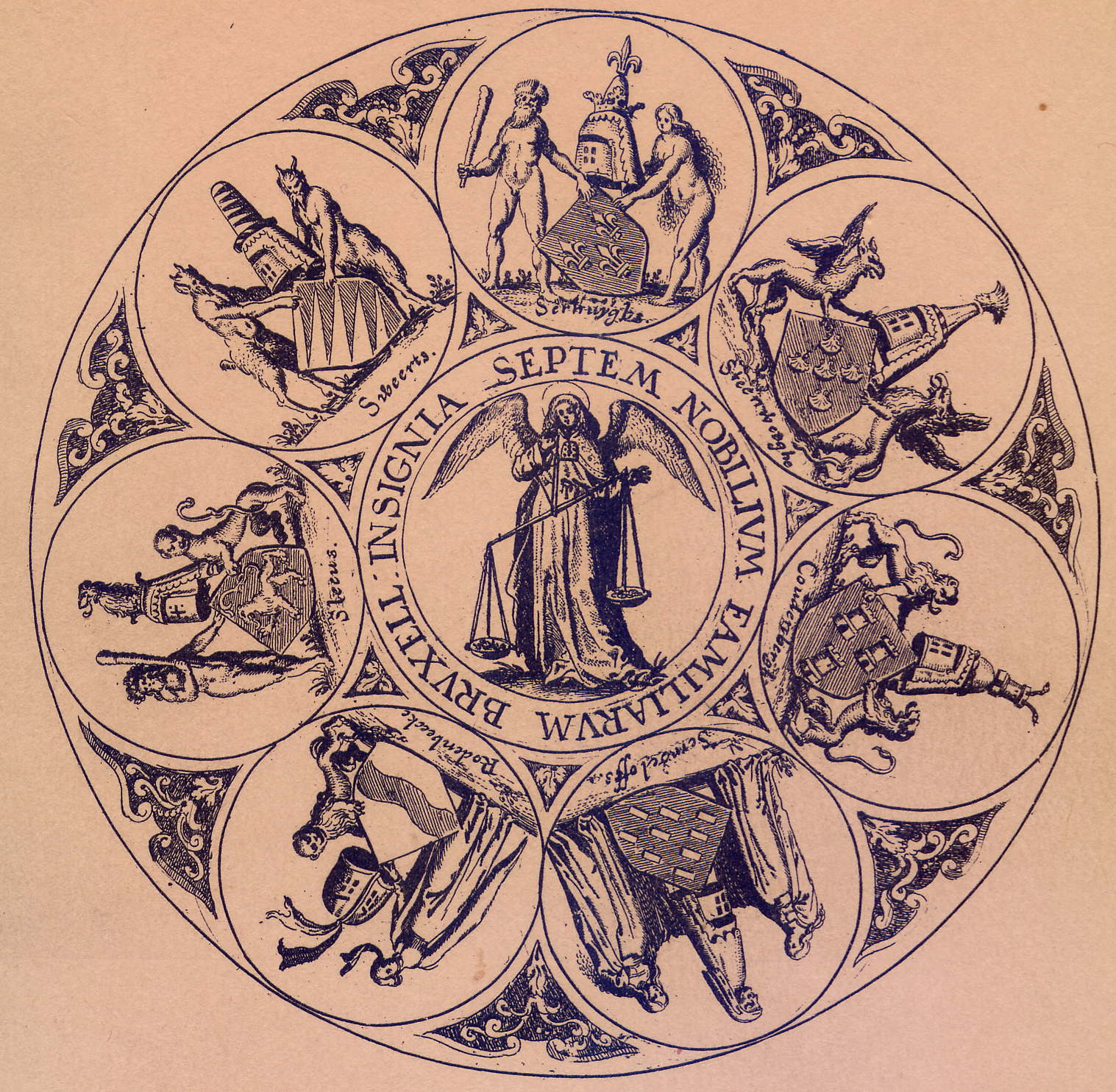
Rosace des Sept Lignages de Bruxelles, gravée dans le livre de Puteanus, Bruxella Septenaria, 1656

La prosopographie qui suit, intitulée Liste et armorial des personnes admises aux Lignages de Bruxelles, est basée principalement sur la liste établie par Désiré van der Meulen (1839-1869) et publiée dans son livre Liste des personnes et des familles admises aux Lignages de Bruxelles, depuis le XIVe siècle jusqu’en 1792. Ce relevé, établi manifestement d’après les registres des Lignages, est assez complet à partir du XVe siècle jusqu’à la fin de l’Ancien Régime.
Pour les membres des lignages Coudenbergh, Sweerts, Serhuyghs (à partir de 1528), Steenweeghs (à partir de 1570), Sleeus (à partir de 1482), Serroelofs, et enfin Roodenbeke, les notes de Désiré van der Meulen ont été complétées ci-après par les registres du Lignage Coudenbergh, les registres du Lignage Sweerts, les registres du Lignage Serhuyghs, les registres du Lignage Steenweeghs, les registres du Lignage Sleeus, les registres du Lignage Serroelofs et par les registres du Lignage Roodenbeke.
L'on se référera aussi au Manuscrit de Roovere qui est fiable même si, comme toute œuvre humaine, il peut contenir certaines erreurs. 
Pour les périodes plus reculées, l'indispensable collection d'ouvrages généalogiques et historiques Brabantica éditée par François de Cacamp de 1956 à 1971, avec la présentation historique et la généalogie - ascendante et descendante - des familles inscrites aux Lignages de Bruxelles en 1376, rendra d'inestimables services pour l'étude des Lignagers et de l'institution des Sept Lignages de Bruxelles. Les travaux de l'historien bruxellois Paulo Charruadas sur l'origine de l'aristocratie bruxelloise et ceux des archivistes René Laurent et Claude Roelandt sur les sceaux des premiers échevins permettront également d'analyser les familles lignagères des origines.
Enfin, la liste qui suit est bien limitée aux lignagers admis sous l'Ancien Régime, ou en d'autres termes aux personnes qui exercèrent des fonctions réservées aux Lignagers ou qui firent reconnaître officiellement leur qualité lignagère jusqu'à la suppression de cette institution par les troupes révolutionnaires françaises.

## Filiations lignagères contemporaines
Pour l'époque contemporaine, l'on se référera aux Filiations lignagères contemporaines collationnées et éditées par l'Association royale des descendants des lignages de Bruxelles :
- Haut – A
- B
- C
- D
- E
- F
- G
- H
- I
- J
- K
- L
- M
- N
- O
- P
- Q
- R
- S
- T
- U
- V
- W
- X
- Y
- Z

## A
- Famille Absalons (ou Abseloens) (D'argent à deux fleurs de lis au pied coupé de gueules, au franc-quartier brochant de gueules chargé d'un sautoir échiqueté d'argent et de sable)
  - Absalons, Messire Hugo, fils de messire François Absolons ci-après, admis au lignage en 1578, et de dame Adriana Longin, sa première femme, épousa dame Barbara Hellincx, et avait été admis le 13 juin 1586 au lignage Steenweeghs.
  - Absalons (ou Absoloins), Messire François, fils de messire Roelof Absolons, conseiller au Conseil de Brabant, et de dame Catharina van der Noot, épousa en premières noces dame Adriana de Longin, puis convola avec dame Anna Rampaert, dont postérité des deux lits, comparut en 1578 au lignage Steenweeghs.
  - Absolons (ou Abseloens), Messire Josse, dont le frère Hugo avait été admis au Steenweeghs en 1586, était le fils de Franchois Abseloens en son vivant échevin et trésorier de Bruxelles, maître des forêts de Brabant, seigneur van der Heyden, admis au Steenweegs, et de sa première épouse dame Adriana Longin ex matre van Mons, petit-fils de sieur et maître Roelof Abseloens né à Louvain en 1487, conseiller au Conseil de Brabant, et de Catharina van der Noot fille de Peeter et d'Angela van der Heyden, épousa dame Maria van Halle, fut archer du corps des Archiducs, est mort en 1638, et avait été admis le 13 juin 1620, au lignage Coudenbergh[13].
- Famille Aelbrechts ou Aelbrecht dit de Borssere[14](D'or à la rose de gueules ; au chef du même chargé de trois merlettes rangées d'or, ou, d'après Lindemans, De gueules à la quintefeuille d'argent boutonnée et barbée d'or et au chef d'argent à trois merlettes de sable)
  - Aelbrechts ou Aelbrecht, Josse, dit de Borssere, fils de Willem Aelbrecht dit de Borssere et de dame Margareta van Velpe fille de Pauwel, petit-fils de Vranck Aelbrecht dit de Borssere, censier à Opwijck en 1382, et de Margriet van den Nieuwenhove fille de Ghiselbrecht, fut échevin de Bruxelles en 1492 et 1493, épousa Kathelijne van der Eertbrugghen fille de Daneel et de dame Margriete Colaijs, et avait été admis en 1487, du chef des van den Nieuwenhove, au Roodenbeke.
  - Aelbrechts ou Aelbrecht, Adrien, dit de Borssere, admis, avec son frère cité ci-avant, en 1487 au Roodenbeke.
- Famille van Aelst (Écartelé : aux 1 et 4 d'azur à trois feuilles de nénuphar d'argent ; aux 2 et 3 d'or, à la fasce de gueules, au lion d'azur issant de la fasce)
  - Aelst (van), Imbert se trouvait au lignage Sleeus en 1482.
  - Aelst (van), Jean, admis en 1485 au lignage Sleeus.
  - Aelst (van), Gilles, fut échevin de Bruxelles entre 1509 et 1513, bourgmestre en 1517, trésorier en 1518, et avait été admis en 1491 au lignage Sleeus.
  - Aelst (van), Messire Adolphe, fils de messire Charles Emanuel van Aelst et de dame Anne Marie de Haen, laquelle était la fille de messire Thomas de Haen, admis au lignage en 1591, et de dame Barbara van t'Sestich, avait été admis le 12 juillet 1669 au lignage Steenweeghs.
- Famille Aerts (Écartelé : au 1 de gueules à la hache d'or ; au 2 d'argent à la bande de cinq losanges de gueules ; au 3 de gueules au lion couronné d'or ; au 4 de gueules à cinq losanges d'or, aboutées et accolées en croix ; sur le tout d'argent au compas ouvert d'or)
  - Aerts, Jacques-Henri, fils de Joannes Aerts, seigneur de la Franchise d'Opdorp, Immerseel, etc., trésorier de la ville de Bruxelles, siégeant au lignage, et de dame Joanna Antoinette De Greve, sa compagne, fut admis le 13 juin 1772 au lignage Serhuyghs.
  - Aerts, Jean, seigneur d'Opdorp et d'Immerseel, avocat au Conseil de Brabant, avait été admis du chef de Gilles van Marselaer, frère de même père et même mère d'Adrianus van Marselaer qui fut échevin de Bruxelles en 1475, le 13 juin 1755 au lignage Serhuyghs.
  - Aerts, Pierre-Jean, fils de Joannes Aerts, seigneur de la Franchise d'Opdorp, qui avait été admis au lignage, et de dame Maria Joanna van Turenhout, admis le 13 juin 1755 au lignage Serhuyghs.
- Famille d'Alverado y Bracamonte
  - Alverado y Bracamonte (d'), le vicomte Jean-Guillaume, I.U.L., seigneur d'Opbergen, fils de don Joris d'Alverado et de dame Catharine Longin qui était la sœur de même père et même mère d'Alexandre et François Longin admis respectivement en 1633 et 1654, épousa Clara Petronelle Rubens, fille d'Albert, secrétaire du Conseil privé, et de Claire del Monte, fut échevin de la ville de Bruxelles en 1670, conseiller et receveur général des Finances de Sa Majesté en 1706, et avait été admis le 13 juin 1664 au lignage Steenweeghs.
  - Alverado y Bracamonte (d'), Messire Jean-Philippe, seigneur de Melis, fils de Jean-Guillaume, admis au lignage en 1664, et de Claire Petronille Rubens, est mort sans postérité, et avait été admis le 13 juin 1705 au lignage Steenweeghs.
- Famille d'Anderlecht (D'argent à la croix de sable accompagnée dans chaque canton d'un huchet de sable) (idem, écartelé aux deux et trois : de sable à un bélier rampant d'argent, accorné, barbé, onglé et vilené d'or qui est van Sallant)
  - Anderlecht (van), Messire André, drossard de Brabant de 1587 à 1591, avait été admis le 13 juin 1580 au lignage Serhuyghs. (écartelé, comme ci-dessus 2/3, de sable à un bélier rampant d'argent, accorné, barbé, onglé et vilené d'or qui est van Sallandt).
  - Anderlecht (van), Messire Jean, deuxième fils de messire Andries Anderlecht, fut admis le 13 juin 1594 au lignage Serhuyghs.
  - Anderlecht (van), Messire Winand, fils d'Andries Anderlecht, fut admis le 12 juin 1596 au lignage Serhuyghs.
  - Anderlecht (d’), Nicolas se trouvait le 13 juin 1528 au lignage Serhuyghs.
- Famille de Angelis
  - Angelis (de), Jean-Baptiste, lieutenant-maieur de la ville de Louvain, fils de Joannes de Angelis, échevin de Louvain en 1660, et d'Anna Christina van der Straeten, petit-fils de Carolus Fortunatus van der Straeten, chef-maieur de Contich, et d'Anna van Couwenhove, arrière-petit-fils de Charles van Couwenhove, admis au lignage en 1623, et d'Adriana de Velroux, avait été admis le 13 juin 1718 au lignage Steenweeghs.
- Famille van Antwerpen (d'or, à une fleur de lis d'azur, au chef d'hermine à 3 pals de gueules, le pal du centre brisé d'une ancre d'argent posée en pal)
  - Antwerpen (van), Jean-Baptiste, originaire de Bruxelles, mort en 1775, fils de Petrus van Antwerpen, boucher, et de Maria Anna Mosselman, petit-neveu de Theodorus Struelens admis au lignage en 1752, fut avocat, et avait été admis le 13 juin 1770 au lignage Sweerts.
- Famille Arrazola de Oñate (écartelé ; au 1 d'azur, à trois annelets d'or encerclant chacun une merlette du même (Ryckewaert) ; au 2 d'argent émanché de gueules (Landas) ; au 3 de gueules à dix losanges d'argent (Lalaing) ; au 4 de gueules au chevron d'argent chargé de mouchetures d'hermine (Ghistelles). Sur le tout, d'argent à l'arbre arraché de sinople, accompagné de deux loups de sable, l'un sur l'autre, passant, l'un devant l'autre derrière l'arbre)
  - Arrazola de Oñate, Messire Léopold, fils de Joannes Arrazola de Oñate, conseiller des Finances, et de Joanna Angelina de Maerselaer, laquelle était la fille de Fredericus de Maerselaer, reçu en 1613 au Roodenbeke, échevin et bourgmestre de Bruxelles, et de Margarita de Bernaige ou de Baronaige, et avait été admis en 1681 au Roodenbeke.
  - Arrazola de Oñate, seigneur de Gomont, Jean-André-Joseph-Balthazar, époux d'Anna Eugenia Josephina de Vicq, fils de Joannes Philippus Arrazola de Oñate, seigneur de Goumont et conseiller et maître de la chambre des comptes du Brabant, et de Francisca Virginia Ryckewaert laquelle descendait de messire Philippe de Rycquewaert, conseiller ordinaire de Sa Majesté au conseil souverain de Brabant, son grand-père qui avait été admis en 1649, fut capitaine de la garde bourgeoise de 1740 à 1775, est mort en 1787, et avait été admis le 13 juin 1724 au lignage Coudenbergh[13].
- Famille van Arckel
  - Arckel (van), D'Heer Gérard, fils de Jan van Arckel, licencié en médecine, et de dame Elisabeth Heymans, laquelle était la fille d'Adam Heymans le jeune qui était le frère de sieur et maître Joannes Heymans, J.U.L., admis au lignage le 13 juin 1641, avait été admis le 13 juin 1684 au lignage Sweerts.
  - Arckel (van), Jacques, fut admis du chef des vanden Heetvelde en 1693 au lignage Serhuyghs.
- Famille van Arcle
  - Arcle (van), Messire Liévin, fils de sieur et maître Nicolas van Arcle, maître à la Chambre des comptes de Brabant, et de Philipote Boisot, épousa dame Adriana van Hamme, et avait été admis le 13 juin 1581 au lignage Steenweeghs.
- Famille d'Armstorff (ou van Armstorff) (écartelé : aux 1 et 4, de gueules, bordé d'or, à un buste d'homme habillé de sable ; aux 2 et 3, de sable à la fasce d'or. Sur le tout, d'azur à sept besants d'or, 3, 3 et 1, au chef du même)
  - Armstorff (d'), Messire Adrien, seigneur de Woluwe-Saint-Lambert, fils de messire Guillaume van Armstorff, seigneur de Opheule, petit-fils de messire Charles et de demoiselle Françoise van der Aa, dame d'Opheule, laquelle était la fille de Charles van der Aa et de demoiselle Catherine de Borgnival, dame d'Opheule, elle-même fille d'Hubert de Borgnival, seigneur d'Ophem, échevin de Bruxelles, et de Marie d'Ittre, fut admis en 1626 au lignage Sleeus.
  - Armstorff (d'), Messire Balthasar, frère d'Adrien et de Pierre admis au lignage, fut admis le 13 juin 1631 au lignage Sleeus.
  - Armstorff (d'), Messire Philippe-Jean, capitaine, superintendant de la navigation en 1670, fils de Pierre ci-après admis en 1626, fut admis le 13 juin 1660 au lignage Sleeus.
  - Armstorff (d'), Messire Pierre, frère de messire Adrien ci-avant, époux de Joanne de Herre, fut admis en 1626, en même temps que son frère, au lignage Sleeus.
  - Armstorff (d'), Messire Pierre-Josse, seigneur de Woluwe-Saint-Lambert et Saint-Pierre, plusieurs fois échevin de Bruxelles, trésorier en 1666, était le fils de Pierre van Armstorff admis en 1626, avait épousé Marie-Françoise de Nassogne, et avait été admis le 13 juin 1655 au lignage Sleeus.
- Famille d'Arquennes (anciennement d'Arkennes)[15](d'argent au lion de gueules, armé, lampassé et couronné d'azur).
  - Arkennes (d'), Melchior, écuyer, seigneur d'Arquennes et de Petit-Rœulx, admis en 1416 au lignage de Coudenberg du chef de sa mère Elisabeth van Coudenberghe, dite 't Ser Huygs. Il fut reçu dans la Gilde drapière la même année et en devint le doyen l'année suivante[16],[17]. Il s'unit à Elisabeth van der Roosen[18] dont il eut, entre autres, Ysabeau, dame d'Arquennes et Petit-Rœulx qui épousa en secondes noces Bernard van der Spout[19] dont il sera question plus loin.
- Famille van Asbroeck (d'azur au chevron d'or, accompagné de trois veilleuses allumées, le tout d'or).
  - Asbroeck (van), Maître François, fut secrétaire de la ville de Bruxelles de 1595 à 1611, greffier de la Cour féodale de Brabant de 1612 à 1616, et avait été admis fabule narrantur du chef de Jan dit Winnepennick, le 13 juin 1595 au lignage Serhuyghs.
  - Asbroeck (van), François, fils de maître Franchois van Asbroeck, en son vivant secrétaire et greffier de la Cour féodale souveraine de Brabant, qui avait été admis au lignage le 13 juin 1595, fut greffier de la ville de Bruxelles, et avait été admis le 13 juin 1618 au lignage Serhuyghs.
  - Asbroeck (van), François-Louis, admis le 13 juin 1666 au lignage Serhuyghs.
  - Asbroeck (van), Maître Guillaume, fils de maître Adriaen van Asbroecq, clerc des offices de l'amman de la ville de Bruxelles, fut clerc du sang en 1640, et avait été admis le 13 juin 1634 au lignage Serhuyghs.
  - Asbroeck (van), Albert-Octave, admis le 13 juin 1666 au lignage Serhuyghs.
- Famille van Assche (Echiqueté d'argent et de sable de cinq tires, chacun de cinq points ou équipolé de 13 points d'argent sur 12 de sable.)
  - Assche (van), Adrien, fils de Robrecht van Grimberghe d'Assche et de dame Marie de Florenville, petit-fils de Jean van Grimberghe, seigneur d'Assche, chevalier, comte de Megem, et de sa première épouse dame Beatrix t'Serclaes, celle-ci fille de heer Everard t'Serclaes, chevalier, le libérateur de Bruxelles, inscrit au Serroelofs en 1376 et dont il fut échevin en 1377, 1382, et 1387, et de sa seconde épouse dame Beatrix van Eessene, épousa en premières noces Joanna de Groote ex matre Cotereau et en secondes noces Margriete Absolons, et se trouvait au lignage Serroelofs en 1480.
  - Assche (van), Antoine, dit de Grimberghe, chevalier, fils d'Adrianus van Assche qui était au Lignage en 1480, et de sa seconde épouse dame Margrite Absolons, fut échevin de la ville de Bruxelles en 1528, bourgmestre en 1527 et 1529, épousa dame Beatrix van Haelen et en secondes noces le 25 mai 1509 à Sainte-Gudule Joanna de Groote, et était présent le 13 juin 1491 au lignage Serroelofs.
  - Assche (van), François-Joseph, licencié en Droits, fils de messire Norbertus Franciscus Carolus van Assche, ancien échevin de la ville de Bruxelles et trésorier de la ville, admis en 1686, et de dame Anne Christine Maurissens, fut échevin de la ville de Bruxelles de 1725 à 1731, conseiller ordinaire de Sa Majesté au Conseil de Brabant, et avait été admis le 13 juin en 1725 au lignage Serroelofs.
  - Assche (van), Jean, admis en 1533 au lignage Serroelofs.
  - Assche (van), Messire François, frère de même père et même mère de messire Norbert van Assche admis au lignage en 1643, épousa dame Agnes Wolfaert ex matre van Hamme, et avait été admis le 13 juin 1645 au lignage Serroelofs.
  - Assche (van), Messire Guillaume, fils de Joannes van Assche et de Maria s'Clievers qui était la fille de Willem de Clievere, petit-fils naturel de Willem de Grimberghe dit van Assche, prévôt de Saint-Pierre à Louvain, avait été admis le 13 juin 1519 au lignage Serroelofs.
  - Assche (van), Messire Norbert, fils de Daniel van Assche, échevin et bourgmestre de Louvain, puis receveur des États de Brabant, et de dame Jacqueline van Swietten, petit-fils de messire Willem van Switten, seigneur de Neer et Over Hespen, et de dame Jacomyne van Baussele, laquelle était la fille de Cornelis van Baussele, et de dame Margareta van Heylwegen, fut "tresorier generael van der Heeren Staeten", épousa dame Clara van de Werve dot il n'eut pas de postérité, et avait été admis le 13 juin 1643 au lignage Serroelofs.
  - Assche (van), Messire Norbert François Charles, seigneur de Neder- et Over-Hespen et Gussenhoven, fils de Franciscus van Assche admis en 1643 et d'Agnetis de Wolfhaert, fut échevin de la ville de Bruxelles en 1715 et 1716, trésorier de la ville de Bruxelles en 1717, en 1723 et 1724, de 1736 à 1738, bourgmestre de Bruxelles de 1731 à 1733, surintendant du canal en 1727 et en 1729, épousa Anna Christina Maurissens fille de Jacobus Franciscus Maurissens et d'Anna Michiels, et avait été admis le 13 juin 1686 au lignage Serroelofs.
- Famille Assevedo (ou de Assevedo)
  - Assevedo (de), Messire Charles-Louis, frère d'Antoine-Hyacinthe-Rodriguez ci-dessous, fut admis le 12 juin 1686 au lignage Coudenbergh.
  - Assevedo, Messire Jean-Baptiste Rodriguez, frère d'Antoine-Hyacinthe Rodriguez ci-après, fut admis le 13 juin 1686 au lignage Coudenbergh.
  - Assevedo (de), Messire Antoine-Hyacinthe Rodriguez, capitaine d'une compagnie de dragons, fils de don Laurent de Assevedo et de dame Isabella Francisca Ghuyset laquelle était fille de Jean Baptiste Guseth, admis au lignage en 1607, et d'Isabella Mares, fut admis le 12 juin 1686 au lignage Coudenbergh.
- Famille Auvray
  - Auvray, Michel, neveu de Joannes van Laer, son oncle maternel admis au lignage le 13 juin 1731, petit-neveu de Joannes Josephus Huys, seigneur de Thy, admis au lignage le 11 juin 1707, et fils de Michael Auvray et de dame Maria Theresia Josepha van Laer, laquelle était la fille d'Egidius van Laer et de Maria Theresia Josepha Huys, fut admis le 13 juin 1752 au lignage Sweerts.

## B
- Famille de Backer (d'argent à un écureuil au naturel assis sur une terrasse de sinople tenant une branche d'arbre de même, au chef de gueules chargé de trois étoiles à six rais d'argent, posées en fasce. Ecartelé d'argent à un cœur de gueules couronné d'or, au chef d'azur, chargé de six étoiles à six rais d'or posées en fasce)[20]
  - Backer (de), Ignace, frère de Pierre de Backer ci-après, fut admis le 14 juillet 1667 au lignage Coudenbergh.
  - Backer (de), Pierre, fils de sieur Franchoys de Backer, conseiller et maître à la Chambre des comptes de Brabant, et de dame Philippotte de Wansin laquelle était la sœur de même père et même mère de messires Antoine et Augustin de Wansin admis en 1636 et 1637 au lignage, épousa Joanna Jacqmaer, fut huit de la Gilde drapière en 1665, 1666, 1670 et 1671, doyen en 1667 et 1668, premier huissier du Conseil de Brabant, et avait été admis le 13 juin 1661 au lignage Coudenbergh[13].
- Famille Bacon
  - Bacon, Nicolas-Joseph, fils de Nicolaus Bacon et d'Anna Maria Adriaens, petit-fils de Petrus Adriaens et de Barbara de Cloux, arrière-petit-fils de Leonardus Adriaens et de Geertruyde van Ophem laquelle descendait de Cornelius van Ophem qui siégea au Sweerts en 1406, fut avocat du Conseil souverain de Brabant bien qu'aveugle depuis sa jeunesse, et avait été admis le 13 juin 1771 au lignage Sweerts.
- Famille Bacx (d'argent au chef de gueules chargé d'un lion léopardé d'argent).
  - Bacx, Messire Adrien, seigneur de Linthere, fut admis le 13 juin 1581 au lignage Serhuyghs.
- Famille Baers
  - Baers, Jean, frère de Matthieu ci-après, fils de Christiaen Baers et de Joanna Mertens, petit-fils de Jeronymus Baerts admis au lignage en 1578, avait été admis le 13 janvier 1629 au lignage Steenweeghs.
  - Baers, Jérôme, fils de maître Christiaen Baers, secrétaire ordinaire de Sa Majesté l'Empereur en son Conseil de Brabant, et de dame Joanna van Overbeke, laquelle était la fille de Willem van Overbeke, secrétaire de Sa Majesté Impériale au Grand Conseil de Brabant, et de dame Joanna de Keysere laquelle était née du Steenweeghs du chef de dame Avezoete van Nieuwenhove, sa grand-mère, épousa dame Cathelyne van den Bossche, et comparut en 1578 au lignage Steenweeghs.
  - Baers, Matthieu, frère de Jean Baers ci-avant et fils de Christiaen Baers et de Joanna Mertens, épousa dame Geertruyt Metermans, et avait été admis comme son frère le 13 janvier 1629 au lignage Steenweeghs.
  - Baers, Matthieu, prêtre et chapelain de Notre-Dame à Laeken, fils de Matthieu Baers ci-avant, et de dame Gertrude Metermans, fut admis le 13 juin 1662 au lignage Steenweeghs.
- Famille Baert (de gueules au chevron d'argent, accompagné de trois étoiles à six rais d'argent, au chef d'or au lion passant d'azur, lampassé de gueules) (idem écartelé avec en 2 et 3: d'argent à la bande de gueules chargée de trois maillets du champ et accompagnée au canton senestre, d'un écusson de Brabant)[21]
  - Baert, Arnoldus, seigneur de Wolverthem, docteur en droit à Douai, fut reçu au Roodenbeke en 1586 et fut échevin de Bruxelles en 1595 et 1597 et ensuite encore conseiller au Grand Conseil de Malines, épousa Jeanne Desmares, et était le fils de Nicolas Baert, conseiller et receveur général des Domaines et Finances de S. M., et d'Anna van den Heetvelde, morte en 1573, elle-même fille d'Arnoul van den Heetvelde, du Roodenbeke, et d'Isabelle van Schore.
  - Baert, Joannes ou Jean-Baptiste, admis en 1611 au Roodenbeke, était le fils d'Arnoldus Baert, reçu au Roodenbeke en 1586, et de Jeanne Desmares, mentionnés ci-avant.
  - Baert, Messire Florentius, admis en 1661 au Roodenbeke, époux de Barbara Gielis qui était la fille de Willem et d'Anna Le Boiteux, fils de Petrus Baert et de Margarita van Couwenhove, qui était la fille de Carolus et d'Adriana de Velroux, petit-fils d'Arnoldus Baert qui fut reçu au Roodenbeke en 1586 et était échevin de Bruxelles en 1595 et 1597 et ensuite encore conseiller au Grand Conseil de Malines.
  - Baert, Paulus, seigneur de Waelsberghe, admis en 1614 au Roodenbeke, frère de Joannes Baert reçu en 1611.
- Famille van Baexem
  - Baexem (van), Messire Philippe-Urbain, seigneur de Thielen et de Gierle, fils légitime de messire Rogier van Baexem, seigneur de Thielen, et de dame Anna Franchoise van der Noot laquelle était la sœur de même père et même mère de Rogier Wauter van der Noot, baenderheere de Carloo, admis au lignage en 1700, avait été admis le 13 juin 1702 au lignage Serroelofs.
- Famille Balbani (d'argent à trois bandes d'azur, celle du milieu chargée de trois, les deux autres de deux alérions d'or posés dans le sens de la bande)[21]
  - Balbani, Godefroid-François, fils de Godefredo Balbani, chevalier, écuyer du duc Ferdinand de Lorraine, et de dame Antonia van Utrecht alias Immerseel, avait été admis du chef des t'Serraerts, des van der Bruggen et Thonis, le 12 juillet 1669 au lignage Steenweeghs.
- Famille van der Balcht (ou van der Balct) (écartelé : aux 1 et 4 d'or à la croix de sable, accompagnée au premier canton d'une corneille de même qui est Crainhem ; aux 2 et 3 d'argent à trois mâcles de sable)[21]
  - Balcht (van der) Philippe, qui était - selon Jean-Baptiste Houwaert - fils de Walraeven vander Balcht, admis au lignage, et de Lysebeth van Bornival, fut admis le 13 juin 1534 au lignage Sweerts.
  - Balcht (van der), Jean se trouvait au lignage en 1480 au lignage Sweerts.
  - Balcht (van der), Jean, qui serait le fils de Jan van der Balct, admis au lignage, et de Cathelyne van Wachelgem, fut échevin de la ville de Bruxelles en 1513, 1519, 1522, 1524, 1526, 1527, 1531 et 1537, et avait été admis le 13 juin 1513 au lignage Sweerts.
  - Balct (van der), Maître Jean, échevin de la ville de Bruxelles de 1574 à 1577 et de 1585 à 1586, était présent le 13 juin 1551 au lignage Sweerts.
  - Balcht (van der), Walraven, frère de Jan admis au lignage, et époux d'Elisabeth de Bornival, se trouvait présent le 13 juin 1480 au lignage Sweerts.
- Famille Barbanson (d'argent à trois lions de gueules couronnés)
  - Barbanson, Jean-Baptiste, fut baptisé à Bruxelles, paroisse Sainte-Catherine, le 21 avril 1765, et mourut à Bruxelles le 22 janvier 1831. Il était Juris Utriusque Licentiatus, et fut avocat au Conseil de Brabant par serment du 3 avril 1786. Il fut nommé capitaine de la Garde Bourgeoise le 4 juin 1790, pour le Quartier des Bouchers. À l'époque du royaume uni des Pays-Bas il fit carrière dans la magistrature et fut président du tribunal de première instance de Bruxelles de 1823 à 1830. Il avait épousé Marie Thérèse Françoise Schwarts, fille de François-Joseph et de Marguerite-Thérèse van der Cammen. Il était le fils d'Englebert-Joseph Barbanson, maître-apothicaire et de Marie-Philippine Auwercx, celle-ci étant fille du fameux tapissier bruxellois Philippe Auwercx, le petit-fils de Guilielmus Barbanson et de Catharina Adriaens, l'arrière-petit-fils de Petrus Adriaens et de Barbara de Cloux, lequel Petrus Adriaens descendait de Cornelius van Ophem, au Sweerts en 1406. Il avait été admis, du chef de Corneille van Ophem cité en 1406 en ce lignage, au Lignage Sweerts le 13 juin 1786[22].
- Famille van der Baren
  - Baren (van der), Josse, fils de maître Franchois vander Baren, secrétaire de la ville de Bruxelles, et de Joanna van den Eechoute, celle-ci fille de Joos van den Eechoute, admis au lignage en 1487, et d'Yde van Goteringen, épousa, selon Houwaert, Jacqueline van Pastenaken, et avait été admis le 13 juin 1567 au lignage Sweerts.
- Famille Barnaba ou de Barnaba
  - Barnaba, Ferdinand Henri Joseph Ignace, né le 31 octobre 1750 et mort le 19 novembre 1800, fils de dheer Henricus Barnaba et de Catharina Josephina de Liser, avait épousé Marie Isabelle de Ridder, et fut admis, du chef de son oncle Michael Josephus Ignatius de Liser qui avait été admis le 13 juin 1737, le 2 octobre 1776 au lignage Serroelofs.
  - Barnaba, Joseph Louis, époux de Julie Antoinette Ghislaine van Bemmel, fils d'Henricus Barnaba et de Catharina Josepha de Liser, et frère de Ferdinandus Henricus Josephus Ignatius Barnaba admis au Lignage le 2 octobre 1776, avait été admis le 13 juin 1790 au lignage Serroelofs.
- Famille de Baronaige[23] (fascé de gueules et d'or de six pièces, les trois de gueules frettés d'argent)
  - Baronaige (de). Voir de Bernaige, Messire Maximilien, seigneur de Goycke, admis le 13 juin 1580 au lignage Sleeus.
  - Baronaige (de). Voir de Bernaige, Messire René, seigneur de Crainhem, admis le 14 juin 1604 au lignage Sleeus.
  - Baronaige (van), Messire Guillaume, seigneur de Perck, Elewyck, Herseau, admis le 16 avril 1622 au Roodenbeke.
- Famille Batkin
  - Batkin, Jean-Melchior, frère de Michel-Ange ci-après, fut admis en même temps que son frère le 21 mars 1680 au lignage Serhuyghs.
  - Batkin, Michel-Ange, fils de sieur et maître Melchior-Frederic Batkin et de dame Anne de Bryer, laquelle était la fille de Peter de Bryer et de dame Anthonette de Boisschot, qui était elle-même la fille de Philippe Boisschot, chevalier, admis au lignage en 1600, et de dame Marie van Wingene, fut admis le 21 mars 1680 au lignage Serhuyghs.
- Famille de Baudequin
  - Baudequin (de), Idesbalde-Aubert-Joseph, baron d'Huldenberghe, seigneur de Peuthy, seigneur de Cattenbourg, Smijsberg, Calverkeete, Houtem, Laplaigne et Wattines, fils de messire Carolus Philippus et de dame Maria Anna van Eynatten de Schoonhoven laquelle était la fille légitime de noble seigneur Nicolaus van Eynatten, admis en 1693, et de dame Anna de Joncis, épousa sa cousine germaine Gabrielle Josèphe Ghislaine de Croix, fille de Joseph Adrien Ferdinand de Croix et de Marie Albertine baronne de Plotho, et avait été admis le 13 juin 1772 au lignage Serroelofs.
- Famille Baudewyns[24]
  - Baudewyns, Jean-Baptiste, seigneur de Chapelle Saint Lambert, fils de maître Alexandre Baudewijns ci-après et de Sara Janssens, fut admis le 13 juin 1630 au lignage Coudenbergh[25].
  - Baudewyns, Maître Alexandre, fils de maître Jérôme ci-après, fut secrétaire du Conseil de Brabant, et avait été admis le 13 juin 1617 au lignage Coudenbergh[25]
  - Baudewyns, Maître Jérôme, secrétaire du Conseil de Brabant, fils d'Adam Baudewyns, secrétaire du Conseil de Brabant, et d'Elisabeth Mertens, petit-fils de Maître Jan Mertens, secrétaire de la ville de Bruxelles, et de Catherine van Horenbeke, arrière-petit-fils d'Henri van Horenbeke et de Machtilde van Coudenberg, époux en premières noces de Catharina van den Daele et en secondes noces de Margriet Thiebouts, est mort en 1602, et fut admis le 19 juillet 1596 au lignage Coudenbergh[25].
- Famille Baudry (ou Boudry, de Boudry)
  - Baudry, Jérôme, fils de Simon Baudry, receveur de Hal, et de Ludovica Boote, petit-fils de Joannes Boote, admis en 1561, et de Maria van der Dussen, avait été admis le 13 juin 1598 au lignage Sweerts.
- Famille van Baussele (de gueules, au chef d'argent, chargé de deux quintefeuilles du champ, boutonnés d'or)
  - Baussele (van), Messire Adrien, fils d'Adriaen van Baussele et de dame Anna van der Vorst laquelle était la fille d'Englebert van der Vorst, seigneur de Loenbeke, et d'Anna Absolons, petit-fils de Cornelis van Baussele, seigneur de Braeck, et de dame Margriete van Heylwegen, épousa dame Françoise Bernard, et avait été admis le 13 juin 1618 au lignage Serroelofs.
  - Baussele (van), Messire André, frère de même père et même mère de Willem van Baussele qui fut admis au Lignage en 1613, épousa Piryne de Clerck, et avait été admis le 13 juin 1617 au lignage Serroelofs.
  - Baussele (van), Messire Corneille, fils de Jeroen van Baussele et d'Elisabeth van Amours, petit-fils de Cornelis van Baussele et de dame Margriete van Heylwegen, épousa dame Anna Nagels laquelle était une fille naturelle d'un fils naturel de heer Thomas Nagels, drossard de Brabant, fut doyen de la Gilde drapière en 1624, et avait été admis le 13 juin 1622 au lignage Serroelofs.
  - Baussele (van), Messire Guillaume, fils de Cornelis van Baussele, seigneur de Braeck, et de dame Margarita van Heylwegen laquelle était la fille d'Adriaen van Heylwegen et de Margriete van Beringen, fut doyen de la Gilde drapière, et avait été admis le 13 juin 1577 au lignage Serroelofs.
  - Baussele (van), Messire Guillaume, fils de Willem van Baussele, admis au Lignage en 1577, et de Marie de Fraye, avait été admis le 13 juin 1613 au lignage Serroelofs.
  - Baussele (van), Messire Hughes-Nicolas, fils de Charles van Baussele, écoutète de Diest, et de dame Elisabeth de Mol, petit-fils de messire Jan de Mol, admis au lignage en 1578, et d'Anna van Wesele, fut doyen de la Gilde drapière en 1652, et avait été admis le 13 juin 1640 au lignage Serroelofs.
- Famille de Baviere-Grosbergh
  - Baviere-Grosbergh (de), Albert-Léonard-François-Hubert-Dominique, comte, baptisé le 7 août 1740, fils de messire Jean-Baptiste-Victor de Bavière comte de Grosberg et de dame Marie-Josèphe-Ferdinande-Rose baronne de Colins et Machelen, petit-fils de Pierre-Antoine baron de Colins et Machelen et de dame Eléonore-Anne Edwars laquelle était la fille de Thomas-Everard Edwars admis au lignage en 1683, fut, à la demande de sa mère, déclaré admissible le 2 mars 1751 et admis définitivement le 13 juin 1760 au lignage Coudenbergh.
- Famille de la Bawette (ou de la Bauwette, van der Bauwetten) 
  - Bawette (de la), Messire Charles, fils de Charles de la Bauwette et de Maria Anna van Cruyningen, laquelle était la fille de Gérard van Cruyningen, I.U.L., admis au lignage en 1626, échevin de Bruxelles en 1643, mort en 1657, et de dame Jacqueline de Wely, morte en 1668, épousa en 1718 damoiselle Charlotte van Velde, et avait été mentionné le 13 juin 1698 au lignage Steenweeghs.
- Famille de Bay
  - Bay (de), Jacques-Joseph, fils de Joannes et de Maria Ursula Leyniers, petit-fils de Daniel Leyniers et d'Elisabeth van den Daele, époux d'Anna Maria van den Clooster, admis le 13 juin 1764 au lignage Coudenbergh[26].
  - Bay (de), Jean-Charles-Joseph, frère du précédent, épousa en 1756 Catherine Thérèse van der Schueren, admis le 13 juin 1764 au lignage Coudenbergh[27].
  - Bay (de), Josse-Joseph, fils de Jacques-Joseph de Bay et d'Anne-Marie van den Clooster, admis le 13 juin 1787 au lignage Coudenbergh[28].
- Famille de Beckberghe ou van Beckberghen[29] (D'argent à trois fers de moulin, posés 2 et 1) 
  - Beckberghe (de), Messire Jean-Baptiste-Alexandre, fils de Jan Baptista van Beckberge, peintre et roi d'armes de Hainaut, mort en 1687, et d'Anna van der Meeren, petit-fils de Jeronimus van Beckberge, héraut d'armes de Brabant, et de dame Petronella Stampioen, arrière-petit-fils de Jeronimus Stampioen et de dame Cathlyne van Troostemberge laquelle était la fille de Joseph van Troostemberge et de dame Christina Danoot descendante de Willem van der Hert, échevin du Steenweeghs en 1494, fut mambour de l'hospice Saint-Eloy en 1696, mambour du Finistère en 1701, mambour de la chapelle Saint-Eloy en 1707, échevin de Bruxelles en 1708, avait épousé en la paroisse Saint-Gery à Bruxelles en 1688 dame Joanna Maria van Volxem, et avait été admis, par arrêt du Conseil de Brabant rendu le 27 mars 1693, à la faveur d'une requête introduite par son père le 27 avril 1679 devant cette instance judiciaire, le 23 avril 1693 au lignage Steenweeghs.
- Famille Becx
  - Becx, Messire Gérard, fils de messire Lambert Becx et de dame Catharina de Cock, petit-fils de messire Jacop de Cock et de dame Hester van Gestel, arrière-petit-fils de Jacop de Cock et de Margarita van der Cammen, arrière-arrière-petit-fils de Jacop de Cock et Catharine van Oss laquelle était la fille de messire Willem van Oss, chevalier, avait été admis le 13 juin 1672 au lignage Serroelofs.
- Famille de Beeckman (de gueules à la fasce ondée d'argent, accompagnée de trois roses - ou quintefeuilles - du même boutonnées et couronnées d'or)[21]
  -  Beeckman (de), ou Beeckman Duval (de), ou Beeckman Du Vieusart (de), Ferdinand-Philippe, seigneur de Duval, licencié en Droit, fils de Joannes Nicolaus De Beeckman et de dame Carolina Theresia D'Udekem, fille de Carel Guibert D'Udekem, seigneur de Guertechien et Gentines, qui avait été admis au lignage, fut surintendant de la flotte de la ville de Bruxelles, échevin de Bruxelles, trésorier de la ville, bourgmestre de Bruxelles, avait été admis le 13 juin 1732 au lignage Serhuyghs.
  - Beeckman du Vieusart (de), le baron Jean-Henri-Joseph, I.U.L., seigneur de Coroy le Grand, Saint-Lambert, Libersart et de la comté de Dion, fils de Carolus Gislenus De Beeckman, seigneur de Vieusart, Coroy le Grand, Oignies, Neusart, etc., et de dame Maria Theresia Josepha van der Meeren de Voorde, fut échevin de la ville de Bruxelles, bourgmestre en 1777 et 1778, et avait été admis du chef de son oncle paternel messire Ferdinand Philippe De Beeckman du Vieusart, seigneur de Duval, qui fut bourgmestre de la ville de Bruxelles et avait été admis au lignage, le 13 juin 1760 au lignage Serhuyghs.
- Famille van Beerthem (écartelé: aux 1 et 4 de sinople au rateau formé de cinq fusées accolées reliées par une tréangle, le tout d'argent; aux 2 et 3 d'argent à trois renards passants de sable l'un sur l'autre)[21]
  - Beerthem (van), Jean se trouvait au lignage en 1480 au lignage Sweerts.
  - Beerthem (van), Jean, fils de Joannes van Beerthem admis au lignage, fut échevin de la ville de Bruxelles en 1502, 1507, 1511, 1514, 1518, 1521, 1525, 1527, 1529, 1532, 1539 et 1542, receveur en 1519 et 1520, épousa Catherine s'Proeffs, est mort le 2 avril 1543 après Pâques, et avait été mentionné le 13 juin 1499 au lignage Sweerts.
  - Beerthem (van), Jean "le jeune", fils de Jan van Beerthem admis en 1499, petit-fils de Jan van Beerthem, échevin dès 1468, fut échevin de la ville de Bruxelles en 1560, 1561, 1564, 1566, 1569, 1570, 1574, 1575 et 1576, doyen de la Gilde drapière en 1567, 1583, 1584, huit en 1571, 1572, 1573 et 1577, épousa Helena Desprets, habitant Linkebeek, et avait été admis le 13 juin 1533 au lignage Sweerts.
  - Beerthem (van), Maître Jean, J.U.L., fils de Joannes van Beerthem, admis au lignage en 1533, petit-fils de Joannes van Beerthem admis au lignage en 1499, et arrière-petit-fils de Joannes van Beerthem, échevin dès 1468, fut échevin de la ville de Bruxelles en 1587, 1588, 1589 1591, 1595 et 1596, receveur en 1593 et 1594, nommé conseiller au Conseil de Brabant le 5 mars 1597, épousa en premières noces Marguerite Madoets et en secondes noces Marie van Nyversele, mourut le 9 mars 1597, et fut inhumé aux Dominicains à Bruxelles, et avait été admis le 11 janvier 1562 au lignage Sweerts.
  - Beerthem (van), Maître Philippe, fils de Joannes van Beerthem, admis en 1533, et d'Hélaine Desprets, fut secrétaire ordinaire du Conseil de Brabant et greffier des États de Brabant, épousa Catharina le Sage, et avait été admis le 13 avril 1586 au lignage Sweerts.
- Famille van der Beken (de gueules à cinq anneaux d'argent)
  - Beken (van der), Antoine, admis le 13 juin 1599 au lignage Steenweeghs.
  - Beken (van der), Jean, seigneur de Noeufrue et Ophem, fils de Dierick van der Beken, trésorier général des États de Brabant, et de dame Maria Gilbert, dame et héritière de Noeufrue, petit-fils de Joannes van der Beken, avocat, et de dame Barbara van Vrechem, laquelle était la fille de messire Jan van Vrechem et de dame Barbara de Keysere, fut admis le 13 juin 1604 au lignage Steenweeghs.
  - Beken (van der), Messire Guillaume, chevalier de Jérusalem, fut échevin de la ville de Bruxelles en 1581 et avait été admis le 13 juin 1580 au lignage Serhuyghs.
  - Beken (van der), Pierre, frère de Roland ci-après, épousa dame Jeanne de Lottrayn, fut receveur de Sa Majesté Philippe II au quartier d'Hal, et avait été admis le 13 juin 1595 au lignage Steenweeghs.
  - Beken (van der), Roland, fils de maître Jan van der Beken et de dame Barbara van Vrechem, épousa dame Elisabeth t'Serjans alias Huygens, fut receveur des États de Brabant au quartier de Bruxelles, et avait été admis le 13 juin 1595 au lignage Steenweeghs.
- Famille van der Beken Pasteels (ou van der Beken dit Pasteels ou Pasteels) (d'argent à trois lionceaux de gueules armés et lampassés d'azur)[30],[31]
  - Beken Pasteels (van der), Messire Philippe Eugène François André, né à Bruxelles le 18 janvier 1667 (Sainte-Catherine), fils de messire Jean Melchior van der Beken dit Pasteels ci-dessous, fut admis le 13 juin 1689 au lignage Coudenbergh, en même temps que son frère Melchior ci-après, mais malgré l'admission de leur père en 1645, il fallut un procès devant le Conseil de Brabant pour que les fils obtinssent leur admission, encore fût-ce par une autre filiation, celle ayant servi pour le père ayant paru douteuse.
  - Beken Pasteels (van der), Messire Jean Melchior, seigneur de Wilsele, né en octobre 1659 à Bruxelles (Saint-Géry), époux de Marie Philippine van Valckenisse, et frère d'André ci-avant, fut admis le 13 juin 1689 au lignage Coudenbergh.
  - Beken Pasteels (van der) ou Pasteels, Messire Jean Melchior, fils de Jean Pasteels, seigneur d'Oplinter, et d'Anna van der Thommen fille de messire Pierre van der Thommen et de dame Elisabeth vander Hert, lequel messire Pierre van der Thommen était le frère de messire Octave van der Thommen lequel procréa messire Jean van der Thommen admis au lignage en 1634, mourut le 1er octobre 1673, et avait été admis le 13 juin 1645 au lignage Coudenbergh.
- Famille van Bellingen (coupé: au 1 d'azur à deux canettes rangées d'argent; au 2 de gueules à un grelot d'or)[21]
  - Bellingen (van), dit de Brandeghem, François-Marie-Augustin, époux de Maria Anna de Thysbaert, fils de Raymondus Augustinus van Bellingen et de dame Clara Françoise Meeus laquelle était la fille de Jan Meeus et de dame Isabella de Fierlant, celle-ci étant la sœur de même père et même mère de Philippus Albertus de Fierlant admis au lignage en 1724, avait été admis le 13 juin 1761 au lignage Sweerts.
  - Bellingen (van), Jacques-Louis, fils de Franciscus Maria Augustinus van Bellinghen de Brandegem et de dame Maria Anna de Thijsbaert, fut avocat du Conseil souverain de Brabant, et avait été admis le 13 juin 1792 au lignage Sweerts.
  - Bellingen (van), Joseph-Marie-Antoine-Augustin, époux de Cornelia Pletincx, fils d'Antonius Josephus van Bellingen et de dame Maria Margarita Meeus, celle-ci étant la sœur de la mère de François-Marie-Augustin van Bellingen admis au lignage en même temps que lui, avait été admis le 13 juin 1761 au lignage Sweerts.
- Famille van Bemmel (d'azur à trois violons au naturel posés la tête en bas, au chef de gueules chargé d'un lion rampant d'or)[21]
  - Bemmel (van), Sieur et Maître Gabriel, secrétaire de la ville de Bruxelles, fils de Jan van Bemmel et de Maria Thielens, petit-fils de Geerard van Bemmel et d'Anna Goossens, laquelle était la fille de Gabriel Goossens et d'Elisabeth van Coudenberghe, la petite-fille de Bartholomeus van Coudenbergh et d'Anna Criekengijs, l'arrière-petite-fille de Jan van Coudenbergh et de Cathelijne van Pynbroeck dit van Halle, l'arrière-arrière-petite-fille Jan van Coudenbergh et de Margarita Clutinckx, cette dernière étant la fille de Jan Clutinckx qui fut échevin de Bruxelles en 1407 et en 1414 et de Margarita van den Spiegele, et la petite-fille de Jan Clutinckx au Roodenbeke en 1376, et avait été admis en 1598 au Roodenbeke.
- Famille van Berchem (d'or à trois pals de gueules)
  - Berchem (van), Sieur et Maître Pierre-Jean, I.U.L., époux de Joanna Maria Thielens, fils de Magdalena van de Nesse et de Gisbertus van Berchem, petit-fils de Joannes van de Nesse et d'Elisabeth van der Cappen, arrière-petit-fils de Jacob van de Nesse, greffier d'Overyssche, et de Paschyne Godeschalcx laquelle était la fille de dame Catharina Spyskens, fut avocat en 1683, secrétaire de la ville de Louvain, et avait été admis le 13 juin 1696 au lignage Coudenbergh[25].
  - Berchem (van), Pierre Jean, déclaré admissible au lignage Sleeus.
- Famille van Berckel (d'azur à trois étoiles d'or)
  - Berckel (van), Jean-François, fils de Petrus van Berkel et de Paulina van der Reest qui était la sœur de Marcus, Adrianus Cornelius et Franciscus admis en 1650, épousa une demoiselle de Torre, et avait été admis le 13 juin 1663 au lignage Sweerts.
- Famille van den Berghe de Limminghe (d'or, à trois pals d'azur; au chef de gueules chargé d'un lion issant d'argent, armé, lampassé (et couronné) d'or)
  - Berghe (van den) de Limminghe, Charles, admis en 1645 au Roodenbeke, époux de Margarita de Fourneau fille d'Henri, était le fils de Lamoral van den Berghe de Limminghe, reçu au Roodenbeke en 1618 et de Catharina Tassis fille de Carolus.
  - Berghe (van den) de Limminghe, Charles, admis en 1712 au Roodenbeke, épousa sa cousine Ernestina Angelina Arazola de Oñate, et était le fils de Charles van den Berghe de Limminghe et de sa première épouse Anna Isabella Arazola de Oñate.
  - Berghe (van den) de Limminghe, Charles, qui fut bourgmestre, échevin, trésorier de la ville de Bruxelles, membre de l'État noble de Brabant, créé comte le 7 juillet 1694, admis en 1688 au Roodenbeke, avait épousé en premières noces Anna Isabella Arazola de Oñate et en secondes noces d'Anna Theresia Josepha Massiet, et était le fils de Lamoral Frans van den Berghe de Limminghe reçu au Roodenbeke en 1659 et de Maria Barbara de Varick.
  - Berghe (van den) de Limminghe, Corneille-François, admis en 1688 au Roodenbeke, conseiller à la Chambre des Comptes de Brabant, épousa Anna Maria van de Werve fille unique d'Henri, et était le fils de Lamoral Frans van den Berghe de Limminghe, reçu au Roodenbeke en 1659, et de Maria Barbara de Varick.
  - Berghe (van den) de Limminghe, Guillaume François Joseph, créé comte en 1761, avait été admis en 1729 au Roodenbeke, fut échevin de la ville de Bruxelles entre 1737 et 1744, surintendant du canal en 1747 et 1748, et était le fils de Carolus van den Berghe de Limminghe et de sa première épouse Anna Isabella Arazola de Oñate.
  - Berghe (van den) de Limminghe, Lamoral, admis en 1618 au Roodenbeke, épousa Catharina Tassis, et était le fils de Joannes Baptiste van den Berghe Uijterlimminghe, président de la Chambre des Comptes, et d'Anna Baert, morte en 1618, elle-même fille de Nicolas Baert, conseiller et receveur général des Domaines et Finances de Sa Majesté, et d'Anna van den Heetvelde, morte en 1573, fille d'Arnoul van den Heetvelde, du Roodenbeke, et d'Isabelle van Schore.
  - Berghe (van den) de Limminghe, Lamoral-François, admis en 1659 au Roodenbeke, président de la Chambre des Comptes de Brabant, épousa Maria Barbara de Varick, fille de Nicolas, vicomte de Bruxelles, et d'Anne Marie Micault, et était le fils de Lamoral van den Berghe de Limminghe reçu au Roodenbeke en 1618 et de Catharina de Tassis.
  - Berghe (van den) de Limminghe, Norbert-Lamoral, admis en 1696 au Roodenbeke, fut capitaine de la Garde bourgeoise de Bruxelles, et était le fils de Lamoral Frans van den Berghe de Limminghe admis au Roodenbeke en 1659 et de son épouse Maria Barbara de Varick.
  - Berghe (van den) de Limminghe, Philippe Joseph, comte, admis en 1744 au Roodenbeke, membre de l'État noble de Brabant, était le fils de Carolus van den Berghe de Limminghe admis au Roodenbeke en 1688 et de sa seconde épouse Anna Theresia Josepha Massiet, et avait épousé Francisca Carolina Josepha d'Udekem, fille de Carolus Gislanus baron de Gentinnes et d'Anna Francisca de Nicolarts.
- Famille de Berlo
  - Berlo (de), le baron Melchior, né à Bruxelles, fils du baron Winand ci-après, fut admis le 13 juin 1652 au lignage Sleeus.
  - Berlo (de), le baron Winand, seigneur de Nieuwenhove, fils de messire Willem, baron de Berlo, et de dame Jeanne de Locquenghien, laquelle était la sœur d'Antoine de Locquenghien, seigneur de Melsbroeck, qui avait été admis au lignage, fut admis le 13 juin 1650 au lignage Sleeus.
- Famille de Bernaige[23] (fascé de gueules et d'or de six pièces, les trois de gueules frettés d'argent)
  - Bernaige (de), van Bernage ou de Baronaige, Messire Jean, chevalier, seigneur de Percke et Moude, au lignage Sleeus de 1537 à 1565, est mentionné, vraisemblablement par erreur, le 13 juin 1558 au lignage Serroelofs.
  - Bernaige (van), le chevalier Ingelbert ou Imbrecht, seigneur de Crainhem, huit fois échevin de Bruxelles de 1528 à 1543, fut admis le 13 juin 1528 au lignage Sleeus.
  - Bernaige (van), Messire Jean, seigneur de Perck et de Moude, chevalier en 1495, fut échevin en 1483, et se trouvait en 1483 au lignage Sleeus.
  - Bernaige (van), le chevalier Pierre, seigneur de Perck, échevin de Bruxelles en 1518, fut admis le 13 juin 1504 au lignage Sleeus.
  - Bernaige (van), le chevalier Jean, seigneur de Percke, admis le 13 juin 1537 au lignage Sleeus.
  - Bernage (van), Sieur Maximilien, seigneur d'Oycke, fils de sieur Jean, chevalier, seigneur de Percke, et de Claudine van der Meeren, épousa Adrienne Hinckaert fille de François et de Françoise Schoof, mourut en 1593, et avait été admis en 1580 au lignage Sleeus. Il n'est pas cité par van der Meulen.
  - Bernage (de), (voir de Baronaige ci-avant), messire René, seigneur de Crainhem, échevin de Bruxelles en 1607 et de 1623 à 1625, proviseur du couvent de Bruyseghem en 1616, superintendant de la navigation en 1619, avait été admis le 14 juin 1604 au lignage Sleeus[32].
- Famille de Bernard de Fauconval
  - Bernard de Fauconval (de), Augustin Antoine Joseph, fils de Hermanus Josephus de Bernard de Fauconval et de dame Maria Theresia Josepha Anthonia Burlet, petit-fils de Lambertus Burlet et d'Isabella Mortgat, arrière-petit-fils d'Hubertus Mortgat et d'Agnès t'Kint laquelle était la fille de Stephanus t'Kint et de Maria van Bossuyt, avait été admis le 13 juin 1794 au lignage Sweerts.
  - Bernard de Fauconval (de), Charles François Joseph Antoine Marie, frère du précédent, fut également admis le 13 juin 1794 au lignage Sweerts.
- Famille de Berty (ou (de) Berthi) (écartelé, 1/4 d'or au griffon de sable (qui est Berthi, 2/3, parti: a) de… plain au chef échiqueté de 4 tires de 4 pièces d'argent et d'azur; b) fascé de huit pièces d'or et d'azur. Sur le tout un écu d'or à la bande de sable chargée de 3 maillets d'argent posés dans le sens de la bande, accompagné au chef senestre d'un écu d'azur à 3 fleurs de lis au pied coupé d'argent)
  - Berty (de), Messire Albert Walerant, licencié en Droit, fils du Secrétaire Berthi, cousin germain des sieurs Hartius admis au lignage, neveu du sieur Boisschot admis au lignage et frère de Jean-Marie de Berthi admis au lignage, et de la descendance Wiepeninck, fut drossard et surintendant des fiefs du pays de Gaasbeek, échevin de la ville de Bruxelles en 1659, et avait été admis le 28 juin 1633 au lignage Serhuyghs. (les mêmes armes mais le parti a) de gueules à l'étoile d'or à six rais, au chef de sable, échiqueté comme ci-dessus. Sur le tout un écu de… à 3 fers à moulin de…)
  - Berthi, Messire Jean-Marie, fils du secrétaire Berthi, et cousin germain et neveu des sieurs Hartius et Boisschot admis au lignage, avait été admis du chef de la famille Pipenpoy le 14 septembre 1619 au lignage Serhuyghs.
- Famille Le Beuf
  - Beuf (Le), Messire François, fils de Franciscus le Beuf, gouverneur des forts de Peerle et Sainte-Marie, et de Maria Spruyt, petit-fils de Thomas Spruyt et Ludovica van der Thommen, arrière-petit-fils de Lodewyck van der Thommen et de Maria van den Dycke, arrière-arrière-petit-fils de Lodewijck van der Thommen, chevalier, seigneur de Winksele, Put et Lynden, et de Cornelia van Wilre, qui était la fille de Martinus van Wilre, chevalier, seigneur d'Oplinter, et de Margarita Boote, avait été admis le 14 juin 1675 au lignage Sweerts.
- Famille van Beughem (d'or à 3 bandes d'azur à la bordure de gueules chargée de huit roses d'argent)
  - Beughem (de), Messire Antoine-Charles, fils de messire Ferdinand-Joseph-Hyacinte vicomte de Beughem de Melis, trésorier de la ville de Bruxelles, siégeant au lignage, et de dame Maria Josephina de Beughem d'Houtem, fut admis le 13 juin 1793 au lignage Serhuyghs.
  - Beughem (van), Antoine-Josse-Hyacinthe, admis en 1766 au lignage Serhuyghs.
  - Beughem (van), Ferdinand-Joseph-Hyacinthe, vicomte de Beughem de Melis, fils de messire Joannes Josephus Hyacinthus vicomte de Beughem, seigneur de Capelle, etc., admis au lignage, et de noble dame Maria Joanna Du Bois, fut trésorier de la ville de Bruxelles en 1793 et 1794 et avait été admis le 13 juin 1762 au lignage Serhuyghs.
  - Beughem (van), Hyacinthe-Joseph-Albert, fils de Mathieu van Beughem admis au Lignage, fut admis le 13 juin 1705 au lignage Serhuyghs.
  - Beughem (van), Jean, seigneur d'Ottignies, licencié en Droit, admis le 14 février 1648 au lignage Serhuyghs.
  - Beughem (van), Jean-Dominique-Hyacinthe, licencié en Droit, fils de Hiacintus van Beughem, seigneur de Cappel, conseiller et maître des comptes de la Chambre des comptes du Brabant, qui avait été admis au lignage, et de dame Maria Lucia Gasperina Theresia de Villegas, fut bourgmestre de la ville de Bruxelles en 1738 et avait été admis le 19 janvier 1735 au lignage Serhuyghs.
  - Beughem (van), Jean-Joseph-Hyacinthe, admis en 1752 au lignage Serhuyghs.
  - Beughem (van), Sieur et Maître Matthieu, I.U.L., fils de messire Jan van Beughem, seigneur d'Ottignies, Hautem, etc., fut receveur de la ville de Bruxelles en 1661 et 1666, et avait été admis le 1er octobre 1650 au lignage Serhuyghs.
  - Beughem (van), Melchior-Charles-Joseph-Hyacinthe, marquis d'Anvers, seigneur d'Houtem, I.U.L., fils de Hiacintus van Beugem, admis au lignage, et de dame Maria Lucia Gasparina de Villegas, fut avocat du Conseil souverain de Brabant, doyen de la Gilde drapière, amman de Bruxelles, et avait été admis le 13 juin 1736 au lignage Serhuyghs.
- Famille de Beurco Martiarto
  - Beurco Martiarto (de), Messire Michel-Antoine, fils de don Juan de Beurco Mariarto, seigneur du même lieu, et de dame Isabel de la Garbe laquelle était sœur de même père et même mère de sieur et maître Otto de la Garbe, licencié en Droit, qui fut reçu au lignage le 13 juin 1628, et également frère de messire Ferdinand de la Garbe admis au lignage le 13 juin 1644, et descendant des vande Heetvelde et des Winnenpennicx, fut admis le 13 juin 1663 au lignage Serhuyghs.
- Famille van Bever
  - Bever (van), Laurent, fils de Geerard van Bever et d'Elisabeth de Proost, lequel Geerard van Bever était le fils de d'Hendrick van Bever et de Joanna van Nieuwenhove fille de Geerard et d'Anna Pipenpoy, sœur de même père et même mère de Segerus Pipenpoy du chef de qui messires Hendrick et Jacob Pipenpoy, deux frères, siègent au Lignage, fut reconnu le 4 février ou le 4 mars 1707 admissible au lignage Serhuygs.
  - Bever (van), Henri fut déclaré être admissible au lignage en 1771 au lignage Serhuyghs.
- Famille Beydaels[33] (écartelé ; au 1 et 4 : d'azur à trois doloires d'argent, posées deux en chef et une en pointe ; au 2 et 3 : de gueules à trois cœurs d'or ; sur le tout de l'écartelé : parti-émanché de gueules et d'argent qui est Sweerts)
  - Beydaels, dit de Zittaert, Charles-Jean, chevalier de l'Ordre du Christ, baptisé à Bruxelles (Saint-Nicolas) le 30 avril 1747 et mort émigré à Vienne le 18 avril 1811 à l'âge de 64 ans, fils de Joannes Baptista Rupertus Beydaels, siégeant au lignage, et de dame Joanna Catharina Francisca Francolet, fut roi d'armes à titre de Luxembourg le 14 août 1769, premier roi d'armes des Pays-Bas autrichiens le 10 avril 1782, roi d'armes de l'ordre de la Toison d'Or autrichienne le 24 février 1804, épousa en premières noces Marie Denise Victoire Genimi de Molé et en secondes noces Barbe Caroline Goupy de Quabecq, avait été admis le 13 juin 1769 au lignage Sweerts.
  - Beydaels, Sieur et Maître Jean, J.U.L., fils de Daniel Beydaels et de Maria Helduwiers, petit-fils de Joannes Beydaels et de Maria van den Perre, arrière-petit-fils de Joannes Beydaels et d'Anna van de Putte qui était la sœur d'Henricus van den Putte admis au lignage en 1579, fut avocat en 1665, roi d'armes de Namur en 1697, est mort à Bruxelles le 7 novembre 1701, et avait été admis le 13 juin 1670 au lignage Sweerts.
  - Beydaels, Jean-Baptiste-Rupert, baptisé à Bruxelles (Sainte-Gudule) le 28 septembre 1710, mort à Bruxelles le 17 janvier 1768, seigneur de Zittaert et de Ginderomme, de Gaspeldeurne et Terbiest, fils de Judocus Egidius Beydaels, commerçant en soieries, et de dame Jeanne-Catherine de Morienval, petit-fils de Joannes Baptista Beydaels et d'Anna Maria van Nyverseele, arrière-petit-fils de Werner Beydaels et de Joanna van Ophem, arrière-arrière-petit-fils de Gillis Beydaels et de Barbara de Moor, les parents de ce dernier étaient Joannes Beydaels et Anna van de Putte laquelle était la sœur d'Henricus van de Putte admis au Sweerts en 1579, fut négociant en gros en épices et denrées coloniales, et fabricant de camelot, épousa Joanna Catharina Francisca Francolet, et avait été admis, après avoir obtenu des lettres de réhabilitation du Conseil souverain de Brabant, le 13 juin 1746 au lignage Sweerts.
  - Beydaels, Jean Charles, né le 31 août 1751 et mort célibataire le 13 juin 1786, frère de Charles-Jean admis en même temps que lui, avait été admis le 13 juin 1769 au lignage Sweerts.
  - Beydaels, François Marie, baptisé le 23 mai 1753 et mort célbataire le 22 juillet 1818, frère de Charles-Jean Beydaels et de Jean-Charles Beydaels admis en 1769, fut banquier et riche propriétaire, et avait été admis le 13 juin 1770 au lignage Sweerts.
  - Beydaels, Rupert, prêtre, seigneur de Zittaert et de Gheetbroeck, baptisé à Sainte-Gudule à Bruxelles le 20 décembre 1683, fils de Jean-Baptiste Beydaels et d'Anne Marie van Nyverseele, petit-fils de Werner Beydaels, doyen des merciers, et de Jeanne van Ophem, arrière-petit-fils de Gillis Beydaels, brasseur, et de Barbe de Moor, arrière-arrière-petit-fils de Jean Beydaels, brasseur, et d'Anne van de Putte, laquelle était la sœur d'Henri van de Putte admis au Sweerts en 1579, avait été ordonné prêtre à Gand le 24 mars 1708, fut chapelain à Sainte-Gudule ainsi que de la chapelle Sainte-Catherine à l'église de Watermael, mourut le 3 octobre 1752, et avait été admis le 13 juin 1708 au lignage Sweerts.
- Famille de Bie (d'or à la fasce bretessée et contre-bretessée de sable, accompagnée de sept abeilles du même, quatre en chef et trois en pointes)[21]
  - Bie (de), Messire Ambroise Philippe, fils de messire François de Bie, auditeur ordinaire de Sa Majesté à la Chambre des comptes du Brabant, et de dame Clara Joanna Mastelyn, laquelle était la fille de Philippe Mastelyn, secrétaire du Souverain Conseil de Brabant, et de dame Anna Maria Mechelman, cette dernière étant la fille de sieur et maître Paulus Mechelman, auditeur général du district d'Anvers, et de dame Beatrix Rampart, fut huit de la Gilde drapière en 1711 et 1712, et avait été admis le 20 mai 1705 au lignage Coudenbergh[25].
  - Bie (de), Messire François Augustin, I.U.L., seigneur de Sichem, fils de messire Jean Ernest de Bie, chef-drossard du pays de Gaesbeeck, et de dame Marguerita van den Leemputte, neveu d'Ambroise Philippe de Bie admis en 1705, fut échevin de Bruxelles de 1742 à 1748 et de 1758 à 1760, échevin de la Chambre d'Uccle, amman de Bruxelles à titre provisoire en 1749, chef-mambour des orphelins de 1750 à 1754, avocat en 1734, drossard de la terre de Geel de 1761 à 1763, est mort en 1772, et avait été admis le 13 juin 1734 au lignage Coudenbergh[25].
  - Bie (de), Messire Jacques-Balthazar-Joseph, écoutête de la paroisse et franchise de Heist-op-den-Berg au pays de Malines, frère de François Augustin de Bie admis en 1734, avait été admis le 13 juin 1744 au lignage Coudenbergh[25].
- Famille de la Biestrate
  - Biestrate (de la), Charles, 1574-1644, époux de Françoise de la Disme (non répertorié par van der Meulen)[34], lignage Coudenbergh.
  - Biestrate de Nederwinde (de la), Messire Jean-Baptiste, époux d'Helena Francisca du Mont, fils de Jean Charles admis en 1701 et d'Anna Theresia Chavin, frère de Jean Charles admis en 1704, fut admis le 13 juin 1719 au lignage Coudenbergh (non répertorié par van der Meulen).
  - Biestrate (de la), Jean-Charles, seigneur de Laer et Nederwinde, ancien échevin d'Anvers, époux d'Anna Theresia Chauvin, fils de Charles de la Biestraete et de Cornelia de Doncker, petit-fils de Carolus de la Biestraete et de Françoise de le Disme, arrière-petit-fils de Gillis de la Biestraete et d'Helena Vivien, arrière-arrière-petit-fils de Willem van den Biestraete et de Catharina de Deken, celle-ci descendante d'Henricus Oemen par sa fille Margarita Oemen qui était la sœur de Roelof Oemen inscrit au Coudenbergh en 1376, avait été admis le 13 juin 1701 au lignage Coudenbergh[25].
  - Biestrate (de la), Messire Jean-Charles, I.U.L., fils de messire Jean Charles de la Biestraete ci-avant admis au lignage en 1701, fut admis le 13 juin 1704 au lignage Coudenbergh[35].
- Famille van Blitterswyck ou van Blitterswijck[36] (d'argent au chef émanché de gueules, chargé à dextre d'un losange d'or)[21]
  - Blitterswyck (van), Adam, fils de Guilliam van Blitterswijck et de Josina van den Putte, oncle de Marc et Adrien van Blitterswijck qui seront reçus au Roodenbeke en 1645, avait été admis en 1619 au Roodenbeke.
  - Blitterswyck (van), Adrien, était le fils de Guilliam van Blitterswijck et de Guillemette van Zinnick, le petit-fils de Guilliam van Blitterswijck et de Josina van den Putte, l'arrière-petit-fils de Gillis van Blitterswijck, né en 1524 et mort en 1601, et de Cathelyne van Habbeke, l'arrière-arrière-petit-fils de Guilliam van Blitterswijck, seigneur de Laeken, et d'Elisabeth Cuelens dit van Teutenberg, et ce dernier Guilliam étant lui-même le fils de Guilliam van Blitterswijck, échevin de Bruxelles en 1489, bourgmestre en 1495, et de Margarita Huijbrechts. Adrianus van Blitterswijck avait été admis en 1645 au Roodenbeke.
  - Blitterswyck (van), Guillaume, échevin de Bruxelles en 1637 et 1638, ensuite conseiller au Conseil de Gueldre et enfin conseiller au Grand Conseil à Malines, épousa Clara de Lignières, était le fils de Josse van Blitterswijck reçu en 1611 et d'Adriana Avens, et avait été admis en 1631 au Roodenbeke.
  - Blitterswyck (van), Jean, seigneur de Laeken, mort en 1601, avait épousé Anna alias Catharina de Smeth, était le fils de Guilliam van Blitterswijck, seigneur de Laeken, et d'Elisabeth Cuelens dit van Teutenberg qui était la fille de Daniel et d'Elisabteh Moriaens, avait été admis en 1582 au Roodenbeke.
  - Blitterswyck (van), Marc, frère germain d'Adrien van Blitterswijck cité supra, fut admis en même temps que lui, en 1645 au Roodenbeke.
  - Blitterswyck (van), Messire Charles Philippe, auditeur général de la Cavalerie, époux en premières noces d'une demoiselle Penneranda et en secondes noces de Françoise Duartez, fils de sieur et maître Judocus van Blitterswijck reçu en 1611 et d'Adriana Avens, avait été admis en 1633 au Roodenbeke.
  - Blitterswyck (van), Messire Constantin Charles, fils de Guillielmus van Blitterswijck admis au Lignage Roodenbeke en 1631 et de Clara de Lignières, avait été admis en 1669 au Roodenbeke.
  - Blitterswyck (van), Messire Guillaume ou Willem, capitaine de cavalerie au régiment du duc de Holstein, fils de Charles Philippe van Blitterswijck admis au Roodenbeke en 1633 et de sa femme qui était une demoiselle Penneranda, avait été admis en 1670 au Roodenbeke.
  - Blitterswyck (van), Sieur et Maître Josse, doyen de la Gilde drapière en 1618, créé chevalier, conseiller fiscal de Brabant, époux d'Adriana Avens, fils de Guilliam van Blitterswijck et de Josina van den Putte, et frère d'Adam van Blitterswijck cité supra, avait été admis en 1611 au Roodenbeke.
  - Blitterswyck (van), Justus Theodatus, frère germain de Constantinus Carolus van Blitterswijck, fut reçu en même temps que lui, en 1669, au Roodenbeke.
- Famille de Blockhoven
  - Blockhoven (de) ou Blochoven (de), Messire Charles François, fils de messire Frédéric de Blochoven admis au lignage en 1613, fut admis le 13 juin 1636 au lignage Coudenbergh.
  - Blockhoven (de), George, frère de messire Charles François ci-avant, fut avocat en 1637, et avait été admis le 13 juin 1636 au lignage Coudenbergh[35].
  - Blockhoven (de), Messire Frédéric, fils de Nicolas de Blockhoven et de Jacqueline van Meghem qui était la sœur de même père et même mère de Paul van Meghem qui était au lignage en 1587, fut admis le 13 juin 1613 au lignage Coudenbergh.
- Famille Blocqueau
  - Blocqueau, Boniface Gaspard Joseph, fils d'Antonius, receveur des exploits du Conseil de Brabant, et d'Anna Maria van Bever, petit-fils de Joannes van Bever, J.U.L., avocat, et d'Isabella Clara Bernaerts, arrière-petit-fils de Guilliam van Bever et de Petronella Thienpont, celle-ci fille de Martinus Thienpont et d'Adriana van Bruyssegem, fut huit de la Gilde drapière de 1788 à 1790, et avait été admis du chef de Jan Clutinc, échevin de Bruxelles en 1407 et 1414, le 13 juin 1780 au lignage Sweerts.
- Famille Blyleven (ou Blijleven)[37]
  - Blyleven, Jacques, mort à Bruxelles le 27 septembre 1620, inhumé à Sainte-Gudule, frère de même père et même mère de Jean Blyleven admis en 1587, ci-après, épousa à Louvain (Saint-Jacques) le 6 février 1571 dame Gertrudis de Kempeneer, morte à Bruxelles le 3 juin 1584, et en secondes noces à Anvers le 8 juin 1586 Marie Borrekens, fut secrétaire du Conseil de Brabant, et avait été admis le 13 juin 1591 au lignage Steenweeghs.
  - Blyleven, Maître Jean, époux de dame Joanna de Mera, fils de maître Jan Blyleven, secrétaire ordinaire du Conseil de Brabant, et de dame Amelberghe Hujoel, issue du Coudenbergh, laquelle était la fille de Mattheus Hujoel et de Christina van der Voort, petite-fille de Jacobus Hujoel dit Nyveleer, secrétaire puis greffier du conseil de Brabant, et de Maria Stoops née des lignages, fille de Jan Stoops, conseiller et maître des comptes en Brabant, et de Catharina van Eycken, arrière-petite-fille de Jan Hujoel, conseiller issu des Nations en 1449 et 1453, et d'Elisabeth Wyckmans, avait été admis le 13 juin 1587 au lignage Steenweeghs.
  - Blyleven, Maître Jean-Baptiste, fils de Jacques Blijleven admis au lignage en 1591, et de dame Gertrudis de Kempeneer, fut doyen de la Gilde drapière en 1625, épousa dans ses vieux jours Barbara Schaelys, et avait été admis le 13 juin 1611 au lignage Steenweeghs.
- Famille Boccabella (d'argent à deux lions adossés de gueules, armés et lampassés d'azur, le lion contourné derrière l'autre, se tenant chacun par la queue devant eux, en chef un joug de même)
  - Boccabella (de), Jean-Baptiste, seigneur de Steenwerven, fils de messire Julio Bocabella, seigneur d'Ophombeke, et de dame Maria de la Tour, fille de Robert de la Tour, seigneur de Moriencourt, et de dame Anna Kerremans, fille de Philipps Kerremans, chevalier, et de dame Anna van den Hert, laquelle était la fille de messire Antonius van den Hert qui fut échevin du Steenweeghs en 1548, avait été admis le 13 juin 1666 au lignage Steenweeghs.
  - Boccabella (de), Messire Stéphane-Marie, seigneur d'Heintveldt, fils de Jean-Baptiste de Bocabella ci-avant, admis au lignage en 1666, et de dame Marguerite de Mahy de Chambrun, fut capitaine de la Garde bourgeoise de Bruxelles, se trouvait au lignage en 1698, et avait été admis le 13 juin 169... au lignage Steenweeghs.
- Famille du Bois de Fiennes
  - Bois (du) de Fiennes, Messire Guillaume-André-Joseph, seigneur d'Amissinoy, fils de Guillaume du Bois de Fiennes, seigneur d'Amissinoy, et d'Isabella Gomerra de Berrio y Barrionuevo, fut avocat en 1744, est mort en 1789, et avait été admis le 13 juin 1725 au lignage Coudenbergh[35].
  - Bois (du) de Fiennes, Messire Guillaume-Joseph, fils de Joannes Alexander du Bois de Fiennes, seigneur de Drogenbos, Marber, Bohan, Maerselstern, Boisjean, Amissinoy, et de Barbara Alverado y Bracamonte, petit-fils de Don Georgio Alverado y Bracamonte, colonel de cavalerie, et de Ludovica de Walsche, laquelle était la fille de Jan de Walsche, seigneur de Bodeghem, admis en 1590, et de Barbara van der Beken, avait épousé Isabella Gomerra de Berrio y Barrionuevo fille de Christophe gouverneur de Lierre, et fut lieutenant d'infanterie puis capitaine de la garde bourgeoise de 1713 à 1730, huit de la Gilde drapière de 1713 à 1726, est mort en 1750, et avait été admis le 10 octobre 1712 au lignage Coudenbergh[35].
  - Bois (du) de Fiennes, Messire Honoré-Joseph, seigneur de Bois-Jean, frère de messire Guillaume-André-Joseph ci-dessus, et fils de Guillaume ci-avant, fut huit de la Gilde drapière de 1734 à 1741, capitaine de la garde bourgeoise depuis 1730, lieutenant-major de 1749 à 1763, est mort en 1766, et avait été admis le 13 juin 1725 au lignage Coudenbergh[35].
- Famille du Bois dit van den Bossche
  - Bois (du), dit van den Bossche, Messire Guillaume-Dominique-François, seigneur de Wegerwalle, fils de messire Pierre-Antoine Du Bois et de dame Anne-Philippote van Dongelberge laquelle était la fille de Charles van Dongelberge conseil au Conseil de Brabant et vicomte de Zillebeke qui avait été admis le 13 juin 1649, résidait à Gand en Flandre, et avait été admis le 13 juin 1726 au lignage Sleeus.
  - Bois (du), dit van den Bossche, Pierre Antoine, fils d'Antonius du Bois dit van den Bossche et de Maria Clara Jacobs, petit-fils d'Antonius du Bois dit van den Bossche et d'Elisabeth van de Velde, laquelle était la fille de Henricus van de Velde et d'Anna van den Abeele, la petite-fille de Joannes van de Velde et d'Elisabeth van Bemmel, l'arrière-petite-fille de Geerard van Bemmel et d'Anna Goossens, ces deux derniers étant les grands-parents de sieur et maître Gabriel van Bemmel cité ci-avant, et avait été admis en 1696 au Roodenbeke.
- Famille du Bois
  - Bois (du), Messire Arnold-Henri-Jean, frère de messire Jean-Joseph-Marie ci-après, fut admis le 13 juin 1730 au lignage Steenweeghs.
  - Bois (du), Messire Jean-Joseph-Marie, I.U.L., fils d'Arnoldus Martinus Ludovicus Du Bois, chevalier, et de dame Maria Catharina Vekemans, laquelle était la fille de Joannes Josephus Vecquemans et de Maria Regina van Horenbeke, celle-ci sœur de Jean Florimond et de François Ange van Horenbeke, et fille de Jean Baptiste van Horenbeke, chevalier, seigneur d'Alsinghen, receveur général du quartier d'Anvers, tous trois admis au lignage, fut admis le 17 juin 1728 au lignage Steenweeghs.
- Famille de Boisschot[38] (d'or à trois fers à moulin d'azur)
  - Boisschot (de), Ferdinand, chevalier, comte d'Erps, "baenderheere" de Saventhem, Couwestyn, conseiller en 1617 et en 1624, avait été admis du chef de la famille Pipenpoy le 15 septembre 1616 au lignage Serhuyghs.
  - Boisschot (de), Philippe, seigneur de Beygaerde, seigneur de Linthout (en 1625), fut drossard de Grimbergen et Buggenhout, et avait été admis du chef de sa mère descendante de Geeraert vanden Troncke et de Johannis dicti Wennepenninck, le 13 juin 1600 au lignage Serhuyghs.
- Famille Le Boiteux (d'azur, au chef d'argent chargé d'un lion issant de gueules, armé et lampassé d'azur, tenant entre ses pattes un meuble de sable en forme de T)
  - Boiteux (le), dit Botteu, Cosmas, prêtre et chanoine à Anderlecht, admis en 1660 au Roodenbeke, était le fils de Cornelius Le Boiteux, seigneur de Beaulieu, Moorsel, etc., et bourgmestre de la ville d'Alost, et de Maria Gérard, elle-même fille de Peeter Gérard, wachtmeester de la ville d'Anvers, et d'Adriana Walbert, qui était la fille d'Adriaen Walbert et de Catharina Spijskens, petite-fille de Jan Spijskens, échevin de Bruxelles entre 1547 et 1576, et de sa première épouse Joanna Boisot, et arrière-petite-fille d'Hendrick Spijskens, échevin de Bruxelles entre 1510 et 1539 et de son épouse Joanna Horion.
- Famille van den Boom (d'argent à l'arbre de sinople sur un tertre du même)
  - Boom (van den), Jérôme-Joseph-Henri, I.U.L., fils de Sebastianus van den Boom, greffier et secrétaire de la Cour féodale du Brabant, et de dame Maria-Anna Schockaert, fut doyen de la Gilde drapière de 1735 à 1737, plusieurs fois échevin de la ville de Bruxelles, trésorier de la ville en 1746, bourgmestre de Bruxelles en 1748, et avait été admis du chef de sieur Albert Vits le 13 juin 1732 au lignage Serhuyghs.
  - Boom (van den), Sébastien-Antoine-Dominique, I.U.L., fils de Sébastien van den Boom, conseiller, greffier et secrétaire de la Cour féodale du Brabant, et de dame Maria Anna Schockaert, avait été admis du chef de sieur Albert Vits le 13 juin 1725 au lignage Serhuyghs.
- Famille Boonaert (écartelé : aux 1 et 4 d'azur à trois fèves d'argent, posées 2 et 1, au chef d'or à l'aigle de sable ; aux 2 et 3 trois pals au chef chargé d'un lion naissant)
  - Boonaert, Messire Chrétien, frère d'Anna Boonaert qui était la mère de Nicolas Hoffmann admis en 1611, avait été admis le 13 juin 1610 au lignage Sweerts.
- Famille Boonaerts (d'azur à trois fèves d'argent posées 2 et 1, au chef d'or à l'aigle de sable)
  - Boonaerts, Jean-Baptiste, admis le 17 mai 1641 au lignage Serhuyghs.
  - Boonaerts, Jean-Baptiste, fils de Jean-Baptiste Boonaerts, intendant de l'hopice Saint-Eloy, fut admis le 13 juin 1654 au lignage Serhuyghs.
- Famille Boot ou Boote[39] (de gueules à huit besants d'or posés 3, 3, 2)
  - Boot et Boote, Jean (Boote) se trouvait au lignage en 1482 au lignage Sleeus.
  - Boot (ou) Boote, Messire Charles (Boote), chevalier, seigneur de Velthem, seigneur de Corbeke, échevin de Bruxelles en 1649, fils de Michiel Boote, échevin de la ville d'Anvers, et de dame Anna van Bourgeois, celle-ci étant la sœur du conseiller Bourgeois, fut admis le 13 juin 1636 au lignage Sleeus.
  - Boot (ou) Boote, Messire Charles François (Boote), seigneur de Velthem, I.U.L., fils de messire Henri Boote, fut admis le 25 mai 1717 au lignage Sleeus.
  - Boot (ou) Boote, Messire Florent François (Boot), seigneur de Sombeke, fils de messire Henri Boote, seigneur de Velthem, ayant siégé au lignage Sleeus, fut admis le 25 juin 1711 au lignage Sleeus.
  - Boot (ou) Boote, Messire Gaspard Joseph (Boot), seigneur de Sombeke, Londerzeel, etc., I.U.L., fils de Florent-François Boot admis au lignage, et de dame Marie Marguerite Gasparine van der Gote, fut "huit" de la chambre de commerce de Bruxelles (la Gilde drapière) en 1748 et 1749, est mort le 26 mars 1767, et avait été admis le 13 juin 1738 au lignage Sleeus.
  - Boot (ou) Boote, Messire Henri (Boote), seigneur de Velthem, fils de Charles, admis le 13 juin 1659 au lignage Sleeus.
  - Boot (ou) Boote, Messire Henri-François (Boot) se trouvait au lignage en 1696 au lignage Sleeus.
  - Boot (ou) Boote, Messire Marc-Emmanuel (Boote), frère de messire Henri admis au lignage, fut admis le 13 juin 1662 au lignage Sleeus.
  - Boote, Jean-Baptiste, seigneur de Vrechem, époux d'Anna van der Noot, fils de sieur et maître Joannes Boote admis en 1561, fut admis le 13 juin 1600 au lignage Sweerts.
  - Boote, Maître Jérôme, seigneur de Wesenbeke, fils de Jan Boote, secrétaire du Conseil de Brabant, mort en 1568, et de Catharina de Weert, morte en 1547, petit-fils de Peeter de Weert, admis en 1506, et de Gertrudis d'Ougoth, fut échevin de la ville de Bruxelles en 1588, 1591, 1594 et 1595, ensuite audiencier et secrétaire du Conseil de Brabant, doyen en 1589 et 1597, épousa Elisabeth Cockaert, fille de Jan et Maria van Parys, est mort en 1604, et avait été mentionné comme étant absent le 13 juin 1558 au lignage Sweerts.
  - Boote, Lancelot, écuyer, seigneur de Heystvoir, fils de Jeronimus Boote, admis en 1558, et d'Elisabeth Cockaert, fut buitenschepen de Schelle, épousa Marie van Bourgoigne, mourut en 1625 et fut inhumé dans le chœur de l'église de Wesenbeek, et avait été admis le 13 avril 1586 au lignage Sweerts.
  - Boote, Sieur et Maitre Jean, frère de Jeronimus Boote admis au lignage en 1558, fut conseiller et maître de la Chambre des comptes, épousa Maria van der Dussen, et avait été admis le 13 juin 1561 au lignage Sweerts.
- Famille van Borchoven (écartelé: aux 1 et 4 d'argent à trois mâcles de gueules; aux 2 et 3 de sable à trois maillets d'argent)
  - Borchoven (van), Jean, admis le 15 avril 1487 au lignage Sleeus.
- Famille de Borgnival (ou van Bourgival, Borgeval, van Bourguival) (de vair au chef de gueules)
  - Borgnival (de), Hubert faisait partie du lignage Sleeus en 1501, en 1505 et en 1506.
  - Bourgival dico Bourguival (van), Philippe, était absent le 13 juin 1528 du lignage Serhuyghs.
- Famille Borremans (d'azur à trois fleurs de lis au pied coupé d'argent, accompagnés de trois besants d'or rangés en chef)
  - Borremans, Sieur et Maître Humbert-Guillaume, licencié-ès-lois, fils de sieur et maître Laurentius Henricus Borremans ayant siégé au lignage, et de Catherine Françoise Cadaine, née à Paris, fut avocat, maître de l'Hospice Saint-Eloi, et avait été admis le 13 juin 1734 au lignage Sweerts.
  - Borremans, Sieur et Maître Laurent-Henri, I.U.L., baptisé en la paroisse Saint-Nicolas à Bruxelles le 28 mars 1664, fils d'Henricus Borremans et de Judoca de Hulstere, petit-fils de Cornelius de Hulstere et d'Elisabeth de Bruyn laquelle était la fille d'Henricus de Bruyne et d'Elisabeth van Assche, petite-fille d'Henricus de Bruyne et de Maria Nagels, arrière-petite-fille d'Henricus de Bruyne et de Maria van Cotthem qui était la fille de Jan van Cotthem admis au lignage en 1604, fut avocat, échevin de la Chambre d'Uccle, doyen de la Gilde drapière, échevin de la ville de Bruxelles en 1729, mort le 9 octobre 1729 en charge, et avait été admis le 13 juin 1696 au lignage Sweerts.
- Famille Bosch (Bos ou du Bosch) (d'argent à 3 tourteaux de gueules)
  - Bosch, Adrien, fils de Geraert Boschs et de dame Johanne du Hot, se trouvait en 1528 au lignage Serhuyghs.
- Famille Boschverken (de sable à 3 tiercées d'or)
  - Boschverken dit van Ginderachtere, ou van Ghinderachtere alias Boschvercken, Maître François, fut admis personnellement à l'exclusion de ses descendants, conformément au privilège du 8 janvier 1326 permettant de privilégier des hommes de métier métier[40], le 11 janvier 1583 au lignage Serhuyghs.
- Famille Bouhelier ou Bouhélier[41]
  - Bouhelier, Messire Jean, fils de Constantinus Bouhelier et de Joanna van Hamme, laquelle était la fille de Joannes van Hamme dit Platteborse et Joanna van t'Sestich qui était elle-même fille de Laureijs van t'Sestich admis au Roodenbeke en 1565 et d'Anna van Wachelgem, fut admis le 29 novembre 1652 au Roodenbeke.
- Famille Bourgeois (d'azur à la fasce d'or accompagnée en chef de 2 étoiles à six rais d'argent et en pointe d'un croissant de même)
  - Bourgeois (de), Sieur et Maître Marc-Emmanuel, chevalier, I.U.L. fils de Charles, conseiller de Brabant en 1579, et d'Adrienne van der Noot, époux de Barbe van der Linden, fille de Ferdinand et d'Anne van der Noot, fut conseiller de Brabant en 1626, et avait été admis le 13 juin 1615 au lignage Sleeus.
- Famille Brambilla (d'argent à une fasce de sable et une champagne du même, en chef une aigle du second soutenue de la fasce, en pointe un lion d'or soutenu de la champagne, la tête brochant sur la fasce)[42]
  - Brambilla dit de Flechières, Jean-Christophe, seigneur de Flechières, I.U.L., avocat en 1765, roi d'armes au titre du duché de Luxembourg et comté de Chiny depuis 1782, admis le 13 juin 1761 au lignage Coudenbergh[35]. Il était le fils de Charles-Joseph-Louis ci-après et de Barbara Kemnitz. En premières noces, il avait épousé Cecilia Antonia de Piermans, dame de Flechières, et en secondes noces Joanna Lucia van der Eecken, fille d'Amandus et de Catharina van Temsche.
  - Brambilla dit de Meghem, dit van Eyck, Charles-Joseph-Louis, I.U.L., fils de Joseph Charles Brambilla van Eyck et de Maria Philippa Clara Theresia Isabella Piermans, laquelle était la fille de messire Albertus Piermans admis en 1667, fut avocat en 1732, doyen de la Gilde drapière de 1737 à 1739, capitaine de la garde bourgeoise de 1770 à 1790 ou 1791, est mort en 1791, et avait été admis le 13 juin 1734 au lignage Coudenbergh[35].
  - Brambilla, Philippe-François-Joseph, fils de Charles-Joseph-Louis et de Barbara Kemnits, admis le 13 juin 1775 au lignage Coudenberg[43].
- Famille van Brecht (de sable au lion d'or, à la cotice componée de gueules et d'argent brochant)
  - Brecht (van), Messire Charles, seigneur de Dieghem, fils de messire Jan van Brecht, seigneur de Dieghem, épousa dame Catherine van der Noot dont il eut une fille Gertrude laquelle épousa Alexandre Oudaert, est mort le 10 juin 1595, fut échevin de Bruxelles entre 1551 et 1574, bourgmestre de Bruxelles entre 1559 et 1577, rentmeester en 1580, et avait été admis le 13 juin 1551 au lignage Sleeus.
  - Brecht (van), Jacques, époux de Béatrice Absolons, fut admis le 13 juin 1491 au lignage Sleeus.
  - Brecht (van), Messire Jean, seigneur de Dieghem, fils de Jacques et de Béatrice Absolons, fut armé chevalier par Charles-Quint à l'occasion du fête donnée à l'empereur par la ville de Bruxelles le 25 octobre 1544, avait été échevin de Bruxelles à plusieurs reprises et notamment en 1544, et admis le 13 juin 1520 au lignage Sleeus.
  - Brecht, Messire Guillaume, présent le 13 juin 1547 au lignage Sleeus.
- Famille de Bregilles (écartelé: aux 1 et 4 d'argent au chef de sinople, au lion de gueules, lampassé d'argent, brochant sur le tout; aux 2 et 3 d'or à trois merlettes de sable)
  - Bregilles (de), Jacques, chevalier, seigneur de Château, fils de messire Philippe de Brégilles, premier maître des écuries de Marguerite d'Autriche, gouvernante des Pays-Bas, et de dame Anthoinette de Meriadet, dame du Chasteau, petit-fils de Jehan de Brégilles, chevalier, premier pannetier de Monseigneur l'Archiduc et son receveur général en Brabant, ensuite conseiller et hoefmeester du roi Philippe le Beau, et de dame Jacqueline le Tourneur, qui serait la fille de Joannes le Tourneur, sommelier de Charles le Téméraire, dont l'alliance ne serait pas connue, et petite-fille de Joannes le Tourneur et de demoiselle Maria de Nedervenne, avait épousé dame Helena Hinckaert, fille de messire Philippe Hinckaert, chevalier, et avait été admis le 13 juin 1536 au lignage Serroelofs.
  - Bregilles (de), Messire Louis, chevalier, fils de Jacop de Brégilles, admis au Lignage en 1536, et d'Hélène Hincaert laquelle était la fille de Philippe Hincaert, chevalier, admis au Serroelofs en 1514, et de dame Hadewige van Os, épousa dame Catherine de Mepsche, et avait été admis le 27 mars 1578 au lignage Serroelofs.
- Famille de Bretel
  - Bretel (de), François-Louis-Joseph, seigneur de la Coquerie, fils de Pierre-Albert de Bretel, fut admis du chef de sa grand-mère dame Isabelle-Claire van Caverson, le 13 juin 1726 au lignage Serhuyghs.
- Famille de Brimeu
  - Brimeu (de), Georges, chevalier, fils de Carolus de Brimeu et de Gertrudis Antonette Boonen, petit-fils de Cornelius Boonen, conseiller au Conseil de Brabant, et de Gertrudis van den Heetvelde laquelle était la fille de Bartholomeus admis en 1527, fut mestre de camp et membre du Conseil de guerre de Sa Majesté, amman de Bruxelles de 1645 à son décès en 1676, épousa Adriana de Castre, et avait été admis le 5 mai 1645 au lignage Sweerts.
- Famille van den Broeck
  - Broeck (van den), Jean-Goswin-Lucien, I.U.L., fils de Goswinus Van den Broeck, conseiller pensionnaire et greffier des États de Brabant, et de dame Anna Theresia Brigitta van den Boom, fut conseiller et receveur général des États de Brabant dans la ville et le quartier de Bruxelles, et avait été admis du chef de son oncle maternel Sebastianus Antonius Dominicus van den Boom, conseiller greffier et secrétaire de la Cour féodale de Brabant, siégeant au lignage, le 13 juin 1757 au lignage Serhuyghs.
  - Broeck (van den), Charles François Philippe, I.U.L., frère de Jean-Goswin-Lucien van den Broeck ci-avant, fut avocat du Conseil souverain de Brabant et avait été admis le 13 juin 1760 au lignage Serhuyghs.
- Famille de Brouchoven (d'azur à trois fers de-moulin d'or; à la bordure dentelée du même)
  - Brouchoven (de), Messire François-Paulin, I.U.L., fils de messire Christiaen van Broechoven, seigneur de Vechel et Erp, conseiller pensionnaire de la ville d'Anvers, et de dame Dorothea de Berthi laquelle est la sœur de même père et même mère de messire Albert Walrant de Berthi, fut admis le 13 juin 1654 au lignage Serhuyghs.
  - Brouchoven (de), Messire Charles François, avocat au conseil souverain de Brabant, admis en 1763 au lignage Serhuyghs.
  - Brouchoven dit de Berti (de), Messire Edouard, seigneur de Novion, deuxième fils de messire Christiaen van Brouchoven, seigneur de Vechel et Erp, et de dame Dorothea de Berti laquelle était la fille de sieur Theodor de Berti et de dame Agnes de Boischot qui était la sœur de messire Albert Walrant de Berti ayant été échevin de la ville de Bruxelles, et par ailleurs Eduard van Brouchoven était aussi le frère de messire François Paulus van Brouchoven, échevin de la ville d'Anvers, qui avait été admis au lignage le 13 juin 1654, fut admis le 13 juin 1664 au lignage Serhuyghs.
  - Brouchoven (de), Messire Ferdinand, seigneur de Rithoven, fils de messire Geeraert van Broechoven, seigneur de Bergeijck, et de dame Catharina Maes, et descendant de Boisschot, conseiller d'État et du Conseil secret, et de son épouse dame Catharina van den Troncke, dont la fille dame Maria Boisschot épousa sieur Jean Maes, conseiller et fiscal du Brabant, dont la fille nommée Catharina Maes fut l'épouse du susdit Geraert van Broechoven, seigneur de Bergeijck, et avait été admis le 23 décembre 1648 au lignage Serhuyghs.
  - Broechoven (de), Messire Jacques, fils du baron de Putte, fut admis le 13 juin 1669 au lignage Serhuyghs.
  - Brouckhoven (van), Jean-Antoine, baron de Putte, fils de Jean-Jacques van Brouckhoven, baron de Putte, admis au lignage, fut admis le 4 janvier 1717 au lignage Serhuyghs.
  - Brouchoven (de), Messire Jean Goswin, admis en 1755 au lignage Serhuyghs.
  - Brouchoven (van), Messire Jean-Baptiste, fils d'Antoine Ferdinand van Broechoven, baenderhere de Putte, et de dame Marie de Calvart, fut admis le 13 juin 1674 au lignage Serhuyghs.
- Famille Brooman (écartelé: 1/4 d'or au rencontre de bœuf de sinople, au chef cousu d'argent chargé d'un poisson d'azur posé en fasce (tête à dextre); 2/3 d'azur à 3 anneaux d'or au franc-quartier de... au quintefeuille de...)
  - Brooman, Charles, admis le 13 juin 1587 au lignage Serhuyghs.
  - Brooman, Maître Charles, fils de Charles Brooman admis au lignage, fut admis le 13 juin 1621 au lignage Serhuyghs.
  - Brooman, Sieur et Maître Louis, licencié en Droit en 1617, docteur en Droit en 1618, fils de maître Charles Brooman qui avait été admis au lignage en 1587, fut conseiller et pensionnaire de la ville de Bruxelles, mambour de Saint-Eloy en 1640, et avait été admis le 13 juin 1613 au lignage Serhuyghs.
- Famille de Broyer (d'argent au phénix de sable dans son immortalité de feu au naturel)
  - Broyer (de), Marc-Louis-Joseph, I.U.L., fils de Jacobus Josephus Ernestus De Broyer et de dame Joanna Catharina Rimbout, fut admis du chef de dame Elisabeth Oemen qui fut mariée à Henricus van den Bossche, sœur de même père et même mère d'Anna Oemen qui fut mariée à Peeter de Conde, lesquelles sœurs descendaient de Loenijs Meerte qui a siégé au lignage en 1376 et du chef duquel Maximiliaen Corselius et son frère furent admis au lignage, le 13 juin 1766 au lignage Serhuyghs.
- Famille van der Bruggen : d'argent à trois fleurs de lys au pied coupé de sable.
  - Bruggen (van der), Jean, absent du lignage en 1480 au lignage Sweerts.
- Famille Bruno Caraccioli (écartelé: au 1 d'azur chargé en chef de trois étoiles rangées en fasce et en pointe de trois tours rangées en fasce, le tout d'argent; au 2 d'or à trois bandes de gueules, au chef d'azur; au 3 d'argent à trois fasces de gueules; au 4 de gueules à la fasce d'argent chargée de trois roses de gueules)
  - Bruno Caraccioli, François-Louis, vicomte de Ghelin (ou Gelin), époux d'Anna Wilhelmine Snouckaert, fils de Josse-Louis, admis au lignage en 1668, et de Jeanne Everard de Beaurin, fut admis le 13 juin 1716 au lignage Steenweeghs.
  - Bruno Caraccioli, Jean-Joseph-François, fils de messire Judocus Ludovicus Bruno Caraccioli vicomte de Ghelin, admis en 1668 (!), et de dame Marie Pauline van der Lepe, fut capitaine du quartier de la chaussée d'Anderlecht en 1752, 1753, 1758 et 1775, et avait été admis le 2 octobre 1747 au lignage Steenweeghs.
  - Bruno Caraccioli, Josse-Louis, seigneur de Beaudroit, vicomte de Ghelin, fils de Christiaen Bruno Carachiolo et de dame Françoise de Hertoghe laquelle était la sœur de même père et même mère de messire Judocus Ludovicus de Hertoghe admis au lignage en 1663, avait été admis le 13 juin 1668 au lignage Steenweeghs.
  - Bruno Caraccioli, Léopold-Charles, fils de Josse-Louis Bruno Caraccioli, vicomte de Ghelin, et de dame Paula van der Lepen, fut admis le 18 juin 1730 au lignage Steenweeghs.
  - Bruno Caraccioli, Messire André-Jean-Jacques, fils de messire François-Louis Bruno Caraccioli, vicomte de Ghelin, admis au lignage, et de dame Anna Wilhelmina Snouckaert, fut admis le 13 juin 1735 au lignage Steenweeghs.
- Famille de Bruxelles ou de Brouxelles (écartelé: aux 1 et 4 d'azur au dauphin d'or qui est de Bruxelles; aux 2 et 3 d'or semé de mouchetures d'hermine de sable, au lion de sinople, armé et lampassé de gueules qui est Locquenghien)
  - Bruxelles (de), Messire Jean, né à Bruxelles le 27 septembre 1552, époux de Geertruyd van Siclers, fille de Willem échevin de Gand et de Catherine d'Auxy, était le fils de Philibert de Brouxelles, né à Malines vers 1518, chevalier, seigneur de Heysbroeck et de Grand-Reng, savant jurisconsulte, et de Jehanne de Locquenghien laquelle était la fille de Pierre de Locquenghien et de Maria van Nieuwenhove, fut échevin de Bruxelles à plusieurs reprises entre 1587 et 1608, est mort le 28 mars 1623, et avait été admis le 13 juin 1586 au lignage Sleeus[44].
- Famille de Burbure
  - Burbure (de), Guillaume-François-Emmanuel[45], seigneur de Wesenbeke, époux de Barbe de Turnhout, fils de Gaspar Joannes de Burbure, seigneur de Wesembeke, et de Maria Theresia Rosalia Le Mire, laquelle était la fille de Guilielmus Frans Le Mire, admis définitivement au Roodenbeke en 1725 par arrêt du Conseil de Brabant, et de Joanna Theresia Coget, la petite-fille de Bartholomeus Le Mire, juge à la Chambre des Tonlieux, et de Catharina Wouters, l'arrière-petite-fille de Joannes Le Mire et de Margarita van Doorne celle-ci étant la descendante de Jan Clutinckx au Roodenbeke en 1376, et avait été admis en 1772 au Roodenbeke.
  - Burbure de Terbrugghe, (de), Philippe-Marie-Gaspard, époux de N* van den Broeck, et frère germain de Guiliemus Franciscus Emmanuel de Burbure mentionné ci-avant, avait été admis en 1773 au Roodenbeke.
- Famille de Busleyden (d'azur à la fasce d'or accompagnée en pointe d'une rose du même, boutonnée du 2) et (d'azur à la fasce d'or accompagnée en pointe d'une rose du même, boutonnée du 2, à la bordure componée d'argent et de gueules)
  - Busleyden (de), Messire Adolphe, vicomte de Grimbergen depuis 1589, fils de heer en meester Niclaes van Busleyden, conseiller au Conseil de Brabant et vicomte de Grimbergen, et de dame Philippotte van der Noot laquelle était la fille de heer Adolf van der Noot, chancelier de Brabant, petit-fils de heer en meester Gillis van Busleyden et d'Adriana van Gondevael, épousa dame Philippotte van Oyenbrugge, et avait été admis le 13 juin 1580 au lignage Serroelofs.
  - Busleyden (de), Sieur et Maître André-Gilles, licencié en Droit, admis ex matre Tymerman le 2 août 1669 au lignage Serhuyghs[46].
  - Busleyden (de), Messire Gilles, chevalier, seigneur de Gierts, de Leverghem et de Deurne, fils de heer en meester Niclaes van Busleyden et de dame Philippotte van der Noot, petit-fils de heer en meester Gillis van Busleyden et de dame Adriana van Gondevael, fut échevin de la ville de Bruxelles en 1598, épousa Anna van der Dilft, et avait été admis le 5 avril 1585 au lignage Serroelofs.
  - Busleyden (de), Sieur et Maître Guillaume, I.U.L., seigneur d'Eversberghe et de Gierts, fils de heer en meester Gillis van Busleyden, conseiller et premier maître de la Chambre des comptes en Brabant, vicomte de Grimbergen, et de dame Adriana van Gondevael, laquelle était la fille de heer Claes van Gondevael, chevalier, conseiller et hofmeester du Roi des Romains et du duc Philippe son fils, seigneur de ter Tommen, Nuwehorst, Cortelle, vicomte de Grimbergen, et de dame Gertrudis van Vucht qui était la fille de meester Niclaes van Vucht, conseiller et premier maître de la Chambre des comptes en Brabant, et de dame Catharina Verleysen, fut échevin de la ville de Bruxelles en 1570, et avait été admis le 13 juin 1563 au lignage Serroelofs.
- Famille van Buyseghem : de gueules à l'aigle bicéphale éployée d'or.
  - Buyseghem (van), dit Buys, Joannes, fils de Joannes van Buyseghem dit Buys et d'Alissia Mettenschachte, se fit inscrire parmi les membres du lignage Steenweeghs en 1376. Il était l'époux d'Élisabeth van Noyoen[47].
  - Buyseghem (van), dit Buys, Joannes, fils de Willelmus van Buyseghem dit Buys et d'Élisabeth Timmermans, s'est inscrit dans le lignage Sleeus en 1376, époux de Joanna de Roover.
  - Buyseghem (van), dit Buys, Jacques, fils de Willem van Buyseghem et de Joanna van Cotthem laquelle était la fille de Gossuinus van Cotthem et de Maria van Huldenberghe, qui eurent également : Gilles van Cotthem[48], échevin de Bruxelles du Sweerts en 1446, 1451, 1458, 1465. Jacques van Buyseghem dit Buys, habitait hors de la ville, et fut reçu bourgeois de Bruxelles gratuitement comme issu du lignage Sweerts dans lequel il fut admis le 13 juin 1481. Il épousa Margriete van de Kerckove[49].
  - Buyseghem (van), Jean, se trouvait au lignage de Roodenbeke en 1485.
- Famille Buysen
  - Buysen, Sieur et Maître François-Maximilien, fils de sieur et maître Guillielmus Buysen, avocat du Conseil souverain de Brabant, et de dame Maria Catharina de Fraye, laquelle était la fille de sieur et maître Franciscus de Fraye, avocat et greffier de la hooftholcamere de la ville de Louvain, admis en 1670, et de dame Catharine Eugenie Valzolio, fut reconnu, à la demande de son père, admissible au lignage le 23 mai 1714 et admis le 13 juin 1732 au lignage Serroelofs.

## C
- Famille Caimo
  - Caimo, François-Charles, I.U.L., fils de messire Charles-Thomas-Joseph Caimo, maître des requêtes de Sa Majesté l'Impératrice, Reine de Hongrie, Bohême, etc., et conseiller ordinaire au Grand Conseil, et de dame Maria Juliana van Spoelberch, avait été admis du chef de messire François-Philippe-Benoît van Spoelberch, seigneur de Lovenjoul, son grand-père maternel qui avait siégé au lignage, le 13 juin 1754 au lignage Serhuyghs.
- Famille Camusel (écartelé: aux 1 et 4 de gueules à l'étoile de douze rais d'or qui est Camusel; aux 2 et 3 d'azur au lion d'argent, armé et lampassé de gueules qui est van Liesvelt. Devise : ROBUR AB ASTRIS)
  - Camusel, Augustin-Louis, seigneur de Rieput, chef-mayeur du quartier d'Asse, capitaine de la garde bourgeoise, exerçant la charge de lieutenant-major de 1765 à 1789, sergent-major de 1789 à 1794, mort en 1802, avait été admis en 1763 au lignage Coudenbergh[35]. Il avait épousé Marie Thérèse de Broyer, veuve de Joannes Baptista Scheire. Il était le fils de François Louis Camusel et de Catherine Josèphe Rémy, et neveu de Jean-Augustin Camusel ci-dessous.
  - Camusel, François-Louis, admis le 13 juin 1778 au lignage Coudenbergh[50], doyen de la Gilde drapière de 1783 à 1787, capitaine de la garde bourgeoise de 1790 à 1794, I.U.L., avocat en 1774, membre de la municipalité de Bruxelles le 17 frimaire an IV, receveur des domaines à Diest à l'époque du royaume uni des Pays-Bas, mort en 1820. Il était le fils de Jean-Augustin Camusel ci-après et de son épouse Marie-Jeanne Mosselman, et avait épousé Marie Thérèse Jeanne Cuerens, fille de Pierre Cuerens, avocat au Conseil souverain de Brabant, avocat aviseur des échevins de Vilvorde en 1792, et de Dame Jeanne Marie d'Elderen, née à Liège, de la noble famille d'Elderen illustrée par Jean-Louis d'Elderen, prince-évêque de Liège de 1688 à 1694. Sa sœur Catherine-Jeanne Cuerens, née à Bruxelles le 20 avril 1781, décédée à Kerkrade (Limbourg hollandais) le 23 avril 1823, avait épousé à Bruxelles le 21 nivôse an XII (12 janvier 1804) (tt. l'avocat François-Louis Camusel, beau-frère, Joseph-Henri de Turck, beau-frère, Jean-Louis Van Dievoet, Paul Jacques van Dievoet), Jean-Baptiste van Dievoet (1775-1862), Juris utriusque Licenciatus, puis receveur des contributions directes, droits d'entrée et sortie et accises de la commune de Kerkrade (Limbourg hollandais), dont naquit Hortense van Dievoet, née à Bruxelles le 16 brumaire an XIII (7 novembre 1804), décédée à Saint-Josse-ten-Noode le 3 avril 1854 et enterrée au cimetière de Laeken dans le caveau Brice-van Dievoet (section p. 6), qui épousa à Bruxelles, le 25 août 1825, Ignace Brice, artiste peintre.
  - Camusel, Jean-Augustin, qui épousa en 1743 Marie-Jeanne-Joséphine Mosselman, fut admis le 13 juin 1763 au lignage Coudenbergh[51]. Fils d'Augustin Camusel et de Marguerite Driesens, petit-fils de Joannes Driesens et d'Anna Kerremans, arrière-petit-fils de Bernardus Kerremans et de Maria van Zieune, il descendait de Marguerite Oemen, sœur de même père et même mère de Roelof Oemen qui siégeait au lignage Coudenbergh.
- Famille Cano (écartelé: aux 1 et 4 d'azur à une tour à deux étages d'or; aux 2 et 3 d'argent à la fasce de sable)[21]
  -  Cano, Messire Alexandre-Michel-Joseph, fils de Stéphane-Michel Cano, admis en 1676, et de Catharina Carenna, époux de Thérésia Catharina Fernandina Lasso de la Vega, fille de François Gabriel et de Maria Theresia de Gras, fut créé baron de Cano et Meghem, seigneur de Bollines, Mol, Baelen, Desschel, etc., I.U.L., et fut bourgmestre de 1737 à 1739 et en 1745, échevin de 1720 à 1726, de 1730 à 1736, et de 1740 à 1744, trésorier de 1746 à 1752, huit de la Gilde drapière de 1717 à 1720, est mort en 1752, et avait été admis le 13 juin 1717 au lignage Coudenbergh[50].
  - Cano, Messire François-Bruno, frère de Joseph-Marie Cano ci-dessous, fut admis le 13 juin 1686 au lignage Coudenbergh.
  - Cano, Messire Jean-Augustin-Bernard, frère de messire Stéphane-Michel Cano ci-dessous, fut admis le 13 juin 1680 au lignage Coudenbergh.
  - Cano, Messire Joseph-Marie, fils de Jean Baptiste Cano, auditeur général de Sa Majesté, et d'Anna Theresia Ghuijset, cousin germain d'Anthoine Hyacinte Rodrigue de Assevedo et de Charles Louis de Assevedo par leur grand-père maternel commun, fut admis le 12 juin 1686 au lignage Coudenbergh.
  - Cano, Messire Pierre-Célestin, frère de Joseph-Marie Cano ci-avant, fut admis le 13 juin 1686, au lignage Coudenbergh.
  - Cano, Messire Stéphane-Michel, seigneur de Bollines, licencié en droit, époux de Catharina Carenna, fils de sieur Jean Baptiste Cano, conseiller de Sa Majesté, et de dame Anna Theresia Guisseth, laquelle était la fille de Jean Baptiste Guisseth, maître des comptes en Brabant, celui-ci fils d'Ambroise Guisseth et de Catharina van de Winckel qui était la sœur de Louys van de Winckel, fut échevin de Bruxelles à de nombreuses reprises de 1687 à 1720, trésorier de 1703 à 1706, surintendant du canal de 1709 à 1717, doyen de la Gilde drapière en 1686, huit de la Gilde drapière en 1687, avait été admis le 13 juin 1676 au lignage Coudenbergh[50].
- Famille de Cantere (ou de Canter) (de gueules à trois lions d'argent)
  - Canter (de ou van), dictus de Leeu, Jean, fut échevin de Bruxelles, et se trouvait au lignage en 1482 au lignage Sleeus.
  - Canter (de), Michel (de Leeu dictus de Canter) fut admis le 13 juin 1484 au lignage Sleeus.
- Famille van der Cappen
  - Cappen (van der), Adrien-Joseph, fils de sieur et maître Joanes vander Cappen, I.U.L. et avocat du Conseil souverain de Brabant, et de dame Marguarita Paulina de Broyer, était le cousin germain de Marc-Louis-Joseph de Broyer qui fut admis au lignage également le 13 juin 1766, et avait été admis du chef de dame Elisabeth Oemen le 13 juin 1766 au lignage Serhuyghs.
  - Cappen (van der), Jacques-François, admis en 1706 au lignage Serhuyghs.
  - Cappen (van der), Jean-Léopold-Bernard, admis en 1717 au lignage Serhuyghs.
  - Cappen (van der), Louis-François-Joseph, frère d'Adrien-Joseph van der Cappen admis au lignage également le 13 juin 1766, avait été admis le 13 juin 1766 au lignage Serhuyghs.
- Famille van Cariloo (ou van Cariloe) (d'argent à 3 maillets de gueules accompagnés en chef d'un lambel d'azur à 3 pendants)
  - Cariloo (van), Wauthier, né vers 1430, d'une race de chevaliers qui tinrent la seigneurie de Carloo, sous Uccle, fils de Wouter (IV) van Cariloe qui fut échevin du Serhuyghs, et de dame Catharina Smeyers, fut Grand Forestier de la forêt de Soignes en 1472 lorsqu'il fit don à l'église du prieuré des Sept-Fontaines d'un vitrail à ses armes, échevin de la ville de Bruxelles en 1477, en 1493 et en 1503, huit de la Gilde drapière en 1494, épousa en premières noces dame Margarita Daems et en secondes noces dame Maria van Bijgaerden, est mort sans postérité, apparemment le dernier de sa famille, et se trouvait le 13 juin 1480 au lignage Sweerts.
- Famille Carton
  - Carton, Charles-Léopold-François, I.U.L. et avocat du Conseil souverain de Brabant, fils d'Antoine Carton, en son vivant capitaine de Sa Majesté, et de dame Maria-Josepha van Oncle, avait été admis du chef de Joannes van Ghindertaelen, en son vivant échevin de la ville de Bruxelles, le 13 juin 1752 au lignage Serhuyghs.
- Famille de Cascales (ou Cascales)
  - Cascales (de), Jean-Antoine, époux de Thérèse-Martine Boulengier, fils d'Antonius Ferdinandus de Cascales et d'Anna Francisca Vasques, petit-fils d'Alonso Cascales, commissaire de guerre et secrétaire de Sa Majesté Catholique, et de Catharina Matens, laquelle était la fille de Joannes Matens et d'Ida van de Voirde, petite-fille d'Hubertus Matens et d'Anna van Nyverseele, et arrière-petite-fille de Joannes Matens et de Catharina van Eesbeke dite van der Haegen, fut capitaine de la ville de Bruxelles en 1728 et 1733, oudt schepenen der camer van commercie dit Laeken gulde, operdeken der Laeken gulde en 1730, et avait été admis le 15 mai 1710 au lignage Steenweeghs.
  - Cascales (de), Michel-Adrien, frère de messire Jean-Antoine de Cascales ci-avant, fut capitaine de la garde bourgeoise pour le quartier de la chaussée d'Anderlecht de 1713 à 1719, est mort sans postérité, et avait été admis le 13 juin 1713 au lignage Steenweeghs.
- Famille van Cattenbroeck (d'argent au cor de sable virolé d'or et lié de gueules, accompagné de trois maillets penchés de gueules)[52]
  - Cattenbroeck (van), Henri, échevin de Bruxelles en 1471 pour le Roodenbeke, époux de Gertrudis vanden Bruggen, fils de Baudewijn van Cattenbroeck et d'Ida van Lochorst, petit-fils de Jan van Cattenbroeck mort en 1395 et d'Elisabeth van Hincxem, arrière-petit-fils d'Hendrick van Cattenbroeck et Digna alias Agnès Sweerts, et arrière-arrière-petit-fils de Jan van Cattenbroeck, chevalier, et de Margarita Eggloy, avait été admis au Roodenbeke.
  - Cattenbroeck (van), Jean, secrétaire de la ville de Bruxelles, époux d'Elisabeth Rosseels, était le fils de Franciscus van Cattenbroeck et Magdalena Oliviers, le petit-fils d'Hendrick van Cattenbroeck, au Roodenbeke en 1509, et de Maria van Gindertaelen, et avait été admis en 1613 au Roodenbeke.
  - Cattenbroeck (van), Jean, admis le 13 juin 1577 au Roodenbeke.
  - Cattenbroeck (van), Jean, fils de Jean, admis le 13 juin 1600 au Roodenbeke.
  - Cattenbroeck (van), Sieur et Maître Jean, admis le 13 juin 1574 au Roodenbeke.
  - Cattenbroeck (van), Henri[53], mort en 1517, épousa Marie van Gindertalen, était le fils d'Henricus van Cattenbroeck, échevin de Bruxelles du chef du Lignage Roodenbeke en 1471 et de Gertrudis vanden Bruggen, et se trouvait au lignage de Roodenbeke en 1509.
- Famille van Caverson (de gueules au dauphin d'argent, couronné, crêté et barbé d'or)
  - Caverson (van), Jacques-François, seigneur de Witterzee-Assonville, fils du conseiller Jacques-François van Caverson et de dame Jeanne-Albertine Schockaert du chef du sieur Albert Vits, son "oudt grootvader" maternel qui fut admis au Lignage le 13 juin 1685, fut admis le 13 juin 1706 au lignage Serhuyghs.
  - Caverson (van), Léopold-Bernard, seigneur de Witterzee, licencié en Droit, fils de Jacques-François van Caverson, en son vivant conseiller au Conseil d'État, et de dame Jeane-Albertine Schokaert, frère de Jacques-François admis au lignage du chef du sieur Albert Vits, fut admis le 13 juin 1717 au lignage Serhuyghs.
- Famille Charles alias Streignaert : d'or à la fasce de gueules, chargée d'une rose d'argent, barbée de sinople et boutonnée du premier[54]
  - Charles, Messire Bernard Streignaert, dit Charles, seigneur de Huldenberghe, admis le 13 juin 1586 au lignage Sleeus, licencié ès-lois, avocat au Conseil de Brabant, capitaine de la Garde Bourgeoise en 1594, échevin de Bruxelles en 1588-1589 et 1593, décédé le 18 septembre 1607, époux de Johanna Giellis, puis de Anna van der Tommen. Bernard Charles, était fils de Jean Charles, maître mercier, seigneur d'Erps-Querbs, seigneur engagiste avec haute, moyenne et basse justice de Wavre-Notre-Dame et Bonheyden et de Claire van de Stock, petit fils de Bernard van der Stock, chevalier de Jérusalem et de Marie van Buyseghem dit Buys[55].
- Famille Charlier
  - Charlier, Carolus Franciscus de Paula, huit de la Gilde des drapiers. Il était le fils de Joannes Baptista Charlier, conseiller au Conseil souverain de Brabant, mentionné ci-après, et de Maria Anna Cosyn. Il fut reçu en 1791 au Roodenbeke.
  - Charlier, Jean Baptiste, fut déclaré, mais à tort[56], être admissible au lignage de Roodenbeke en 1780.
- Famille Charliers (de sable au lion d'argent, armé et lampassé de gueules)
  - Charliers, Antoine-François[57], seigneur de Borchgravenbroeck et d'Odomont, I.U.L., avocat puis conseiller au Conseil de Brabant et avocat fiscal depuis 1691, mort en 1728, admis provisoirement le 13 juin 1689 et définitivement le 20 novembre 1690 au lignage Coudenbergh[50]. Il était le fils de Maria van de Nesse et de Simon Charliers, chef-mayeur d'Overyse, petit-fils de Joos van de Nesse et de Philippina de Peuseleer, arrière-petit-fils de Paschyne Godeschalck et de Jacob van de Nesse, greffier d'Overyssche, et arrière-arrière-petit-fils de Catharina Spijskens et de Philippus Godeschalck. Il avait épousé en 1706 Theresia Barbara Josepha Gilis-Hujoel, morte en 1742. Il fut quelque temps, comme étant le plus ancien au serment, président du lignage Coudenbergh. C'est lui qui fit reconnaître par le Conseil de Brabant la filiation qui sera maintes fois utilisée tant pour l'admission au lignage Coudenbergh que pour l'accès gratuit à la bourgeoisie de Bruxelles, celle des Spyskens d'Overyse, par Catharina Spijskens épouse de Philippus Godeschalcx, fille de Peeter Spijskens et de Joanna van der Bauwetten, petite-fille de Peeter Spijskens, échevin de Bruxelles, et de Gertrudis van Meldert, et arrière-petite-fille de Jean Spijskens et de Margarita Bogaerts dite van der Smissen. Antoine-François Charliers sera, en 1719, l'un des conseillers du Conseil de Brabant qui jugèrent le doyen François Anneessens[58] lors de son procès.
  - Charliers d'Odomont, François-Goswin-Gislain-Joseph[59], fils de messire Guillaume-Joseph Charliers et de Louise Caroline de Wynants, époux de Marie Madeleine Louise Baesen, fut admis le 13 juin 1782 au lignage Coudenbergh[60].
  - Charliers de Buisseret, Guillaume-Hubert-Joseph, époux de Maria Magdalena Moerman d'Harlebeke, fils de Simon Benoît Joseph Charliers et d'Isabelle Thérèse Ghislaine Pipenpoy, petit-fils d'Antoine-François Charliers ci-dessus, admis le 13 juin 1776 au lignage Coudenbergh[61].
  - Charliers, Guillaume-Joseph, seigneur de Borchgravenbroeck, I.U.L., époux de Ludovica Francisca Christina Carolina de Wynants, fils d'Antoine François Charliers, admis en 1690, et de dame Theresia Barbarina Josephina Gielis-Hujoel, fut échevin de 1756 à 1759, trésorier de 1766 à 1775, surintendant du canal de 1761 à 1765, doyen de la Gilde drapière de 1753 à 1755, ainsi que brasseur d'affaires, propriétaire du Théâtre de la Monnaie et hoofdman de la chambre de rhétorique bruxelloise "De Materbloem"[62], et avait été admis le 13 juin 1747 au lignage Coudenbergh[63].
  - Charliers, Lambert-Antoine-François-Joseph, seigneur d'Odomont, Buisseret, etc., I.U.L., fils d'Antoine François Charliers admis au Coudenbergh, et de dame Theresia Barbarina Josephina Gielis-Hujoel, fut avocat en 1733, conseiller au Conseil de Brabant depuis 1740, est mort en 1746, et avait admis le 13 juin 1734 au lignage Coudenbergh[50].
- Famille du Chasteler
  - Chasteler (du), Messire François-Gabriel-Joseph, marquis du Chasteler et de Courcelles, I.U.L., membre des très nobles seigneurs des États de Brabant et de Hainaut, fils de messire Joannes Franciscus Marquis du Chasteler et de dame Maria Clara Josepha Dusart, fut admis comme descendant en ligne directe de Catharina van Oyenbrugge mariée à messire Joannes d'Yve, sœur de père et de mère de Gerardus van Oyenbrugge qui fut échevin en 1621 et bourgmestre en 1635, le 13 juin 1788 au lignage Serhuyghs[64].
- Famille de Chentines (ou de Chentinnes)
  - Chentines (de), François-Louis-Chrétien-Ghislain, fils de Guillaume de Chentines et de Catherine Camusel, fut admis le 13 juin 1763 au lignage Coudenbergh comme descendant de Marguerite Oemen. Il était le neveu de Jean Augustin Camusel et cousin germain d'Augustin Louis Camusel[65].
- Famille van Christynen (de gueules à deux épées d'argent, la garde d'or, passées en sautoir, accompagnées en chef d'un cœur d'argent)
  - Chrystynen (van), Messire Jean-Philippe, seigneur de Bueken, fils de Franciscus van Christynen, J.U.L. et avocat au Grand Conseil de Malines, et de Barbara Langeryt, petit-fils de Cornelis Langeryt, J.U.L. et avocat au Conseil de Brabant, et de Maria Goethals qui était la fille de Willem Goethals, secrétaire de la ville de Bruxelles, et de Joanna de Weert, fille de Magnus de Weerts admis en 1556, fut avocat en 1678, et avait été admis le 13 juin 1687 au lignage Sweerts.
- Famille Claessens
  - Claessens, Sieur et Maître François-Joseph[66], I.U.L., baptisé à Bruxelles (Sainte-Gudule) le 1er février 1712, époux de Petronella Pletinckx, fils de Joannes Baptista Claessens et d'Anna Maria Lucia de Glabbais laquelle était la fille de Petrus de Glabbais et de Joanna Geerems, petit-neveu de Joannes Baptiste de Glabbais qui avait été admis au lignage le 15 juin 1679, fut avocat du Conseil souverain de Brabant, puis greffier et secrétaire de la ville de Bruxelles, huit de la Gilde drapière en 1740 et 1741, mourut en 1775, et avait été admis le 13 juin 1738 au lignage Sweerts.
  - Claessens, Jean-Baptiste-Joseph-Emmanuel, J.U.L., baptisé à Bruxelles le 24 octobre 1745, fils de sieur et maître Franciscus Josephus Claessens, secrétaire de la ville de Bruxelles, siégeant au lignage, et de dame Petronilla Pletinckx, fut avocat puis greffier de la ville de Bruxelles, et avait été admis le 13 juin 1767 au lignage Sweerts.
- Famille Le Clerc
  - Clerc (le), Sieur et Maître Jean, né à Bruxelles, frère de la mère de Franciscus Stephanus Rousseau qui avait été admis au lignage le 13 juin 1755, était le fils de Jan François le Clerc et de Maria van Bemmel, fut avocat du Conseil souverain de Brabant, et avait été admis le 13 juin 1755 au lignage Sweerts.
- Famille Clockman : écartelé aux 1 et 4, d'hermine, à la bande de gueules chargée de trois coquilles d'or; aux 2 et 3 d'argent, à une hamaïde de gueules.
  - Clockman, Adolphe, frère de Philippe Clockman ci-après, était absent en 1578 au lignage Steenweeghs.
  - Clockman, Messire Philippe, fils de messire Jacques Clockman et de dona Maria de Guevarra, petit-fils de Gooris Clockman, échevin du Steenweeghs en 1517, 1522, 1525 et 1526, et de Margarita Voorspoel, était à la Keuse le 13 juin 1574 au lignage Steenweeghs.
  - Clockman, Jan, frère cadet de Philippe Clockman ci-avant, épousa dame Catharina Moleman, fille d'Arnout Moleman, dont il eut une fille Catherine Clockman qui épousa messire Peeter Triest, avait été élu à la Keuse par le lignage Steenweeghs le 13 juin 1576, et comparut en 1578 au lignage Steenweeghs.
- Famille Cloeps (ou de Cloeps) (d'argent à trois glands d'or, tigés et feuillés de sinople)
  - Cloeps, Sieur et Maître Frédéric, I.U.L., fils de sieur et maître Jacques (de) Cloeps, I.U.L., avocat puis conseiller au Conseil de Brabant, et de Magdalena Boschman dit Sylvius, sœur de Philippe Albert qui avait été admis en 1646, fut avocat en 1662, avocat fiscal de la Chambre mi-partie, receveur de Sa Majesté au pays de Limbourg, est mort en 1668, et avait été admis le 13 juin 1662 au lignage Sweerts.
  - Cloeps, Jean-François-Joseph, seigneur de Hazoy et de Goé, neveu de sieur et maître Frédéric ci-avant, et né en 1674 au château de Goé sous Limbourg, fils de Philippe-Hubert Cloeps, seigneur de Hazoy et de Goé, conseiller et receveur général des Domaines, et de Marie Elisabeth Blanche, petit-fils de Jacques de Cloeps, conseiller de Brabant, et de Madeleine Silvius, dame de Hazoy, laquelle était la fille de Jean Bosman dit silvius, chevalier, pensionnaire de Louvain, et de Jacqueline de Martiny, cette dernière étant la fille de Gillis Martiny admis au Sweerts en 1586 et de Magdelaine Welsers, épousa Jeanne-Claire-Isabelle de Bibaus, fut d'abord receveur général des Domaines au Limbourg, échevin de la ville de Bruxelles en 1711, 1712, et de 1717 à 1724, puis conseiller au Conseil de Brabant en 1724, et avait été admis le 1er août 1711 au lignage Sweerts.
  - Cloeps (de), Jean-Théodore-Joseph, fils de Joannes Leonardus Ludovicus de Cloeps, seigneur d'Hazoy et de Goé, et de dame Isabella de Jonge, et petit-fils de Joannes Franciscus de Cloeps, seigneur d'Hazoy qui avait été admis au lignage le 1er août 1711, fut avocat au Conseil de Brabant, et avait été admis le 13 juin 1756 au lignage Sweerts.
- Famille Cloet[67] (d'argent à la fasce de sable, accompagnée en chef de trois merlettes du même)
  - Cloet, Jean, né vers 1435 et mort le 22 mars 1511, était le fils de Joos Cloet et de Lysbeth van Heffene qui était la fille de Vranck et d'Elisabeth van der Stegen dite van Os, fut échevin de Bruxelles en 1506 et 1510, épousa Catharina van den Dorpe fille de Willem et de Catharina van Elsbroeck, et se trouvait au lignage de Roodenbeke en 1485.
  - Cloet, Sieur et Maître Jérôme, I.U.L., avocat au Conseil de Brabant en 1645, était né le 24 juin 1618 à Louvain (Saint-Pierre) et est mort, célibataire, le 24 septembre 1655. Il était le fils de Jeronimus Cloet et de dame Marie Typoets ou Tipoets alias van Baerle, et le neveu de Laurent Cloet admis en 1617. Il avait été admis, du chef de son ascendance Eynatten, le 15 juin 1652 au lignage Serroelofs.
  - Cloet, Sieur et Maître Laurent, licencié-ès-lois, né le 16 février 1590 à Louvain (Saint-Pierre) et mort à Bruxelles en 1640, était le fils de Dierick ou Theodorius Cloet, receveur du Saint-Esprit à Louvain, et de dame Margriete van Eynatten qui était la fille d'Arnold van Eynatten, admis au Serroelofs en 1538, et de Marguerite Verhaeght. Il fut auditeur en 1633 et auditeur général en 1640 de la Militie de Sa Majesté, et avait été admis le 13 juin 1617 au lignage Serroelofs.
  - Cloet, Jean, né à Louvain (Saint-Pierre) le 17 mars 1593 et mort en 1638, frère de Laureys Cloet admis au Lignage en 1617, fut maire de la ville et duché d'Aerschot et canton de Wezemaal, et avait été admis le 13 juin 1619 au lignage Serroelofs.
- Famille van den Clooster
  - Clooster (van den), François-Alexandre, fils de François Jacques ci-après, admis le 13 juin 1791 au lignage Coudenbergh[68].
  - Clooster (van den), François-Jacques, non mentionné par van der Meulen, frère de Jean-Baptiste ci-après, admis le 13 juin 1769 au lignage Coudenbergh[69].
  - Clooster (van den), Jean-Baptiste, avocat en 1766, fils de Godefridus Bernardus van den Clooster et d'Anna Maria Hony, petit-fils de Bernardus van den Clooster et de Catharina Ververs, arrière-petit-fils de Joanna Kerremans et de Joannes van den Clooster, admis le 13 juin 1767 au lignage Coudenbergh[63].
- Famille Clutinc ou Clutinck[70] (d'azur à 3 fleurs de lis au pied coupé d'argent)
  - Clutinck, Jean faisait en 1407 partie des lignages, au Sweerts.
  - Clutinckx, Jean se trouvait au lignage de Roodenbeke en 1376.
- Famille van Cobbenbosch[71] (Fascé d'argent et de gueules de six pièces)
  - Cobbenbosch (van), Gillis, seigneur de Cobbebosch en 1445, fils du chevalier Henric van Cobbenbosch qui combattit à la bataille de Baesweiler et qui épousa Heijlwidis van Sint-Goericx fille de Jan qui fut échevin de Bruxelles, épousa Margriete van Nederalphen, est mort vers 1447, et fut échevin de Bruxelles pour le Sweerts en 1439.
- Famille de Cock
  - Cock (de), Messire Laurent-Louis, admis en 1737 au lignage Caudenbergh.
  - Cock (de), Messire Laurent-Louis, seigneur de Royelles et d'Incourt, receveur de l'église Saint-Géry, avocat en 1685, fils de Jan de Cock, premier official du comptoir du receveur des États de Brabant au quartier de Bruxelles, et d'Anna Maria Barbara le Begge, dame de Broyelles et Incourt, petit-fils de Nicolaus le Begge et d'Elisabeth Pont, arrière-petit-fils d'Henricus le Begge et d'Adriana Collet, arrière-arrière-petit-fils de Hieronimus Collet et Joanna Goetkint, est mort sans postérité, et avait été admis le 13 juin 1703 au lignage Caudenbergh[63].
- Famille van Coekelbergh(e)[72] (de gueules plain qui est Bruxelles au lion d'or armé et lampassé d'azur)
  - Coekelberghe (Gerardus van), échevin de Bruxelles en 1411 et 1417 du lignage Steenweeghs.
  - Coekelberghe (Wautier de), bourgmestre de Bruxelles en 1363 et échevin de Bruxelles en 1331, 1332, 1337, 1342, 1362 du lignage Sleeus (de Coekelberghe, au lambel d'azur).
  - Coekelberghe (Willelmus van), échevin de Bruxelles du lignage Steenweeghs en 1347.
- Famille Coene (de Coene ou Coenen) (coupé, en chef de sable au lion léopardé d'argent, armé et lampassé de gueules, tenant une hache d'armes d'argent à la hampe d'or, et en pointe : d'argent à deux roses accostées de gueules boutonées d'or) 
  - Coene, Henri-Antoine, licencié en droits, fils d'Honorius de Coene, capitaine de cavalerie, et d'Anna van Eesbeke dite van der Haghen qui était la sœur de Guilielmus et d'Henricus admis en 1636, fut avocat, et avait été admis le 13 juin 1661 au lignage Sweerts.
- Famille Coenen
  - Coenen, F., fut, afin de bénéficier d'une bourse, déclaré être admissible au lignage Sleeus le 16 août 1775.
  - Coenen, Louis fut, afin de pouvoir bénéficier de la bourse vacante dans ce lignage, déclaré être admissible le 11 octobre 1792 au lignage Sleeus.
- Famille Colays ou Colaijs[73] (De gueules au lion d'or, l'épaule chargée d'une tour de... , et éventuellement à la bordure de sable chargée de billettes d'argent)
  - Colays, Willem, fils de Joannes, échevin du Serroelofs en 1328, 1331, 1333, 1336 et 1341.
  - Colays, Franco ou Vranck, fils de Willem ci-avant, épousa dame Margarita van Coudenberg dit t'Serhuygs, fut échevin de Bruxelles en 1378, date de sa mort, et avait été reçu au Serroelofs en 1376.
  - Colays, Jan, fils de Jan, épousa dame Joanna Anssems, fut le bienfaiteur du couvent des Alexiens à Bruxelles, est mort vers 1390, et avait été reçu au Serroelofs en 1376.
  - Colays, Willem, époux de Margarita Wassaert dit Kunne ou Cune, et avait été reçu au Coudenberg en 1400.
- Famille Collin
  - Collin, Charles-Louis-Joseph, fils de Joseph-Hyacinte Collin et de Maria Lambertina Hulin, avait été admis du même chef que son oncle maternel Ferdinand Hulin, greffier du vicomte héréditaire de Bruxelles, le 13 juin 1754 au lignage Serhuyghs.
- Famille Le Comte
  - Comte (Le), dit d'Orville, Messire Charles François, frère de Jean-Pierre Ignace ci-après, fut admis le 13 juin 1682 au lignage Sleeus.
  - Comte (Le), dit d'Orville, Messire Jean-Pierre Ignace, échevin de Bruxelles et trésorier, fut, du chef de Nicolas Swaef, échevin du lignage en 1376, admis le 13 juin 1682 au lignage Sleeus.
  - Comte (Le), Messire Richard Guillaume, seigneur de Heernesse, époux en 1713 de Maria Elisabeth Meyers, était le fils de Guillaume-Hyacinte Le Comte, seigneur de Lierre, et de Maria Catherina Broeckmans, dame de Heernesse, le petit-fils d'Alexander Le Comte, châtelain de Vilvorde, et de Maria Anna Longin, l'arrière-petit-fils de Charles-Philippe Le Comte et de Barbara Swerius, l'arrière-arrière-petit-fils d'Amelry Le Comte, secrétaire du Conseil privé et d'Anna Madoets, fut surintendant général des Monts-de-Piété de Sa Majesté, était le dernier porteur du nom et des armes de sa famille, et avait été admis du chef des familles van Perck et Wijckmans le 13 juin 1707 au lignage Steenweeghs.
- Famille de Conde (d'azur à l'écaille d'argent accompagnée de 3 étoiles d'or à six rais, deux en chef, une en pointe)
  - Conde (de), Antoine, fils légitime de Jean de Conde, commissaris etc., admis au lignage, fut capitaine de quartier et avait été admis le 13 juin 1652 au lignage Serhuyghs.
  - Conde (de), Charles Ignace, fils de Jacques de Conde, chevalier, conseiller ordinaire au Conseil de Brabant, et de dame Barbara van Merstraten, fut admis le 13 juin 1673 au lignage Serhuyghs.
  - Conde (de), Maître Jacques, licencié en Droit, fils de maître Jacques, en son vivant secrétaire de la ville de Bruxelles, fut secrétaire de la ville de Bruxelles et avait été admis du chef de dame Anna Oomen, le 13 juin 1640 au lignage Serhuyghs.
  - Conde (de), Jean, "commissaris van de Veadorie general" de Sa Majesté, fut, après avoir produit des lettres de réhabilitation, admis du chef de dame Anna Oomen, le 5 mai 1640 au lignage Serhuyghs.
  - Conde (de), Jacques-Henri, chanoine, chantre et écolâtre de l'église collégiale Saint-Ursmer de Binche, fils de Jacques de Conde, chevalier, conseiller ordinaire au Conseil de Brabant, et de dame Barbara van Merstraten, fut admis le 13 juin 1677 au lignage Serhuyghs.
- Famille Cools (d'azur à six étoiles d'or, 3, 2 et l)
  - Cools, messire Godefroid, frère de messire Jean Cools admis en 1646, fut admis le 13 juin 1670 au lignage Coudenbergh.
  - Cools, Godefroid-Jacques, seigneur de Grote (ou Grute), fils de messire Jean Cools, admis en 1646, et de Clara du Roy, fut huit de la Gilde drapière en 1699, et avait été admis à l'âge de 20 ans le 11 avril 1676 et définitivement le 13 juin 1677 au lignage Coudenbergh[63].
  - Cools, Messire Albert-Joseph, frère de Godefroid-Jacques ci-avant, fut admis le 13 juin 1677 au lignage Coudenbergh.
  - Cools, Messire Godefroid-Jacques, admis en 1701 au lignage Caudenbergh.
  - Cools, Messire Jean, né à Bruxelles, fils de Jean Antoine Cools, secrétaire du Conseil de Brabant, et de dame Isabella Ryckewaert, celle-ci sœur de Philippe Ryckewaert et de Jean Baptiste Ryckewaert admis en 1613 et 1615, épousa en 1651 Clara de Roy, fut échevin, bourgmestre et trésorier de la ville de Bruxelles, et doyen de la gilde drapière, avait été admis le 13 juin 1646 au lignage Coudenbergh.
- Famille Cordemans
  - Cordemans, Henri fut déclaré être admissible au lignage en 1771 au lignage Serhuyghs.

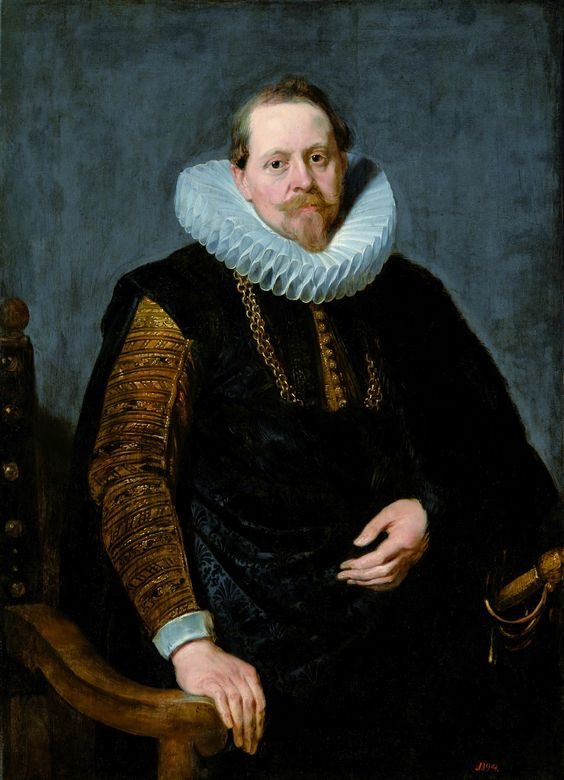
Jean-Charles de Cordes, père de Jean-Charles de Cordes junior, membre du lignage Coudenberg, admis le 13 juin 1648, et grand-père de Jean-Baptiste-Adrien de Cordes, seigneur de Termeeren, admis en 1687 au lignage Coudenberg (portrait par Pierre Paul Rubens, vers 1618).

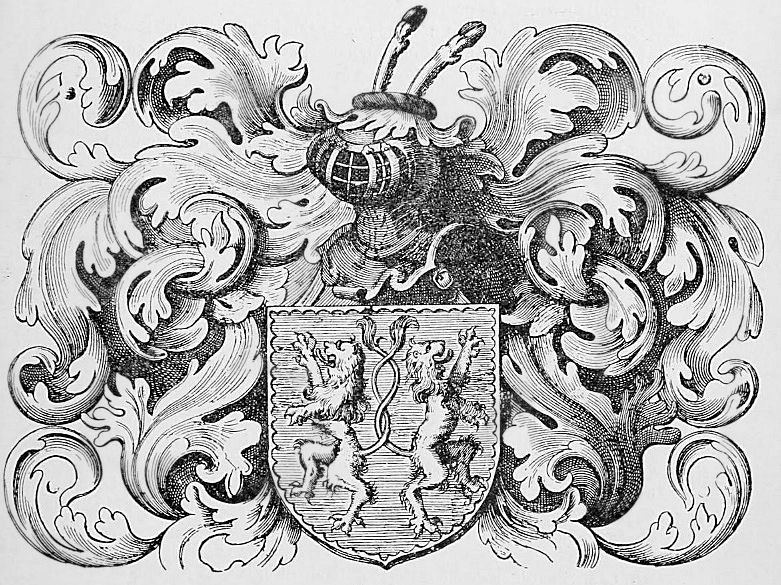
Ex-libris aux armes de Cordes.

- Famille de Cordes (D’or à deux lions adossés de gueules, les queues entrelacées en sautoir, langués et onglés d’azur).
  - Cordes (de), Jean-Baptiste-Adrien, seigneur de Termeeren, licencié en droit, fils de messire Charles de Cordes, seigneur de Termeere, et de dame Carolina Daneels, fut admis le 13 juin 1687 au lignage Coudenbergh.
  - Cordes (de), Messire Jean-Charles, avocat en 1651, juge à la chambre mi-partie, admis le 13 juin 1648 au lignage Coudenbergh[63]. Jean-Charles de Cordes, dit de Rénialmé, chevalier, seigneur de Termeeren, épousa Charlotte (ou Caroline) Daniels (ou Daneels). Il était le fils de Jean-Charles de Cordes, dit de Rénialmé et de Jacqueline Van Caestre, fille de Jean van Caestre, conseiller au grand conseil de Malines, et de dame Isabella Dittre, elle-même fille d'Antoine Dittre et de dame Jeanne Douverain, laquelle était la fille de messire Adelff Douverain, échevin de la ville de Bruxelles, et de dame Philippotte Abselon, lequel Adelff Douverain était le fils de sieur Andries de Douverain, sommelier du roi Ferdinand de Hongrie, et de dame Maria van Coudenberghe, cette dernière étant fille de Jan van Coudenberghe, conseiller au Conseil de Brabant de 1484 à 1501, issu d'une longue lignée d'échevins et de bourgmestres de Bruxelles, et de Joanna van der Straeten. Messire Jean-Charles de Cordes et dame Carolina Daneels eurent comme enfants : 1° Jean-Baptiste-Adrien-Joseph de Cordes, seigneur de Termeeren et de la baronnerie d'Attenrode et de Wever, mort sans alliance, qui laissa tous ses biens à sa sœur Anne Marie-Thérèse. 2° François-Charles de Cordes, seigneur de Beersele. 3° Anne-Marie-Thérèse de Cordes, héritière d'Attenrode, de Termeeren et de Beersele, qui épousa Jacques Nicolas de Man, seigneur des deux Lennick, de Lodyck, Nieuwstryen, etc., conseiller et vice-chancelier du conseil de Brabant, dont est issu Jean-François de Man, seigneur de Berseele, Terhoeven, baron d'Attenrode et Wever[74].
- Famille Coremans
  - Coremans, Everard-Joseph-Henri, fils de Joannes Josephus Coremans et de Barbara Theresia Antonia Cochius, petit-fils de Joannes Antonius Ferdinandus Coremans et de Maria Margarita Moreal, arrière-petit-fils de Philibert Moreal et de Catharina le Ruyt, arrière-arrière-petit-fils de Remy le Ruyt et d'Anna Buys laquelle descendait d'Ywain van Buyseghem dit Buys qui était le frère de Jacques van Buyseghem dit Buys[75] admis au lignage Sweerts en 1481, fut avocat, juriste à l'Université de Louvain, et avait été admis, en même temps que son cousin germain ci-après, le 13 juin 1761 au lignage Sweerts.
  - Coremans, Philippe-Jean-Henri, baptisé à Bruxelles (Sainte-Gudule) le 15 octobre 1730, fils d'Henricus Coremans, avocat, et de Catharina Josepha van den Bogaert, petit-fils de Joanes Antonius Ferdinandus Coremans et de Maria Margarita Moreal, fut avocat du Conseil souverain de Brabant, et avait été admis en même temps que son cousin germain ci-avant le 13 juin 1761 au lignage Sweerts.
- Famille Cornet
  - Cornet, messire Benoît, fils de Benoît Cornet et de dame Marie Elisabeth de Grandry, admis le 13 juin 1791 au lignage Coudenbergh[76].
  - Cornet, Charles-Henri, des comtes d'Elzius, seigneur des Haboudants et Bovesse, avocat en 1773, mort en 1823, admis en 1773 au lignage Coudenbergh, comme descendant de dame Marguerite Oemen épouse de Gielis van Percke, sœur de même père et même mère de Roelof Oemen[77]. Il épousa en 1777 Claire Jeanne Antoinette Schamps, fille de Gilles Lucas Schamps et de Sara Philippina van den Houten. Il était le fils de Benoît Cornet, conseiller au Conseil de Brabant et de Marie Elisabeth de Grandry, petit-fils de François Cornet et de Thérèse d'Elzius, arrière-petit-fils d'Engelbertus d'Elzius et de Catharina Maurissens.
- Famille de Corpelles
  - Corpelles (de), sieur Charles-Philippe, frère de Maître Charles ci-après, fut admis le 13 juin 1607 au lignage Coudenbergh.
  - Corpelles (de), Maître Charles, I.U.L., avocat, seigneur de Litassart, fils de Joannes de Corpelles, auditeur à la Chambre des Comptes, et d'Anna van den Hecke, celle-ci sœur de père et mère de Joannes van den Hecke admis en 1587, épousa en premières noces Anna van Aelst et en secondes noces Maria de Bailly, fut admis le 13 juin 1597 au lignage Coudenbergh[77].
  - Corpelles (de), Sieur et Maître Jean-Baptiste, fils de sieur et maître Charles de Corpelles admis au lignage en 1597, fut huit de la Gilde drapière en 1633 et 1634, avocat en 1621, est mort en 1662, et avait été admis le 13 juin 1633 au lignage Coudenbergh[77].
- Famille Corselius
  - Corselius, Joseph-Geldolphe-François, conseiller au Conseil souverain de Brabant, fut admis du chef de Loenijs Meerte ayant siégé au lignage en 1376, le 13 juin 1692 au lignage Serhuyghs.
  - Corselius (de), Maximilien, frère du précédent, comparut en 1696 au lignage Serhuyghs.
- Famille de Corte
  - Corte (de), Messire Philippe-Ignace, seigneur d'Oostkerke et de Zierlant, fils de messire Louis de Corte, chevalier, et de dame Adriana, laquelle était la sœur aînée de Marcus-Emmanuel de Bourgeois, fut admis le 13 juin 1656 au lignage Sleeus.
- Famille de Cottereau (ou Coutreau) (d'azur au chevron d'argent, accompagné de trois coqs d'or, crêtés, langués et membrés de gueules)
  - Cottereau (de) ou Coutreau, Messire Maximilien, seigneur de Glabbeke, était absent le 13 juin 1579 au lignage Serhuyghs.
- Famille van Cotthem[78](d'argent à trois bandes de gueules ou d'azur)
  - Cotthem (van), Antoine, fils d'Anthonius van Cotthem et de Catharina de Weerde, petit-fils de Willem van Cotthem admis en 1523, fut admis le 13 juin 1615 au lignage Sweerts.
  - Cotthem (van), Guillaume était absent en 1480 du lignage Sweerts.
  - Cotthem (van), Guillaume, fils de Jan van Cotthem, admis en 1504, et de Margarita van Steenbergen, épousa Catharina van Impde dite van Wemmel, et avait été admis le 13 juin 1523 au lignage Sweerts.
  - Cotthem (van), Jean se trouvait au lignage en 1480 au lignage Sweerts.
  - Cotthem (van), Jean, fils de Willem van Cotthem qui était au lignage en 1474 et échevin en 1476, et d'Elisabeth Bake ou Baeckx, fille de Jan Baeckx et de Margarita van Cobbenbosch qui était la fille d'Hendrick van Cobbenbosch et de Heylwege van Sinte-Guericx laquelle était la fille de Jan van Sinte-Guericx, échevin du Sweerts en 1361 et 1368, et d'Hedwigis Sweerts fille de Willem, fut échevin de la ville de Bruxelles en 1513, 1520, 1521 et 1529, et avait été admis le 13 juin 1504 au lignage Sweerts.
  - Cotthem (van) dit van den Berghe, Jean, qui était - selon Jean-Baptiste Houwaert - époux de Margarita Dralant, et fils de Willem van Cotthem dit vanden Berghe, de Pede-Sainte-Gertrude, petit-fils de Jan van Cotthem dit vanden Berghe, et fut mentionné comme étant présent le 13 juin 1487 au lignage Sweerts.
  - Cotthem (van), Sieur et Maître Mathieu, J.U.L., fils de Willem van Cotthem, admis en 1523, et de Catharina van Impde dite van Wemmel, fut échevin de Bruxelles en 1562, et, selon Houwaert, fut envoyé en 1579 par la Cour en Frise où il mourut, avait épousé Jacomyne van Eycke, et est mentionné comme étant absent le 13 juin 1561 au lignage Sweerts.
- Famille van Coudenbergh (de gueules à la tour d'argent)
  - Coudenbergh (van), Guillaume, appelé Serhuyghs, faisait partie du Lignage en 1390 au lignage Caudenbergh.
  - Coudenbergh (van), Henri, appelé Rolibuc, faisait partie du lignage en 1383 au lignage Caudenbergh.
- Famille de Coutereau (d'azur au chevron d'argent accompagné de 3 coqs d'or becqués crêtés et membrés de gueules)
  - Coutereau (de), Messire Charles-Philippe, père du seigneur de Clabecq, admis le 13 juin 1671 au lignage Sleeus.
  - Coutereau (de), Messire Charles-Philippe, seigneur de Clabecq, capitaine-lieutenant d'une bande d'ordonnance, fut admis le 13 juin 1688 au lignage Sleeus.
  - Coutereau (de), Messire Jean, baron de Jauche, dont le père était dans le lignage Serroelofs, fut échevin de Bruxelles en 1602, et avait été admis le 13 juin 1602 au lignage Sleeus.
  - Coutereau (de), Messire Jean[79], seigneur de Gheete, fils de heer Jan Coutreau, seigneur à "Pusele", chevalier, bailli de Termonde puis amman de Bruxelles, et de dame Margriete van Wideux qui était la fille de heer Willem van Wideux, chevalier, et de dame Joanna van Gete, petit-fils de heer Robrecht Coutereaux (Robert Cottereau), chevalier, seigneur de Puisieux et de Hedersem, qui avait sauvé la vie de Charles le Téméraire à la bataille de Montlhéry en 1465, et dame Margareta Herdincx qui était la fille de Jan Herdinck et de dame Margriete van Berchem, arrière-petit-fils de messire Jean Coutriel alias Coterelli, conseiller et physicien du duc Philippe de Bourgogne, et de demoiselle Jehenne fille de maître Toussaint Bayard, épousa en premières noces dame Marie d'Argenteau, dame de Gesdez dont il n'eut pas d'enfant, et en secondes noces dame Catharine de Brandebourg, et avait été admis le 13 juin 1532 au lignage Serroelofs.
- Famille van Couwenhove (ou van Cauwenhove)
  - Couwenhove (van), Messire Henri-Servais-Constantin-Joseph, I.U.L., fils de Josephus van Cauwenhove et de Maria Amelia Josepha de Villers, petit-fils de Joannes Hyacinthus van Cauwenhove, seigneur de Winxele, et de Maria Margarita de Zegraets, arrière-petit-fils d'Amelius van Cauwenhove, seigneur de Winxele, et de Maria Adriana de Heusch, et arrière-arrière-petit-fils de Jan van Cauwenhove, seigneur de Winxele, admis au lignage en 1646, et d'Anna Maria van Grieken, fut avocat du Conseil souverain de Brabant, et avait été admis le 13 juin 1793 au lignage Steenweeghs.
  - Couwenhove (van), Messire Charles, fils de messire Jan van Cauwenhoven et de dame Margareta van Hamme, laquelle était la fille de Peeter van Hamme et de dame Anna de Keysere née du lignage, épousa Adriana de Velroux, et avait été admis le 13 juin 1623 au lignage Steenweeghs.
  - Couwenhove (van), Messire Jean, seigneur de Winxele, fils de Charles ci-avant et de dame Adriana de Velroux, épousa dame Maria van Grieken, et fut admis le 13 juin 1646 au lignage Steenweeghs.
- Famille van Craeneveld (ou van Cranevelt)
  - Craeneveld (van), Messire Nicolas, fils de François van Craeneveld et de Joanna van der Beken, petit-fils d'Alaert van Cranevelt et d'Elisabeth van den Bosch, arrière-petit-fils de François van Craeneveld, chevalier, conseiller au Grand Conseil de Malines, et d'Elisabeth van Bausele, celle-ci descendante de Jan van den Hecke admis au lignage en 1587, fut admis le 13 juin 1653 au lignage Coudenbergh.
- Famille van Craesbeke ou Craesbeeck (d'azur un croissant d'argent en chef sur une étoile d'or à six rais en pointe)
  - Craesbeke (van), Messire Jean-Jacques, tué au siège de Bois-le-Duc le 1er juillet 1629, fils de Jean, conseiller ordinaire et procureur général de Sa Majesté au Conseil souverain de Brabant, et de demoiselle Catherine van der Goeten, laquelle était la fille de Nicolas van der Goeten et d'Anna Mechelmans, dont les parents étaient Marcus Mechelman, avocat au Conseil de Brabant, et de demoiselle Anna van den Stocke qui était la fille de même père et même mère que Nicolas van den Stocke admis le 28 mars 1578 au lignage Serhuyghs, fut déclaré être admissible au lignage Sleeus le 12 mars 1627.
- Famille de Croy (écartelé: 1/4 d'argent à 3 fasces de gueules (Croy); 2/3 d'argent à 3 doloires de gueules, les deux du chef adossées (Renty) ; sur le tout, un écu écartelé, chacun des quartiers de... au lion de...)
  - Croy (de), Messire Michel, fils de messire Michel van Croy mort en 1541, et de dame Marie va Halle, morte en 1529 et qui était la sœur de Pierre van Halle admis en 1545, fut admis le 13 juin 1583 au lignage Serhuyghs.
- Famille van den Cruyce (d'azur à la croix ancrée d'or)
  - Cruyce (van den), Sieur et Maître François, chevalier, licencié ès-lois, fils de Melchior van den Cruyce, trésorier des États de Brabant, et de Barbara van den Heetvelde qui était la fille de maître Bartholomeus van den Heetvelde, secrétaire de la ville de Louvain, admis en 1527, fut échevin de la ville de Bruxelles en 1611, 1613, 1617, 1619, et 1620, receveur en 1614, 1615, 1616 et 1623, surintendant du canal en 1618, trésorier des États de Brabant en 1626 après la mort de son père, épousa en premières noces Francisca Godin et en secondes noces Francisca Boote, et avait été admis le 13 juin 1611 au lignage Sweerts.
  - Cruyce (van den), Melchior-François, fils de Franciscus vanden Cruyce, admis en 1611, et de Francisca Boot, fut trésorier et receveur général des États de Brabant au quartier d'Anvers, créé chevalier en 1671, mourut sans postérité, et avait été admis le 13 juin 1651 au lignage Sweerts.
- Famille van Cruyninghen (d'or à trois pals de gueules, chargé en abîme d'un écusson de sable à la fasce d'argent)
  - Cruyninghen (van), Maître Gérard, fils de messire Nicolaes van Cruyninghen et de dame Marie van Winde laquelle était la fille de Willem van Winde et de dame Marguerite van der Haghen qui était la sœur de même père et même mère de messire Jan van der Haghen admis en 1611, épousa dame Jacqueline van Wely dot il eut deux filles, fut échevin de la ville de Bruxelles en 1643 et avait été admis le 13 juin 1626 au lignage Steenweeghs.
  - Cruyninghen (van), Messire Théodore, fils de Nicolas et de Catherine van Heyst, et neveu de maître Gérard van Cruijningen admis au lignage en 1626, avait été admis le 13 juin 1679 au lignage Steenweeghs.
- Famille Cupis de Camargo (écartelé: aux 1 et 4 d'azur au lévrier rampant d'argent, colleté d'or, sur une terrasse de sinople; aux 2 et 3 d'or à trois chaudrons de sable, à la bordure de gueules chargée de huit tours d'or)[52]
  - Cupis de Camargo, Engelbert François Joseph, né de Hulder dit de Bonchant, fils de Petrus Antonius Josephus de Hulder dit de Bonchant qui avait été autorisé par diplôme de Sa Majesté du 18 mai 1755 à prendre le nom de Cupis de Camargo et qui fut admis au Lignage le 13 juin 1751, et de Carolina Josepha de Brie, fut avocat, Huit de la Gilde drapière en 1773, 1777, 1779, 1782, et avait été admis le 13 juin 1768 au lignage Serroelofs.
  - Cupis de Camargo, Sieur et Maître Pierre-Antoine-Joseph, né à Anvers, qui se nommait de Hulder dit de Bonchant et fut autorisé à prendre en 1755 le nom de Cupis de Camargo, était le fils de Balthazar de Hulder et de Francisca Bernardina de Fusco de Mataloni, le petit-fils de Heer Carolus Franciscus de Fusco de Mataloni, seigneur de Sart-Messire-Guillaume, et d'Anna Helena Cupis de Camargo, l'arrière-petit-fils de don Alphonso de Fusco de Mataloni, bourgmestre de Louvain, et de Joanna de Rolly, l'arrière-arrière-petit-fils de don Fabrio de Fusco, gentilhomme napolitain, et de Catharina de Tenremonde laquelle descendait de Simon van Ophem qui fut échevin du Serroelofs en 1417, fut avocat du Conseil souverain de Brabant, échevin de la ville de Bruxelles en 1761, épousa en premières noces Carolina Josepha de Brie et en secondes noces Joanna Maria Saguet, et avait été admis le 13 juin 1751 au lignage Serroelofs.

- Famille van Cutshem (écartelé : aux 1 et 4 de sinople à trois étoiles à six rais d'or, celle en pointe accompagnée de deux faucilles dentelées d'argent, emmanchées d'or ; aux 2 et 3 de sable à trois pals d'or, au chef d'argent chargé de trois merlettes de sable)
  - Cutshem (van), Pierre, fils de Joannes Baptista van Cutshem et de Marie Anne t'Kint, et cousin germain des t'Kint admis au lignage Sweerts en 1746, fut greffier du Conseil de Brabant, épousa en premières noces Maria Was, en secondes noces Theresia Francisca Petronella de Camp, et avait été admis le 13 juin 1749 au lignage Sweerts.

## D
- Famille Danoot (d'argent au lion de gueules, accompagné au canton dextre du chef d'une étoile du même)
  - Danoot, Daniel-Ignace, fils de Joannes Norbertus Danoot, admis au lignage, et de dame Maria Du Bois, fut admis le 9 mars 1753 au lignage Steenweeghs.
  - Danoot, Daniel-Jean-Norbert, fils de Daniel Ignatius Danoot, admis au lignage en 1753, et de dame Joanna Maria De Vos, fut admis le 13 juin 1764 au lignage Steenweeghs.
  - Danoot, Jean-Norbert, fils de Daniel Danoot, célèbre écrivain et tragédien de langue néerlandaise, et de Maria Zeevaert[80], petit-fils de Ludovicus Danoot et d'Emerentiana Spierinx, arrière-petit-fils de Ludovicus Danoot et Elisabeth Arys, arrière-arrière-petit-fils de Lenaert Danoot et d'Elisabeth de Keyser, fut doyen du métier des merciers en 1717 et 1734, official du comptoir des vins de la ville de Bruxelles, et en même temps marchand de papier, plumes et encre près de la Chapelle de Bon Secours, et avait été admis moyennant réhabilitation par le Conseil de Brabant, du chef d'Henrick de Keijser qui fut Huit de la Lakengulde pour le lignage Steenweeghs en 1446, le 9 mars 1753 au lignage Steenweeghs.
- Famille de Decker (Aquila van Walhorn dit Deckher) (de gueules au lévrier rampant d'argent, colleté d'or)[21]
  - Decker (de), Aquila van Walhorn dit Deckher, Messire Conrard, dont le père était natif d'Anvers et avait pour mère une Silvius, fille de Joan Silvius, chevalier, conseiller pensionnaire de Louvain, et de Jacoba Martiny, fille de Philippe admis en 1645, avait été admis le 13 juin 1661 au lignage Sweerts.
  - Decker (de), Aquila Walhorn dit Deckher, Messire Jean-Baptiste-Aurèle, chevalier, J.U.L., fils de Conrad Aurèle ci-avant, originaire de Fauquemont, au pays d'Outremeuse, fut avocat en 1681, échevin de la Chambre d'Uccle en 1699, prévôt général, dit Verge Rouge, en 1719, échevin de la ville de Bruxelles en 1685, 1691, de 1693 à 1697, et de 1699 à 1706, bourgmestre de 1707 à 1712, et de 1717 à 1724, épousa Isabelle Philippine de Parys, est mort en 1747, et avait été admis le 13 juin 1681 au lignage Sweerts.
- Famille Dellano Velasco (écartelé: au 1 échiqueté d'or et d'azur de cinq tires, chacune de trois points ; au 2 d'or à cinq... posés en sautoir ; au 3 d'argent à deux loups passants l'un sur l'autre d'azur, à la bordure de gueules chargée de huit sautoirs d'or ; au 4 d'...)
  - Dellano Velasco, Messire Henri-Philippe, époux d'Anna Maria de Roovere, fils de don Julian Dellano Velasco et d'Anna Le Febure, petit-fils de Jeronimus Le Febure et d'Anna Maria Le Mire, laquelle était la fille de Joannes Le Mire et de Margarita van Doorne, la petite-fille de Jan van Doorne et de Margarita de Wansijn, l'arrière-petite-fille de Simon van doorne et d'Elisabeth Goossens laquelle descendait de Jan Clutinckx au Roodenbeke en 1376, et avait été admis en 1699 au Roodenbeke.
- Famille Delvaux y Frias
  - Delvaux y Frias, Messire Hyacinthe-Ferdinand-Joseph-Amand, épousa Maria Theresia Petronella van de Velde, était le fils de Gaspar Delvaux y Frias, conseiller et receveur à la Chambre des Comptes en Flandre puis contador principal à l'armée dans les Pays-Bas, et d'Anna Petronella de Villegas, morte en 1697, laquelle était la fille de Paulus Melchior de Villegas qui avait été reçu au Roodenbeke en 1654 et de Maria Isabella van Ophem, et avait été admis en 1700 au Roodenbeke.
- Famille Deschamps (écartelé: aux 1 et 4 d'argent au chevron d'azur, accompagné de trois quintefeuilles de gueules, boutonnées d'or; aux 2 et 3 de gueules à la bande d'or, accompagnée de deux mâcles du même)
  - Deschamps, Jules-Albert, fils d'Albert-Glaude Deschamps et de dame Elisabeth del Rio, petit-fils de Charles Deschamps, maître d'hôtel du prince de Barbançon, et de dame Marguerite le Febure, arrière-petit-fils de Glaude le Febure et de dame Magdalena de Keysere laquelle descendait d'Adam de Keysere et de dame Margareta van Nuwenhove née des lignages, avait été admis le 13 juin 1667 au lignage Steenweeghs.
  - Deschamps, Messire Jean-Joseph, admis le 13 juin 1723 au lignage Sleeus.
  - Deschamps, Messire N..., l'un des trois fils de Jules-Albert Deschamps admis au lignage en 1667, était mentionné à la Keuse du 13 juin 1701 sous le nom de Deschamps junior, et avait été admis en 169... au lignage Steenweeghs.
- Famille van Deynum
  - Deynum (van), D'Heer Jean-Charles, fils de Guillelmus van Deynum, archer de la Garde Noble, et de Margarita Intesbarthola, petit-fils d'Antonius van Deynum et d'Elisabeth Ripet, arrière-petit-fils d'Alard van Deynum et de Catharina van Cotthem laquelle était la fille de Joannes van Cotthem et d'Elisabeth van Nieuwenhove et petite-fille de Willem van Cotthem admis en 1523, avait été admis le 4 juillet 1681 au lignage Sweerts.
  - Deynum (van), N…, admis le 13 juin 1711 au lignage Sweerts.
- Famille van Diedeghem (de sinople au chef d'argent)
  - Diedeghem (van), Corneille, fils de Willem et de Yda 's Bosschers, lequel Willem était fils naturel de Jean van Diedeghem, chevalier, bourgeois de Bruxelles en 1384, fils de Jean, chevalier, et de Marguerite de Wavre, fille de Willem et petite-fille de Jean Meeuwe, bâtard de Brabant, seigneur de Wavre et de Dongelberg, fils de Jean Ier le Victorieux, se trouvait au lignage en 1482 au lignage Sleeus.
  - Diedeghem (van), Nicolas, se trouvait en 1475 au lignage Sleeus.
- Famille Diertyns (ou Diertyts, Diertins, latinisé en Diertius)
  - Diertyns, Maître François, frère de Joannes Baptista admis en 1658, et fils de Jan, mourut en 1681 et avait été admis le 13 juin 1659 au lignage Sweerts.
  - Diertyns, Maître Jean-Baptiste, fils de Jan Diertyns, clerc des consignations des trésoriers et receveurs de la ville de Bruxelles, concierge de l'hôtel de ville et valet juré de celle-ci, et d'Anna Peeters qui était la sœur de Jacobus Peeters admis en 1652, petit-fils de Bernardus Diertyns et de Joanna Matens, fut greffier de la ville de Bruxelles, puis secrétaire en 1671, huit de la Gilde drapière de 1667 à 1669 et en 1687, doyen en 1681, et avait été admis le 13 juin 1658 au lignage Sweerts.
  - Diertyns, Jean-Walrave, fils de maître Balthazar Diertijns et de dame Cornelia Smissaert, laquelle était la fille de sieur Adriaen Smissaert et de dame Catherina de Soete, cette dernière étant la fille de sieur et maître Philippe de Soete (ou de Zoete), admis au lignage en 1606, et de dame Catherina van Hoebraken, fut official du bureau des annotations de la ville de Bruxelles, et avait été admis le 3 août 1670 au lignage Coudenbergh[77].
  - Diertyns, Sieur et Maître Bernard, licencié ès-lois, fils de Bernardus Diertyns et de Joanna Matens, petit-fils de Jan Matens et de Marguerite Jacquet, arrière-petit-fils de Guillaume Matens et d'Ursula van der Balct, celle-ci étant la fille de Jan van der Balct, échevin du Sweerts, et de Cathelyne van Wachelgem, fut avocat le 7 décembre 1621, est mort en 1630 et fut inhumé à Sainte-Gudule, épousa Livina Jacobs, et avait été admis le 13 juin 1623 au lignage Sweerts.
- Famille van der Dilft (d'argent, à trois flanchis de gueules)
  - Dilft (van der), Nicolas-Jean-Eugène, chevalier, seigneur de Borchvliet, licencié en droits, fils de Maximilianus Eugenius van der Dilft de Borchvliet et d'Anna Theresia de Sanvictor, petit-fils de Carolus de Sanvictor qui était le frère de Ferdinand admis en 1652 et de François admis en 1655, et de Francisca de Morales, fut échevin de la ville de Bruxelles de 1731 à 1736 et de 1750 à 1752, trésorier en 1760, bourgmestre en 1742, 1748, 1756, 1770, surintendant du canal en 1746, amman en 1738 et 1739 et 1741, épousa en 1744 Rosa Alexandrina Coloma, dame de la Croix Étoilée, et avait été admis le 13 juin 1726 au lignage Serroelofs.
- Famille Dirix
  - Dirix, Charles-Henri-Joseph, frère de Charles-Joseph-Antoine admis au lignage, et fils d'Henri-Charles Dirix et de dame Maria Marguerita Theresia de Bretel, avait été admis le 13 juin 1750 au lignage Serhuyghs.
  - Dirix, Charles-Joseph-Antoine, I.U.L., seigneur de la Cocquerie en 1754, avocat du Conseil souverain de Brabant, fils d'Henricus Carolus Dirix, et de dame Maria Margarita Theresia de Bretel, avait été admis du même chef que son oncle maternel Franciscus Ludovicus Josephus de Bretel, seigneur de la Cocquerie, admis le 13 juin 1726, le 13 juin 1748 au lignage Serhuyghs.
- Famille van Doetinghem (d'argent à la croix ancrée d'azur)[21]
  - Doetinghem (van), Charles Emmanuel Joseph, fils de messire Joannes Jacobus van Doetinghem, admis en 1705, et de dame Margarite Isabelle Vermoolen, épousa en 1740 Joanna Maria Genoveva Ursula Vermast, et avait été admis le 13 juin 1741 au lignage Serroelofs.
  - Doetinghem (van), Jean-Jacques-Pacifique, seigneur d'Ursele, époux de Margarita Vermoelen, fils de Philippus Guilielmus van Doetinghem, seigneur d'Ursele dit Asscheryane, et d'Albertine Thérèse Taye, petit-fils d'Engelbertus Taye, baron de Wemmel, admis en 1603, et de Catharina van der Beken, et également neveu de Magnus Ludovicus van Doetinghem admis en 1660, est mort en 1719, et avait été admis le 1er mai 1705 au lignage Serroelofs.
  - Doetinghem (van), Messire Magnus Louis, fils de messire Engelbert van Doetinghem, seigneur d'Ursel dit Asscheryaene, et de Margarita de Vrieze, petit-fils de Guilielmus van Doetinghem, seigneur de Randen, membre de l'État noble d'Overijssel, et de Joanna Pipenpoy, arrière-petit-fils de Joannes Pipenpoy, chevalier, seigneur de Merchtem, bourgmestre et trésorier de la ville de Bruxelles, et d'Anna d'Oyenbrugghe, arrière-arrière-petit-fils de Joannes Pipenpoy, seigneur de Merchtem et de Molenwijck, et de Dymphna de Mol laquelle était la fille d'Henricus de Mol, échevin et bourgmestre de Bruxelles admis au Serroelofs, et de Joanna van der Noot, avait été admis le 13 juin 1660 au lignage Serroelofs.
  - Doetinghem (van), Pierre Melchior, meijer bij survivantie van Loven, fils de messire Joannes Jacobus van Doetinghem admis au Lignage en 1705, et de dame Isabelle Margarite Vermoelen, épousa Maria Josepha Steffano fille de Jean Steffano qui était résident du tsar Pierre Ier aux Pays-Bas, et fut admis le 13 juin 1737 au lignage Serroelofs.
  - Doetinghem (van), Pierre Melchior, I.U.L., fils de Petrus Melchior de Doetinghem, admis au Lignage en 1737, et de dame Maria Josepha Steffano, fut avocat au Conseil de Brabant, échevin de la ville de Bruxelles de 1772 à 1783 et en 1790, overmomboir de 1784 à 1789, doyen de la Gilde drapière en 1766, trésorier du Lignage en 1766, épousa Elisabeth Massart, et avait été admis le 13 juin 1760 au lignage Serroelofs.
- Famille de Donckere ou de Doncker[81] (écartelé: au 1 de gueules au sautoir engrelé d'argent, accompagné de quatre billettes d'or ; au 2 de gueules au lion rampant d'argent ; au 3 d'argent au sautoir engrelé de gueules ; au 4 d'or au chef échiqueté de sable et d'argent)
  - Donckere (de), dit Salaert, Charles, fils d'Olivier de Donckere, au Lignage en 1480, et de dame Beatrys s'Blocx, épousa Paschyne van Ursene ou van Ursel, et était présent le 13 juin 1483 au lignage Serroelofs.
  - Donckere (de), dit Salaert ou Sallaerts, Monsieur Jean Antoine Sallaerts geseyt de Doncker, époux de Catharina Theresia Tristram, fils de Jan Baptist Salaert et de Monica du Bois, petit-fils d'Antoen Salaert et d'Anna van der Brugge, arrière-petit-fils de Jaspar Salaert alias de Donckere et de Cathelyne s'Donckers, arrière-arrière-petit-fils de Philips Salaert dit de Doncker et de Cathelyne Mady, ce dernier fils de Kaerel de Doncker alias Salaert admis au Lignage en 1483 et de Paeschyne van Ursene, fut le dernier de sa famille, est mort le 10 juin 1717 à deux heures de l'après-midi, et avait été admis le 13 juin 1696 au lignage Serroelofs.
  - Donckere (de), dit Salaert, Olivier, fils de Gielis de Doncker et de Cathelyne de Swertere, petit-fils de Jan Salaert dit de Doncker et de Margriet Schalie celle-ci fille de Michael Schalie et de Catharine van den Stalle, épousa Beatrys de Bloock, et se trouvait au lignage en 1480 au lignage Serroelofs.
- Famille de Donghelberghe ou de Dongelberg[82] (de sable au lion d'or, armé et lampassé de gueules, à la cotice de gueules brochant sur le tout) (Jacques-Philippe de Dongelberghe, seigneur et baron de Schavenberghe, du lignage Sleeus, portait: de sable au lion d’or, armé et lampassé de gueules)
  - Dongelberghe (de), Messire Charles, vicomte de Zillebeke, conseiller de Brabant, bourgmestre de Bruxelles, époux d'Anne-Marie van Ryswyck, fils du chevalier François van Dongelberge, seigneur de Herlaer, conseiller de Brabant, et d'Anne-Jeanne Oudaert, fille d'Alexandre, seigneur de Rymenam et de Gertrude Brecht, dame héritière de Dieghem, fut admis le 13 juin 1649 au lignage Sleeus.
  - Dongelberghe (de), Charles-Robert, baron de Corbeke, seigneur de Herlaer, Rixtel, fut doyen de la Gilde drapière, et avait été admis le 13 mai 1681 au lignage Sleeus.
  - Dongelberghe (de), Sieur et Maître Henri, I.U.L., chevalier en 1600 et seigneur d'Herlaer, Zillebeke, époux d'Adrienne Borluut, dame de Zillebeke, fils de Jacques van Dongelberge, chevalier, drossart de Brabant, et de Madeleine de Bourgogne, fut trésorier en 1589, échevin et bourgmestre de la ville de Bruxelles à plusieurs reprises entre 1590 et 1626, doyen de la Gilde drapière en 1621, est mort le 15 juin 1627, et avait été admis le 27 mars 1578 au lignage Sleeus.
  - Dongelberghe (de), Messire Jean, I.U.L., échevin de la ville de Bruxelles en 1564 et 1565, était le frère de Jacques van Dongelberge admis au lignage en 1574. Il est mort le 7 octobre 1573 et fut inhumé à Sainte-Catherine sous une sépulture ornée de ses huit quartiers, et avait épousé Anna van der Elst, morte le 29 août 1576. Il avait été admis du chef de sa mère Marie Hujoel, qui était la seconde épouse de maître Jacques de Dongelberge, le 12 juin 1563 au lignage Sleeus.
  - Dongelberghe (de), le chevalier François, seigneur d'Herlaer et Zillebeke, I.U.L., fut plusieurs fois échevin de Bruxelles et fut également bourgmestre de Bruxelles entre 1633 et 1648, avait été admis le 13 juin 1613 au lignage Sleeus.
  - Dongelberghe (de), Messire Henri-Charles, baron de Rèves, fils d'Henri, chevalier, seigneur de Herlaer, bourgmestre de Bruxelles, et d'Adrienne Borluut, dame de Zillebeke, époux en premières noces de Jeanne de Steelant et en secondes noces de Jeanne-Marie de Berlo, fut proviseur de St-Eloi en 1616, échevin de Bruxelles à plusieurs reprises entre 1628 et 1641, conseiller de Brabant en 1642, et avait été admis le 13 juin 1615 au lignage Sleeus.
  - Dongelberghe (de), Messire Henri, fils du chevalier François van Dongelberge, fut, en même temps que son frère Charles ci-dessus, admis le 13 juin 1649 au lignage Sleeus.
  - Dongelberghe (de), Messire Jacques, fils de Jacques et de Marie Hujoel, fut échevin de Bruxelles en 1564 et 1565, prévôt de la cour, puis drossard de Brabant, épousa Madeleine de Bourgogne, dame de Herlaer, fille de Thierry, drossard de Brabant, et après avoir prêté serment le 1er juillet 1574, fut admis au lignage Sleeus.
  - Dongelberghe (de), Messire Jacques-Philippe, baron et seigneur de Schavenberghe, faisait partie dans les années 1642 et suivantes du lignage Sleeus.
  - Dongelberghe (de), Messire Jean-Baptiste-Charles-Michel, baron de Corbeke, seigneur de Melroy, Vesin, etc., fils de sieur Charles-Robert de Dongelberge, fut échevin de la ville de Bruxelles en 1741 et avait été admis le 26 mars 1726 au lignage Sleeus.
  - Dongelberghe (de), Messire Philippe, fils de messire Henri, fut meyer de Vilvorde ainsi qu'échevin de Bruxelles en 1649, 1650 et 1655, avait été admis le 13 juin 1614 au lignage Sleeus.
  - Dongelberghe (de), Messire Philippe, fils de Jacques van Dongelberge, drossart de Brabant, et de Madeleine de Bourgogne, fut admis le 27 mars 1578 au lignage Sleeus.
  - Dongelberghe (Van), Messire Jacques-Philippe, seigneur de Schavenberghe, chevalier, baron van Dongelberghe, fils de Philippus van Dongelberghe, chevalier, gruyer de Brabant et maire de Vilvorde, et de Quintina Borluut, petit-fils de Jacques van Dongelberghe, chevalier, drossard de Brabant, et de Magdalena de Bourgogne, arrière-petit-fils de Jacobus van Dongelberghe, avocat au Conseil de Brabant, et de Maria Hujoel, épousa Anna Maria van Baussele, et avait été admis le 13 juin 1641 au lignage Serroelofs.
- Famille van Doornick ou Vandornick
  - Doornick (Van), Jean François, fils de Philippe et de Clara Le Riche[83], petit-fils de Joannes van Doornick et de Maria Min, celle-ci fille de Joannes Min et de Magdalena van de Nesse, fut déclaré, le 14 juillet 1705, être issu du lignage Coudenbergh. Ses deux neveux, les frères Petrus et Joannes Baptista van Doornick furent admis gratuitement à la bourgeoisie de Bruxelles le 13 juin 1761 comme issu du lignage Coudenbergh[84].
- Famille de Douvryn (d'or au chef d'azur chargé d'un lion léopardé d'argent ou d'or au chef de gueules chargé d'un lion passant d'or[85].
  - Douvryn (de ou van) ou Douvrain (de), Messire Adolphe, fils de messire Andries de Douvryn et de dame Maria van Coudenberghe, petit-fils de Jan van Coudenberghe et de dame Joanna van der Straeten, arrière-petit-fils de Gilles van der Straeten et de Joanna t'Seraets, était à la keuse le 13 juin 1570 au lignage Steenweeghs.
  - Douvryn (de) ou Douvrain, Messire Louis, seigneur de Bodegem, fils de messire Adolphe ci-avant, et de dame Philipote Absolons, épousa dame Barbara de Keyser, et comparut en 1578 au lignage Steenweeghs.
- Famille de la Douve ou de la Douwe
  - Douve (de la), Sieur et Maître Bernard, seigneur de Sangien, Lomprez, Stalle, Ondeville, Rivieren, Belegem, fils de heer Jacob de la Douve, seigneur de Sangien et Lompré près de Lille, et de dame Jessie de Mailly, dame de Houteville, Rivieren, Stalle, laquelle était la fille de heer Nicolaert de Mailly, chevalier, seigneur de Houteville, Stalle, Rivieren, etc., et de dame Adolphine t'Seraerts, épousa dame Agnès de Merode, fille du seigneur de Rummen, avait été admis le 13 juin 1582 au lignage Serroelofs.
- Famille van den Driessche (de sinople à un homme sauvage de carnation, tenant sur l'épaule dextre une massue au naturel et dans la senestre une balance de justice d'or)
  - Driessche (van den), Sieur et Maître Henri-Valentin, admis le 13 juin 1698 au lignage Coudenbergh, comme fils d'Henri et d'Anna Maria Valentin, fille de Joannes Valentin, licencié en médecine, et de Joanna van de Nesse, celle-ci étant une descendante de Jacques van de Nesse et de dame Paschijne Goetschalcx qui était la fille de Philippe et de dame Catherine Spyskens[86].

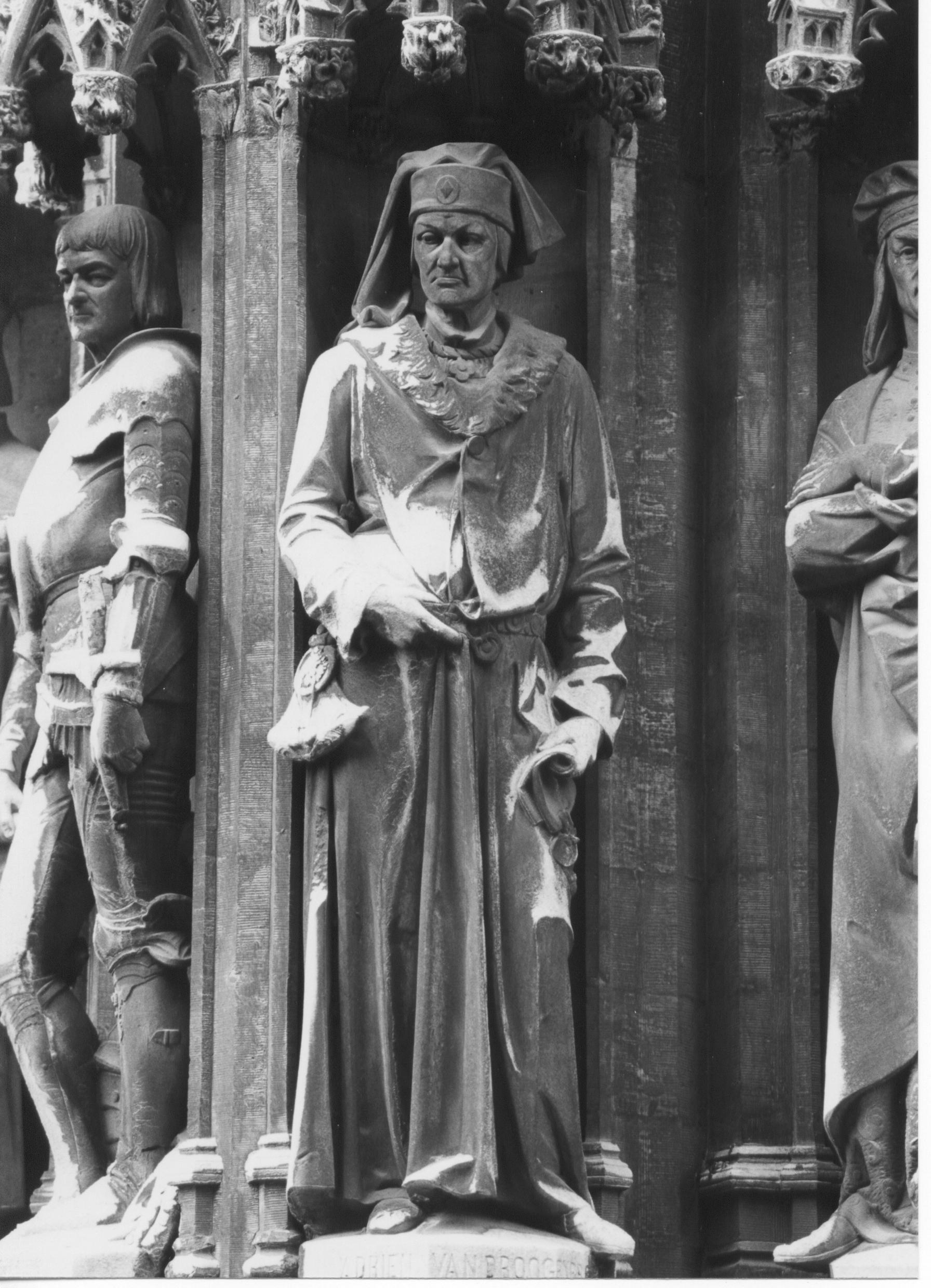
Représentation imaginaire d'un bourgmestre des lignages en 1492, Adrien van Droogenbroeck, admis en 1487 au Roodenbeke (sculpture de l'Hôtel de Ville, XXe siècle).

- Famille van Droogenbroeck : d'argent au sautoir engrêlé de sable cantonné de quatre coquilles de gueules. 
  - Droogenbroeck (van), (plusieurs) admis au Sweerts.
  - Droogenbroeck (van), Adrien, admis en 1487 au Roodenbeke.
- Famille Le Ducq ou le Duc (écartelé : 1 d'argent, à la bande de gueules chargée d'une épée d'argent garnie d'or posée dans le sens de la bande, la pointe mouvant vers le chef à dextre (le Ducq) ; 2 van der Reest ; 3 fascé de sable et d'argent de 6 pièces, chargé en chef de trois étoiles à 6 rais d'argent ; 4 d'or, au cor de chasse de sable, lié de gueules, accompagné de 3 maillets de même ; sur le tout : Sweerts) 
  - Ducq (Le), Jean-Baptiste, fils de Joan Baptista Le Ducq, rentmeester du Roi à Valenciennes, et de dame Alexandrina vander Reest, petit-fils de Marcus van der Reest, secrétaire de la ville de Bruxelles et notaire, et de Juliana van Cattenbroeck, arrière-petit-fils de Marcus van der Reest, clerc-juré et receveur de la ville de Bruxelles, et d'Emerentiana van Pastenaeken, arrière-arrière-petit-fils d'Augustinus van Pastenaeken et de Juliana Sweerts qui était la fille de Roelant Roelantsone au lignage depuis 1533, est mort en 1707 et avait été admis le 13 juin 1669 au Lignage Sweerts.
- Famille Duquesnoy
  - Voir sous: Quesnoy (du)
- Famille van der Dussen[87] (coupé de sable et d'or, au sautoir échiqueté de deux titres d'argent et de gueules brochant sur le tout)
  - Dussen (van der), le chevalier Guillaume, seigneur de Glein, seigneur de Coelen, fils de Lybrecht van der Dussen, seigneur de Bornival, admis en 1561, et de Marie van Ylinghen, fille de Judocus, seigneur de Bornival, et d'Anna d'Auxy, fut conseiller ordinaire au Conseil de Brabant, commissaire ordinaire des troupes de Sa Majesté, est mort en 1637, et avait été admis le 13 juin 1593 au lignage Sweerts.
  - Dussen (van der), Messire Lybrecht, seigneur de Bornival, fils de Judocus van der Dussen, conseiller au Conseil de Brabant, mort en 1532, et de Maria de Wilde alias Sauvage, morte en 1551, petit-fils de Philippus de Wilde alias Sauvage, auditeur à la Chambre des comptes, et de Maria de Weert fille de Roelandt de Weert admis en 1498, fut receveur de la ville de Bruxelles en 1585 et 1586, échevin en 1577, 1588, et 1590, est mort le 7 août 1590, et avait été admis le 13 juin 1561 au lignage Sweerts.
  - Dussen (van der), Messire Eugène-François, admis le 13 juin 1715 au lignage Sweerts.
  - Dussen (van der), Pierre-Charles-Joseph[88], seigneur de Kestergat, baptisé à Bruxelles (Sainte-Catherine) le 2 décembre 1691 et mort le 29 octobre 1748, inhumé dans le chœur de l'église de Leerbeek, épousa à Bruxelles (Sainte-Catherine) le 30 novembre 1730 Cecilia Eleonora le Beuf, était le fils de Joannes Adolphus van der Dussen, seigneur de Kestergate, Bornival, etc., et de Renildis Theresia Spruyt, le petit-fils de Carolus van der Dussen, seigneur de Hauteville, etc., et capitaine d'infanterie, et de Ludovica de Molsberg, l'arrière-petit-fils de Philippus van der Dussen, seigneur de Bornival, et de Joanna Hoston fille du seigneur de Hauteville, l'arrière-arrière-petit-fils de Librecht van der Dussen, seigneur de Bornival, admis au lignage en 1561 et qui fut échevin de Bruxelles, et de Maria van Ylingen, et avait été admis le 13 juin 1728 au lignage Sweerts.
- Famille Dux (d'argent à dix quintefeuilles de gueules posés 4-3-2-1)
  - Dux, Jacques-François-Benoît, licencié en Droit, fils de l'avocat Petrus Benedictus Dux et de dame Joana Isabella Gochet, fille de messire Joannes Fredericus Gochet, conseiller ordinaire au Conseil souverain de Brabant faisant fonction de chancelier, et de dame Angelina Reynbouts, fut avocat au Conseil souverain de Brabant, surintendant de la flotte de la ville de Bruxelles, trésorier de Bruxelles, et avait été, le 13 juin 1748, admis du chef de Jacobus van Arckel admis au lignage le 7 octobre 1693 et de son oncle maternel Jacobus Fredericus Gochet, avocat au Conseil souverain de Brabant admis le 13 juin 1726, au lignage Serhuyghs.
- Famille van den Dycke ou van den Dijcke[89]
  - Dycke (van den) ou Dijcke (van den), François, I.U.L., fils de Michael Josephus van den Dijcke et de sa première épouse demoiselle Catharina Theresia van der Haeghen, petit-fils de sieur François van den Dijcke, brasseur au Spregelbrugge, et de demoiselle Joanna Bassery, arrière-petit-fils de Franciscus van den Dijcke et de Joanna van Bortel ou van Boxtel, arrière-arrière-petit-fils de Joannes van den Dycke et de Catharina de Smet, elle-même fille de Nicolaus de Smet et d'Elisabeth Rijdams, petite-fille de Joannes Rijdams et de Catharina van de Velde, et arrière-petite-fille de Franciscus van de Velde et de Gislena s'Papen qui était issue du lignage Coudenbergh[90], fut huit de la Gilde drapière de 1753 à 1755, lieutenant de la chambre des tonlieux de Sa Majesté, est mort en 1769 âgé de 62 ans sans postérité, et avait été admis par jugement en date du 16 mars 1751 au lignage Coudenbergh[77].

## E
- Famille Eduwaerts (ou Edwards) (Taillé d'hermine et de sable, au lion d'or brochant)[21]
  - Eduwaerts (ou Edwards), Messire Thomas, dit Trevor, seigneur de West-Sambre, de Santbergen et Reningelst, chevalier, époux d'Isabella Jacqueline van Craenevelt, fils de messire Thomas Eduwaert et de dame Anna Lalayng laquelle était la fille de messire Charles Lalaijn seigneur de Santberghe, et de dame Catherine de Fourneau, cette dernière étant la sœur de Jean et Théodore de Fourneau admis au Coudenbergh en 1596, ainsi que d'Evrard de Fourneau admis en 1617 et d'Adrien de Fourneau admis en 1631, fut échevin en 1699, huit de la gilde drapière en 1686 et 1698, est mort en 1700, et avait été admis le 14 juin 1683 au lignage Coudenbergh[77].
- Famille van der Ee (d'or au chevron d'azur, accompagné de trois lettres E de gueules)[21]
  - Ee (van der), Jean, seigneur de Herent, Meise et Woluwé-Saint-Étienne, fils de messire Jan, chevalier, seigneur des mêmes lieux, et de dame Anna van Bouchout, fille de Laureys van Bouchout et d'une van de Poele, du lignage Sweerts, fut amman de Bruxelles, épousa dame Margareta de Sancti Johanni, est mort le 13 décembre 1607, et avait été admis le 13 juin 1589 au lignage Sweerts.
  - Ee (van der), Messire Jean-François, fils de messire Jan van der Ee, chevalier et amman de la ville de Bruxelles, admis au lignage, fut receveur en 1612, greffier au Conseil de Brabant en 1619, est mort sans postérité, et avait été admis le 13 juin 1605 au lignage Sweerts.
- Famille van den Eechoute
  - Eechoute (van den), Josse, seigneur de Hoogestein, qui - selon Jean-Baptiste Houwaert - était le fils de Jan van den Eechoute et de Lysebeth van Wachelgem, petit-fils de Jan van Wachelgem et d'Elisabeth van Cotthem laquelle était la sœur d'Iwain van Cotthem qui avait siégé au Sweerts, fut mayeur de Leeuw-Saint-Pierre, bailli et receveur du pays de Gaesbeek, épousa en premières noces Barbele Taeys et en secondes noces Yde van Goteringen, et avait été mentionné comme étant absent le 13 juin 1487 au lignage Sweerts.
- Famille van den Eede
  - Eede (van den), Jan, présent le 13 juin 1542 au lignage Sleeus.
- Famille van Eesbeke (gironné de sable et d'argent, chaque giron de sable chargé de trois mouchetures d'hermine d'argent)
  - Eesbeke (van) dit Haeghen (van der), Jean-Antoine, fils de Joannes van der Haghen, woutmeester de Brabant, admis en 1609, et de Maria de Granvelle, fut admis le 13 juin 1629 au lignage Steenweeghs.
  - Eesbeke (van) dit Haeghen (van der), Messire Jean-Baptiste-François, fils de messire Joannes Baptiste François van Eesbeke dict van der Haeghen, licencié dans les deux droits, et ancien échevin de la ville de Bruxelles, et de dame Judoca Back Waijenbergh, fut capitaine du quartier de la Cour en 1753, avait été admis le 11 octobre 1752 au lignage Steenweeghs.
  - Eesbeke (van) dit Haeghen (van der), Messire Antoine-Jean, frère de Jean-Baptiste-François admis au lignage en 1666, et fils de messire Guilliam et de dame Geertruijd Windelincx, avait été admis le 10 avril 1676 au lignage Steenweeghs.
  - Eesbeke (van) dit Haeghen (van der), Messire François, fils de sieur Peeter van der Haghen, marchand à Florence puis à Bruxelles au Corenhuys, in 't schilt van Franckryck, carrossier et conseiller du Mont-de-Piété, et de Barbara van Bemmel, petit-fils de François van der Haghen et de Susanna van Heymbeke[91], arrière-petit-fils de Jan van der Haghen et de Cathelyne van Robbroeck, arrière-arrière-petit-fils d'Alexander van der Haghen, boucher, et de Margriete van Oudenaken, lequel Alexander van der Haghen était le fils d'Aert van der Haghen, boucher, et de dame Cathelyne Matens descendante de Jan van Kesterbeke, échevin en 1385, fut mambour de la chapelle Saint-Eloi en 1710 et avait été admis le 13 juin 1698 au lignage Steenweeghs.
  - Eesbeke (van) dit Haeghen (van der), Messire Frédéric, fils de messire Philips van der Haghen, admis en 1632, et de dame Catharina Virginia Udinccx, sa seconde femme, fut capitaine au service de Sa Majesté Catholique en Espagne, avait été admis le 15 juin 1654 au lignage Steenweeghs.
  - Eesbeke (van) dit Haeghen (van der), Messire Jean, fils de messire Anthonis van der Haghen et de dame Margareta Matens, petit-fils de Joannes Matens et de Margarita van den Biestraeten, arrière-petit-fils de Guiliam Matens et d'Elisabeth Peghs, arrière-arrière-petit-fils de Jan Matens et de Catharina van Coelen, lequel Jan Matens descendait de Jan van Kesterbeke, échevin de la ville de Bruxelles en 1385, épousa Marie Perennot de Granvelle, fut docteur es loix, maître des forêts de Brabant, lieutenant d'une compagnie de lances pour Sa Majesté Catholique, châtelain de la Vuere, mourut en 1616, et avait été admis le 13 juin 1609 au lignage Steenweeghs.
  - Eesbeke (van) dit Haeghen (van der), Messire Jean-Baptiste-François, fils de sieur et maître Willem van der Haeghen admis au Sweerts en 1636, et de dame Geertruyt Winderlincx du chef de laquelle il fut admis et qui était sœur de même père et même mère de Nicolaes et Jacques Winderlincx admis respectivement en 1634 et 1635 au Steenweeghs, fut échevin de la ville de Bruxelles, mambour de l'hospice Saint-Eloy, et avait été admis le 13 juin 1666 au lignage Steenweeghs.
  - Eesbeke (van) dit Haeghen (van der), Messire Philippe, frère de messire Jan Anthoen van der Haghen admis en 1629, épousa en premières noces dame Virginia Coronel et en secondes noces dame Catharina Sybilla Udincx, fut capitaine de la Garde bourgeoise, proviseur de Saint-Eloy, et avait été admis le 16 juin 1632 au lignage Steenweeghs.
  - Eesbeke (van) dit van der Haeghe, Antoine, fut échevin de la ville de Bruxelles en 1597 et avait été admis le 13 juin 1568 au lignage Serhuyghs.
  - Eesbeke (van) dit van der Haeghen, Georges-Ignace, baptisé à Bruxelles (Sainte-Gudule) le 10 juillet 1640, fils d'Henricus, admis en 1636, fut avocat, huit de la Gilde drapière de 1663 à 1664, échevin de la ville de Bruxelles en 1670, 1671, 1674, 1675, 1677, 1678, trésorier de 1679 à 1682, surintendant du canal en 1682, avait épousé Clementia Puts, est mort le 17 septembre 1684, et avait été admis le 13 juin 1661 au lignage Sweerts.
  - Eesbeke (van) dit van der Hagen, Honoré-Ignace, baron, fils de Georgius Ignatius ci-avant admis en 1661, petit-fils de messire Henricus qui avait été admis au Sweerts le 13 juin 1636, fut trésorier de la ville de Bruxelles de 1713 à 1729, surintendant du canal en 1730, épousa Theresia Eleonora de la Barre d'Erquelinnes, et avait été admis provisoirement le 13 juin 1713 et définitivement le 13 juin 1714 au lignage Sweerts.
  - Eesbeke (van) dit Van der Haeghe, Gilles, fils d'Antoine admis le même jour que lui au lignage, fut admis le 13 juin 1568 au lignage Serhuyghs.
- Famille van Elder
  - Elder (van), Pierre-Dominique, curé à Thildonck, fils de Guillielmus van Elder et de Joanna Maria van Halen, petit-fils de Jacobus van Halen et de Maria Poot, arrière-petit-fils de Cornelius Poot et de Catharina Op den Bergh, admis le 13 juin 1770 au lignage Coudenbergh, comme descendant de Jean Spyskens[77].
- Famille van Elewijck
  - Elewijck (van), Martin, fils de Peeter van Elewijck et de Laurentia van Bever fille légitime de Gaspar van Bever et de Marie de Prost, lequel Gaspar van Bever était le frère de même père et même mère de Geerard van Bever fils d'Hendrick van Bever et de Joanna van Nieuwenhove fille de Geerard et d'Anne Pipenpoy laquelle était la sœur de Segerus Pipenpoy, fut reconnu les 7 et 11 novembre 1709 comme issu du lignage Serhuygs.
- Famille van Elshout (de sinople au lion d'argent couronné d'or et portant sur l'épaule un écu d'or à la roue de gueules qui est Heusden)
  - Elshout (van), Jean-Baptiste, prêtre, licencié en Droit, protonotaire apostolique et chapelain d'honneur de la Chapelle de Sa Majesté, frère de même père et même père de messire Théodore van Elshout, seigneur de Middelswake, échevin de la ville de Bruxelles, admis au lignage, et avait été admis le 13 juin 1663 au lignage Serhuyghs
  - Elshout (van) ou Heusden dit Elshout (van), Messire Théodore, seigneur de Middelswake, fils de messire Jean van Elshout, chevalier, conseiller et intendant-général de Zélande, Brucsterschelt, etc., est mort en 1716, et avait été admis le 2 août 1652 au lignage Serhuyghs.
- Famille van der Elst
  - Elst (van der), Arnold, se trouvait en 1485 au lignage de Roodenbeke.
  - Elst (van der), Messire Adrien, mort en 1593, admis le 13 juin 1587 au lignage Coudenbergh[92].
  - Elst (van der), Pierre-Albert, non mentionné par van der Meulen, fils de Guilielmus Franciscus van der Elst et de Maria Anna van der Smisse, lequel Guilielmus Franciscus était le fils de Guilielmus et de Catharina Plas, lequel Guilielmus était le fils de Gabriel van der Elst et de Catharina van Ertbrugghe, du chef duquel ont reçu le 21 juin 1723 la bourgeoisie de Bruxelles Martinus et Egidus van Leeuw fils de Joannes et de Joanna van der Elst qui était la fille de Gabriel van der Elst et de Catharina van Ertbrugghe, fut déclaré admissible le 9 août 1749 à recevoir la bourgeoisie de Bruxelles comme étant issu du lignage Steenweeghs.
  - Elst (van der), André, fils de Bartholomeus van der Elst et de Catherine Rossel, petit-fils de Gabriel van der Elst et de Catherine van Ertbrugghe, reçu gratuitement la bourgeoisie de la ville de Bruxelles le 13 juin 1763 par le lignage Steenweeghs[93] .
- Famille d'Entieres (ou Denthieres, Denetieres)
  - d'Entieres, Robert, fils de Charles-Philippe d'Entieres, conseiller et maître des comptes en Brabant, fut secrétaire du Conseil secret de Sa Majesté, et avait reçu le 26 mai 1639 au lignage Serhuyghs.
- Famille van Erpe
  - Erpe (van), Josse, absent le 13 juin 1482 au lignage Sweerts.
- Famille de Esdain
  - Esdain (de), Jacques-Dorothée-Joseph, admis en 1766 au lignage Serhuyghs.
- Famille de L'Espinoy
  - Espinoy (de L'), Messire Philippe, seigneur de la Chapelle (Chapelle-Saint-Ulric), vicomte de Therouanne, né hors du Brabant, et donc inhabile à être au service de la ville de Bruxelles, mais bien ses enfants légitimes qui naîtront en Brabant, était le fils de sieur et maître Charles de l'Espinoy et de dame Margarita Longin laquelle était la fille du chevalier Roelant Longin, seigneur de Chapelle-Saint-Ulric, président de la Chambre des comptes, et de dame Elisabeth van Mons, fille de Philip van Mons qui avait été échevin de la ville de Bruxelles, épousa dame Cornelia Norman, fille de Heer Philips de Norman, seigneur de Sainte-Aldegonde, fut longtemps capitaine d'une compagnie d'infanterie wallonne puis se livra à d'importants travaux généalogiques et héraldiques qui le conduisirent à la publication en 1631 de sa fameuse Recherche des antiquitez et noblesse de Flandres, et avait été admis le 3 février 1590 au lignage Steenweeghs.
- Famille van Esselen
  - Esselen (van), Jean était absent du lignage en 1480 au lignage Sweerts.
- Famille Estor (d'argent à trois pals de gueules)
  - Estor, Henri, seigneur de grand Bigard, époux d’Elisabeth van Liere, faisait partie du lignage en 1453 échevin au lignage Caudenbergh[94].
  - Estor, Messire Bernard, seigneur de Bigard, fils d'Hendrick Estor, échevin de la ville de Bruxelles en 1478, 1484 et 1497, et de Joanna van der Spout, petit-fils d'Henric Estor, échevin en 1453, et de Lysebeth van Liere, arrière-petit-fils de Willem Estor, chevalier, échevin en 1408, et de Cathelyne Vele dite Rongman qui était la fille du seigneur de Bigard, fut échevin de la ville de Bruxelles en 1525 et 1529, premier doyen de la Gilde drapière en 1525, épousa à Bruxelles, paroisse Sainte-Gudule, le 18 janvier 1519 Margriete van Baenst, et avait été admis le 13 juin 1520 au lignage Serroelofs.
- Famille van Eyck (écartelé: aux 1 et 4 d'azur à trois glands d'or; aux 2 et 3 d'argent au cor de sable, accompagné de trois roses de gueules)
  - Eyck (van), Corneille, J.U.L., fils de Philippe van Eyck, conseiller et maître à la Chambre des comptes, admis en 1640, et de Barbara de Roy, fut avocat en 1669, doyen de la Gilde drapière en 1673, et avait été admis le 13 juin 1666 au lignage Sweerts.
  - Eyck (van), Ernest-Louis, fils de sieur et maître Joannes van Eyck, admis en 1637, échevin de la ville de Bruxelles, et de Catherina Vallyn, fut huit de la Gilde drapière en 1667 et 1668 et remplacé parce qu'il voyageait hors de la ville, avait été admis le 18 juillet 1667 au lignage Sweerts.
  - Eyck (van), Sieur et Maître Jean, frère de sieur Philippe van Eyck admis en 1640, fut avocat en 1632, pourvu en 1639 de la charge d'auditeur des gens de guerre envoyés en Espagne sous le commandement de Mollengien, huit de la Gilde drapière en 1644 et 1645, échevin de la ville de Bruxelles en 1650, 1651, 1653, 1667 et 1668, épousa Catherine Vallyn, et avait été admis le 13 juin 1637 au lignage Sweerts.
  - Eyck (van), Messire Henri, frère de Cornelius van Eyck admis en 1666 et fils de Philippus van Eyck admis en 1640, fut conseiller et maître à la Chambre des Comptes du Brabant, épousa Anna Maria Theresia va Thienen, et avait été admis le 13 juin 1675 au lignage Sweerts.
  - Eyck (van), Messire Jean-Baptiste, frère de messire Henri ci-avant, et de messire Corneille admis en 1666, fut admis le 13 juin 1675 au lignage Sweerts.
  - Eyck (van), Philippe, frère de Jan van Eyck admis au lignage en 1637, fils de Cornelis van Eyck, contrôleur, et d'Anna Hujoel, petit-fils de Lucas Hujoel et d'Anna de Weert laquelle était la fille de Roelant admis en 1535, fut conseiller et maître à la Chambre des Comptes, épousa Barbara Le Roy, fut anobli, et avait été admis le 13 juin 1640 au lignage Sweerts.
- Famille van der Eycken (de sinople, au chef d'argent, chargé de trois mâcles de sable)
  - Eycken (van der), Sieur et Maître Charles, licencié-ès-lois, fils de Joannes van de Eycken, chevalier, admis au Lignage en 1543, et de Catharina t'Serclaes, fut conseiller de Brabant, épousa en 1589 Barbara van Vlierden, et avait été admis le 22 mars 1578 au lignage Serroelofs.
  - Eycken (van der), Claude, chevalier, seigneur de Buysseghem, fils de Judocus van der Eycken et de Barbara de Mol laquelle était la sœur de Peeter de Mol admis au lignage en 1578, fut mambour de Saint-Eloi en 1635 et 1643, et avait été admis le 13 juin 1614 au lignage Serroelofs.
  - Eycken (van der), Heer Corneille, chevalier, seigneur de Saint-Georges et Rivieren, Jette, Ganshoren, etc., frère de même père et même mère de Joannes van der Eycken qui avait été admis au Lignage en 1543, épousa Isabella Estor, et était présent le 13 juin 1555 au lignage Serroelofs.
  - Eycken (van der), Jean, chevalier, fils de Joannes van der Eycken, conseiller et maître des comptes, et d'Elisabeth Stoops, petit-fils d'Henricus van der Eycken et de Barabara van Volcxem qui était la fille de Paul van Volcxem, échevin du Coudenbergh en 1452, et d'Elisabeth Daneels, épousa Catharina t'Serclaes, et était présent le 13 juin 1543 au lignage Serroelofs.
  - Eycken (van der), Messire Robert, fils de messire Geerard van der Eycken et de dame Margarite Oudaert, laquelle était la fille de Jan Oudaert et de dame Barbara Poelgeest elle-même était la fille de sieur Geerard seigneur de Poelgeest et Thoma, et de dame Helena Taye, qui était la fille de messire Charles Taye, seigneur de Wemmel et Goyick admis au lignage, fut admis le 13 juin 1623 au lignage Serroelofs.
  - Eycken (van der), Philippe, seigneur de Saint-Georges et Rivieren, fils de Cornelis van der Eycken, admis au Lignage en 1555, et d'Isabella Estor, épousa Anne de Jauche de Mastaing, et avait été admis le 13 juin 1570 au lignage Serroelofs.
- Famille van Eynatten (d'argent à la bande de gueules, accompagnée de six merlettes du même 2, 1 et 1, 2)
  - Eynatten (van), Arnold, seigneur de Heukelom et de Schoonhove, qui épousa en premières noces Anna de Busleyden, et en secondes noces Margarita Verhaecht, était le fils d'Herman van Eynatten, seigneur de Heulekom, et d'Isabella d'Aerschot, dame de Schoonhoven, laquelle était la fille d'Henric van Schoonhoven et de Juste van Thille, la petite-fille d'Henric van Schoonhoven, seigneur de Diest, Schoonhoven, Waenrode et Nieuwrode, et de dame Beatrix t'Serclaes elle-même la fille de heer Jan t'Serclaes, chevalier, seigneur de Woluwe-Saint-Étienne, Bodegem, etc., de dame Joanna Swaeff, ce Jan t'Serclaes étant le fils de heer Everaert t'Serclaes "le libérateur de Bruxelles", avait été admis le 13 juin 1539 au lignage Serroelofs.
  - Eynatten (van), le baron Nicolas Henri, frère d'Arnold Lambert van Eynatten admis en 1689, fut pensionnaire de la ville de Louvain, épousa Anna de Joncis fille de Guilielmus de Joncis et d'Ursula Veronica van Houthem, et avait été admis le 13 juin 1693 au lignage Serroelofs.
  - Eynatten (van), le baron Théodore Guillaume Marie, fils de Nicolas van Eynatten, admis au Lignage en 1693, et de dame Anne de Joncxis, dont il était le fils unique, épousa en premières noces Ursula Veronica de Joncis, en secondes noces Maria Josepha de Vos de Steenwijck qui était veuve de Louis de Amenzaga, et en troisièmes noces Ludovica de Lardenois de Ville, et avait été admis le 13 juin 1731 au lignage Serroelofs.
  - Eynatten (van), Messire Arnold, seigneur de Schoonhove, fils d'Aert van Eynatten, admis au Lignage en 1539, d'Anne van Busleyden, épousa en premières noces Maria Thielens, et en secondes noces Philippotte van Schore ex matre vander Noot, avait été admis le 13 juin 1582 au lignage Serroelofs.
  - Eynatten (van), Messire Arnould Lambert, fils de Theodorus van Eynatten admis en 1652 et de Maria Mechtilidis van Ophem, est mort en 1702 et avait été admis le 13 juin 1689 au lignage Serroelofs.
  - Eynatten (van), Messire Laurent, fils d'Arnold van Eynatten, admis en 1539, fut bourgmestre d'Aarschot en 1577, échevin de la ville de Bruxelles en 1580, ensuite drossart d'Aarschot, épousa dame Catharina Villincx, est mort le 29 février 1617, et avait été admis le 13 juin 1581 au lignage Serroelofs.
  - Eynatten (van), Messire Nicolas, admis en 1696 au lignage Serroelofs.
  - Eynatten (van), Messire Philippe, fils de maître Gillis van Eynatten et de dame Constance van Schoonhoven, petit-fils de messire Laureys van Eynatten, admis en 1581, et de dame Catharina Villincx, épousa Jacqueline van Spangen, et avait été admis admis le 2 mai 1642 au lignage Serroelofs.
  - Eynatten (van), Messire Théodore, fils d'Arnoldus van Eynatten et de Françoise de Borchgraeff fille d'Engelbert de Borchgraeff et de Catharina Lefebvre, petit-fils de Thibaut van Eynatten et de Barbara van Berckel fille de Nicolas van Berckel, seigneur d'Erembodegem, arrière-petit-fils d'Arnoldus van Eynatten, seigneur de Heukelom et Schoonhove, admis au lignage en 1537, et de Margarita Verhaecht, épousa en premières noces Marie t'Seraerts dite Haenkenshoeft et en secondes noces Anna Mechtildis van Ophem, et avait été admis le 15 juin 1652 au lignage Serroelofs.
  - Eynatten (van), Sieur et Maître Louis, I.U.L., fils d'Aert van Eynatten, seigneur de Schoonhoven, admis en 1582, et de dame Philipotte van Schore, et avait été admis le 13 juin 1609 au lignage Serroelofs.
  - Eynatten (van), Messire Philippe Charles, seigneur de Schoohoven en 1655, fils de messire Philips van Eynatten, seigneur de Schoonhoven, et de dame Anna van Wissekercke, petit-fils de messire Aert van Eynatten, seigneur de Schoohoven, admis au Lignage en 1582, et de dame Philipotte van Schore, avait été admis le 2 mai 1642 au lignage Serroelofs.
- Famille van den Eynde (parti: 1) coupé, a) de... à une croix perronée de... b) de... à trois losanges accolées et posées en barre ; 2) d'or à 3 coqs de sable qui est van Behringen)
  - Eynde (van den), Sieur et Maître Jérôme, licencié en droit et avocat, et par la suite avocat fiscal du Conseil de Brabant, fut échevin de la ville de Bruxelles, et avait été admis du chef de la famille Pipenpoy le 27 mars 1578 au lignage Serhuyghs.

## F
- Famille della Faille (de sable au chevron d'or chargé de 3 fleurs de lys d'azur et accompagné de trois têtes de lion d'or)
  - della Faille, Messire Franciscus Joannes Baptista, seigneur de Nevele, fils d'Engelbert della Faille et de Margarita Jeronima de Marselaer, laquelle était la fille de Fredericus de Marselaer, admis au Roodenbeke en 1613 et échevin et bourgmestre de Bruxelles, et de Margarita de Bernaige ou de Baronaige, et avait été admis en 1670 au Roodenbeke.
- Famille Fariseau (d'argent au chevron de gueules, chargé de trois étoiles à six rais d'or, accompagné de trois lionceaux de gueules, armés et lampassés d'azur)
  - Fariseau, Jean-Joseph, fils de Joannes Fariseau et de Maria Josepha Huysman laquelle était la fille de Jacobus Henricus Huysman, admis au lignage le 13 juin 1685, et de Barbara Philippina Broeckmans, avait été admis le 13 juin 1737 au lignage Sweerts.
  - Fariseau, Martin-Joseph, époux de Theresia Eleonora Osy, frère de Jean-Joseph Fariseau ci-avant, avait été admis le 13 juin 1742 au lignage Sweerts.
- Famille de Favere (de gueules à trois chevrons d'or, ou écartelé aux 1 et 4 d'or à trois chevrons de gueules, au 2 et 3 van der Noot) 
  - Favere (de) (ou de Vauré ?), Antoine, fils de Jean de Favere et de dame Lucie van der Noot, fut admis le 14 juin 1601 au lignage Sleeus. Il n'est pas mentionné par van der Meulen.

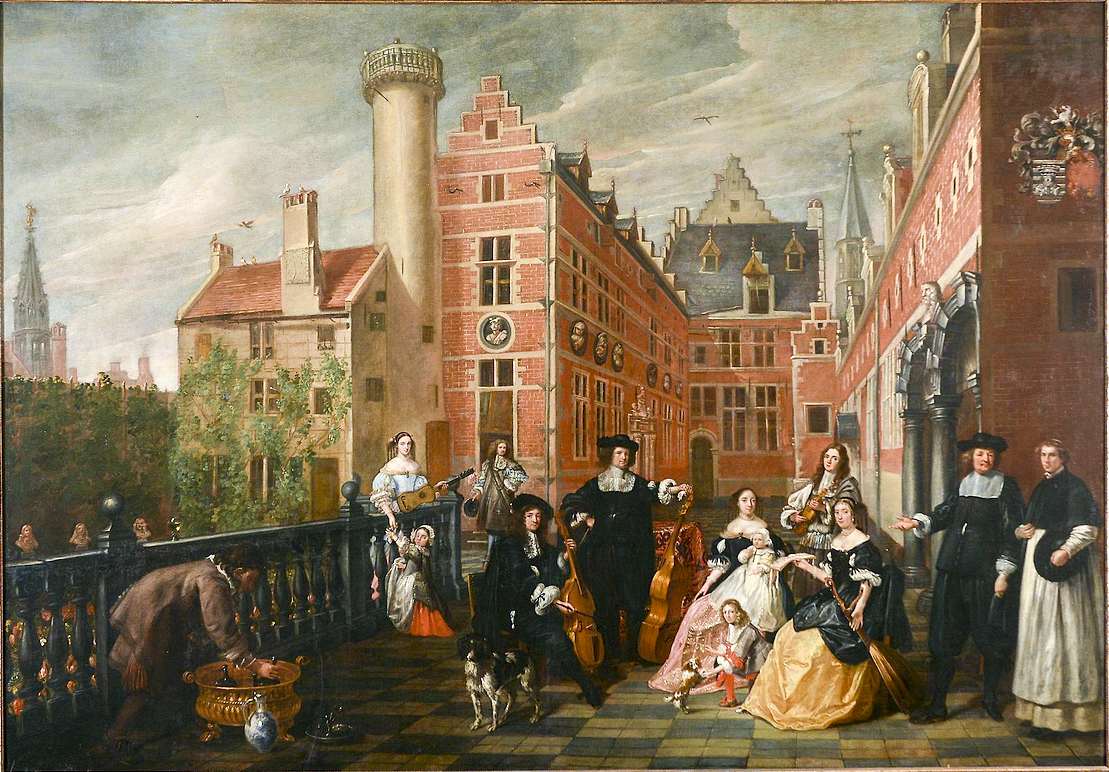
Par Lancelot Volders, portrait de groupe de la famille Lefebure, dans la cour de leur maison rue de la Madeleine en face de l'église de la Madeleine à Bruxelles (1666) (Musée de la ville de Bruxelles).

- Famille Le Febure (de gueules au chevron d'or, accompagné en chef de deux roses d'argent, boutonnées d'or et en pointe d'un maillet d'argent, emmanché d'or[95]). Une branche de cette famille portait d'autres armes[96] (burelé d'argent et d'azur de dix pièces, à la tour du premier maçonnée de sable brochant sur le tout[97])
  - Febure (Le), Guillaume-Albert, cousin germain de Joannes Baptista Le Ducq admis au lignage en 1669, fils de sieur et maître Jacobus Le Febure, licencié ès-lois, et de dame Maria vander Reest qui était la fille de maître Marcus vander Reest, secrétaire de la ville de Bruxelles et admis au lignage, fut avocat en 1674, échevin de la ville de Bruxelles à maintes reprises entre 1683 et 1712, trésorier en 1687, 1688, 1691 et 1692, épousa Magdalena le Mesureur, et avait été admis le 13 juin 1670 au lignage Sweerts.
  - Febure (Le), Messire Alexandre-Jérôme, admis le 13 juin 1698 au Roodenbeke.
  - Febure (Le), Henri, frère de Guilielmus Albertus le Febure admis au lignage en 1670, fut capitaine de la Garde bourgeoise, épousa Maria Anna de Backer, et avait été admis le 13 juin 1679 au lignage Sweerts.
  - Febure (Le), Andreas Theodorus Franciscus, capitaine de la Garde bourgeoise, époux d'une dame Pangaert, fils de Franciscus le Febure admis au Roodenbeke en 1697 et de Cecilia Ludovica Theresia van Brouchem, petit-fils de Guillielmus Le Febure et Cecilia Le Mire laquelle était la fille de Joannes Le Mire et de Margarita van Doorne, la petite-fille de Jan van Doorne et de Margarita de Wansijn, l'arrière-petite-fille de Simon van Doorne et d'Elisabeth Goossens qui descendait de Jan Clutincks au Roodenbeke en 1376, et avait été admis en 1734 au Roodenbeke.
  - Febure (Le), Jacques-Joseph, J.U.L., fils de Guiliam Albert le Febure, J.U.L., échevin de Bruxelles, et de dame Magdalena Josepha Le Mesureur, fut échevin de la ville de Bruxelles de 1734 à 1736 et directeur des Maisons des Pauvres, avait épousé Cécile Marie le Febure, mourut le 5 janvier 1764 et avait été admis le 13 juin 1709 au lignage Sweerts.
  - Febure (Le), Jean-Baptiste-Joseph-François-Xavier, J.U.L., né à Bruxelles le 29 avril 1730, fils de Jacobus Josephus le Febure admis au lignage le 13 juin 1709, petit-fils de Guillaume Albert le Febure, fut avocat au Conseil souverain de Brabant, huit de la Gilde drapière de 1758 à 1760, est mort à Dresde, et avait été admis le 13 juin 1754 au lignage Sweerts.
  - Febure (Le), Jean-Charles-Joseph, fils de Guiliam Albert le Febure, J.U.L., échevin de la ville de Bruxelles, et de dame Magdalena Josepha le Mesureur, fut capitaine de la Garde bourgeoise, mourut le 15 octobre 1761 et fut inhumé à Sainte-Gudule, et avait été admis le 13 juin 1710 au lignage Sweerts.
  - Febure (Le), Jean-Egide, fils de Joannes le Febure et d'Anna Maria de Glabbais qui était la sœur de Jan Baptista de Glabbais admis au lignage en 1679, mourut en 1731, et avait été admis le 13 juin 1708 au lignage Sweerts.
  - Febure (Le), Maître Guillaume-François, contador, époux de Maria Lucia Isabella de Middelborg, fils de Joannes Baptista Le Febure et de Maria Anna Isabella Goossens, petit-fils de Guilielmus Le Febure et de Cecilia Le Mire, laquelle était la fille de Joannes Le Mire et de Margarita van Doorne, la petite-fille de Jan van Doorne et de Margarita de Wansijn, l'arrière-petite-fille de Simon van Doorne et d'Elisabeth Goossens qui descendait de Jan Clutincks au Roodenbeke en 1376, avait été admis au Roodenbeke en 1696.
  - Febure (Le), Marc, frère de même père et même mère de Guilielmus et Henricus le Febure qui furent admis respectivement le 13 juin 1670 et le 13 juin 1679, fut capitaine de la Garde bourgeoise de Bruxelles, huit de la Gilde drapière en 1688, 1690, 1695, 1696, 1697, doyen en 1698, de 1707 à 1710 et de 1711 à 1716, et avait été admis le 13 juin 1684 au lignage Sweerts.
  - Febure (Le), Messire François-Henri, admis le 13 juin 1711 au Roodenbeke.
  - Febure (Le), Messire Guillaume-Joseph, admis le 13 juin 1711 au Roodenbeke.
  - Febure (Le), Messire Jean-Baptiste, fils de François, admis en 1734 au Roodenbeke.
  - Febure (Le), Philippe, fils d'Henricus le Febure, capitaine de la Garde bourgeoise pour le quartier de la rue Haute, admis au lignage, fut comme son père capitaine de la Garde bourgeoise, et avait été admis le 18 octobre 1725 au lignage Sweerts.
- Famille Fervacques ou de Farvacques (d'argent au chevron de gueules, accompagné de trois molettes d'azur)[52]
  - Fervacques ou de Farvacques, Edouard, prêtre et chanoine à Anderlecht, fils de Robertus de Farvacques et d'Elisabeth Jocquet, laquelle était la fille de Joannes Jocquet, docteur en médecine, et de Margarita van Blitterswijck, laquelle était la fille de Guilliam van Blitterswijck et de Josina van den Putte, la petite-fille de Gillis van Blitterswijck né en 1524 et mort en 1621, et de Cathelyne van Habbeke, l'arrière-petite-fille de Guilliam van Blitterswijck, seigneur de Laeken, et d'Elisabeth Cuelens dit van Teutenberg, et l'arrière-arrière-petite-fille de Guilliam van Blitterswijck, échevin de Bruxelles en 1489 et bourgmestre en 1495, et de Margarita Huijbrechts, avait été admis en 1676 au Roodenbeke.
  - Fervacques ou de Farvacques, Messire Gilbert Balthasar, échevin de Bruxelles à plusieurs reprises, frère germain de Eduardus cité ci-avant, avait été admis en 1665 au Roodenbeke.
  - Fervacques, Messire Léopold-Guillaume, admis le 13 juin 1674 au Roodenbeke.
- Famille de Fierlant (parti: d'argent et de gueules à un quintefeuille de l'un en l'autre)
  - Fierlant (de), Charles François, baron, capitaine de la Garde bourgeoise, fils de Franciscus Simon de Fierlant, cité ci-dessous et reçu au Roodenbeke en 1669, et de dame Maria Gertrudis de Meaux, avait été admis admis en 1728 au Roodenbeke.
  - Fierlant (de), Charles François Philippe Pierre, fils de Philippus Ignatius de Fierlant, seigneur de Bodeghem, reçu au Roodenbeke en 1669, mentionné ci-dessous, et de Maria Anna Vecquemans, avait été admis en 1726 au Roodenbeke
  - Fierlant (de), Ferdinand Antoine, fils de Ferdinandus Albertus de Fierlant et de Clara Francisca van Male, petit-fils de sieur et maître Gillis Albertus van Male, chevalier, seigneur de Stockel, conseiller du Conseil privé de Sa Majesté, admis au lignage en 1635, et d'Anna Maria Maes, avait été admis le 13 juin 1721 au lignage Sweerts.
  - Fierlant (de), Philippe Albert, frère de même père et même mère de Ferdinand-Antoine ci-avant, fut admis comme son frère le 13 juin 1721 au lignage Sweerts.
  - Fierlant (de), Ferdinand François, I.U.L., baptisé le 17 octobre 1702 à Bruxelles (paroisse Notre-Dame du Finistère), fils de Philippus Albertus de Fierlant et neveu de Ferdinandus Antonius de Fierlant, tous deux admis au lignage, fut avocat au Conseil de Brabant, échevin de la ville de Bruxelles en 1751, 1752 et de 1756 à 1775, chef-mambour des orphelins, trésorier de 1776 à 1778, est mort le 10 décembre 1778, et avait été admis le 24 septembre 1725 au lignage Sweerts.
  - Fierlant (de), Goswin Anne Marie Félix, président du Grand Conseil à Malines, ensuite chef-président du Conseil privé, époux de Maria Theresia de Neny, fille de Patrice de Neny, était le fils de Guillaume Antoine Nicolas de Fierlant, seigneur d'Escheloo, mentionné ci-dessous, et d'Anna Carolina van den Broeck, et avait été admis en 1754 au Roodenbeke.
  - Fierlant (de), Guillaume Antoine Marie Gabriel, échevin de Bruxelles en 1792, fils de Carolus Claudius Franciscus Ambrosius de Fierlant et de Maria Anna Dymphna Sanen, petit-fils de Guillielmus Antonius Nicolaus de Fierlant, seigneur d'Escheloo, écoutête principal de Turnhout, mentionné ci-après, et d'Anna Carolina van den broeck, avait été admis en 1788 au Roodenbeke.
  - Fierlant (de), Guillaume Antoine Nicolas, seigneur d'Escheloo, écoutête principal de Turnhout, mort en 1775, mari de Anna Carolina van den Broeck, était le fils de Philippus Ignatius de Fierlant, reçu au Roodenbeke en 1669, mentionné ci-dessous, et de Maria Anna Vecquemans, aurait été admis au Roodenbeke en…
  - Fierlant (de), Jean François Joseph, échevin de Bruxelles de 1772 à 1776, trésorier de 1777 à 1782, ensuite conseiller et maître des comptes, époux de Cornelia Ludovica Orts, et frère germain de Goswinus Anna Maria Felix de Fierlant, mentionné ci-avant, avait été admis en 1772 au Roodenbeke.
  - Fierlant (de), Messire Adrianus Dominicus, frère germain de Philippus Ignatius de Fierlant ci-dessous, avait été admis en 1674 au Roodenbeke.
  - Fierlant (de), Messire Carolus Leopoldus, qui fut échevin de Bruxelles à maintes reprises entre 1695 et 1710, trésorier de Bruxelles, surintendant du canal, plusieurs fois bourgmestre de la ville de Bruxelles, est mort en 1728, et était le frère germain de Philippus Ignatius de Fierlant ci-après. Il avait été admis en 1674 au Roodenbeke.
  - Fierlant (de), Messire Corneille-Jean-Ignace, admis en 1675 au Roodenbeke.
  - Fierlant (de), Messire Franciscus Simon, créé baron, lieutenant amman de Bruxelles, époux de dame Maria Gertrudis de Meaux, frère germain de Philippus Ignatius de Fierlant ci-après, avait été admis en 1669 au Roodenbeke.
  - Fierlant (de), Messire Philippus Ignatius, seigneur de Bodeghem, échevin de Bruxelles à plusieurs reprises entre 1669 et 1677, ensuite membre du Conseil souverain de Brabant, mort en 1717, mari de Maria Anna Vecquemans, fils de Simon de Fierlant, chevalier, chancelier de Brabant, et d'Anna Maria van Reijnegom, laquelle était la fille de Dierick van Reijnegom, seigneur d'Escheloo, et de Regina Clara Mechelman, elle-même fille de Paulus Mechelman, auditeur général du District d'Anvers, et de Beatrix Rampaert, petite-fille de Marcus Mechelman, pensionnaire de la ville de Bruxelles, et d'Anna van der Stock, elle-même fille de Bernardus van der Stock, chevalier, et de Maria van Buijsseghem dit Buys, laquelle était la fille de Jan van Buijsseghem, chevalier, échevin de Bruxelles pour le Roodenbeke en 1469, 1480, 1491, 1497 et 1502, bourgmestre de Bruxelles en 1483, avait été admis en 1669 au Roodenbeke.
- Famille de Flodorp (ou van Flodorp, van Flodrop) (d'azur à 3 feuilles de nénuphar d'argent)
  - Flodorp (de), Messire Antoine, admis du chef de la famille van Asbroeck le 13 juin 1670 au lignage Serhuyghs.
  - Flodorp (de), Messire Pierre-Antoine, seigneur de Glabbeke, admis le 25 février 1698 au lignage Serhuyghs.
- famille Floris
  - Floris, Paul, fils de Paul et d'Anne van Ghindertaelen, fut admis le 13 juin 1715 au lignage Serhuyghs.
- Famille Fonton (d'azur à une épée d'argent garnie d'or et à une plume à écrire d'argent passée en sautoir)
  - Fonton de La Salle, Bertrand-Louis-Charles-Antoine, licencié ès-lois, descendant légitime d'Antonius Guillelmus Fonton de la Salle et de Josia Martina Borremans, et dont le grand-père maternel, Laurentius Henricus Borremans fut en son vivant échevin de la ville de Bruxelles, avait été admis le 13 juin 1774 au lignage Sweerts.
  - Fonton, Pierre fut déclaré, en 1767, être issu du présent lignage au lignage Caudenbergh.
- Famille Fontyn
  - Fontyn, Wynant, (non répertorié par van der Meulen), fils de Martinus Fontyn et de Catharina Poot, petit-fils de Wynant Poot et Catharina van den Abeele, arrière-petit-fils de Cornelis Poot le jeune et de Catharina Op den Bergh, celle-ci descendante de dame Catherine Spyskens, fut admis gratuitement à la bourgeoisie de Bruxelles le 13 juin 1763[98].
- Famille de Fourneau (d'azur billeté d'or; au chevron du second)
  - Fourneau (de), Adrien, seigneur d'Habbeke, frère de Jean et Dierick, admis en 1596, et d'Evrard, admis en 1617, fut admis le 13 juin 1631 au lignage Coudenbergh.
  - Fourneau (de), Charles, seigneur de Cruyckenbourg, Wambeke, Lombeke et Ternath, issu du présent lignage en 1579-82 au lignage Caudenbergh.
  - Fourneau (de), Messire Charles, seigneur de Cruyckenbourg, fils du chevalier Simon de Fourneau, et de dame Marie Baillet laquelle était la fille de Roelant Baillet, receveur de l'artillerie de Sa Majesté Impériale, et de dame Catharina van Vrechem, elle-même fille de messire Jan van Vrechem et de dame Barbara de Keyser descendante des Nieuwenhoven, épousa dame Marie de Gyn, dame héritière de Cruquembourg, Wambeek, Lombeek et Ternat, fut échevin de la ville de Bruxelles en 1579, rentmeester en 1580, et avait été admis le 13 juin 1580 au lignage Steenweeghs.
  - Fourneau (de), Messire Charles-Antoine, seigneur de Worques et Eversbeke, fils de messire Jean Fourneau, seigneur de Cruyckenborch admis en 1596 au lignage, fut admis le 13 juin 1622 au lignage Coudenbergh.
  - Fourneau (de), Messire Everard, frère de messire Jean Fourneau, seigneur de Cruyckenborch, admis en 1596, fut huit de la Gilde drapière en 1630, de 1635 à 1640, et de 1643 à 1645, et avait été admis le 13 juin 1617 au lignage Coudenbergh[92].
  - Fourneau (de), Messire Jean, frère de Dierick ci-dessous, épousa en premières noces Barbara van der Eycken, en deuxièmes noces Josina de Vriendt, et en troisièmes noces Anna van der Thommen, fut admis le 12 juin 1596 au lignage Coudenbergh[99].
  - Fourneau (de), Messire Jean, chevalier, seigneur de Cruyckenbourg, etc., bourgmestre en 1636, échevin à plusieurs reprises entre 1612 et 1643, trésorier en 1628 et 1629 et de 1632 à 1634, admis en 1598 au lignage Caudenbergh[92].
  - Fourneau (de), Messire Théodore, qui serait le frère de messire Charles de Fourneau, seigneur de Cruquenbourg, mais peut-être serait-il le fils de Charles qui aurait siégé deux ans au Steenweeghs avant de passer au Coudenbergh, avait été admis le 13 juin 1593 au lignage Steenweeghs.
  - Fourneau (de), Messire Dierick (Théodore), chevalier, I.U.L., seigneur de Cruquembourg, fils de Charles de Fourneau, seigneur de Cruyckenborg, Wambeke, Lombeek et Ternat, qui fut admis au Steenweeghs en 1580, et de Maria de Ghyn, petit-fils du chevalier Simon de Fourneau et de Maria Baillet, arrière-petit-fils de Roelandt Baillet, receveur de l'artillerie de Sa Majesté Catholique, et de Catharina van Vreckem, époux en premières noces de Marie Maes, et en secondes noces de Jeanne de Rovelasca, fut échevin de 1597 à 1599, trésorier de 1600 à 1602, conseiller au Conseil de Brabant à partir de 1602, fut aussi gouverneur de la ville et du pays d'Enghien pour le roi de France, avait été admis le 12 juin 1596 au lignage Coudenbergh[92].
  - Fourneau (de), Théodore, admis en 1593 au lignage Coudenbergh.
- Famille Francquen
  - Francquen de Boucquet, Charles-Joseph-Emmanuel, I.U.L., baptisé à Bruxelles (Notre-Dame de la Chapelle) le 5 octobre 1718, fils de Stephanus Emmanuel Franquen, seigneur de Boucquet, et de dame Barbara Philippina Theresia van Eyck laquelle était la fille d'Henricus van Eyck, auditeur de la Chambre des Comptes du Brabant, admis au lignage le 13 juin 1675, et de dame Maria Theresia van Thienen, fut avocat au Conseil de Brabant, receveur général de la province de Namur, mourut le 13 janvier 1800, et avait été admis le 13 juin 1743 au lignage Sweerts.
- Famille Frantzen
  - Frantzen, Charles-Léonard, J.U.L., né en 1724 et mort en 1778, époux de Maria Catharina Lambertina Persoons, fils de Theodorus Frantzen et de Joanna Maria Theresia Thienpont, petit-fils de Martinus Thienpont et d'Helena Francisca Back, arrière-petit-fils de Christiaen Thienpont et de Petronella Thienpont, arrière-arrière-petit-fils de Martinus Thienpont et d'Adriana van Bruysegem laquelle descendait de Jan Clutinc, échevin en 1407, avait été admis le 13 juin 1764 au lignage Sweerts.
- Famille de Fraula (d'azur à une fasce échiquetée d'or et de gueules accompagnée de trois quintefeuilles ou fleurs de fraise d'argent)[100]
  - Fraula (de), Messire Thomas-Augustin-Joseph, baron, fils de messire Charles-Joseph baron de Fraula, chef-mayeur (hooftmeyer) de la ville et du district de Vilvorde, et de dame Angeline-Antoinette Cools, petit-fils de messire Godefroid-Jacques Cools, seigneur de Grute, lequel fut reçu le 11 avril 1676 au lignage, avait été, à la demande de son père, déclaré admissible le 13 juin 1757 et fut admis définitivement le 13 juin 1765 au lignage Coudenbergh[101].
- Famille de Fraye (écartelé : aux 1 et 4 d'azur à trois faucons d'argent, chaperonnés et grilletés d'or (qui est de Fraye) ; aux 2 et 3 de gueules à trois pals d'or, au franc-canton d'or chargé d'une aigle éployée de sable (qui est van der Vlaest)
  - Fraye (de), Antoine François Dominique Joseph, fils de Joannes Franciscus de Fraije, admis en 1715, et de Maria Catharina van Veen, épousa Francisca Maria Margarita Henrici, et avait été admis le 23 mars 1751 au lignage Serroelofs.
  - Fraye (de), Sieur et Maître Antoine Ignace Joseph, fils de l'avocat Jan Albert de Fraije, admis en 1685, et de dame Catharina de Fraye, fut huit et doyen de la Gilde drapière, avocat du Conseil souverain de Brabant, et avait été admis le 13 juin 1735 au lignage Serroelofs.
  - Fraye (de), Antoine Marie Joseph, I.U.L., fils de Gabrielis Franciscus de Fraye admis en 1676 et de dame Joanna Francisca vanden Hecke, fut greffier de la ville de Bruxelles en 1721, secrétaire de la ville en 1723, et avait été admis le 12 octobre 1700 au lignage Serroelofs.
  - Fraye (de), Daniel-Louis, I.U.L., fils d'Henrickx de Fraye, admis en 1670, et de Catharina Pepermans, fut avocat, et avait été admis le 13 juin 1674 ou 1675 au lignage Serroelofs.
  - Fraye (de), Sieur et Maître Egide Anastase, frère de Gabriel François de Fraye admis au Lignage en 1676, avait été admis le 13 juin 1690 au lignage Serroelofs.
  - Fraye (de), Egide-Dominique, fils de messire Gabriel Franciscus de Fraije, qui fut échevin de la ville de Bruxelles et admis en 1676, et de dame Joanna Françoise van den Hecke, fut greffier du trésorier de la ville, épousa Marie Ambroise, et avait été admis le 13 juin 1720 au lignage Serroelofs.
  - Fraye (de), François, fils de Guilielmus de Fraye et de Ludovica de Lauw, petit-fils de Joannes de Fraye et de Dorothea Marchant, arrière-petit-fils de Judocus de Fraye et d'Elisabeth Matthieus, arrière-arrière-petit-fils d'Henricus de Fraye et de Joanna van der Vlast laquelle était la fille de Jan van der Vlast, admis au Serroelofs en 1486, et de Catharina van Masensele, fut drossard de Blaesvelt, et avait été admis en exécution d'un arrêt du Conseil de Brabant le 29 janvier 1670 au lignage Serroelofs.
  - Fraye (de), François, fils de Franciscus de Fraye et de Cornelia Baxaert, petit-fils de Franciscus de Fraye et d'Anna van de Meuter, arrière-petit-fils de Joannes de Fraye et de Dorothea Marchant, et cousins d'autres de Fraye reçus au Lignage, épousa Joanna van den Plassche, et avait été admis le 12 mars 1670 au lignage Serroelofs.
  - Fraye (de), Sieur et Maître François, I.U.L., né à Bruxelles, paroisse Sainte-Gudule, le 16 janvier 1642, fils de Joannes Baptista de Fraye et de Catharina de Bruyne, petit-fils de Franciscus de Fraye et d'Anna van de Meuter, fut avocat, greffier des tonlieux à Louvain, épousa Catharina Eugenia de Valzolio, et avait été admis le 18 mars 1670 au lignage Serroelofs.
  - Fraye (de), Gabriel-François, fils de dominus Gabriel François de Fraye et de Joanna Francisca van den Hecke, fut capitaine de la ville depuis 1721, capitaine et lieutenant major de 1726 à sa mort, mambour de Saint-Eloi, est mort en 1740, et avait été admis le 13 juin 1715 au lignage Serroelofs.
  - Fraye (de), Gabriel-François, I.U.L., fils de sieur et maître Peeter de Fraye, admis au Lignage en 1670, et de Maria Anna Schelkens, fut greffier du pays de Grimbergen et avocat au Conseil de Brabant, épousa Joanna Francisca van den Hecke, fille du peintre et tapissier Antoine van den Hecke, et d'Elisabeth Sophie, et avait été admis le 13 juin 1676 ou 1679 au lignage Serroelofs.
  - Fraye (de), Sieur et Maître Gilles ou Egide, I.U.L., né à Bruxelles, paroisse Sainte-Catherine, le 18 mars 1645, fils de Gillis de Fraye et de Catharina van Loy, petit-fils de Franciscus de Fraye et d'Anna Maria van Steenwinckel, fut avocat, doyen de la Gilde drapière en 1673, et avait été admis le 12 mars 1670 au lignage Serroelofs.
  - Fraye (de), Guillaume, frère de Gillis de Fraye admis en même temps que lui au Lignage, et fils de Gillis de Fraye et de Catharina van Loy, avait été admis le 12 mars 1670 au lignage Serroelofs.
  - Fraye (de), Guillaume-Ignace, fils de François de Fraye admis en 1670 et de Joanna van de Plassche, épousa Joanna Adriana van der Moesen, fut greffier de Tourneppe, mourut sans postérité, et avait été admis le 13 juin 1699 au lignage Serroelofs.
  - Fraye (de), Guillaume, frère de Franchois de Fraye admis au lignage le 12 mars 1670, et fils de Franciscus de fraye et de Cornelia Baxaert, avait été admis le 18 mars 1670 au lignage Serroelofs.
  - Fraye (de), Henri, frère de Franciscus de Fraye admis en 1670, fils de Guilliam de Fraye, fut admis le 12 mars 1670 au lignage Serroelofs.
  - Fraye (de), Jean, seigneur de Molhem, fils d'Henricx de Fraye, et de dame van der Vlaest laquelle était la fille de Jan van der Vlaest qui était au Lignage en 1486, épousa en premières noces Barbara Vaccarts et en secondes noces Gudula van de Walle, et avait été admis le 13 juin 1566 au lignage Serroelofs.
  - Fraye (de), Sieur et Maître Jean Albert, I.U.L., frère de Gabriel François admis en 1676, fut rentmeester de l'Infirmerie du Grand Béguinage de Bruxelles, doyen de la Gilde drapière en 1704, avocat au conseil de Brabant en 1724, et avait été admis le 13 juin 1685 au lignage Serroelofs.
  - Fraye (de), Jean-Baptiste, fils de messire Joannes Baptista de Fraije et de dame Marie Clare de Witte, petit-fils de d'Henricus de Fraije, admis en 1670, et de dame Catharine Pepermans, fut doyen de la Gilde drapière en 1729, épousa Lambertine van den Bogaert, et avait été admis le 13 juin 1725 au lignage Serroelofs.
  - Fraye (de), Jean-François, I.U.L., époux de Maria Catharina van Veen, fils de dominus Gabriel François de Fraye et de Joanna Francisca van den Hecke, fut huit de la Gilde drapière en 1725 et 1726 et doyen en 1728, greffier de la tésorerie de la ville de Bruxelles en 1729, greffier de la ville de Bruxelles, et avait été admis le 13 juin 1715 au lignage Serroelofs.
  - Fraye (de), Maître Joseph Philippe, I.U.L., fils de Guilielmus de Fraije, admis en 1699, et de Joanne Adriane vander Moesen, fut avocat au Conseil souverain de Brabant en 1733, greffier de la ville de Bruxelles en 1735, secrétaire de la ville en 1750, épousa Marie Catharina de Grassis, et avait été admis le 13 juin 1730 au lignage Serroelofs.
  - Fraye (de), Sieur et Maître Gabriel-François, admis en 1674 au lignage Serroelofs.
  - Fraye (de), Sieur et Maître Jean, docteur en droits, fils de Jan de Fraye, seigneur de Mollem qui avait été admis au Lignage en 1566, devint prêtre en 1592 et fut relevé le 13 juin 1592 de son serment lignager, avait été admis le 13 juin 1584 au lignage Serroelofs.
  - Fraye (de), Nicolas François, né à Bruxelles, paroisse Sainte-Catherine, le 12 avril 1734, fils de Joannes Baptista de Fraye, admis au Lignage le 13 juin 1725, et de Joanna Lambertina vanden Bogaerdt, épousa Dymphna van der Kun, et avait été admis le 13 juin 1762 au lignage Serroelofs.
  - Fraye (de), Maître Pierre, I.U.L., fils de Franciscus de Fraye et d'Anna Maria van Steenwinckel, petit-fils d'Henricus de Fraye et de Catharina van Wilre, arrière-petit-fils de Judocus de Fraye et d'Elisabeth Matthieus, arrière-arrière-petit-fils d'Henricus de Fraye et de Joanna van der Vlast laquelle était la fille de Jan van der Vlast, admis au Serroelofs en 1486, et de Catharina van Masensele, fut avocat au Conseil de Brabant, greffier de la chambre des tonlieux de Sa Majesté à Louvain, épousa Anna Maria Schelkens, et avait été admis en exécution d'un arrêt du Conseil de Brabant le 9 janvier 1670 au lignage Serroelofs.
  - Fraye (de), Pierre Charles, époux de Catherine van den Dycke fille de François van den Dycke, brasseur au "Spiegelbrugge", et de Jeanne Bassery, fils de sieur et maître Gabriel Franciscus de Fraye, admis en 1676, et de Joanna Francisca van den Hecke, fut capitaine de 1719 à 1724 et en 1732, overmomboir en 1746, est mort le 25 juin 1746, et avait été admis le 13 juin 1711 au lignage Serroelofs.
  - Fraye (de), Pierre Winand Godefroid Josephus, I.U.L., fils de messire Joannes Franciscus de Fraije, admis au lignage en 1715, fut greffier de la ville en 1750, secrétaire adjoint de la ville en 1765, secrétaire de la ville en 1768, épousa Maria Catharina Mortgat, et avait été admis le 4 novembre 1748 au lignage Serroelofs.
  - Fraye (de), Vincent Albert Joseph, fils de Joannes Franciscus de Fraije, admis au Lignage en 1715, fut à partir de 1759 greffier de la trésorerie de la ville de Bruxelles, épousa Maria Anna Vuchts fille de Louis Vuchts et d'Elisabeth Anastasia de Fraye, et avait été admis le 13 juin 1755 au lignage Serroelofs.
- Famille Frenier (de sinople à la bande d'or chargée de trois chevrons d'azur posés dans le sens de la bande)[52]
  - Frenier, Engelbert est déclaré issu du lignage en 1490 au lignage Caudenbergh.

## G
- Famille van Gaethoven (ou de Gaethovius)
  - Gaethoven (van) ou Gaethovius, Messire Jean-Baptiste-Hubert-Guillaume, seigneur de Haghedooren, Wilmeson, Autgaerden, Aertevelde, etc., fils de Joannes Baptista van Gaethoven dit Gaethovius, et de dame Anne Jacqueline van Portugael, petit-fils de Guilielmus van Portugael et de dame Anna van Eesbeke dit van der Haeghen, arrière-petit-fils de Joannes van Eesbeke dit van der Haeghen, admis au lignage en 1611, et de dame Marie de Granvelle, fut avocat du Conseil souverain de Brabant, et avait été admis le 13 juin 1682 au lignage Steenweeghs.
  - Gaethoven (van) ou Gaethovius (de), Messire Louis-Joseph-Jean-Baptiste, ex comitibus de Glijmes, Geldoniensis, seigneur d'Attenhove, Holsbeeck, etc., fils de Joannes Baptista Bruno de Gaethovius et de dame Maria Louijse Catharina Françoise, baronne de Spanghen, fut admis du chef de son grand-père messire Joannes Baptista Hubert Guiliaume Gaethovius, seigneur d'Haecquedoir, Wilmelson, Autgaerde, Aertevelde, etc., I.U.L., qui a siégé au lignage, le 13 juin 1751 au lignage Steenweeghs.
- Famille Gaillaert (ou Gaillard)
  - Gaillaert, Messire Jean-Louis, I.U.L., fils de messire Jacques Gaillard ci-après et de dame Maria de Neve, mourut célibataire en 1657 et avait été admis le 29 décembre 1654 au lignage Steenweeghs.
  - Gaillaert, Messire Charles, fils de Jacques Gaillard, secrétaire du Conseil de Brabant, admis en 1630, et de dame Maria de Neve, épousa en 1656 dame Marie Marguerite de Viron, avait été admis le 15 janvier 1653 au lignage Steenweeghs.
  - Gaillaert, Sieur Jacques, fils d'Arnout Gaillard et de Maria Haussert, lui-même fils de Henrick et de dame Joanna van den Heetvelde laquelle était la fille de Philips van den Heetvelde, épousa dame Maria de Neve, fut secrétaire du Conseil de Brabant, et avait été admis le 13 juin 1630 au lignage Steenweeghs.
  - Gaillard, Philippe, partageur juré de la ville de Bruxelles, épousa Anna van der Velst, fut admis en 1580 au Roodenbeke en raison de son ascendance van den Heetvelde, était le fils d'Henricus Gaillard et de Joanna van den Heetvelde elle-même fille de Philippus van den Heetvelde.
- Famille de la Garbe (d'azur à trois gerbes d'or)
  - Garbe (de la) ou Garbe (la), Maître Otton, licencié, fut admis le 13 juin 1628 au lignage Serhuyghs.
  - Garbe (de la), Messire Ferdinand, fils de sieur et maître Quintinus de la Garbe, licencié en Droit, était le frère de même père et même mère de sieur et maître Otto de la Garbe qui fut reçu au lignage le 13 juin 1628, et avait été admis le 13 juin 1644 au lignage Serhuyghs.
- Famille Gaucheret[102] (d'or à six étoiles à six rais de sable posées 3,2,1 au franc quartier d'argent à trois fleurs de lys de sable)
  - Gaucheret, François, prêtre, fut déclaré être admissible au lignage, le 13 juin 1751 au lignage Sleeus.
  - Gaucheret, Henri, frère du Révérend Père Jean-François Gaucheret admis au lignage le 13 juin 1751, fut marchand en gros à Bruxelles, et avait été admis le 13 juin 1758 au lignage Sweerts.
  - Gaucheret, Jean-François, fils de Roger Gaucheret et de Maria t'Kint, petit-fils de Stephanus t'Kint et dame Maria van Bossuyt et dès lors cousin germain des t'Kint admis en 1746 au lignage Sweerts, fut prêtre, recteur de la chapelle Notre-Dame de Bonsecours, et avait été admis le 13 juin 1751 au lignage Sweerts.
  - Gaucheret, Sieur et Maître Pierre, J.U.L., fils d'Henricus Gaucheret admis au lignage le 13 juin 1758, et de Maria Theresia Wouters, fut avocat au Conseil de Brabant, capitaine[103] de la Garde bourgeoise de Bruxelles de 1790 à 1794, et avait été admis le 13 juin 1761 au lignage Sweerts.
- Famille de Gavre (fascé de six pièces gueules et d'argent)
  - Gavre (de), Messire Antoine, admis le 14 juin 1601 au lignage Sleeus.
- Famille Geeraerts
  - Geeraerts de Peterbroeck, Jean-Emmanuel-Marie, I.U.L. et avocat au Conseil souverain de Brabant, fils de Jacobus Josephus Geeraerts de Peterbroeck et de dame Isabella Guillelmina de Greve, laquelle était la fille de Jacobus Henricus de Greve, I.U.L. et qui avait été avocat au Conseil souverain de Brabant, échevin et secrétaire de la ville de Bruxelles, admis au lignage, fut Huit de la Lakengulde en 1790 et 1791, échevin de la ville de Bruxelles en 1791, et avait été admis le 13 juin 1783 au lignage Steenweeghs.
- Famille Geubel (au 1 coupé, a) de... à une croix perronée de... b) de... à trois losanges accolées et posées en barre; 2) d'or à trois coqs de sable")[104]
  - Geubel, Dominus Jacques-François, licencié en Droit, fils de maître Pierre Geubel qui avait été reçu le 2 janvier 1642 au lignage, fut admis le 13 juin 1663 au lignage Serhuyghs.
  - Geubel, Sieur et Maître Pierre, fils de Jacques Geubel et de dame Catharina van den Eynde, qui était la fille de Hieronimus van den Eynde et de dame Willemijne vander Haghen, fut doyen de la Gilde drapière en 1648, est mort le 20 novembre 1672 et avait été admis le 2 janvier 1642 au lignage Serhuyghs.
- Famille de Ghistelles (de gueules au chevron d'hermine, accompagné en chef d'un lambel de... à trois pendants brochant sur le chevron)
  - Ghistelles (de), Messire Théodore, seigneur de Thy, fut admis, en même temps que messire Gérard de Villers auquel il était apparenté par les Hullenberghe, le 27 octobre 1651 au lignage Serhuyghs.
- Famille Gielis-Hujoel: (D'argent au cor de chasse virolé d’or et lié de gueules, à trois roses de même, boutonnées d’or et feuillées de sinople. Cimier : une couronne surmontée d’une rose de l’écu entre un vol d’argent et de gueules à deux léopards passants)
  - Gielis-Hujoel (ou Gillis), Guillaume-François, I.U.L., fils d'Hubertus et de Clara Macharis, petit-fils de Judocus Macharis et d'Elisabeth Heymans qui était la sœur de Joannes Heymans admis en 1641, fut conseiller au Grand Conseil de Malines, et avait été admis le 13 juin 1703 au lignage Sweerts. Sa descendance en ligne féminine comprend notamment Isabelle Cornelie Gielis-Hujoel qui épousa Jacques Ferdinand van der Sare[105], seigneur de Maneghem et chef-bailli du Pays de Waes, fils de Joannes Baptista Antonius vander Sare et dame Josyne Kerremans[106].
  - Gilies-Hujoel, Henri-Joseph, fils de Guillelmus Franciscus Gielis Hujoel cité ci-avant et qui fut admis au lignage le 13 juin 1703, et de dame Anna Maria van Papenbroeck, avait été admis le 13 juin 1739 au lignage Sweerts.
- Famille Gillard
  - Gillard, Adrien-Joseph, fils de Josephus Emmanuelis Gillard de Rentvelt, et de Maria Jacoba Hack laquelle était la nièce de sieur et maître Adrianus Josephus Hack siégeant au lignage, fut avocat au Conseil de Brabant en 1788 et apaiseur, mayeur de Capelle-au-Bois par provision, puis chef-mayeur de Rhode-Saint-Genèse, huit de la Gilde drapière en 1793 et 1794, avait été pris comme otage par les Français avec son frère qui suit, et avait été admis le 13 juin 1782 au lignage Sweerts.
  - Gillard, Jean-Ferdinand-Joseph, frère du précédent, fut avocat en 1786, protocoliste au Tribunal de première instance de Bruxelles en 1787, avait été pris le 23 juillet 1794 par les Français dans les 50 otages devant assurer le paiement de la contribution de cinq millions de livres sur la ville de Bruxelles, mourut le 22 janvier 1801, et avait été admis le 13 juin 1782 au lignage Sweerts.
- Famille van Gindertaelen (ou van Ghindertaelen) (de gueules à 5 losanges d'argent posées 3 et 2, accompagnées en chef d'un quintefeuille du même accosté de deux étoiles à six rais d'or)
  - Gindertaelen (van), Albert, I.U.L., fils de Guillaume van Gindertaelen qui fut greffier du Conseil de Brabant, avait été admis le 13 juin 1665 au lignage Serhuyghs.
  - Gindertaelen (van), Charles, dont le frère Jacobus van Gindertaelen avait été admis au lignage le 13 juin 1630, fut admis le 13 juin 1637 au lignage Serhuyghs.
  - Ghindertaelen (van), Charles-Guillaume, I.U.L., fils de François van Ghindertaelen admis au lignage, fut avocat au Conseil souverain de Brabant, bourgmestre de Bruxelles en 1743 et 1744, échevin de Bruxelles entre 1746 et 1751, avait été admis le 13 juin 1720 au lignage Serhuyghs.
  - Ghindertaelen (van), Charles-Jacques, fut admis le 13 juin 1665 au lignage Serhuyghs.
  - Gindertaelen (van), François, admis en 1699 au lignage Serhuyghs.
  - Gindertaelen (van), Guillaume, admis le 13 juin 1669 au lignage Serhuyghs.
  - Gindertaelen (van), Jacques, fut admis, après avoir présenté des lettres de réhabilitation, le 13 juin 1630 au lignage Serhuyghs.
  - Gindertaelen (van), Jacques-Gabriel, fils d'Albert van Ghindertaelen, greffier du Conseil de Brabant, et de dame Anne-Brigitte Borrekens, fut admis le 13 juin 1696 au lignage Serhuyghs.
  - Ghindertalen (van), Sieur Jean, fils de maître Jan lequel était le fils de maître Lanceloot van Ghindertalen, lequel maître Lanceloot était le fils de maître Jan van Ghindertalen, licencié en Droit et secrétaire de la ville de Bruxelles, lequel était lui-même fils de Lanceloot van Ghindertalen qui fut échevin de la ville de Bruxelles en 1477, fut échevin de la ville de Bruxelles en 1622 et 1623, mambour de Saint-Eloy, et avait été admis le 13 juin 1590 au lignage Serhuyghs.
  - Gindertaelen (van), Jean-Baptiste, présent le 13 juin 1696 au lignage Serhuyghs
  - Gindertaelen (van), Lancelot faisait partie du lignage en 1477 au lignage Serhuyghs.
  - Gindertaelen (van), Sieur et Maître Lancelot, licencié-ès-lois, frère de même père et même mère de sieur Jean van Ghindertalen admis au lignage, fut avocat au Conseil de Brabant, échevin de la ville de Bruxelles en 1621, et avait été admis le 13 juin 1597 au lignage Serhuyghs.
  - Gindertaelen (van), Laurent, fils d'Antoine, fut admis le 15 février 1631 au lignage Serhuyghs.
  - Gindertaelen (van), Louis-Charles, admis en 1691 au lignage Serhuyghs.
  - Gindertaelen (van), Maître Jean, docteur en Droit et avocat, fils de Jean van Gindertaelen, procureur du Conseil de Brabant, admis au ligngae, fut échevin de la ville de Bruxelles en 1624, 1628 et 1638, et avait été admis le 13 juin 1620 au lignage Serhuyghs.
  - Gindertaelen (van), Messire Alexandre, fils de messire Lancelot van Gindertaelen, échevin d'Uccle et frère de même père et même mère de messire Jan van Gindertaelen qui fut échevin et admis au lignage, fut admis le 13 juin 1644 au lignage Serhuyghs.
  - Gindertaelen (van), Messire François, fils de Charles François van Ghindertaelen, fut élu comme doyen de la Gilde drapière en 1696 et comme mambour de la fondation Saint-Eloy en 1697, avait été admis le 13 juin 1691 au lignage Serhuyghs.
  - Gindertaelen (van), Messire Lancelot, admis en 1696 au lignage Serhuyghs.
- Famille de Glabbais ou de Glabbays (parti : au I d'argent, à une fortune de carnation tenant de ses mains un voile de gueules et soutenue d'une ancre de sable posée en barre ; au II d'or, à une tête de More tortillée de sinople) 
  - Glabbais (de), Jean-Baptiste, fils de Gillis de Glabbays et d'Anna vanden Putte qui était la fille de Gillis vanden Putte et de Maria le Mire, petite-fille d'Henricus vanden Putte admis au lignage en 1579, est mort en 1703 et avait été admis le 13 juin 1679 au lignage Sweerts.
- Famille de Glymes (de sable au lion d'or armé et lampassé de gueules, chargé d'un écu d'azur à la bande d'or)
  - Glymes (van ou de), Messire Gérard, seigneur de Stabroeck, admis en 1582 au lignage Serhuyghs.
  - Glymes (van), Messire Georges, seigneur de Stabroeck, était absent le 13 juin 1583 au lignage Serhuyghs.
- Famille Gochet
  - Gochet, Jacques Frédéric, I.U.L., fils de Jean-Frédéric Gochet, conseiller ordinaire au Conseil souverain de Brabant, et d'Angeline Reymbouts, fut tenancier de la Chambre des tonlieux en 1731, huit de la Gilde drapière en 1731 et 1734, et avait été admis du chef de dame Joanna van Arckel, sœur de Jacobus van Arckel, le 13 juin 1726 au lignage Serhuyghs.
- Famille van der Gothen (ou van der Gote, van der Goten) (coupé, au 1 d'argent à trois pals d'azur ; au 2 d'or au lion nageant de gueules)
  - Gote (van der), Ferdinand-Albert, fils de Jean-Baptiste van der Gote et de dame Marie-Marguerite van den Velde laquelle était la fille de David van de Velde, conseiller aux États de Brabant au Quartier de Bruxelles, et de dame Margareta Wellemans laquelle grand-mère maternelle était issue du lignage du chef de Cornelis Wellemans qui fut marié à Catharina van Aesbroeck, fut échevin de la ville de Bruxelles de 1728 à 1730, trésorier de la ville entre 1731 et 1747, et avait été admis le 13 juin 1721 au lignage Serhuyghs.
  - Gote (van der), Joseph-Henri, I.U.L., fils de Ferdinandus Albertus van der Gote, ancien échevin et ancien trésorier de la ville de Bruxelles qui avait été admis au lignage, et de dame Theresia van den Broeck, fut admis le 13 juin 1755 au lignage Serhuyghs.
  - Gote (van der), Melchior-Joseph-Goswin, I.U.L., fils de Ferdinand-Albert van der Gote, ancien échevin et trésorier de la ville de Bruxelles, admis au lignage, et de dame Theresia van den Broeck, fut admis le 13 juin 1758 au lignage Serhuyghs.
- Famille de Gottignies (d'argent à trois maillets de sable)
  - Gottignies (de), Augustin, chevalier, seigneur de la Haye et Woudenbroeck, admis en… au lignage Caudenbergh.
  - Gottignies (de), Messire Antoine, seigneur de Machelen Sainte-Gertrude, Neeryssche et Meysse, fils d'Arnold de Gottignies, seigeur de Machelen-Sainte-Gertrude, colonel d'infanterie wallonne, et de Jeanne de Tenremonde, dame de Neeryssche, petit-fils de Gillis de Gottignies, seigneur de La Haye, et de Petronella van Thienwinckel, dame de Machelen-Sainte-Gertrude, épousa Anne van Winghene, fille de Jan, seigneur de Linth, vice-chancelier de Brabant, et de Marie Wouters, fut échevin en 1598 et 1599, puis de 1602 à 1604 et en 1606, trésorier en 1607 et 1608, surintendant du canal en 1605 et 1609, conseiller au Conseil de Brabant depuis 1610, est mort le 18 décembre 1623, et fut admis le 29 mai 1596 au lignage Coudenbergh[92].
  - Gottignies (de), messire Philippe-Ignace-François, seigneur de Woudenbroeck et de Steenkerke, échevin de 1701 à 1702, fils de Jean Baptiste de Gottignies, seigneur de Woudenbrouck, secrétaire du Conseil privé et du Conseil d'État, et de Maria Anna Snoy, petit-fils d'Augustinus de Gottignies, chevalier, seigneur de La Haye et de Woudenbroeck, secrétaire du Conseil privé, et de Margarita Verreycken, arrière-petit-fils de Lancelot de Gottignies, seigneur de La Haye, et d'Anna van der Laen, arrière-arrière-petit-fils de Gillis de Gottignies, seigneur de La Haye et de Petronella van Thienwinckel, dame de Machelen-Sainte-Gertrude, avait été admis le 13 juin 1701 au lignage Coudenbergh[92].
- Famille Goubau
  - Goubau, Augustinus, greffier du Conseil souverain de Brabant, fils de Gregorius Goubau et de Maria van Hamme, laquelle était la fille d'Augustinus van Hamme et d'Anna Vrancx, elle-même fille de Peeter Vrancx le jeune et de Catharina Loetaert, petite-fille de Peeter Vrancx l'ancien et de Joanna van Cattenbroeck, arrière-petite-fille de Baudewijn van Cattenbroeck mort en 1557 et de Cathelyne s'Visch, et arrière-arrière-petite-fille d'Hendrick van Cattenbroeck, siégeant au Lignage Roodenbeke en 1509, et de Maria van Gindertaelen, et avait été admis en 1691 au Roodenbeke.
- Famille Gouye ou Gouije
  - Gouye, Guillaume, fils de Nicolas, non mentionné par van der Meulen, était présent en 1563 au lignage Sleeus.
  - Gouije, Nicolas, fils de Nicolas et de Catherine van Bouchout, non cité par van der Meulen, était présent le 13 juin 1511 au lignage Sleeus.
- Famille Govaerts
  - Govaerts, Adrien, fils d'Adrianus Govaerts et de Margarita van Nyverseele, petit-fils de Joannes van Nyverseele et d'Elisabeth de Kemmere, arrière-petit-fils d'Hendrick de Kemmere et de Catharina van Blitterswijck laquelle était la fille de Gillis van Blitterswijck et de Cathelyne van Habbeke, et la petite-fille de Guilliam van Blitterswijck, seigneur de Laeken, lui-même fils de Guiliam van Blitterswijck qui fut échevin de Bruxelles en 1489 et bourgmestre de la ville en 1495, fut admis en 1692 au Roodenbeke.
- Famille Goyvaerts (ou Goijvaerts)
  - Goyvaerts, Gaspard-François, épousa Catharina Maria Fernande van Keyssel, était le fils de Joannes Franciscus Goyvaerts et de Maria Catharina van Impde dit van Wemmele, le petit-fils de Philippus Alphonus van Impde dit van Wemmele et d'Isabella Janssens, l'arrière-petit-fils de David van Impde dit van Wemmele et de Susanna t'Kint, fut avocat du Conseil souverain de Brabant, huit de la Gilde drapière en 1746, secrétaire de la ville de Lierre, et avait été admis au lignage comme mineur le 11 juin 1727 à la demande de son père et admis définitivement le 11 septembre 1734 du chef d'Anthonis Thonijs qui fut échevin de la ville de Bruxelles en 1414, au lignage Steenweeghs.
  - Goyvaerts, Jean-Baptiste, fils de sieur et maître Joannes Franciscus Goijvaerts, avocat du Conseil souverain de Brabant, et de dame Maria Catharina van Wemmelle, fut avocat et avait été admis le 13 juin 1747 au lignage Steenweeghs.
  - Goyvaerts, Louis-Alphonse-Dominique, fils de sieur et maître Gaspar Franciscus Goijvaerts, secrétaire de la ville de Lierre, et frère de Simon Joseph Goijvaerts admis au lignage en 1781, fut admis le 13 juin 1786 au lignage Steenweeghs.
  - Goyvaerts, Sieur et Maître Louis-Alphonse, frère de sieur et maître Gaspar Frans Goijvaerts, admis au lignage, et fils de sieur et maître Joannes Frans Goijvaerts et de dame Maria Catharina van Wemmelle, fut admis le 13 juin 1742 au lignage Steenweeghs.
  - Goyvaerts, Simon-Joseph-Léopold, fils de Gaspard-François Goijvaerts, admis au lignage en 1734, et de Catharina Maria Fernanda van Keijssel, fut admis le 13 juin 1781 au lignage Steenweeghs.
  - Goyvaerts, Jean-Nepomucène-François-Ferdinand, fils de Gaspar-François Goyvaerts, admis en 1734, et de Catherine-Marie-Ferdinande van Keijssel, est mentionné les 13 juin 1791 et 1792 sans procès-verbal d'admission au lignage Steenweeghs.
  - Goyvaerts, Winand-Jean, fils de sieur et maître Joannes Franciscus Goijvaerts, avocat du Conseil souverain de Brabant, et de dame Maria Catharina van Wemmelle, frère de même père et même mère de maître Gaspar Franciscus Goijvaerts admis au lignage en 1734, et de Ludovicus Alphonsus Goijvaerts également admis au lignage en 1742, fut capitaine du quartier de la rue Haute de la ville de Bruxelles en 1752 et 1753, et avait été admis du chef de messire Anthonis Thonijs qui fut échevin de la ville de Bruxelles en 1402 et 1407, le 13 juin 1746 au lignage Steenweeghs.
- Famille van der Gracht[107] (Écartelé : aux 1 et 4 d'argent au chevron de gueules, accompagné de trois merlettes de sable ; aux 2 et 3 de gueules à deux épées d'argent, garnies d'or, passées en sautoir, les pointes en bas)
  - Gracht (van der), François-Bernard-Henri-Roger-Philippe, baron de Rommerswael et Vrempde, licencié en Droit, fils de messire Roger-Philippe van der Gracht, baron de Rommerswael et Vrempde, qui avait été admis au lignage, et de noble dame Maria Catharina Philippina de Varick, fut chambellan de l'Empereur, membre et ancien député des États de Brabant, et avait été admis le 13 juin 1755 au lignage Serhuyghs.
  - Gracht (van der), Roger-Philippe, baron de Rommerswael, baron de Vremde, seigneur de Schardan, I.U.L., fils de Jan François van Rommerswael geseyt van der Gracht et de dame Gertrudis Philippine van der Gracht, fut admis du chef de messire Léonard Michault, le 13 juin 1713 au lignage Serhuyghs.
- Famille de Grave
  - Grave (de), Jacques, admis le 13 juin 1699 au lignage Steenweeghs.
- Famille van Grave
  - Grave (van), Gilbert-Joseph, seigneur de Loyens, admis en 1641 au lignage Serroelofs.
  - Grave (van), Gilbert, seigneur de Wetterbeke, fils de messire Raes van Grave, seigneur de Lovenjoel, échevin de Louvain, admis au lignage en 1621, et de Marie du Mortier, épousa Joanna van der Noot, et avait été admis le 18 juin 1641 au lignage Sweerts. Il fut temporairement adopté le 13 juin 1646 par le lignage Serroelofs.
  - Grave (van), Maximilien François Ghislain Philippe Joseph, I.U.L., fils de messire Philippus Josephus van Grave de Loijens ende de la Croix, admis au Lignage le 13 juin 1741, et de dame la baronne Schultz d'Holtzhausen, fut avocat, Huit de la Gilde drapière en 1778, échevin de la ville de Bruxelles de 1784 à 1792, overmomboir en 1794, épousa Anna Maria Delforge, et avait été admis le 13 juin 1775 au lignage Serroelofs.
  - Grave (van), Messire Raes, fils de Nicolas van Grave et de Marguerite van Berchem, petit-fils de Cornelis van Grave, bourgmestre de Louvain, et de Barbara van den Heetvelde, celle-ci étant la fille de Jan van den Heetvelde, docteur en médecine et professeur à l'Université de Louvain, et de Marie Kips, et la sœur de Bartholomeus van den Heetvelde admis au Sweerts en 1527, avait été admis le 13 juin 1621 au lignage Sweerts.
  - Grave (van), Philippe Joseph, fils de Gilbert Joseph van Grave et de dame Maria Magdalena Rosa van der Gracht, épousa Maria Anna Catharina Henrica Schultz d'Holtzhausen, et avait été admis, du chef de son grand-oncle messire Rogier Wauter vander Noot, baron de Carloo, admis en 1700, qui était le frère d'Anna Philippina vander Noot qui avait épousé Rase van der Gracht et cette dernière était la grand-mère du prétendant, le 13 juin 1741 au lignage Serroelofs.
- Famille de la Greuze (ou plus généralement de la Gruese) 
  - Grueze (de la) ou Gruese (de la), Henri, fils d'Henri de la Gruese, conseiller et auditeur des comptes de Marie de Hongrie, et de Dame Anne Herdinck, alias du Fief, petit-fils de Maître Peeter du Fief, procureur général au Conseil de Brabant, et de Dame Anne de Poelcke, épousa en premières noces Dame Catharina van der Meulen et en secondes noces Dame Jasparina Spyskens, fut huit de la Gilde drapière de 1597 à 1599, et avait été admis le 21 juin 1597 au lignage Coudenbergh[108].
- Famille de Greve
  - Greve (de), André-Jacques-Joseph, fils de sieur et maître Jacobus Henricus de Greve, avocat, ancien échevin et secrétaire de la ville de Bruxelles, admis au lignage, et d'Isabella Boschaert, fut admis le 13 juin 1730 au lignage Steenweeghs.
  - Greve (de), Charles François Joseph, fils de Jean Charles de Greve, admis en 1726, et de dame Constantia Theodora van der Elst, né le 5 novembre 1720 à Bruxelles (Saint-Géry), fut chef-mayeur de Vilvorde en 1748, et avait été admis, malgré son jeune âge, le 13 juin 1739 au lignage Coudenbergh (non mentionné par van der Meulen).
  - Greve (de), Sieur et Maître Charles Philippe, I.U.L., fils de Philip et de dame Christina Winderlincx laquelle était la sœur de Nicolaes et Jacobus Winderlincx qui avaient été admis au Steenweeghs en 1634 et 1635, avait été admis le 13 juin 1668 au lignage Steenweeghs.
  - Greve (de), Jacques Henri, fils de Jean-François de Greve, natif d'Enghien, et de Jeanne Antoinette Verjuys, petit-fils de Theodorus Verjuys, admis en 1640, et de Claire Fourment, épousa Isabella Maria Bosschaert fille de Corneille François Bosschaert, avocat au Conseil de Brabant, fut échevin et secrétaire de la ville de Bruxelles, et avait été admis le 13 juin 1698 au lignage Steenweeghs.
  - Greve (de), Jean-Charles, chef-drossard du pays de Grimbergen, fils de Paulus de Greve et de Clara Sophia Planilla (alias de Planella), petit-fils de Michael Planilla, secrétaire, et d'Isabelle Sophie Montfort, arrière-petit-fils de Joannes Montfort, conseiller général de la monnaie, et de Françoise van Zeverdonck, fut admis le 13 juin 1726 au lignage Coudenbergh[108].
  - Greve (de), Charles Philippe, qui aurait été admis en 1705 au lignage Steenweeghs mais est vraisemblablement confondu avec sieur et maître Charles-Philippe de Greve admis en 1668 et qui siégea au lignage jusqu'en 1721[109] .
  - Greve (de), Paul-Joseph, I.U.L., frère de Jean-Charles admis en 1726, fut échevin de 1717 à 1722 ensuite greffier en 1722 et secrétaire de la ville de Bruxelles en 1755, receveur de l'hospice Sainte-Gudule, avait été admis en 1727 au lignage Coudenbergh à la suite d'un long procès après le refus de l'admettre en 1717. Il avait été nommé échevin de Bruxelles par la gouvernante générale des Pays-Bas en 1717 bien qu'il n'ait point été admis dans un des lignages, ce qui provoqua un grand mécontentement parmi les membres de ceux-ci, comme étant directement contraire aux anciens statuts et observances et nommément à la Joyeuse Entrée jurée par Sa Majesté comme duc de Brabant. Paul Joseph de Greve aurait excipé de l'article de l'ordonnance ou règlement sur l'administration de la ville de l'empereur Charles-Quint de 1545, au début de laquelle il est expressément dit que le prince de ce pays peut prendre pour la magistrature d'autres personnes que les membres des lignages. Mais Paul-Joseph de Grève fut finalement admis en 1727 au Coudenbergh[77].
- Famille de Grez (fascé de gueules et d'argent de six pièces)
  - Grez (de), Messire Jacques-Joseph-François, fils de messire Richard de Grez, Roy d'Armes de sa Majesté Impériale au titre du Brabant, et de dame Marie-Anne-Thérèse van Ursel laquelle était la fille de messire Louis van Ursel, fut déclaré le 13 juin 1729 admissible au lignage Sleeus et de ce fait pouvoir bénéficier de la bourse van Bronckhorst. Il fut capitaine de la garde bourgeoise, devint roy d'Armes du Brabant après la mort de son père en 1752 et celle de son frère Martin-Charles-Joseph en 1753, est mort le 6 avril 1769, et avait été admis définitivement le 13 juin 1736 au lignage Sleeus.
  - Grez (de), Jean-Baptiste-Antoine, portait écartelé 1/4 de Grez; 2/3 Houwaert, fils unique de Pierre de Grez, écuyer et commissaires des monstres des gens de guerre pour le service de Sa Majesté, et de damoiselle Maria Houwaert, fille de Raphaël Houwaert admis au lignage en 1602, et de damoiselle Eléonor van den Hecke, fut capitaine dela Garde bourgeoise de 1663 à 1705 et roi d'armes au titre du Hainaut de 1687 à sa mort, épousa damoiselle Anne Françoise Robyns, fut inhumé à Bruxelles (Sainte-Gudule) le 20 septembre 1706, et avait été admis, non sans difficultés, le 13 juin 1661 au lignage Sweerts.
  - Grez (de), Messire Martin-Charles-Joseph, fils de messire Richard de Grez, roy d'Armes de Sa Majesté, et de dame Marie-Anne-Thérèse van Ursel, laquelle était la fille de messire Louis van Ursel admis au lignage, fut roy d'Armes de la province de Namur, est mort le 17 août 1753 et fut inhumé à Sainte-Gudule, et avait été admis le 19 février 1745 au lignage Sleeus.
  - Grez (de), Messire Melchior, fils de Jan Baptista Anthonius de Grez, capitaine de la Garde bourgeoise de la ville de Bruxelles, admis en 1661, et d'Anna Francisca Robyns, fut capitaine de la Garde bourgeoise, hooftman de la Confrérie de Sainte-Anne à la chapelle Saint-Laurent au Waermoesbroeck, épousa Maria Anna Theresia van Ursel, et avait été admis le 13 juin 1689 au lignage Sweerts.
- Famille de Grimaldi (ou de Grymaldi)[110] (fuselé d'argent et de gueules)
  - Grimaldi (de), Jean-Baptiste, fils de sieur Jehan Baptista de Grymaldi et de dame Clara van Winderbeke, fut admis en même temps que son frère Simon ci-après, le 28 juin 1591 au lignage Serhuyghs.
  - Grimaldi (de), Simon, secrétaire du Conseil secret de Sa Majesté de 1591 à 1612, fut admis le 28 juin 1591 au lignage Serhuyghs.
- Famille De Groote
  - Groote (De), Henri, dit Magnus, non mentionné par Désiré van der Meulen, échevin de Bruxelles pour le Serroelof[111] en 1427, bourgmestre en 1428, receveur en 1430, mentionné comme chevalier à partir d'avril 1453, épousa Marguerite van Osy dont il n'eut pas d'enfants, succéda à Jean de Hornes comme lieutenant des fiefs, fut nommé le 14 janvier 1432 comme conseiller à la Chambre du Conseil, qui deviendra le Conseil de Brabant, premier dans l'ordre des préséances du Conseil de 1441 à 1466, fabricien de Sainte-Gudule en 1465 et 1466, est mort le 22 septembre 1480[112].
- Famille Guiset (ou Guisset) (d'argent semé de feuilles de trèfle de sinople)
  - Guiset, Winand, admis le 17 mai 1641 au lignage Serhuyghs.
  - Guiseth ou Guisset, Messire Jean-Baptiste, auditeur puis maître à la chambre des comptes du Brabant, fils d'Ambroise et de dame Catharina van den Winckele qui était la sœur des maîtres Loys et Charles Adriaen van de Winckele admis aux lignage Coudenbergh, épousa Isabelle Maes, et mourut en 1637, avait été admis le 13 juin 1607 au lignage Coudenbergh[108].
  - Guisset (ou Guiseth), Messire Pierre-Joseph, fils de messire Jean Baptiste Guisset admis au lignage en 1607, est mort en 1672, et avait été admis le 13 juin 1658 au lignage Coudenbergh.

## H
- Famille Haeck (ou Hack) (d'or, à trois éteignoirs (ou crocs ?) de sable, chargés de deux fasces du même, brochantes) 
  - Haeck, Adrien-Joseph, J.U.L., fils de Vincentius Haeck et de dame Maria Anna Piccart, petit-fils de Jacobus Piccard, drossard de Meerbeke près d'Everberg, et de dame Anna Maria de Pape laquelle était la sœur de Lambertus Franciscus de Pape qui avait été admis au lignage en 1681, fut avocat au Conseil de Brabant, épousa Anna Maria Grau, et avait été admis, après avoir obtenu des lettres de réhabilitation, le 13 juin 1747 au lignage Sweerts.
- famille van der Haeghen (ou van Eesbeke dit van der Haghen : voir ce nom ci-avant)
  - Haeghen (van der), ou van Eesbeke dit van der Haghen, Maître Guillaume, licencié ès-lois, fils de Guilielmus et de Barbara Gillis, celle-ci fille de Werner Gillis et de Clara Houwaert, laquelle Clara Houwaert était fille de Joos Houwaert, négociant en draps, fils de Jan Houwaert, ébéniste, et petit-fils illégitime de Heer Claes Houwaert, prêtre, fut avocat en 1628, concierge de la Cour de Sa Majesté, huit de la Gilde drapière en 1649, 1652, 1655, 1656 et 1659, doyen en 1650 et 1651, épousa Gertrudis Winderlincx, est mort à Bruxelles le 5 juillet 1667 et fut inhumé à Sainte-Gudule, et avait été admis le 13 juin 1636 au lignage Sweerts.
  - Haeghen (van der), ou van Eesbeke dit van der Haghen, Maitre Henri, frère de maître Guillaume qui précède, fut avocat en 1636, échevin de la ville de Bruxelles en 1648, 1649, 1652, 1656, 1659, 1663, 1664 et 1667, trésorier de 1652 à 1654 et de 1660 à 1662, surintendant du canal de 1665 à 1666, huit de la gilde drapière en 1641 et 1642, 1643, 1646 et 1647, épousa Carolina Maria de Corduanier, est mort subitement en 1667, et avait été admis le 13 juin 1636 au lignage Sweerts.
  - Haeghen (van der), ou van Eesbeke dit van der Haghen, Messire Honoré-Henri, fils d'Henricus admis en 1636, fut conseiller au Grand Conseil de Malines en 1696, au Conseil d'État en 1716, au Conseil suprême des Pays-Bas à Vienne en 1724, et enfin chancelier de Brabant en 1725, année durant laquelle il fut créé vicomte de son nom, mourut en 1739 et fut inhumé aux Augustins, avait épousé Paulina Philippina Rubens, et avait été admis provisionnellement le 7 août 1686, par ordonnance du Conseil de Brabant, au lignage Sweerts.
- Famille van Haelen (ou van Halen) 
  - Haelen (van), Antoine-Marc, fils d'Anthoine-Gaspard van Halen et de dame Petronilla Pillois, petit-fils de Gillis van Halen et d'Isabella Halfhuys, arrière-petit-fils de Ludovicus Halfhuys et de Catharina de Wit, et descendant de Joannes Halfhuys qui fut échevin du Steenweeghs entre 1464 et 1500, fut avocat du Conseil souverain de Brabant et opperdeken de la Lakengulde, et avait été admis ensuite d'un arrêt rendu le 13 octobre 1745 par le Conseil souverain de Brabant, le 20 décembre 1745 au lignage Steenweeghs.
  - Haelen (van), Jean-François, frère d'Antoine-Marc ci-avant, fut admis comme son frère le 20 décembre 1745 au lignage Steenweeghs.
  - Haelen (van), Henri-Joseph, I.U.L., fils d'Antoine Gaspard van Halen et de dame Petronilla Pillois, frère de Joannes Franciscus et d'Anthonius Marcus van Halen admis au lignage, fut avocat au Conseil souverain de Brabant, et avait été admis le 13 juin 1747 au lignage Steenweeghs.
  - Haelen (van), Jean-Baptiste, mentionné par van der Meulen sous le nom de van Halen, maître-cordonnier à Coekelbergh, fils de Guilielmus van Haelen et de Maria Maes, petit-fils d'Anna Goossens et de Petrus van Haelen, arrière-petit-fils de Rosaline Rayé et d'Henricus Goossens, reçu gratuitement la bourgeoisie de Bruxelles, reconnu le 13 juin 1765 comme étant issu du lignage Coudenbergh, descendant de dame Catherine Spyskens[113].
- Famille de Haen
  - Haen (de), Jean, frère de même père et même mère de sieur Thomas de Haen ci-après qui avait été admis en 1591, fut admis le 13 juin 1595 au lignage Steenweeghs.
  - Haen (de), Thomas, fils de sieur Jan de Haen qui était fils de maître Hendrick de Haen, secrétaire ordinaire du Conseil de Brabant, et de dame Christina van der Voort, épousa dame Barbara van t'Sestich, et avait été élu à la Keuse sans avoir fait l'objet d'un procès-verbal d'admission le 13 juin 1591, au lignage Steenweeghs.
- Famille Haghemans ou Ha(e)gheman (d'azur à la hure de sanglier d'argent, cimier la hure de l'écu)
  - Hagheman, Messire Henri-Clet-Joseph, capitaine de la garde bourgeoise de 1752 à 1770, fils d'Antoine-Joseph Hagheman, archer de la garde noble, et d'Isabelle van Ophem, petit-fils de Nicolas-Alexandre van Ophem et de Clara Sottelo, arrière-petit-fils de Franciscus van Ophem, drossard du comté d'Erps, Quarebbe, baronie de Saventem, Sterrebeeck et Nosseghem, et d'Isabella van Hullegaerde, fut admis le 13 juin 1752 au lignage Coudenbergh[108] par son ascendance maternelle du chef de Gillis Wyckman fils de Jan et de Aleyde van Percke fille de Gillis, et de Margarita Oemen sœur de Roelof Oemen[114].
- Famille van Halen (d'azur au lion d'or armé et lampassé de gueules)
  - Halen (van) (ou van Haelen, ci-avant), Jean-Baptiste fut déclaré être issu du lignage Caudenbergh en 1765.
- Famille van Halewyck (ou van Halewijck)
  - Halewyck (van), Sieur et Maître Daniel-Joseph-Benoît, licencié en Droit, petit-fils du côté paternel de dame Marie van Ghindertaelen qui fut mariée à Jan van Halewijck, laquelle Marie était la fille de Lancelot van Ghindertaelen et d'Elisabeth de Roover, fut admis du chef de Lancelot van Ghindertaelen "le vieux" échevin de Bruxelles en 1477 et marié à Elisabeth van der Meeren qui sont les "oudt grootouders" dudit Lancelot van Ghindertaelen "le jeune", fut greffier de la Gilde drapière, échevin de la ville de Bruxelles de 1747 à 1749 et avait été admis le 11 novembre 1721 au lignage Serhuyghs.
  - Halewyck (van), Daniel-Benoît, fils de Daniel-Joseph-Benoit van Halewijck, admis au lignage, et de dame Maria Isabella Pauwens, fut admis le 13 juin 1748 au lignage Serhuyghs.
  - Halewyck (van), Henri-Guillaume, fils de Daniel-Joseph-Benoît van Halewijck, siégeant au lignage, et de dame Maria Elisabetha Pauwens, fut admis le 13 juin 1744 au lignage Serhuyghs.
  - Halewyck (van), Jean-Louis, avocat du Conseil souverain de Brabant, fils de messire Louis-Josse van Halewijck, conseiller au Conseil souverain de Brabant, admis au lignage, et de dame Maria Catharina van Riethoven, avait été admis le 13 juin 1763 au lignage Serhuyghs.
  - Halewyck (van), Louis-Henri-Jacques-Joseph, fils de messire Ludovicus Indocus van Halewijck, conseiller au Conseil souverain de Brabant, admis au lignage, et de dame Maria Catharina van Riethoven, fut trésorier de la ville de Bruxelles en 1788 et 1792, surintendant de la flotte de la ville de Bruxelles en 1789, et avait été admis le 13 juin 1765 au lignage Serhuyghs.
  - Halewyck (van), Louis-Josse, I.U.L., frère de sieur et maître Daniel-Joseph-Benoît van Halewijck admis au lignage, fut avocat du Conseil souverain de Brabant, échevin de la ville de Bruxelles en 1738, et avait été admis le 13 juin 1731 au lignage Serhuyghs.
- Famille Halfhuys
  - Halfhuys, Jean faisait partie du lignage en 1464 au lignage Steenweeghs.
- Famille van Halle (de sable au chef vivré d'argent)
  - Halle (van), Jean-François, overmeyer de Capelle op den Bosch, fils d'Henrick van Halle, qui fut en son vivant overmeyer de Campenhout, et de dame Catharine de Conde, laquelle était la sœur de même père et même mère de Jacques de Conde, chevalier, conseiller ordinaire au Conseil de Brabant, fut admis le 27 juin 1678 au lignage Serhuyghs.
  - Halle (van), Pierre, admis le 13 juin 1544 au lignage Serhuyghs.
- Famille van Hamme[115] (écartelé: aux 1 et 4 d'or à la fasce d'azur, au sautoir de gueules, brochant sur le tout, qui est de Grimberghe-Assche ; aux 2 et 3 d'argent à cinq losanges de gueules, rangées en bande, qui est van Ophem, ainsi que : d'argent, à la bande de cinq losanges aboutés de gueules accompagné en chef à sénestre d'un écusson d'or à la fasce d'azur sommée d'un lion issant de gueules).
  - Hamme (van), Gilles (Ægidius), inscrit au lignage Roodenbeke en 1376, échevin en 1389 et 1399, doyen de la Gilde drapière en 1378 et 1392. Il scellait d'un écu d'argent, à la bande de cinq losanges aboutés de gueules accompagné en chef à sénestre d'un écusson d'or à la fasce d'azur sommée d'un lion issant de gueules[116]Gilles van Hamme, membre du Lignage Roodenbeke, échevin de Bruxelles en 1389 et 1399.

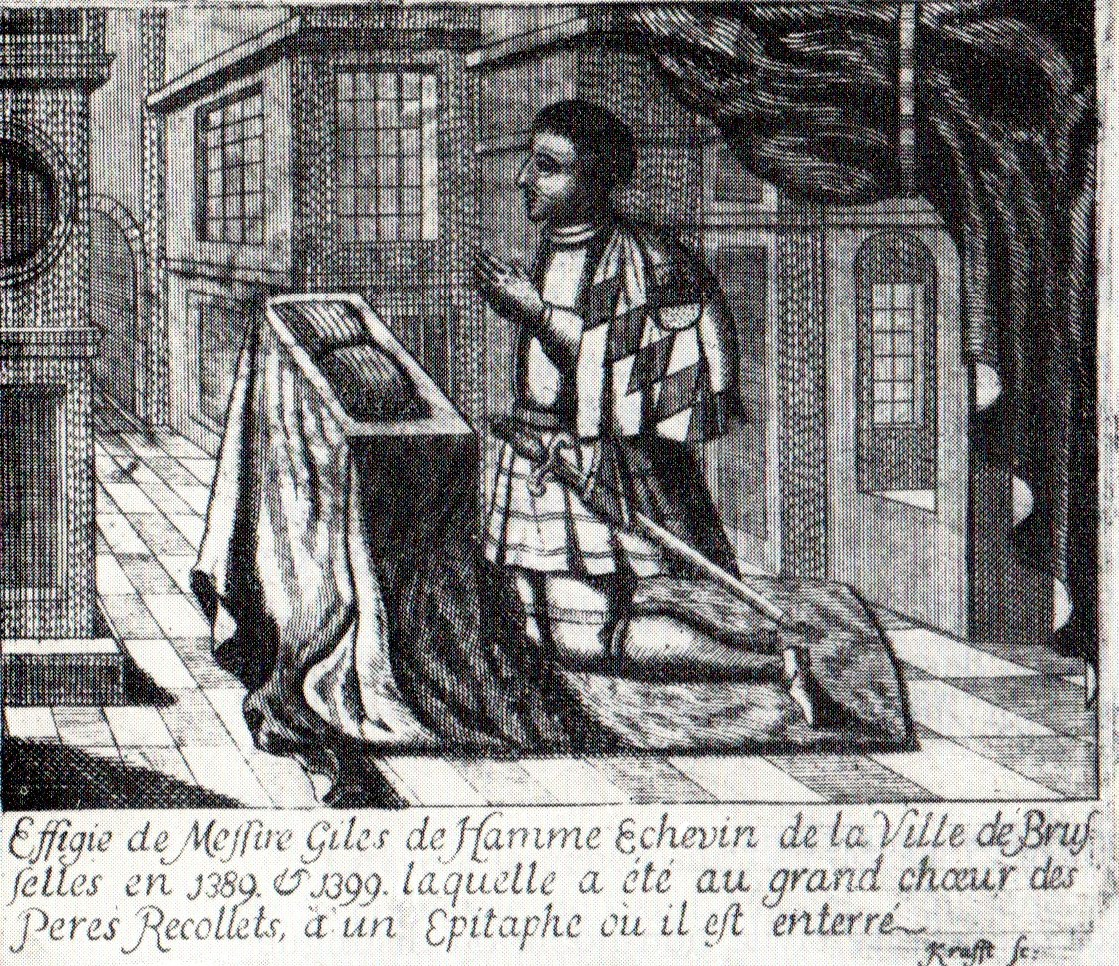
Gilles van Hamme, membre du Lignage Roodenbeke, échevin de Bruxelles en 1389 et 1399.

  - Hamme (van), Jean, échevin du lignage Roodenbeek en 1434 et 1439.
  - Hamme (van), messire Guillaume, I.U.L., fils de messire Philibert van Hamme, admis au lignage et ancien échevin de la ville de Bruxelles, fut également échevin de la ville de Bruxelles en 1668, épousa Carolina Francisca Franckeim fille de Marcellus Franckeim qui était amiral au service de Hollande, et avait été admis le 3 mars 1660 au lignage Serroelofs.
  - Hamme (van), Messire Antoine, fils de messire Louys van Hamme et de dame Anna Ladron de Guevarra, sa seconde épouse, petit-fils de Louys van Hamme et d'Elisabeth de Bomale, arrière-petit-fils de Gillis van Hamme et de Lucia Conincxloe dite de Schermer, arrière-arrière-petit-fils de Gillis van Hamme, auteur de tous les van Hamme admis au Steenweeghs, et d'Appolonia Bossaert, épousa dame Maria Magdalena Rovelasca, fille d'Anthonis Rovelasca, trésorier de Son Altesse l'Archiduc Albert, et avait été admis le 13 juin 1615 au lignage Steenweeghs.
  - Hamme (van), Messire Antoine-Ferdinand, fils de Philibert van Hamme, admis au lignage en 1633, et de Barbara Fernadez de Castillo, fut capitaine de la Garde bourgeoise en 1669 et 1670, et avait été admis le 14 août 1651 au lignage Serroelofs.
  - Hamme (van), Messire Guillaume, I.U.L., fils de messire Peeter van Hamme, admis au lignage en 1595, et de dame Maria van Schore, fut chanoine de Notre-Dame à Anvers, et avait été admis le 24 juillet 1626 au lignage Steenweeghs.
  - Hamme (van), Messire Jérôme le vieux, fils de Cornelis van Hamme et d'Anna van Wynhove, Cornelis étant le fils bâtard de maître Jeronymus van Hamme, maître à la Chambre des comptes, et de Joanna Asseliers, lequel maître Jeronymus était le fils d'Ægidius van Hamme, né en 1416, mort en 1492, auteur de tous les van Hamme inscrits au Steenweeghs, et d'Appolonia Bossaert fille de Liekens Bossaert dit van Oudergem et de Margareta Westerlinck, et avait été admis le 13 juin 1593 au lignage Steenweeghs.
  - Hamme (van), Messire Jérôme le jeune, auteur de la fondation van Hamme, et très vraisemblablement fils de messire Jérôme le vieux ci-avant et de Madeleine Pannis, fut admis le 13 juin 1597 au lignage Steenweeghs.
  - Hamme (van), Messire Philippe Libert ou Philibert, fils de messire Peeter van Hamme admis en 1595, et frère de même père et même mère de messire Guillaume van Hamme, I.U.L., admis en 1626, épousa Barbara Fernandez de Castillo, fut admis le 13 juin 1629 au lignage Steenweeghs mais il quitta le Steenweeghs le 13 juin 1633 en se faisant admettre par voie d'adoption pour lui et ses descendants au lignage Serroelofs.
  - Hamme (van), Messire Pierre, fils de Librecht van Hamme et de dame Jossyna Veusels, petit-fils de maître Libert van Hamme, maître à la Chambre des comptes, et de Barbara Reynbouts, arrière-petit-fils d'Ægidius van Hamme et Appolonia Bossaert, épousa dame Maria van Schore, issue du Serroelofd, fille de messire Jan van Schore, bourgmestre de Louvain, et de dame Anna van Eynatten, avait été admis le 13 juin 1595 au lignage Steenweeghs.
  - Hamme (van), Messire Théodore, fils de messire Philibert van Hamme, admis en 1633, et de Barbara Fernandez de Castillo, devint prêtre et quitta alors le lignage, mais avait été admis le 26 juin 1665 au lignage Serroelofs.
  - Hamme (van), Philibert, admis en 1629 au lignage Serroelofs.
- Famille van den Hane dit Vilain
  - Hane (van den) dit Vilain, Jean, époux de Catherine van Sint-Gerix, Xve siècle, au lignage Coudenbergh (non répertorié par van der Meulen)[117]
- Famille Hannosset (ou d'Hannosset)
  - Hannosset (d'), Charles-Joseph-Hyacinthe, fils de François-Jean (sic)-Hyacinthe d'Hannosset, conseiller et intendant-général des Domaines de Sa Majesté Impériale et Royale en Brabant, siégeant au lignage, et de noble dame Maria Theresia Eleonora Josepha des barons van der Haegen, avait été admis le 13 juin 1770 au lignage Serhuyghs.
  - Hannosset, François-Joseph-Hyacinthe, fils de messire Alexander Hannosset et de dame Clara Philippina van Beughem, fut conseiller et intendant-général des Domaines du Brabant au quartier de Bruxelles, et avait été admis du chef de son grand-père Matheus van Beughem, conseiller et maître des comptes de la Chambre des comptes, le 13 juin 1745 au lignage Serhuyghs.
- Famille Happart ou Happaert : écartelé : aux 1 et 4, de sinople au lion d'argent, armé et lampassé de gueules (Happaert) ; aux 2 et 3, de gueules à trois fleurs de lis d'argent (Wesemael)[118]
  - Happart, Charles-André, admis en 1667 au lignage Sleeus.
  - Happaert (ou Happart), Messire Jérôme (ou Giron), seigneur d'Opstalle, mort en 1672, frère de messire Charles-André Oudaert (voyez sous ce nom), fut admis du chef de messire Jan Brecht, chevalier, seigneur de Dieghem, le 19 avril 1667 au lignage Sleeus.
  - Happart, Messire Adrien-Philippe, avocat au Conseil de Brabant, époux d'Isabelle-Henriette t'Kint morte le 19 mai 1784[119], fils de messire Philippe-Gaspard Happaert et d'Anne-Louise van Werchoven, est mort le 8 décembre 1773 et, du chef de dame Catherine Oudaert épouse de Philippe Happaert, laquelle dame Catherine Oudaert était la fille d'Alexandre Oudaert et de dame Gertrude Brecht fille de messire Carel Brecht, lequel était fils de Jan Brecht seigneur de Dieghem et de dame Catharina van der Noot, avait été admis le 13 juin 1741 au lignage Sleeus.
  - Happart, Messire Albert, fils de messire Carels-Gerelin Happaert et de dame Marie de Baldez, fut, du chef du sieur Jan van Brecht, seigneur de Dieghem, admis en 1687 au lignage Sleeus.
  - Happaert, Messire Antoine, seigneur de Dieghem, fils de messire Gerolinus qui avait siégé au lignage, et de dame Juliana Bouwens van der Boyen, épousa Caroline de Fierlant, est mort en 1715 et avait été admis le 13 juin 1700 au lignage Sleeus.
  - Happart, Messire François-Joseph-Gabriel, fils de messire Philippe-Gaspard Happaert et de dame Anne-Louise van Werchoven, fut "huit" de la Gilde drapière en 1754, contrôleur des comptes des Hospices, et avait été, du chef de Charles Brecht de qui il descend, admis le 13 juin 1749 au lignage Sleeus.
  - Happart, Messire Jean-Antoine, I.U.L., seigneur de Dieghem, fils d'Antoine Happaert admis au lignage et de dame Anne-Caroline Fierlants, et cousin d'Adrien-Philippe admis le même jour, avait été admis le 13 juin 1741 au lignage Sleeus.
  - Happart, Messire Josse, fils de messire Adrien-Philippe Happaert, admis au lignage, et de dame Isabelle t'Kint, dame de La Queuwe, fille de Judocus t'Kint qui fut avocat et échevin ainsi que trésorier de la ville de Bruxelles, fut déclaré être né du lignage Sleeus le 7 novembre 1767 et à ce titre put bénéficier de la bourse van Bronckhorst, et fut admis définitivement le 13 juin 1771 au lignage Sleeus.
  - Happart (ou Happaert), Messire Philippe, seigneur de Corbeke et Opstal, fils de messire Gillis Happaert, échevin d'Anvers en 1603, et de dame Jacqueline van Royen, petit-fils de Heer Jan Happaert, chevalier, bourgmestre d'Anvers en 1553, et de dame Ursula van Leugenhagen, arrière-petit-fils de messire Adriaen Happaert, échevin d'Anvers en 1529 et 1531, et de Zegerina van Groesdonck, arrière-arrière-petit-fils de messire Jan Happaert, échevin de Bruxelles en 1469, et d'Elisabeth van der Heyden, épousa dame Catharina Oudaert, dame de Diegem, Rymenant, Opstalle, Corbeke, etc., et avait été admis le 13 juin 1603 au lignage Sweerts.
  - Happart (ou Happaert), Messire Philippe-Nicolas, seigneur d'Olmen, époux de Marie Anne Arazola de Onate, fils de Gillis Happaert, échevin d'Anvers, et de Marguerite Françoise de Varick, dame d'Olmen, petit-fils de messire Adriaen Happaert, échevin d'Anvers, et de Petronella de Digeon, lequel messire Adrien Happaert était le frère de Philippe Happaert qui avait été admis au lignage en 1603, fut admis le 13 juin 1707 au lignage Sweerts.
  - Happaert, Messire Robert-Hyacinte-Joseph, seigneur d'Olmen, I.U.L., fils de messire Philippus Nicolaus Happaert ci-avant, admis au lignage en 1707, fut avocat, conseiller au Grand Conseil de Malines de 1734 à 1741 après avoir été échevin de la ville de Bruxelles en 1725, 1726, et de 1729 à 1733, mourut en 1756, et avait été admis le 13 juin 1722 au lignage Sweerts.
- Famille de Harra
  - Harra (de), Messire Philippe-Eugène, admis en 1660 au lignage Sweerts.
- Famille Hartius (de gueules à deux aigles d'or accostées, celle de senestre contournées)
  - Hartius, Sieur et Maître Antoine, licencié en Droit et avocat au Conseil de Brabant, fils d'Otto Hartius, conseiller et avocat fiscal du Grand Conseil de Malines, descendant de Geerard vanden Troncke ayant été échevin de Bruxelles en 1480 et de Johannes Winnepenninck échevin en 1490, fut échevin de Bruxelles à maintes reprises entre 1608 et 1620, et avait été admis le 14 juin 1604 au lignage Serhuyghs.
  - Hartius, Ferdinand, frère de même père et même mère des sieurs et maîtres Antoine, Nicolas et Otton Hartius admis au lignage, fut admis le 13 juin 1627 au lignage Serhuyghs.
  - Hartius, Martin, licencié, fils de Nicolas Hartius et neveu d'Antoine, Otto, et Ferdinand Hartius, fut admis le 13 juin 1659 au lignage Serhuyghs.
  - Hartius, Maître Nicolas, licencié en Droit, frère de sieur et maître Antoine Hartius, licencié en Droit et qui avait été admis au lignage, fut admis le 13 juin 1625 au lignage Serhuyghs.
  - Hartius, Otton, licencié en Droit, fut admis le 13 juin 1626 au lignage Serhuyghs.
- Famille van den Hecke (écartelé: aux 1 et 4 de gueules à trois tours d'argent, ajourées chacune de deux pièces d'azur, ouvert du même; aux 2 et 3, cinq points d'or, équipollés à quatre de sable)
  - Hecke (van den), Emmanuel, fils de messire Jan van den Hecke, échevin, admis au Coudenbergh en 1587, et doyen de la Lakengulde, et de dame Catharina Hellincx, fut échevin de la ville de Bruxelles en 1620 et avait été admis, du chef des van Buysegem et des van Arcle qui avaient siégé au Steenweeghs, le 13 juin 1601 au lignage Steenweeghs.
  - Hecke (van den), Jean, admis en 1462 au lignage Caudenbergh.
  - Hecke (van den), Messire Jean, chevalier, fils de messire Emmanuel van den Hecke, admis en 1601, et de sa première femme dame Catharina d'Arbora, épousa en premières noces dame Maximiliana de Keysere, fut échevin de la ville de Bruxelles en 1645, bourgmestre en 1665 et 1667, doyen de la Gilde drapière en 1635, et avait été admis le 13 juin 1626 au lignage Steenweeghs.
  - Hecke (van den), Jean, issu du lignage en 1508 au lignage Caudenbergh.
  - Hecke (van den), Josse, issu du lignage en 1534 au lignage Caudenbergh.
  - Hecke (van den), Léonard, issu du lignage en 1560 au lignage Caudenbergh.
  - Hecke (van den), Martin, admis en 1462 au lignage Caudenbergh.
  - Hecke (van den), Messire Chrétien-François, frère de Jean-Baptiste van den Hecke admis au lignage en 1674, et fils de messire Jan van den Hecke, chevalier, qui fut bourgmestre, échevin et trésorier de la ville de Bruxelles, et de dame Marie Lalleman, avait été admis le 10 avril 1676 au lignage Steenweeghs.
  - Hecke (van den), Messire Jean, fils de Joos van den Hecke, échevin du Coudenbergh, et d'Anna Rietwysers, petit-fils de Joannes van den Hecke, échevin du Coudenbergh, et de Maria van Buyseghem dite Buys, arrière-petit-fils de Martinus van den Hecke, admis au Coudenbergh en 1462, et d'Elisabeth van Ympen, arrière-arrière-petit-fils de Michael van den Hecke et de Maria van Maesenzeele, époux de Catharina Hellinckx morte en 1606, fut doyen de la Gilde drapière en 1573 et 1579, huit en 1592 et 1594, est mort en mai 1597, et fut admis en 1587 au lignage Coudenbergh[108].
  - Hecke (van den), Messire Jean-Baptiste, fils de messire Jan van den Hecke, chevalier, qui fut bourgmestre et échevin de la ville de Bruxelles, admis au lignage en 1626, et de dame Maria Lallemand, fut mambour de l'hospice Saint-Eloy en 1705 et avait été admis le 13 juin 1674 au lignage Steenweeghs.
  - Hecke (van den), Messire Léonard, fils de Léonard van den Hecke et d'Anna van Paffenrode, petit-fils de Joos van den Hecke, échevin du Coudenbergh, et de sa première épouse Maria Billemont fille de Ludovicus et de Margarita van Arckel, était le neveu de Jan van den Hecke qui était au lignage en 1597, épousa Anna van der Doot, et fut huit de la Gilde drapière en 1619 et 1623, doyen en 1635, avait été admis le 13 juin 1610 au lignage Coudenbergh[108].
  - Hecke (van den), Messire Louis-François, seigneur du pays de Rotselaer, fils de messire Jan van den Hecke, bourgmestre de la ville de Bruxelles, admis au lignage en 1626, et de Maximiliaene de Keijsere, épousa dame Thérèse Baldez, fille de don Gaspar de Baldez, chevalier de l'Ordre de Saint-Jacques, seigneur banneret d'Herderssem, gouverneur du château de Gand, et de dona Maria de Aranda, avait été admis le 13 septembre 1665 au lignage Steenweeghs.
  - Hecke (van den), Guillaume (Willem), fils de Joos van den Hecke, échevin de la ville de Bruxelles en 1532, 1534, 1536, 1539, 1544, 1546, 1547, 1550 et 1551, et de Maria Billemont, petit-fils de Jan van den Hecke, échevin du Coudenbergh en 1508, et de Maria van Buyseghem dit Buys laquelle était la fille de Michiel et de dame Maria Becx, épousa Anna Haynin, fut trésorier de la ville de Bruxelles en 1578, et avait été élu le 13 juin 1570 à la keuse au lignage Steenweeghs.
- Famille van den Heetvelde (d'or, à la bande de gueules, chargée de trois maillets d'argent, posés dans le sens de la bande, et accompagnée en chef d'un écusson de sable au lion d'argent, armé, lampassé et couronné d'or.)
  - Heetvelde (van den), Anthon, échevin de Bruxelles en 1510, fils de Willem van den Heetvelde et de Jacquemyne van der Elst, petit-fils de Willem van den Heetvelde, échevin de Bruxelles en 1400 du chef du Lignage Roodenbeke et de Margarita Swaefs, avait été admis en 1495 au Roodenbeke.
  - Heetvelde (van den), Maître Bartholomé, fils de sieur et maître Jan van den Heetvelde, docteur en médecine et professeur à l'Université de Louvain, et de Maria Kyps, petit-fils de Jan van den Heetvelde, admis au Sweerts en 1484, et d'Elisabeth van Assche, fut secrétaire de la ville de Louvain, épousa Gertrudis Walheyns dite de Casselere, et avait été admis le 13 juin 1527 au lignage Sweerts.
  - Heetvelde (van den), Hughes se trouvait au lignage en 1480 au lignage Sweerts.
  - Heetvelde (van den), Maître Hughes, bachelier-ès-lois, fils de Huygh, qui précède, et d'Elisabeth Coomans, posséda le château d'Impel à Eppegem, épousa Lysbeth van den Wijngaerden, et était mentionné comme étant présent le 13 juin 1508 au lignage Sweerts.
  - Heetvelde (van den), Jean se trouvait en la même année 1485 au lignage Roodenbeke.
  - Heetvelde (van den), Jean, fils de Jan van den Heetvelde et de Margarita van der Voert fille de Jan, petit-fils de Philips van den Heetvelde et d'Elisabeth de Goerlaken, arrière-petit-fils par bâtardise de Willem van den Heetvelde, chevalier, inscrit au Sweerts en 1376, et de Maria van Coeckelberghe, reçut le diaconat, possédait un fief à Hove-Saint-Laurent, et fut mentionné comme étant présent le 13 juin 1484 au lignage Sweerts.
  - Heetvelde (van den), Jean, admis en 1500 au Roodenbeke.
  - Heetvelde (van den), le chevalier Guillaume, admis en 1485 au Roodenbeke.
  - Heetvelde (van den), Messire Adolphe, seigneur d'Eeckhoven, fut admis le 13 juin 1584 au lignage Serhuyghs.
  - Heetvelde (van den), Messire Antoine, seigneur de Thildonck, admis le 14 mai 1591 au Roodenbeke.
  - Heetvelde (van den), Philippe se trouvait en 1485 au lignage de Roodenbeke.
  - Heetvelde (van den), Pierre, également en 1485 au Roodenbeke.
  - Heetvelde (van den), Thierry, seigneur de Crainhem et Corbeke, admis en 1516 au Roodenbeke.
  - Heetvelde (van den), Wautier, également à la même date 1485 au Roodenbeke.

- Herkenbald

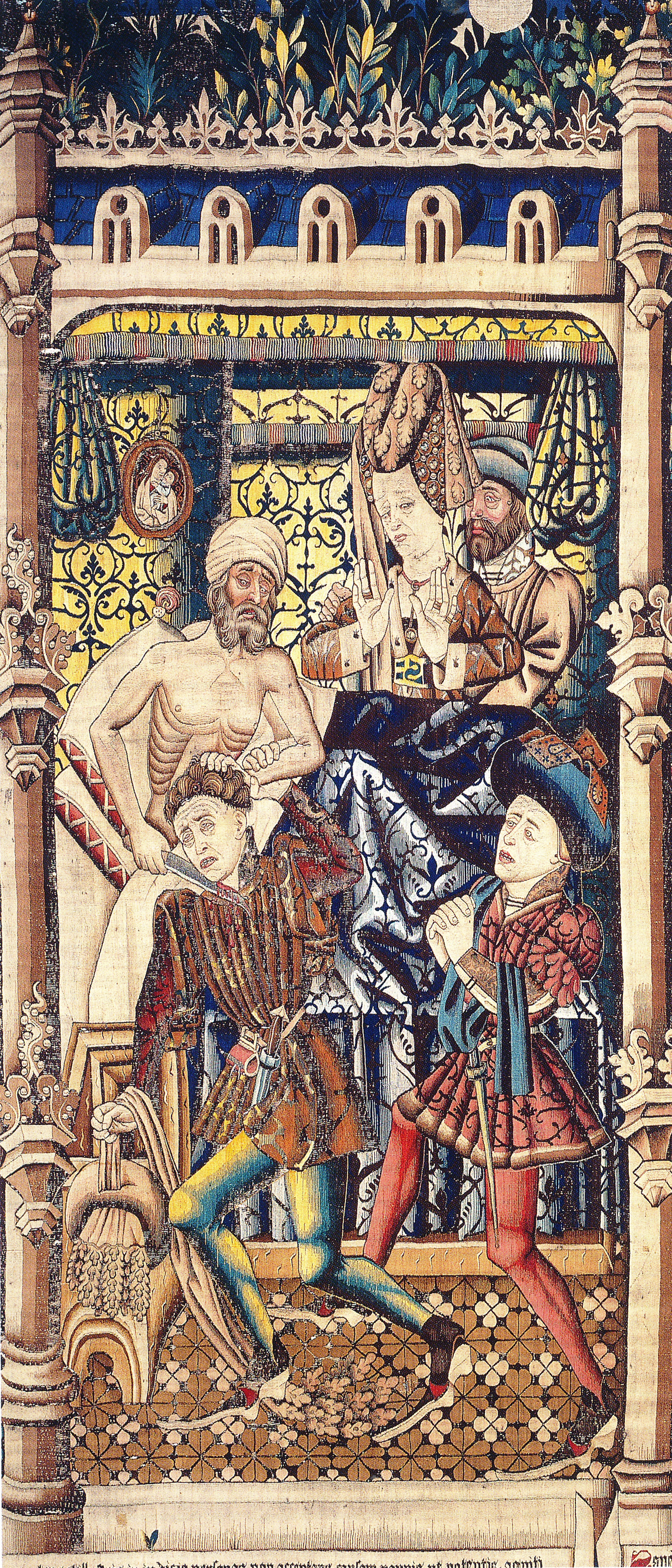
Herkenbald, échevin de Bruxelles, égorge son neveu, tapisserie d'après Rogier van der Weyden.

  - Herkenbald, échevin patricien vivant vers 1020.
- Famille de Herckenrode (D'or, à la croix d'azur, chargée de 9 vairs d'argent ; 1 en cœur et 8 les pointes vers les extrémités de la croix).
  - Herckenrode (de), Pierre, seigneur de la baronnie de Roost, fut bourgmestre de Louvain, et avait été admis du chef des Huldenbergh et Rommerswael le 13 juin 1715 au lignage Sweerts.
  - Herckenrode (de), Charles-Alexandre-Michel, I.U.L., erffvocht de Raetshoeve, seigneur de ten Dale, fils de Geeraert de Herckenrode et de dame Anna Christina Corselius, et frère de Pierre de Herckenrode ci-avant admis au lignage en 1715, avait été admis le 13 juin 1730 au lignage Sweerts.
  - Herckenrode (de), Gérard-François-Xavier, I.U.L., baptisé le 24 mars 1717, fils de Carolus Alexander Michael de Herckenrode admis au lignage en 1730, fut avocat, et avait été admis le 13 juin 1734 au lignage Sweerts.
  - Herckenrode (de), Charles-Laurent-Ermelin, I.U.L., baptisé le 7 mai 1719, fils de Carolus Alexander Michael de Herckenrode, admis au lignage le 13 juin 1730, avait été admis le 13 juin 1743 au lignage Sweerts.
- Famille de Heredia
  - Heredia (de), Messire Pierre-François, fils de Petrus Franciscus de Heredia et de Maria Christina Joanna de Berlaymont, petit-fils de don Pedro de Heredia et de Juliana Henrica Taye, arrière-petit-fils de Gaspar Taye, chevalier, seigneur de Gooik, et de Maria van Etten, arrière-arrière-petit-fils de Jacobus Taye, seigneur de Gooik, admis au Serhuygs dès 1558, et de Juliana Boisot, ce dernier étant le fils de Jacobus Taye, chevalier, seigneur de Wemmel et de Gooik, admis au Serroelofs en 1515, et de Catharina Criekengys, fut échevin de la ville de Bruxelles et avait été admis le 13 juin 1700 au lignage Serroelofs.
- Famille van Herlaer
  - Herlaer (van), Messire Charles, admis le 13 juin 1553 au lignage Serhuyghs.
- Famille van der Hert
  - Hert (van der), Antoine s'y trouvait en 1521 au lignage Steenweeghs.
  - Hert (van der), Antoine s'y trouvait en 1548 au lignage Steenweeghs.
  - Hert (van der), Antoine, fils de messire Anthonis van der Hert, échevin du Steenweeghs en 1521, et de dame Torie van der Tommen, fut échevin de la ville de Bruxelles en 1590, 1594 et 1597, bourgmestre en 1597, fut inhumé en 1603 à Saint-Gudule avec ses deux épouses successives, dame Barbara Quarré morte en 1569 et dame Anna van der Meeren morte en 1593, et avait été élu le 13 juin 1570 à la keuse au lignage Steenweeghs.
  - Hert (van der), Pierre, époux de Maria de Leeuw, laquelle était la fille de maître Jan de Leeuw, procureur au Conseil de Brabant, était le fils de Peeter van der Hert et de dame Heilwigis van der Schout, le petit-fils de maître Willem van der Hert, pour qui il fut vérifié par témoins en 1493 qu'il était né des Lignages du chef de sa mère Maria Lotermans et qui fut admis au Steenweeghs (sed male et falso, dit Jean-Baptiste Houwaert) et fut échevin de la ville de Bruxelles en 1494, 1499, 1504, 1510, 1513 et 1516, et auparavant en 1486 conseiller de la ville (des Nations de Bruxelles) et en 1489 receveur de la ville, et qui avait épousé dame Elisabeth van Zeune, avait été admis en 1574 au lignage Steenweeghs.
  - Hert (van der), Antoine, qui était - selon Houwaert - fils de maître Willem van der Hert (qui fut admis au Steenweeghs) et d'Elisabeth van Zeune, fille de Jan van Zuenen et de Catharina Sweerts, celle-ci fille de Gerelinus de Weert et de Catharina Verneyen, fut échevin de la ville de Bruxelles en 1521, 1524, 1526, 1527, 1529, est mort le 25 janvier 1529/1530, épousa Dorothea van der Thommen, et avait été admis le 13 juin 1518 au lignage Sweerts.
  - Hert (van der), Guillaume se trouvait au lignage en 1494 au lignage Steenweeghs.
- Famille Hertewyck ou Hertewijck
  - Hertewyck, Jean, seigneur de Droogenbosch, etc., fils de Michiel Hertewyck, huit de la Gilde drapière en 1440, et de Joanna de Langhe, petit-fils de Michiel Hertewyck et de dame Yda van Viaenen, arrière-petit-fils de Michiel Hertewyck dont les frères Henrick et Willem Hertewyck furent échevins de la ville de Bruxelles, fut admis le 13 juin 1512 au lignage Serroelofs.
- Famille de Hertoghe (écartelé : I et IV, d'azur, au lion d'or ; II et III d'or, à la fasce d'azur, au sautoir de gueules brochant. Cimier : Deux têtes de chiots d'argent, un chapeau de sable)
  - Hertoghe (de), Egide, issu du lignage en 1387 au lignage Caudenbergh.
  - Hertoghe (de), Guillaume, issu du lignage en 1340 au lignage Caudenbergh.
  - Hertoghe (de), Jean, échevin de Bruxelles du lignage Caudenbergh, épousa en 1395 Lysbeth van der Hellen (non cité par van der Meulen)[120]
  - Hertoghe (de), Louis, frère de Simon qui était présent au lignage en 1475, faisait partie du lignage Sleeus en 1482.
  - Hertoghe (de), Messire Josse-Louis, fils de sieur et maître Renier de Hertoghe, docteur en médecine, et de dame Maria de Facuwez, petit-fils de sieur et maître Jooris de Hertoghe, docteur en médecine, et de dame Françoise van Mockenborg, fille de Nicolaus van Mockenborg et de dame Marguerite de Keysere du chef de laquelle il fut admis, avait été admis le 13 juin 1663 au lignage Steenweeghs
  - Hertoghe (de), Otton, issu du lignage en 1386 au lignage Caudenbergh.
  - Hertoghe (de), Jean, non cité par van der Meulen, était présent en 1497 au lignage Sleeus.
- Famille de Herzelles
  - Herzelles (de), Messire Ferdinand, frère du chancelier Guillaume-Philippe de Herzelles, et fils aîné de Philippe de Herzelles, drossart de Brabant, seigneur de Moensbroeck, avait été admis le 13 juin 1670 au lignage Sleeus.
  - Herzelles (de), Messire Guillaume-Philippe, seigneur du Sart, marquis en 1689, échevin de Bruxelles en 1669, conseiller de Brabant en 1673, chancelier de Brabant en 1690, conseiller d'État en 1690, fut admis du chef de messire Henri de Stradio, seigneur de Malhève, le 7 février 1667 au lignage Sleeus.
  - Herzelles (de), Messire Jean-Baptiste, seigneur de Boisselles, frère de Guillaume-Philippe admis au lignage, fut admis le 13 juin 1669 au lignage Sleeus.
- Famille de Hesdin
  - Hesdin (de), Jacques-Dorothée-Joseph, fils de Martinus De Hesdin et de Catharina Derbaix, fut admis du chef d'Octavius Albertus van Asbroeck, son arrière-grand-père maternel qui avait siégé au lignage, le 13 juin 1768 au lignage Serhuyghs.
- Famille van Heusden (voyez aussi sous le nom Elshout)
  - Heusden (van), dit d'Elshout, Messire Jean-Gérard, seigneur de Blanckenaer, fils de Geraert van Heusden dit Elshout, chevalier, seigneur de Blanckenaer, et de dame Anthoinette van Heusden d'Elshout, laquelle était la sœur de même père et même mère de messire Theodor van Heusden dit Elshout, seigneur de Middelswake, échevin de la ville de Bruxelles, fut admis le 13 juin 1677 au lignage Serhuyghs[121].
- Famille van Heyembeke (ou van Heymbeeck, van Heymbeek, van Heymbeke)[122](de sable à trois étoiles à 5 rais d'argent - deux visibles - au franc-quartier d'or à la fasce d'azur, le chef de celui-ci chargé d'un lion issant de gueules.)
  - Heymbeke (van), Maître François, licencié en Droit, fils de maître Cornelis van Heymbeke, secrétaire de la ville de Bruxelles, et de dame Magdalena van Asbroeck laquelle était la fille de maître Franchois van Asbroeck en son vivant greffier de la Cour féodale souveraine de Brabant et qui fut admis au lignage en 1595, avait été admis le 26 juin 1621 au lignage Serhuyghs.
  - Heyembeke (van), Messire Frédéric-Antoine, fils de Théodore ci-dessous, avait été admis le 13 juin 1668 au lignage Serhuyghs.
  - Heyembeke (van), Rogier, fils de Jan van Heyenbeke et de dame Catharina van de Moirtere, petit-fils d'Henric van Heyenbeke et de Sapientia Coppens, celle-ci fille de Jan Coppens et de dame Aleyt 's Loesen qui était la fille de Godefroid et par laquelle l'ascendance lignagère fut prouvée, fut échevin de la ville de Bruxelles en 1457, épousa Anna van Obbergen, et se trouvait au lignage en 1480 au lignage Serroelofs.
  - Heyembeke (van), Rutger-Théodore, I.U.L., fils de Théodore van Heymbeke ci-après, était né à Bruxelles-St Géry en 1647 et est mort en 1708, épousa en 1674 Marie Reynen, avocat au Conseil de Brabant puis membre du Conseil, fut admis le 13 juin 1666 au lignage Serhuyghs.
  - Heyembeke (van) ou Heymbeke (van), Maître Théodore ou Dierick[123], greffier de la ville de Bruxelles de 1640 à 1649, épouse en 1645 Marie Blaubeen, fille de Jacques Blaubeen, seigneur "van der Elst" et capitaine d'infanterie, et de Barbe van Marselaer, était le frère de François van Heymbeke admis au lignage, et fut admis le 13 juin 1627 au lignage Serhuyghs.
- Famille Ver Heyleweghen (ou Van Heylwegen)
  - Heylwegen (van) ou Heyl(e)weghen (Van), Messire Adrien, échevin et bourgmestre d'Anvers, fils de messire Adriaen van Heylwegen et de dame Isabella de Haudion, petit-fils de Sieur et Maître Louys van Heylwegen, chevalier, conseiller au Conseil de Brabant puis président au Conseil de Flandres, et d'Elisabeth van Ossem, arrière-petit-fils d'Adriaen van Heylwegen conseiller et receveur de Sa Majesté au quartier de Louvain, puis conseiller au Conseil de Brabant, seigneur d'Erps et de Sart, et de dame Margriete van Beringen, fut admis le 28 mai 1599 au lignage Coudenbergh[108].
- Famille Heymans (d'argent au chevron d'azur, accompagné de trois roses de gueules boutonnées d'or et barbées de sinople)
  - Heymans, Sieur et Maître François-Godefroid, J.U.L., frère de même père et même mère de Joannes Henricus et Ignatius Heymans admis au lignage, fut avocat le 25 septembre 1669, et avait été admis le 13 juin 1670 au lignage Sweerts.
  - Heymans, Sieur et Maître Ignace-Adrien-Dominique, I.U.L., frère de Joannes Henricus Heymans admis en 1660, fut avocat au Conseil de Brabant en 1661, conseiller au Conseil de Brabant en 1678, adjoint de l'avocat fiscal en 1685, avocat fiscal en 1686, épousa Joanna Maria Stokmans, mourut en 1691 et fut inhumé aux Dominicains à Bruxelles, et avait été admis le 13 juin 1662 au lignage Sweerts.
  - Heymans, Sieur et Maître Jean, licencié ès-lois, fils d'Adam Heymans, brasseur à Bruxelles, et de Margarita Beydaels, petit-fils de Jan Beydaels et d'Anna van den Putte, celle-ci née des mêmes parents qu'Hendrick van den Putte admis au Sweerts en 1579, fut avocat, épousa Jeanne du Loroy, est mort le 2 juillet 1650, fut inhumé aux Bogards avec son épouse, et avait été admis, à titre personnel et sans conséquence pour les collatéraux, le 13 juin 1641 au lignage Sweerts.
  - Heymans, Jean-Henri, I.U.L., fils de Joannes Heymans, admis à titre personnel en 1641, et de Joanna du Loroy, fut avocat, échevin de la ville de Bruxelles de 1669 à 1671, en 1675, 1677, 1681 et 1690, bourgmestre de 1685 à 1687, trésorier de 1677 à 1684 et en 1688 et 1689, président du Lignage, est mort le 12 juin 1694 et fut inhumé dans le chœur de l'église d'Evere, et avait été admis provisionnellement le 15 novembre 1659 et définitivement le 13 juin 1660 au lignage Sweerts.
  - Heymans, Jean-Ignace, J.U.L., fils légitime de sieur Ignatius Heymans, conseiller fiscal au Conseil souverain de Brabant et qui avait été admis au lignage le 13 juin 1662, fut admis le 13 juin 1691 au lignage Sweerts.
  - Heymans, Théodore-Pierre, I.U.L., frère de Joannes Ignatius Heymans admis au lignage en 1691, mourut en célibat, et avait été admis le 13 juin 1716 au lignage Sweerts.
- Famille Hillair (ou Hilair)
  - Hillair, Jacques[124], fils de François et d'Elisabeth Bieckbergen, petit-fils d'Henricus Bieckbergen et de Barbara van der Boeck, arrière-petit-fils de Peeter van Beckbergen et d'Anna Meganck, est mort célibataire le 16 août 1773, fut inhumé au cimetière N.D. de la Chapelle, ayant fondé une messe quotidienne à l'église Saint-Jean, et avait été admis le 13 juin 1750 au lignage Coudenbergh.
  - Hillair, Nicolas-Antoine, frère du précédent, est mort le 6 août 1769, sans postérité, âgé de 66 ans, et fut inhumé à N.D. de la Chapelle, ayant été admis le 13 juin 1750 au lignage Coudenbergh.
- Famille Hinckaert. 
  - Hinckaert, Jean, seigneur d'Ohain par relief de 1489, écuyer tranchant de l'archiduc Philippe le Beau, fils de Jean Hinckaert, au Lignage en 1480, et de Catherine van der Borcht, épousa Barbe d'Enghien-Kestergate, et avait été admis le 13 juin 1524 au lignage Serroelofs.
  - Hinckaert, le chevalier Jean, seigneur d'Ohain, fils de heer Jan Hinckaert, chevalier, grand-maître de la foresterie et grand-veneur de Brabant, seigneur d'Ohain, vicomte de Tervueren, conseiller de Brabant, mort en 1458, et de dame Gertrudis van Huldenberg, petit-fils de Philippus Hinckaert et de dame Catharina de Dielbeke, arrière-petit-fils de Gerelinus Hinckaert, échevin de la ville de Bruxelles en 1349, et de dame Margarita de Brabant dite van Mechelen qui était la fille d'Henneken van Mechelen, bâtard du duc de Brabant Jean I, fut échevin de la ville de Bruxelles en 1467, 1475, 1476 et 1479, épousa dame Catharina van der Borcht qui était la fille de Geraerd van der Borcht et de Maria de Quaderebbe, et se trouvait au lignage en 1480 au lignage Serroelofs.
  - Hinckaert, Messire Charles, fils de François Hinckaert admis au Serroelofs, arrière-petit-fils d'Hélène de Bernage fille de Jean, chevalier, seigneur de Perck, fut échevin de Bruxelles en 1587 et avait été admis le 13 juin 1586 au lignage Sleeus.
  - Hinckaert, Messire François, chevalier, seigneur de Lille et de Ter-Brugghe, fils de Philip Hinckaert, admis au lignage en 1514, et de Hadewige van Oss, épousa Joanna Schoof, dame de ter Bruggen, et se trouvait le 13 juin 1546 au lignage Serroelofs.
  - Hinckaert, Messire Jean, chevalier, seigneur de Corbais, fils de Jan Hinckaert, seigneur d'Ohain qui avait été admis au Lignage en 1524, et de dame Barbara d'Enghien-Kestergate, épousa Charlotte d'Ailly dite de Sains, et avait été admis le 13 juin 1542 au lignage Serroelofs.
  - Hinckaert, Philippe, chevalier, seigneur de Lille, fils de Philips Hinckaert, chevalier, seigneur de Lille et de Steenockerzeel, maître d'hôtel de Philippe le Beau, puis conseiller au Conseil de Brabant, et d'Hélène van Bernage, qui était la fille de Jan van Bernage, chevalier, seigneur de Perk, échevin de la ville de Bruxelles, amman de Bruxelles, et d'Hélène d'Enghien-Kestergat, celle-ci fille de Jehan d'Enghien et de Marie de Mol, fut échevin de la ville de Bruxelles en 1527, épousa dame Hadewige van Os qui était la sœur de Willem van Os, bourgmestre de Bois-le-Duc, et avait été admis le 13 juin 1514 au lignage Serroelofs.
- Famille Hody
  - Hody, au lignage Steenweeghs.
- Famille de Hoefnagle (ou Hoefnagel) (d'azur au chevron d'argent accompagné en chef de 2 coquilles et en pointe d'un clou, le tout d'argent ; au chef d'or à l'aigle de sable)
  - Hoefnagle (de), messire Augustin-Charles-Joseph, seigneur de Schutbourg, fils de messire Alexander Josephus de Hoefnagle et de Maria Josepha Clara d'Huijlenbroeck, lequel Alexander Josephus de Hoefnagle était le fils de messire Charles Balthazar de Hoefnagle et de dame Joanna Martiny qui était la fille de messire Philippus Eugenius Martiny et de dame Maria van Gindertaelen, lequel Philippus Eugenius Martiny avait été admis au lignage du chef de son père messire Willem Martiny, avait été admis le 13 juin 1771 au lignage Sweerts.
- Famille van der Hoffstadt
  - Hoffstadt (van der), Messire Guillaume, serait le fils de Guillaume van der Hoffstadt et de Marie Pinnock, aurait épousé Anna van Dongelberghe, aurait été conseiller des Lignages de Louvain en 1584, et avait été admis le 13 juin 1571 au lignage Serroelofs.
- Famille Hofmans (ou Hoffman, Hoffmann)
  - Hofmans, Messire Jean Nicolas, seigneur d'Obbergem, Glymes, etc., fils de Nicolas Hoffman admis en 1611 et d'Anna de Croeser, avait été admis le 13 juin 1636 au lignage Sweerts.
  - Hofmans, Messire Nicolas, fils de Philippe Hoffman, seigneur d'Opdorp, et d'Anna Boonaert, petit-fils de Nicolas Boonaert, barbier-chirurgien de l'Empereur puis bailli de Zierikzee, et d'Anna van Wesele qui était la fille d'André Wytinck dit van Wesele, apothicaire de l'Empereur, et de Lisbette Crabbe, la petite-fille de Jacob Crabbe, conseiller de la ville de Bruxelles, et de Catherine Sweerts, celle-ci fille de Willem Sweerts, brasseur, et de Marie de Prins, épousa Anna de Croeser, mourut en juillet 1617, et avait été admis le 13 juin 1611 au lignage Sweerts.
- Famille de Hont
  - Hont (de), Antoine, fils de Felix de Hont, admis au lignage, et de Margriete Absoloens, fut échevin de la ville de Bruxelles en 1492, épousa Margarita van Emmichoven, et fut mentionné comme étant présent le 13 juin 1484 au lignage Sweerts.
  - Hont (de), dit de Battenborch, Maître Félix, conseiller et maître de la Chambre des Comptes en Brabant, selon Jean-Baptiste Houwaert, fils de Gillis de Hont et de Cathelyne sKegels laquelle était la fille du chevalier Jan de Kegel qui avait été échevin du Sweerts en 1393, et de Catharina van der Bruggen, épousa Margriete Absoloens, et fut noté comme étant absent le 13 juin 1480 du lignage Sweerts.
- Famille van Horenbeke
  - Horenbeke (van), Messire Charles-Amand, frère de même père et même mère de messire Jean-Florimond van Horenbeke ci-après, et fils de messire Jean-Baptiste van Horenbeke, chevalier, se trouvait en 1696 au lignage Steenweeghs.
  - Horenbeke (van), Messire François-Ange, frère de Carolus Amandus van Horenbeke et de Jan Florimond van Horenbeke, avait également siégé au lignage avant le bombardement de 1695 et se trouvait en 1703 au lignage Steenweeghs.
  - Horenbeke (van), Messire Jean-Florimond, fils de messire Jean-Baptiste van Horenbeke ci-après, chevalier, admis au lignage, et de dame Clara de Doncker, avait été admis au lignage avant 1695 du chef des de Keyser, et se trouvait en 1703 au lignage Steenweeghs.
  - Horenbeke (van), Messire le chevalier Jean-Baptiste, seigneur d'Alsingen, fils de messire Franciscus van Horenbeke, seigneur d'Alsinghen, et de dame Clara van Vossum, petit-fils de Gillis van Horenbeke et de Maria van Essche, arrière-petit-fils de Livinus van Horenbeke et de Jacqueline Jacobs, lequel Livinus descendait d'Adam de Keyser et de Margarita van Nieuwenhove née des Lignages, fut conseiller et receveur général des domaines de Sa Majesté au quartier d'Anvers, et avait été admis le 13 juin 169... au lignage Steenweeghs.
  - Horenbeke (van), Messire Philippe-Charles-Albert, fils de Jean-Florimond van Horenbeke, admis au lignage, et de dame Louise Baillancour, était né à Bruxelles, paroisse de la Chapelle le 4 juillet 1705, épousa en 1730 Isabelle Rose Lippens, dont il n'eut qu'une fille, fut capitaine de la garde bourgeoise pour le quartier de la Cour de 1747 à sa mort en 1752, et avait été admis le 18 juin 1730 au lignage Steenweeghs.
- Famille van Horne
  - Horne (van), Jacques-François, admis en 1670 au lignage Serhuyghs.
  - Horne (van), Sieur et Maître Jacques-François, J.U.L., né le 4 mai 1645, fils de sieur et maître Lucas van Horne, J.U.L. et avocat au Conseil de Brabant, et d'Anna Maria Vits laquelle était la fille de Charles Vits, commissaire au service de Sa Majesté, admis au Sweerts en 1602, et de Joanna de Galiot, fut prêtre de la congrégation de l'Oratoire, et avait été admis, nonobstante quod mea contradictione dit Jean-Baptiste Houwaert, le 13 juin 1670 au lignage Sweerts.
- Famille de Hose
  - Hose (de), Michael Joannes, fils d'Adrianus de Hose et de Joanna Broeckman, petit-fils de Joannes Broeckman et de Magdalena Crockaert, arrière-petit-fils d'Henricus Broeckman et d'Angelina van Blitterswijck, laquelle était la fille de Jan van Blitterswijck et de Martina Vierpont, la petite-fille de Michael van Blitterswijck et d'Elisabeth Bruloot, l'arrière-petite-fille de Jan van Blitterswijck, seigneur de Laeken, reçu au Roodenbeke en 1582, et d'Anna alias Catharina de Smeth, et avait été admis en 1709 au Roodenbeke.
- Famille van Houbracken
  - Houbracken (van), Sieur et Maître Philippe, admis en 1578 au Roodenbeke.
- Famille van Houwaert[125] (d'or, à la fasce d'azur, chargée d'un écu parti émanché d'argent et de gueules, accompagnée en chef d'un lion naissant du dernier, mouvant du bord supérieur de la fasce)
  - Houwaert (de ou van), Jacques, fils de Gillis Houwaert et d'Elisabeth t'Servrancx laquelle était la fille de Jan et d'Elisabeth Boote, petit-fils de Balthazar Houwaert et de Margareta de Nethen, arrière-petit-fils de Josse Houwaert et de Margarita Rollibuc, fut échevin de la ville de Bruxelles en 1481, 1487, 1489, 1594, 1501, 1509, 1512, 1513 et 1516, bourgmestre en 1500, huit de la Gilde drapière en 1493, portait les armes du Sweerts au milieu de son blason, se trouvait le 13 juin 1480 au lignage Sweerts.
  - Houwaert (de ou van), Jean-Baptiste, fils de Jan Houwaert et de Catharina Sluwaerts, petit-fils de Jan Houwaert qui était écuyer et frère de Jacobus Houwaert siégeant au lignage Sweerts en 1480, et d'Anna van Rode, est né en 1533 à Bruxelles et est mort dans sa ville natale le 11 mars 1599, épousa Catharina van Coudenberghe, fut conseiller et maître ordinaire de la Chambre des comptes du Duché de Brabant et un poète et dramaturge humaniste de langue néerlandaise et avait été admis le 27 mars 1578 au Lignage Sweerts. Il habitait à Saint-Josse-ten-Noode dans un manoir entouré d'eau et appelé "Kleyn Venetie" (Petit Venise).Jean-Baptiste Houwaert, le célèbre humaniste et poète bruxellois de langue néerlandaise, cité en 1580 comme membre du Lignage Sweerts.

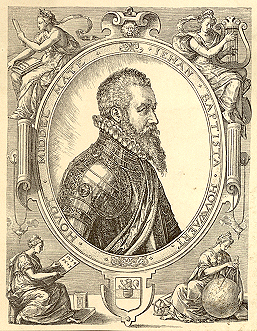
Jean-Baptiste Houwaert, le célèbre humaniste et poète bruxellois de langue néerlandaise, cité en 1580 comme membre du Lignage Sweerts.

  - Houwaert, Jean-Baptiste, fils de Jan Baptist Houwaert, admis au lignage en 1578, et de Catharina van Coudenbergh, fut échevin de la ville de Bruxelles en 1624, 1626, 1627, 1630 et 1632, doyen de la Gilde drapière en 1623, huit en 1626 et 1627, épousa Sara Hellincx, et avait été admis le 13 juin 1594 au lignage Sweerts.
  - Houwaert (de ou van), Sieur et Maître Jean-Baptiste, J.U.L., baptisé à Bruxelles (Sainte-Gudule) le 17 février 1596, fils de Jan Baptist Houwaert, admis en 1594, et de Sara Hellincx, fut avocat en 1619, mayeur du Pays de Merchtem et assesseur des bandes d'ordonnance, doyen de la Gilde drapière en 1623, huit en 1626 et 1627, épousa Catharina de Fort, est mort en 1641, et avait été admis le 13 juin 1619 au lignage Sweerts.
  - Houwaert (de ou van), Jean-Baptiste, le généalogiste amateur qui avait réuni sur les familles de Bruxelles une énorme documentation, était le fils de Jean Baptiste Houwaert, admis en 1619, et de Catherine de Fort, fut échevin de la ville de Bruxelles en 1669, 1676 et 1677, et à la Saint-Laurent de cette année-là, il devint secrétaire de la ville, et fut comme tel greffier du lignage de Roodenbeke, épousa Marguerite Catherine Pierre de Bouteville, mourut le 19 octobre 1688 et avait été admis le 13 juin 1663 au lignage Sweerts.
  - Houwaert (de ou van), Messire Jean-Baptiste, fils de Raphaël Houwaert ci-dessous admis au lignage, fut capitaine de la Garde bourgeoise, est mort le 30 décembre 1653 et fut inhumé aux Chartreux à Bruxelles, épousa Joanna van de Velde dont il eut deux enfants sans postérité, et avait été admis le 17 octobre 1630 au lignage Sweerts.
  - Houwaert (de ou van), Palamède, chevalier, frère de Jan Baptiste Houwaert admis au lignage, est mort célibataire, et avait été admis le 13 juin 1626 au lignage Sweerts.
  - Houwaert (de ou van), Raphaël, fils de messire Jan Baptiste Houwaert admis en 1578, fut assesseur de la Chambre des Tonlieux de Bruxelles et échevin de Leeuw-Saint-Pierre, épousa Eléonora van den Hecke, et avait été admis le 13 juin 1602 au lignage Sweerts.
- Famille Hugo
  - Hugo, Jean Jacques, époux de Christina Benedicta Joanna van Eesbeeck dit van der Haeghen, fils de Jacobus Hugo admis au Roodenbeke en 1667 et de Catharina Theresia Hiolle, petit-fils Stephanus Hugo et de Marie de Raveschot, fut admis en 1701 au Roodenbeke.
  - Hugo, David Engelbertus, époux d'Anne Marie Tax, fils de Stephanus Hugo et de Marie de Raveschot, elle-même fille d'Ingelbertus de Raveschot admis au Lignage Roodenbeke en 1598 et d'Elisabeth van Wachelgem, fut admis en 1657 au Roodenbeke.
  - Hugo, François, époux de Petronilla Josepha Benedicta Clément, fils de Joannes Jacobus Hugo et de Christina Benedicta Joanna van Eesbeeck dit van der Haeghen, fut lieutenant dans la compagnie du drossart de Brabant et avait été admis en 1767 au Roodenbeke.
  - Hugo, Jacques, époux de Catharina Theresia Hiolle, fils de Stephanus Hugo et de Marie de Raveschot, avait été admis en 1667 au Roodenbeke.
  - Hugo, Jean, fils de David Engelbertus Hugo, admis au Roodenbeke en 1657 et d'Anne Marie Tax, fut admis en 1710 au Roodenbeke.
- Famille Hujoel
  - Hujoel, Adolphe, admis le 12 juin 1568 au Roodenbeke.
  - Hujoel, Maître Luc (ou Lucas), fils de Lucas Hujoel, I.U.L., avocat au Conseil de Brabant, et d'Anna van der Luyten, petit-fils de Matheus Hujoel et de Christina van der Voort, arrière-petit-fils de Jacobus Hujoel, secrétaire et greffier du Conseil de Brabant, et de Maria Stoops, ce dernier étant un descendant de Margareta Oemen dont le frère Roelof siégea au Coudenbergh, fut échevin en 1591 et 1592, avocat, est mort en novembre 1592, et fut admis le 13 juin 1590 au lignage Coudenbergh[108].
  - Hujoel, Messire Jean, sous-amman de 1621 à 1634, fils de messire Jean ci-après, admis le 13 juin 1609 au lignage Sleeus.
  - Hujoel, Messire Jean, lieutenant de l'amman, admis le 14 juin 1591 au lignage Sleeus.
- Famille Hulin
  - Hulin, Ferdinand, admis le 28 novembre 1748 au lignage Serhuyghs. Hulin, Ferdinand fut déclaré être admissible au lignage en 1730 au lignage Sleeus.
- Famille van Hullegaerden
  - Hullegaerden (van), Francois-Hyacinthe, drossard de Beersel, mort sans postérité, noyé par accident dans le canal de Willebroeck en 1770, fils de François van Hullegaerden, avocat au Conseil de Brabant, et de Claire-Catherine Goethals, petit-fils de Paulus van Hullegaerden et de Margarita Ryckaerts, arrière-petit-fils de Peeter van Hullegaerden et de Joanna Stevens, fut admis le 13 juin 1751 au lignage Coudenbergh[108].
- Famille de Hulster(e) (d'azur, à la bande d'or, cotoyée en chef d'un lapin courant de même, et, en pointe, d'un chien d'argent courant la tête en bas[126])
  - Hulster(e) (de), Laurent Marie, doyen de la corporation des marchands de vin (Wijntaverniers ambacht) en 1766[127], fils de Joannes de Hulstere et de Maria Foppens, petit-fils de Laurentius de Hulstere, maître du métier des marchands de vins (meester wijntavernier), négociant en vins[128] (coopman van wijnen), conseiller de la ville de Bruxelles, qui avait acquis le 12 septembre 1701, l'Hof te Wilder à Humbeek[129], mort le 4 octobre 1718 et enterré dans l'église de Saint-Géry, et de Maria Broeckman, laquelle était la fille de Joannes Broeckman et de Magdalena Crockaert et la petite-fille de Henricus Broeckman et d'Angelina van Blitterswijck, qui elle-même était l'arrière-petite-fille de Jan van Blitterswijck, seigneur de Laeken et reçu au Roodenbeke en 1582. Laurent Marie de Hulster(e) fut déclaré admissible en 1769 au Roodenbeke.
  - Hulstere (de), Michel Joseph, official des États de Brabant au Bureau des vins, frère germain de Laurentius Maria de Hulstere cité ci-avant, fut admis en 1769 au Roodenbeke.
  - Hulstere (de), Romuald Donat, frère germain de Laurentius Maria et de Michael Josephus de Hulstere mentionnés ci-avant, fut admis en 1769 au Roodenbeke.
- Famille Huys (d'or à trois bandes d'azur, au chef d'argent chargé de trois têtes de coq arrachées de gueules, crêtées et barbées d'azur)
  - Huys, Jean-Joseph, seigneur de Thy, Hattain, etc., fils de Joannes Huys et de dame Barbara le Febure qui était la sœur d'Henricus le Febure admis en 1679, épousa en premières noces Maria Elisabeth Geeraerts puis convola avec Isabella le Poivre, fut capitaine au régiment de Maldeghem, et retiré du service, habita le château de Thy dans la seigneurie de Thy dans le Brabant wallon qu'il avait achetée au baron de Reusschenburg en 1706, et avait été admis le 11 juin 1707 au lignage Sweerts.
  - Huys, Jean-Joseph, seigneur de Thy, Hattain et Bois-Saint-Jean, I.U.L., né à Bruxelles le 27 mai 1707 et y décédé le 3 septembre 1780, avocat au Conseil de Brabant, fils de Jean-Joseph Huys, capitaine au régiment de Maldeghem, admis au lignage en 1707, épousa Marie-Thérèse du Chesne laquelle était la nièce du chancelier de Brabant Philippe-Clériade du Chesne, et avait été admis le 13 juin 1737 au lignage Sweerts[130].
  - Huys, Philippe-Clériade-Joseph, seigneur de Thy et seigneur d'Hattin, créé baron le 25 mai 1792, admis le 13 juin 1767 au lignage Sweerts, baptisé à Bruxelles le 2 mai 1747 et décédé à Bruxelles le 27 janvier 1830, fils de Joannes Josephus Huys, seigneur de Thy, siégeant au lignage, et de dame Maria Theresia Duchesne. Après la fin de l'Ancien régime il continua sa carrière d'édile et fit partie du département électoral du département de la Dyle dès l'an XI et devint le 5 brumaire an XII (27 octobre 1804) conseiller municipal de Bruxelles, il siégea jusqu'à la fin de l'Empire. Lors du royaume uni des Pays-Bas il fut maintenu dans ses fonctions par Guillaume Ier. Il avait épousé à Bruxelles (Finistère) le 10 avril 1782, Anne-Marie de Jonghe (1751-1835), fille de Jean-Charles de Jonghe et de Marie-Catherine Orts. Philippe Huys possédait le château de Thy comprenant 250 hectares de terres, il figurait dans la liste des grands notables du département de la Dyle[131].
  - Huys, Jean-Marie-Joseph, seigneur de Bois-Saint-Jean, Thy, Hattain, né à Bruxelles le 6 août 1748, et mort célibataire le 19 décembre 1822, I.U.L., fils de Joannes Josephus Huys, seigneur de Thy, siégeant au lignage, et de dame Maria Theresia Duchesne, fut avocat au Conseil de Brabant et huit de la Gilde drapière, juge au tribunal de 1re instance de Bruxelles établi par Joseph II, conseiller au Conseil de Brabant en 1788 puis conseiller privé de l'Empereur et conseiller honoraire à la Chambre des comptes, et avait été admis le 13 juin 1767 au lignage Sweerts.
- Famille Huysman
  - Huysman, Charles-Joseph-Michel-Ghislain, fils de Sebastianus Anthonius Huysman, siégeant au lignage, et de dame Maria Anna Carolina Theresia de Kempis, et avait été admis le 1er juin 1765 au lignage Sweerts.
  - Huysman, Chrétien-Henri-Joseph-Ghislain, seigneur d'Annecroix, fils de Sebastianus Anthonius Huysman, siégeant au lignage, et de dame Maria Anna Carolina Theresia de Kempis, épousa en 1773 Michelle Maria Jeronima de Pape, et avait été admis le 1er juin 1765 au lignage Sweerts.
  - Huysman, Georges-Jérôme-Sébastien-Ghislain, seigneur de Belle, fils de Sebastianus Anthonius Huysman, siégeant au lignage, et de dame Maria Anna Carolina Theresia de Kempis, avait été admis le 1er juin 1765 au lignage Sweerts.
  - Huysman, Jacques-Henri, frère de Sebastianus Huysman qui avait été admis en 1681, fut greffier des Finances en 1696, et avait été admis le 13 juin 1685 au lignage Sweerts.
  - Huysman, Jean-Emmanuel-Silvestre, seigneur d'Honzem, fils de Sebastianus Anthonius Huysman, siégeant au lignage, et de dame Maria Anna Carolina Theresia de Kempis, épousa en 1772 Eleonora Josepha Francisca Hyacintha Hannosset, et avait été admis le 1er juin 1765 au lignage Sweerts.
  - Huysman, Léonard-François de Paule-Ghislain, seigneur de Neufcour, fils de Sebastianus Anthonius Huysman, siégeant au lignage, et de dame Maria Anna Carolina Theresia de Kempis, épousa Theresia Josepha de Man d'Hobrugge, et avait été admis le 1er juin 1765 au lignage Sweerts.
  - Huysman, Nicolas-Jean-Joseph, seigneur de la Mothe, fils de Sebastianus Anthonius Huysman, siégeant au lignage, et de dame Maria Anna Carolina Theresia de Kempis, avait été admis le 1er juin 1765 au lignage Sweerts.
  - Huysman, Sébastien, J.U.L., fils d'Henricus Huysmans et de Barbara Josina Clément, petit-fils de Jacobus Clément et d'Anna Tasselon, celle-ci fille de Paulus Tasselon et de Josina Beydaels, petite-fille de Joannes Beydaels et d'Anna vanden Putte qui était la sœur d'Henricus vanden Putte admis au lignage en 1579, fut secrétaire du Conseil Privé, épousa Petronella Broeckmans, et avait été admis le 18 août 1681 au lignage Sweerts.
  - Huysman, Sébastien-Antoine, époux de Maria Anna Carolina de Kempis, fils de Sebastianus Huysman, en son vivant secrétaire du Conseil privé de Sa Majesté, admis au lignage, est mort en 1767 et avait été admis le 13 juin 1729 au lignage Sweerts.
  - Huysman, Henri-Joseph, I.U.L., né à Bruxelles le 11 juin 1694, fils de Sébastien Huysman admis au lignage, et de Pétronille Broeckman, fut greffier du Conseil des Finances, épousa Maria Jéronima van Caverson, mourut sans postérité le 26 janvier 1721, et avait été admis le 4 juillet 1716 au lignage Sweerts.

## I
- Famille van Impde
  - Impde (van) dit van Wemmele, Egide-Pierre, seigneur de la seigneurie Laethove dite die Moorsrolle, fils de Gillis van Impde dit van Wemmele et de Maria van den Hove, petit-fils de Peeter van Impde dit van Wemmele et de Marie Mortgat, et cousin de David Mortgat admis au lignage, fut admis le 13 juin 1749 au lignage Steenweeghs.
  - Impde (van) dit van Wemmele, Jacques-Pierre, greffier de la paroisse de Buggenhout au pays de Grimbergen, frère d'Egide-Pierre ci-avant, fut admis le 13 juin 1749 au lignage Steenweeghs
- Famille van Ingelant (d'argent au sautoir de gueules; sur le tout un écu d'or au cheval cabré de gueules)
  - Ingelant (van), Maître Guillaume, fut admis le 13 juin 1532 au lignage Serhuyghs.
  - Ingelant (van), Jean, admis au lignage en 1527 au lignage Serhuyghs.
  - Ingelant (van), Maître Guillaume, admis en 1540 au lignage Serhuyghs.

## J
- Famille Jacobs (d'azur à 3 coquilles de Saint-Jacques d'or posées 2 et 1) (Voir : Jean Jacobs, orfèvre.)
  - Jacobs, Henri, époux d'Isabella Constantia Hechts, était le fils de Petrus Jacobs et de Clara van Doorne, laquelle était la fille de Joannes van Doorne et de Cecilia le Mire, la petite-fille de Jan van Doorne et de Margarita de Wansijn, et l'arrière-petite-fille de Simon van Doorne et d'Elisabeth Goossens, laquelle était la fille de Gabriel Goossens et d'Elisabeth van Coudenbergh, elle-même fille de Bartholomeus van Coudenbergh et d'Anna van Crieckengeijs, la petite-fille de Jan van Coudenbergh et de Cathelyne van Pynbroeck dit van Halle, l'arrière-petite-fille de Jan van Coudenbergh et de Margarita Clutinckx, celle-ci fille de Jan Clutinckx qui fut échevin de Bruxelles en 1407 et en 1414 et qui avait épousé Margarita van den Spiegele, et petite-fille de Jan Clutinckx qui était au Roodenbeke en 1376, et avait été admis en 1696 au Roodenbeke.
  - Jacobs, Messire François-Hyacinthe, I.U.L., fut échevin de la ville de Bruxelles en 1708 et avait été admis le 13 juin 1695 au lignage Serhuyghs.
  - Jacobs, Messire Henri-Théodore-Jean, échevin de Bruxelles en de 1753 à 1755, conseiller au Grand Conseil à Malines en 1756, époux d'A. J. van den Corput, fils de Carolus Franciscus Henricus Jacobs et de Joanna Dymphna Cleijmans, petit-fils d'Henricus Jacobs, admis au Roodenbeke en 1696 et mentionné ci-avant, et d'Isabella Constantia Hechts, avait été admis en 1749 au Roodenbeke.
  - Jacobs, Michel-Hyacinthe, fils d'Henricus Jacobs, admis au Roodenbeke en 1696, et d'Isabella Constantia Hechts, avait été admis en 1699 au Roodenbeke.
  - Jacops, Sieur et Maître Henri, admis le 13 juin 1697 au Roodenbeke.
- Famille Jaerens ou Jarens (d'argent à la bande bretessée et contre bretessée de gueules[132])
  - Jaerens, André-François-Joseph, I.U.L., fils d'André-François Jaerens et de dame Caroline-Jeanne van der Leenen, fut avocat du Conseil souverain de Brabant, "huit" de la Gilde drapière, mambour de Saint-Eloy, et avait été admis du chef de son grand-père maternel admis au lignage, le 13 juin 1731 au lignage Serhuyghs.
  - Jaerens, Bartholomé-Joseph, fils d'Andreas Franciscus Jaerens et de dame Carolina Johanna van der Leene, fut admis du chef de son grand-père maternel siégeant au lignage, le 13 juin 1738 au lignage Serhuyghs.
  - Jaerens, Joseph-Antoine-Albert, I.U.L., fils d'Andreas Franciscus Jaerens, chevalier, conseiller et premier Roy d'armes des Pays-Bas, et de dame Carolina Joanna van den Leene, avait été admis du chef de son grand-père maternel descendant du lignage, le 21 décembre 1747 au lignage Serhuyghs.
- Famille de Jeger ou de Jegher (de gueules à l'épée d'argent garnie d'or, posée en pal, pointe en bas)
  - Jeger (de), Messire Jean-Charles, fils de Godart de Jegher, descendant de van Stradio, seigneur de Maleves, et des t'Serraets, seigneur d'Aa, fut admis le 12 août 1633 au lignage Serhuyghs. (armes: 1/4 de Jeger; 2/3 de sable à la roue d'argent à 5 rayons)
  - Jeger (de), Messire Wauthier-Michel, frère de Jean-Charles ci-avant, fut admis le 12 août 1633 au lignage Serhuyghs.

- Famille Jocquet

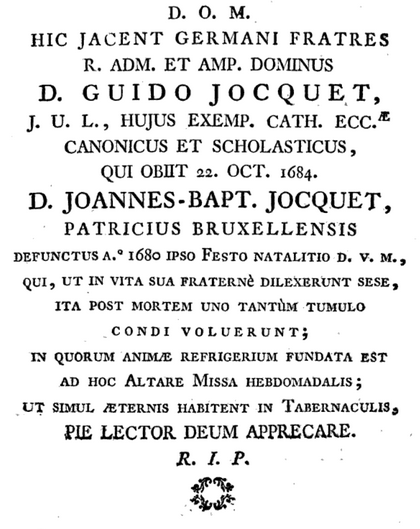
Épitaphe de la tombe du chanoine Gui Jocquet, et de son frère Jean-Baptiste Jocquet, "Patricius Bruxellensis dans la Cathédrale Saint-Bavon de Gand.

  - Jocquet, Messire Guidon, chanoine et écolâtre de la Cathédrale Saint-Bavon de Gand, fils de Joannes Jocquet, docteur en médecine, et de Margarita van Blitterswijck, laquelle était la fille de Guilliam van Blitterswijck et de Josina van den Putte, la petite-fille de Gillis van Blitterswijck né en 1524 et mort en 1621, et de Cathelyne van Habbeke, l'arrière-petite-fille de Guilliam van Blitterswijck, seigneur de Laeken, et d'Elisabeth Cuelens dit van Teutenberg, et l'arrière-arrière-petite-fille de Guilliam van Blitterswijck, échevin de Bruxelles en 1489 et bourgmestre en 1495, et de Margarita Huijbrechts, avait été admis en 1634 au Roodenbeke.
  - Jocquet, Messire Jean-Baptiste, frère germain de Guido Jocquet ci-avant, avait été admis le 13 août 1636 au Roodenbeke.
- Famille Jonckbouwens ou Joncbouens (écartelé 1/4 d'argent à 3 pavots de sinople; 2/3 d'or à la bande de sable chargée de 3 maillets d'argent posés dans le sens de la bande, accompagnés au franc-quartier senestre d'un écu Serhuyghs. Sur le tout un écu d'azur au sautoir engrelé d'or, au chef de... à 3 croissants de... rangés en fasce)
  - Jonckbouwens, Maître Henri, licencié en Droit et avocat au Conseil de Brabant, fils de maître Peeter Jonckbouwens et de dame Marina van Oudenhage laquelle descendait des Waelems, vanden Heetvelde et van Assche qui furent échevins et trésorier de la ville de Bruxelles, fut admis le 23 décembre 1619 et, après les contestations qui s'étaient élevées sur son admission, fut admis définitivement le 7 décembre 1621 au lignage Serhuyghs.
  - Jonckbouwens, Sieur et Maître Pierre, licencié en Droit, frère de sieur et maître Henri Jonckbouwens admis au lignage, fut admis le 13 juin 1623 au lignage Serhuyghs.
  - Jonckbouens, Maître Marc, frère d'Henri et de Pierre Jonckbouens admis au lignage, fut admis le 13 juin 1624 au lignage Serhuyghs.
- Famille Joris
  - Joris, Sieur et Maître Pierre Joseph, I.U.L., fils de Martinus Joris et d'Isabella Maria de Fraije, petit-fils de Joannes Franciscus de Fraije et d'Isabella Theresia Josepha van der Haert, arrière-petit-fils de Franciscus de Fraije lequel était le fils de Joannes Baptiste admis en 1670, et de Catharina Eugenia de Valzolio, fut apaiseur en 1749, huit de la Gilde drapière en 1762 et 1765, mambour de Saint-Eloi en 1790, avocat en 1766, overmomboir en 1790, épousa Anna Therisa Aerts, fille de Jean Aerts d'Opdorp, et avait été admis le 13 juin 1749 au lignage Serroelofs.
- Famille Juetensone ou Juetensoen
  - Juetensoen, Jan, fils de Jan Juetensone, échevin du Serroelofs en 1422 et 1429, et de dame Catharina t'Serstevens, épousa dame Joanna Pipenpoy, veuve de Dieric de Mol, et était présent le 13 juin 1481 au lignage Serroelofs.

## K
- Famille de Keg(h)el(e) : (de gueules à trois quilles d'argent) [134],[135]
  - Kegel (de), Henri, admis en 1376 au lignage Sweerts, époux d'Elisabeth Starckx alias sCockx.
  - Kegel (de), Henri, cité en 1376 dans le lignage Sweerts, fait relief du fief de Ternat en 1410, époux de Catherine Pipenpoy.
  - Keghel (de), messire Jean, chevalier, cité en 1375 dans le lignage Sweerts, échevin de Bruxelles en 1393, époux de Catherine van der Bruggen.
  - Kegel (de), Henri, cité en 1394 au lignage Sweerts.
  - Kegel (de), Jean, chevalier, cité en 1400 dans le lignage Sweerts, échevin de Bruxelles en 1442-1443.
  - Kegel (de), Gilles, chevalier, cité en 1410 dans le lignage Sweerts, époux de Béatrice Bodevaerts.
  - Kegel (de), Henri, cité en 1414 au lignage Sweerts.
  - Keghel (de), Gilles, dit l’Ancien, échevin de Bruxelles en 1420, époux d'Elisabeth van Stalle.
  - Kegel (de), Henri, qui était, selon Jean-Baptiste Houwaert, le frère de Josse ci-après, fut échevin de la ville de Bruxelles en 1482, épousa Heylewidis van Cotthem et était présent le 13 juin 1480 au lignage Sweerts.
  - Kegel (de), Josse, qui était, selon Jean-Baptiste Houwaert, le fils de Gillis de Kegel et de Beatrix van Wayenberge, le petit-fils d'un autre Gillis de Kegel et de Barbara Clockman, et l'arrière-petit-fils de Gillis de Kegel, échevin du Sweerts en 1420, et d'Elisabeth van Stalle, avait épousé Cathelyne van Droogenbroeck, mourut en 1507, et fut noté comme étant absent le 13 juin 1480 du lignage Sweerts.
  - Kegel (de), Henri, échevin de Bruxelles en 1482, époux de Marguerite van Heelbeke.
  - Kegel (de), Maître Jean, licencié en droit civil et en droit canon, qui serait le frère de Joos et Henrick de Kegel admis au lignage, et époux de Maria van Buysegem dite Buys, fut échevin de Bruxelles en 1486, 1493, 1509 et 1514, et avait été mentionné comme étant présent le 13 juin 1483 au lignage Sweerts.
  - Keghele (de), Jean, échevin de Bruxelles en 1510.
- Famille van der Kelen[136] (de gueules à trois fleurs de lis d'argent accompagnées de 7 billettes d'or, 3 en chef, deux en flanc et deux en pointe)
  - Kelen (van der), Jean, était absent le 13 juin 1528 du lignage Serhuyghs.
- Famille van den Kerckhoven ou van den Kerchove
  - Kerckhoven (van den), Herman, fils de Joannes van de Kerchove et de dame Catharina de Panhedel dite van Oss, petit-fils de Herman van Oss alias de Panhedel, et de dame Elisabeth Hertewyckx, arrière-petit-fils de Joannes Hertewyck et de dame Margareta Godenoys, arrière-arrière-petit-fils de heer Jan Hertewyck, chevalier, et de dame Elisabeth van Coudenberg, épousa dame Maria Happart, fut huit de la Gilde drapière en 1446, avait environ 69 ans en 1483, et était présent le 13 juin 1482 au lignage Serroelofs.
- Famille Keremans (ou Kerreman) (d'or à 3 merlettes de sable)
  - Keremans, Messire Philippe, le 13 juin 1573 au lignage Serhuyghs.
- Famille de Kerpen
  - Kerpen (de), Sieur et Maître Dominique, I.U.L., présent le 13 juin 1696 au lignage Serhuyghs.
- Famille van Kersbeke
  - Kersbeke (van), Seigneur Jean, chevalier, se trouvait au lignage Sweerts en 1457.
- Famille van Kesterbeke
  - Kesterbeke (van), Arnould, se trouvait au lignage Sweerts en 1480.
- Famille de Kestergat (D'argent à trois fleurs de lys de sable, au franc-quartier gironné d'argent et de sable de dix pièces, chaque giron de sable chargé de trois croix recroisettées au pied fiché d’or)
  - Kestergat (de), Hercule d'Enghien ou van Edingen, seigneur de Kestergate, fils de Pierre, admis au lignage en 1506, et de Margriete de Vel, épousa en premières noces Diericke de Roovere, et en secondes noces Agnès van Oss, et avait été admis le 13 juin 1530 au lignage Serroelofs.
  - Kestergat (de), Louis, chevalier, fils de Johan d'Enghien, seigneur de Kestergat, vicomte de Grimbergen, amman de Bruxelles, maître d'hôtel des deux derniers ducs, et de Maria de Mol, petit-fils d'Ywain de Mol, membre du Serroelofs, doyen de la Gilde drapière en 1405, échevin de la ville de Bruxelles en 1407 et de 1421 à 1428, et de Maria van Pede, épousa Marie d'Oisy, héritière de la beerie d'Yssche, et était présent le 13 juin 1483 au lignage Serroelofs.
  - Kestergat (de), Louis, fils de Louis d'Enghien, admis au Lignage en 1483, et de Marie d'Oisy, épousa en premières noces Agnès de Vooght et en secondes noces Marie Sucquet, et avait été admis le 13 juin 1502 au lignage Serroelofs.
  - Kestergat (de), Messire Guillaume d’Enghien dit de Kestergat, fils de Jacques d'Enghien, seigneur de Kestergat et Wambroeck, et de Barbe de Reversé, dame de Novion, Schelle et Niel, petit-fils de Jean-Hercules d'Enghien, admis en 1531, et d'Agnès van Oss, épousa Beatrix Thérèse de Boisschot fille de Ferdinand de Boisschot, chancelier de Brabant, avait été admis le 13 juin 1620 au lignage Serroelofs.
  - Kestergat (de), Messire Louis dit d'Enghien, qui pourrait être le fils de Philippe de Kestergate et de Jeanne Schoonjans et le petit-fils de Loys d'Enghien-Kestergat, avait été admis le 19 mai 1509 au lignage Serroelofs.
  - Kestergat (de) (d'Enghien), Messire Pierre, fils de Louis de Kestergat, admis en 1483, et de Marie d'Oisy, épousa Margriete de Vel ou van de Welde, et était présent le 13 juin 1506 au lignage Serroelofs.
  - Kestergat (de), Pierre, chevalier, frère de même père et même mère de Louis d'Enghien qui avait été admis au Lignage en 1483, épousa Margriete van den Heetvelde, fille de Pierre van den Heetvelde, seigneur de Corbais, échevin, et de Margriete Meerte, dame de Carloo, et était présent le 13 juin 1485 au lignage Serroelofs.
- Famille de Keyser : écartelé : aux 1 et 4, d'azur au chef d'argent chargé de trois maillets de gueules ; aux 2 et 3, de gueules à la fasce d'argent au lion issant de gueules mouvant du milieu de la fasce
  - Keyser (de), Messire Guillaume, dit le Jeune comparut au lignage Steenweeghs et fut admis en 1599, échevin de Bruxelles en 1625, 1628 et 1629. Huit de la Lakengulde en 1621, 1622, 1637 et 1646, maître de la Suprême Charité en 1647. Capitaine en 1624, 1636 et 1639 jusqu'à sa mort. Il avait épousé Léonora Dougodts, fille de Jonker Jan d'Ougod et de Maximiliane Sweerts. Il est le fils de Willem de Keyser, seigneur de Nossegem, ci-après, admis au Steenweeghs.
  - Keysere (de), Messire Guillaume (Willem), seigneur de Nosseghem, fils de Conrad de Keyser, receveur des domaines de Sa Majesté au quartier de Louvain, et de dame Margarita van Heylwegen laquelle était la fille d'Adriaen van Heylwegen, également receveur des domaines de Sa Majesté au quartier de Louvain, et de Marguerite van Beringen, petit-fils d'Henric de Keyser, procureur de la ville de Louvain et d'Agneese ou Christina van der Meeren, celle-ci étant la fille naturelle de Coenraerd van der Meeren qui fut échevin de la ville de Bruxelles en 1464 et 1470, et bourgmestre en 1471, épousa dame Margriete van Hamme qui était la fille de Jeronimus van Hamme, conseiller et maître à la Chambre des comptes de Brabant, fut échevin de la ville de Bruxelles en 1579, et avait comparu en 1578 au lignage Steenweeghs.
- Famille t'Kint[137] (d'argent à la bande ondée de gueules accompagnée de dix billettes du même, cinq en chef posées 3, 2 et cinq en pointes posées 2, 3)
  - Kint (T'), Henri, (1653-1725), seigneur de la Cour Censale de Zeghbroeck, admis au lignage Serhuyghs le 13 juin 1713[138].
  - Kint (T'), Josse, (1682-1761), seigneur de la Queue, échevin de Bruxelles, admis provisionnellement le 14 décembre 1726 au lignage Serhuyghs[139].
  - Kint (T') de Roodenbeke, D'Heer Corneille (1720-1785), époux de Marie Francolet, fils de Franciscus t'Kint et de Joanna Maria t'Kint, laquelle était la fille de Guillielmus t'Kint qui lui-même était le fils de Stephanus t'Kint et Maria van Bossuyt dont des descendants, les cousins de Cornelius, furent admis au lignage en 1746, avait été admis le 13 juin 1747 au lignage Sweerts[140].
  - Kint (T'), François, (1699-1767), curé de Zandbergen, fils de François t'Kint (1672-1742) et d'Anne-Catherine de Backer, petit-fils de Stephanus t'Kint et Maria van Bossuyt, arrière-petit-fils de Bernardus van Bossuyt et de Maria Goubau, arrière-arrière-petit-fils de Guillam Goubau et d'Agnes Eeckhout, lequel Guillam Goubau était le fils d'Anna Matens qui était la petite-fille de Jan van der Balct membre du Sweerts en 1480, fut admis au lignage Sweerts le 13 juin 1746[141].
  - Kint (T'), Henri-Joseph, né en 1707 et mort célibataire en 1789, frère du curé de Santbergen François t'Kint ci-avant, et fils de François (1672-1742) et d'Anne-Catherine de Backer, fut avocat au Conseil de Brabant, greffier de la Chambre des Tonlieux, et avait été admis au lignage Sweerts le 13 juin 1746[142]. Il fut également admis le 17 novembre 1753 au lignage Uyter Liemingen de Louvain[143].
  - Kint (t'), Josse-Laurent, écuyer, né en 1722 et mort en 1781, époux de Barbara Josepha De Vos, frère de Jacobus t'Kint ci-après et fils de Judocus t'Kint et d'Elisabeth de Hulstere, avait été anobli[144] le 23 janvier 1754 et fut admis au lignage Roodenbeke le 13 juin 1769.
  - Kint (t'), Jacques, écuyer, né en 1732 et mort en 1810, époux d'Anna Maria Mosselman, fils de Judocus t'Kint et d'Elisabeth de Hulstere, laquelle était la fille de Laurentius de Hulstere et de Maria Broeckman, elle-même fille de Joannes Broeckman et de Magdalena Crockaert, lequel Joannes était le fils d'Henricus Broeckman et d'Angelina van Blitterswijck qui elle-même était l'arrière-petite-fille de Jan van Blitterswijck qui avait été admis au Roodenbeke en 1582, avait été anobli[145]le 23 janvier 1754 et fut admis le 13 juin 1769 au lignage Roodenbeke.
  - Kint (T'), Joseph, né en 1716, frère du curé de Santbergen François t'Kint ci-dessus, et fils de François (1672-1742) et de Anne-Catherine de Backer, fut prêtre, chanoine à Grammont, et avait été admis au lignage Sweerts le 13 juin 1746[146].
  - Kint (t'), Jean-Baptiste-Joseph, écuyer, né en 1760 et mort en 1823, apaiseur, époux de Theresia van der Schueren, fils de Josse Laurent t'Kint cité ci-avant et Barbe de Vos, fut admis le 13 juin 1786 au lignage Roodenbeke[145].
  - Kint (T’), Arnoud, (1464-1549), épousa le 5 novembre 1486 Marie van Damme, admis au lignage Roodenbeke le 22 août 1489 du chef de sa mère Catherine van der Meeren[147].
  - Kint (T'), Pierre (1495-1562), fils d'Arnoud (1464-1549) et Marie van Damme, admis au lignage Roodenbeke en 1523[148].
  - Kint (T'), Gilles (1491-1545), fils d'Arnoud (1464-1549) et de Marie van Damme, admis au lignage Roodenbeke en 1519[149].
  - Kint (T'), Gilles (mort en 1524), admis au lignage Roodenbeke en 1502 du chef de sa mère Catherine van der Meeren épouse de Jean T'Kint[150].
  - Kint (T'), Jean (mort en 1538), admis au Roodenbeke le 6 février 1505 du chef de sa mère Catherine van der Meeren épouse Jean T'Kint[151].

## L
- Famille de Lados (d'argent à la fasce de gueules chargée d'une frette vivrée d'or)
  - Lados (de), Albert-Joseph-Antoine, seigneur d'Agimont, J.U.L., baptisé à Bruxelles (Sainte-Gudule) le 2 décembre 1742, époux d'Anne Gudule Bultos, fils de messire Isidorus Maria Ladeuze dit de Lados, conseiller au Conseil de Brabant, et d'Angelina Francisca Heubens, petit-fils d'Andreas Ladeuze dit de Lados et de Maria Anna de Baulincourt, arrière-petit-fils de messire Jacobus Theodorus de Baulincourt et de Barbara Adriana Crabbé, arrière-arrière-petit-fils de Ludovicus de Baulincourt et d'Anna van Mons, fut avocat au Conseil de Brabant, huit de la Gilde drapière entre 1761 et 1765, et avait été admis du chef du chevalier Jan van Kersbeke, échevin du Sweerts en 1457 et 1462, le 13 juin 1763 au lignage Sweerts.
- Famille van Laer
  - Laer (van), Jean, fils d'Egidius van Laer et de dame Maria Huys, laquelle était la sœur de sieur Joannes Huys siégeant au lignage, avait été admis le 13 juin 1731 au lignage Sweerts.
- Famille van Laethem (ou van Latem, van Lathem) (d'hermine à la fasce d'azur)
  - Laethem (van), Arnold, admis le 13 juin 1545 au Roodenbeke.
  - Laethem (van), Corneille, admis le 13 juin 1546 au Roodenbeke.
  - Laethem (van), Sieur et Maître François-Martin, I.U.L., avocat du Conseil souverain de Brabant et greffier de la baronie de Dieghem, avait été admis comme descendant de Gillis van Marselaer, frère de même père et même mère d'Adrianus van Marselaer qui fut échevin en 1475, le 13 juin 1782 au lignage Serhuyghs.
  - Laethem (van), Gabriel-Joseph, frère de Joseph ci-après, qui avait été admis en 1726, fut admis le 13 juin 1727 au lignage Serhuyghs.
  - Laethem (van), le chevalier Joseph, fut admis, du chef de Peeter van Winterbeke dont la fille Cathelyne fut mariée à Jan van Latem, le 13 juin 1726 au lignage Serhuyghs.
  - Laethem (van), Messire Charles, seigneur de Court-Saint-Étienne et Bouchout, admis le 13 juin 1589 au Roodenbeke.
- Famille de Lalaing[152] (écartelé: 1/4 de gueules à dix losanges accolées et aboutées d'argent, 3-3-3-1: 2/3, gironné d'argent et d'hermine).
  - Lalaing (de), le chevalier Pierre-Hippolyte, seigneur de la Mouillerie et Nuyenhove, fut admis le 13 juin 1634 au lignage Serhuyghs.
  - Lalaing (de), Messire Charles-Philippe, seigneur d'Ohain, fut admis le 13 juin 1634 au lignage Serhuyghs. (écartelé: 1/4 comme ci-dessus; 2/3 de… à 3 pals de… ; sur le tout un écu de… au lion de… semé de billettes de…)
- Famille Lalleman (ou Lallemand) (d'or à deux lions affrontés de gueules, lampassés de même)[153]
  - Lallemand, Elie, admis en 1631 au lignage Caudenbergh.
  - Lalleman (ou Lallemand), maître Jacques, fils de maître Philippe Lalleman, secrétaire de la ville de Vilvorde, et de Catharina Hujoel, petit-fils de Jacobus Hujoel, secrétaire du Conseil de Brabant, et d'Elisabeth de Bourgogne Herlaer fille de Théodore maire de Vilvorde, épousa Barbara Astenet, fut secrétaire de la ville de Vilvorde, premier clerc de la cour féodale de Brabant, avait été admis le 19 juin 1621 au lignage Coudenbergh[154].
  - Lalleman, Messire Guillaume, fils de maître Jacques Lalleman et de Barbara Astennet, fut huit de la Gilde drapière en 1654, doyen en 1655 et 1656, capitaine de la garde bourgeoise jusqu'en 1663, bachelier en droit, avait été admis le 13 juin 1654 au lignage Coudenbergh[154].
  - Lalleman, Messire Jacques, frère de messire Guillaume ci-avant, fut huit de la Gilde drapière de 1657 à 1664, capitaine de la garde bourgeoise, avait été admis le 13 juin 1654 au lignage Coudenbergh[154].
  - Lalleman, Messire Jean, capitaine de la garde bourgeoise, frère de même père et même mère de maître Jacques Lalleman admis en 1621, fut admis le 19 septembre 1631 au lignage Coudenbergh[154].
  - Lallemand, Messire Jean, fils de messire Jacques Lalleman, admis au lignage en 1654, et de dame Anna Catharina de Rosignole, fut admis le 13 juin 1682 au lignage Coudenbergh.
  - Lalleman, Messire Jean-Philippe, fils de maître Jacques Lalleman, admis au lignage en 1621, et de dame Barbara Astennet, épousa Theresa Blyleven, fut avocat en 1650, conseiller et receveur général de Sa Majesté au quartier de Louvain, avait été admis le 13 juin 1649 au lignage Coudenbergh[154].
- Famille Lamberti dit Lambertini
  - Lamberti dit Lambertini (de), Messire Paul François, fils de Jacobus Guilielmus Lamberti, lieutenant commandant de la compagnie de justice du prévôt général des Pays-Bas et de la cour de Sa Majesté dite de "roode Roede", et de dame Jacoba Bruno Caraccioli, et neveu de messires Leopoldus Carolus Bruno Caraccioli et Joannes Josephus Franciscus Bruno Caraccioli siégeant tous deux au lignage, fut admis le 13 juin 1750 au lignage Steenweeghs.
- Famille de Landre
  - Landre (de), Messire Pierre Alexandre François, fils d'Hubertus Carolus de Landre et de Maria Christina Theresia van Eesbeke dit van der Haghen, petit-fils de Joannes Franciscus van Eesbeke dit van der Haghen, admis au lignage en 1666, et de Judoca Back dite Wayenbergh, fut avocat du Conseil souverain de Brabant, et avait été admis le 13 juin 1774 au lignage Steenweeghs.
- Famille van Langendonck (de sable au sautoir d'argent, au franc-quartier brochant de gueules à la roue à six ou cinq rayons d'argent, ou à la roue d'or[155].)
  - Langendonck (van) Maître Guillaume, admis au lignage Serhuyghs en 1657.
  - Langendonck (van), Remi-Constantin-Joseph, né en 1752, fils de messire Petrus van Langendonck, conseiller du Conseil souverain de Brabant, et de dame Maria Christina de Greve, et petit-fils de sieur et maître Jacobus Henricus de Greve, ancien échevin et secrétaire de la ville de Bruxelles, admis au lignage en 1713, épousa contre le gré de ses parents Marie Thérèse Colon, négociante en coton, mousselines, etc., et plaida ensuite en annulation de mariage, fut avocat du Conseil souverain de Brabant, et avait été admis le 13 juin 1775 au lignage Steenweeghs[156].
  - Langendonck (van), Charles-Jean-Joseph, né en 1753, I.U.L., frère de Rémi-Constantin-Joseph van Langendonck ci-avant, épousa Theresia Angelica de Meester fille de Pierre et de Marie Jeanne Josèphe Mols, fut avocat du Conseil souverain de Brabant ainsi qu'échevin de la ville de Bruxelles, et avait été admis le 13 juin en 1779 au lignage Steenweeghs.
  - Langendonck (van), Pierre-François-Joseph-Antoine, fils de Remigius van Langendonck, conseiller pensionnaire de la ville de Bruxelles, et de dame Maria Theresia Josepha Eleonora van Eesbeeke geseyt vander Haeghen, laquelle était la fille d'Honorius Ignatius van Eesbeeke admis au lignage le 13 juin 1714, fut avocat du Conseil souverain de Brabant, et avait été admis le 13 juin 1773 au lignage Sweerts.
- Famille Lanné (écartelé : aux 1 et 4 de... à trois aiglettes de... ; aux 2 et 3 de... à 3 pattes d'oiseau de proie posées en sautoir, les serres en chef (émaux non indiqués)[157]) 
  - Lanné, François, baptisé à Forest le 12 novembre 1725, fils de Franciscus Lanné, notaire de 1717 à 1758, greffier jusqu'en 1724 puis maire de Forest de 1724 à 1766 et maire de Drogenbos, et de Maria Anna van Cutshem laquelle était la sœur de Petrus van Cutshem admis au lignage Sweerts en même temps que lui et auquel il succéda en juin 1761 comme greffier du Conseil de Brabant après avoir été avocat, avait été admis le 13 juin 1749 au lignage Sweerts.
  - Lanné, Jean-Baptiste, baptisé le 21 décembre 1721 et mort le 29 janvier 1780, frère de François Lanné ci-avant, et neveu de Pierre van Cutshem admis en même temps que lui au lignage Sweerts, fut notaire de 1753 à 1779, maire de Drogenbos, greffier de Forest, de Tourneppe et de la Chambre des Tonlieux de Bruxelles, et avait été admis le 13 juin 1749 au lignage Sweerts.
- Famille L'Archier (ou de Larchier) (d'or au chevron d'azur, accompagné de trois trèfles du même, au chef de sable, chargé d'un lion léopardé du champ, armé et lampassé de gueules)
  - L'Archier, Messire Jean-Baptiste, seigneur de Thildonck, I.U.L., fils de Charles l'Archier, conseiller et maître ordinaire de la Chambre des Comptes, et de dame Maria de Pottere, fille de sieur et maître Pauwel de Pottere, I.U.L., et de dame Maria van der Beken du chef de laquelle il fut admis, épousa Catharina van der Cammen, et avait été admis le 9 août 1645 avec confirmation le 16 décembre de la même année, au lignage Steenweeghs.
  - L'Archier, Messire Philippe, frère de messire Jean-Baptiste ci-avant, épousa Maria Piermans, mourut en 1667 sans postérité, et avait été admis le 13 juin 1648 au lignage Steenweeghs.
- Famille Lasso de la Vega
  - Lasso de la Vega, Messire Charles-Ferdinand, fils de Franciscus Lasso et de Catharina Anna Guiseth, petit-fils de Jean Baptiste Guiseth (ou Guisset), conseiller et maître des comptes en Brabant, admis au lignage Coudenbergh en 1607, et d'Isabella Maes, arrière-petit-fils d'Ambroise Guisset et de Catharina van de Winckele, laquelle était la fille de Jan van de Winckele au Coudenbergh en 1587 et de sa première épouse Catharina de Marquette, avait épousé Emerentiana van Gindertaelen, fut greffier puis secrétaire du Conseil de Brabant, secrétaire du Conseil privé, avait été admis le 13 juin 1670 au lignage Coudenbergh[154].
  - Lasso de la Vega, Messire François-Gabriel-Ferdinand, chevalier, I.U.L., époux de Maria Theresia de Gras, fils de don Carlos Fernandes Lasso, admis en 1670, et d'Emerentiana van Gindertaelen, fut échevin de 1711 à 1719, échevin de la chambre de commerce sous le régime anjouin de 1703 à 1706, avait été admis le 12 juin 1686 au lignage Coudenbergh[154].
- Famille de Launay (écartelé : aux 1 et 4 d'argent à un chevron engrêlé de sable ; aux 2 et 3 d'hermines plein qui est Bretagne[158]). Le faussaire Jean de Launay portait ces armoiries sur un écartelé de Bourgogne et d'Ittre. Divers membres de cette famille portant dans des documents officiels des titres nobiliaires et faisant état de leurs seigneuries ont présenté des dossiers pour leur admission aux Lignages de Bruxelles, dossiers qui ont été approuvés sur titres par les commissaires des Lignages. Les noms qui suivent sont suivis des titulatures et seigneuries dont ils se sont prévalus lors de leurs admissions. Le procès retentissant suivi de la pendaison de Jean de Launay comme faussaire, malgré ses dénégations, incite à la prudence quant aux qualités mentionnées voire quant aux preuves produites. Cela concerne également les dossiers des familles qui ont été admises sur base de dossiers établis par leurs soins comme les familles : Raes, reçue "sed falsissime" comme l'écrit Hauwaert. Selon un témoin à leur procès le roi d'arme Platzaert[159], la généalogie de cette famille s'établirait ainsi :

Généalogie de Launay
I) X. de Launay, eut parmi ses enfants :
1) Pierre de Launay, suit sous II.
2) X. de Launay, imprimeur à Rohanen Bretagne.
II) Pierre de Launay, valet d'un marchand de vin, épousa N. veuve dudit marchand. Dont :
III) Pierre de Launay, d'abord laquais du duc d'Aumale, puis official du pagador général de l'armée des Pays-Bas, don Thomas Lopez de Ulloa, épousa Catherine d'Ittre, qui épousa ensuite Rémi Robillard, ancien valet de Jean d'Ittre, décédée le 3 juin 1652, fille bâtarde du seigneur Jean d'Ittre et de Marguerite de Bourgogne, bâtarde. Pierre de Launay et Catherine d'Ittre sont les parents des rois d'armes Pierre-Albert et Jean de Launay.
Membres de la famille de Launay admis aux Lignages
- - Launay (de), Messire Alexandre, fils du chevalier Pierre de Launay, fut admis le 13 juin 1670 au lignage Sleeus (non mentionné par van der Meulen)
  - Launay (de), Messire Pierre-Albert, fils de messire Pierre-Albert et de Louise van Sinnick laquelle était la fille de messire François, fut admis le 13 juin 1666 au lignage Sleeus.
  - Launay (de), Messire Pierre-Albert, époux de Louise van Sinnick, héraut d'armes du duché de Brabant, seigneur de Droissel, père du susdit, fut admis le 19 avril 1667 au lignage Sleeus. Jean et Pierre-Albert de Launay sont les célèbres faussaires[161]. Les rois d'armes Pierre-Albert et Jean de Launay, sont les fils de Pierre de Launay, d'abord laquais du duc d'Aumale, puis official du pagador général de l'armée des Pays-Bas, don Thomas Lopez de Ulloa, et de Catherine d'Ittre, décédée le 3 juin 1652, fille bâtarde du seigneur Jean d'Ittre et d'une certaine Marguerite de Bourgogne dite la lavendière[162], bâtarde, qui épousa ensuite Rémi Robillard, ancien valet de Jean d'Ittre[163].
  - Launay (de), Jean, héraut d'armes du duché de Brabant, se prétendant seigneur de Montigny[164], époux de Marie (de) Broyart, épousée à l'église de la Chapelle le 22 janvier 1647, et frère de Pierre-Albert de Launay, fut admis le 19 avril 1667 au lignage Sleeus. Le faussaire Jean de Launay fut pendu à Tournai le 17 mai 1687[165].
  - Launay (de), Jean-Louis, baptisé le 23 février 1648 en l'église de la Chapelle, fils de Jean de Launay qui avait été pendu, fut admis, du chef d'Henrick t'Serraerts, le 19 avril 1667 au lignage Sleeus.
- Famille van Lauretten (écartelé aux 1 et 4 d'azur à trois roses d'or, au chef d'or à trois roses d'azur rangées en bande; aux 2 et 3 d'or à cinq coquilles de sable, rangées en croix)
  - Lauretten (van), Messire Balthasar, fut échevin de Bruxelles de 1591 à 1595 et de 1622 à 1626, et avait été admis le 13 juin 1588 au lignage Sleeus.
  - Lauretten (van), Messire Gaspard, I.U.L., admis le 13 juin 1611 au lignage Sleeus.
  - Lauretten (van), Messire Pierre, fils de messire Balthasar, admis le 13 juin 1616 au lignage Sleeus.
- Famille van Leefdael ou van Leefdale
  - Leefdael (van), Messire Evrard, I.U.L., fils de messire Everard van Leefdael et de dame Françoise van Eynatten fille de messire Aert van Eynatten, seigneur de Schoohoven, admis au lignage en 1582, et de dame Philipotte van Schore, avait été admis le 13 juin 1629 au lignage Serroelofs.
- Famille van den Leene (ou van der Leenen) (d'argent à la croix ancrée de sable)
  - Leene (van den), Jean, fils de Vroon vanden Leene, greffier d'Evers (?), descendant de Pieter van Windebeke et de Wouter vanden Rozen, avait été admis le 13 juin 1600 au lignage Serhuyghs. (écartelé: 1/4, comme ci-dessus; 2/3 d'argent à cinq losanges aboutées et posées en croix)
  - Leene (van den), Joseph, frère de Jean ci-avant, fut admis le 13 juin 1600 au lignage Serhuyghs.
  - Leene (van den), Joseph, fils de messire Joseph vander Leene, chevalier et premier Roy d'armes de Sa Majesté aux Pays-Bas et en Bourgogne, fut admis le 27 juin 1678[166] au lignage Serhuyghs. (d'argent à la croix ancrée de sable)
  - Leene (van den), Joseph-Marie-Jean, fils de Joseph van den Leenen, premier roy d'armes des présentes provinces, qui fut admis au lignage, et de dame Catherine Françoise Martine van der Horicke, fut admis le 13 juin 1723 au lignage Serhuyghs.
  - Leene (van den), le chevalier Joseph, seigneur de Lodelinsart, fils de Marcel vanden Leene, châtelain etc., fut admis le 13 juin 1655 au lignage Serhuyghs. (écartelé: 1/4, comme ci-dessus; 2/3 d'argent à cinq losanges aboutées et posées en croix)
  - Leene (van den), Marcel, châtelain et haut-bailli de Montaigle dans le comté de Namur, fils du sieur Marcelis vanden Leene, en son vivant archer de Sa Majesté et frère de même père et même mère de Joseph vanden Leene et de Jan vanden Leene en son vivant intendant des Domaines de Sa Majesté à Bois-le-Duc, et qui avaient été admis au lignage, fut admis le 13 juin 1642 au lignage Serhuyghs. (écartelé: 1/4, comme ci-dessus; 2/3 d'argent à cinq losanges aboutées et posées en croix)
  - Leene (van den), Messire Véron, fils de Marcel vander Leene, chevalier, bailli et châtelain de Montaigle, fut admis le 13 juin 1666 au lignage Serhuyghs. (écartelé: 1/4, comme ci-dessus; 2/3 d'argent à cinq losanges aboutées et posées en croix)
- Famille de Leenheer
  - Leenheer (de), Henri-Joseph-Charles, qui aurait été admis, selon Désiré van der Meulen, le 13 juin 1776 au lignage Sleeus. Cependant, il semble bien que ses prétentions aient été refusées par les Lignages, qu'il se pourvut devant le Conseil souverain de Brabant, mais sans succès et qu'il ne fut dès lors jamais admis au Sleeus[167].
- Famille de Leeu (ou de Leeuw) (d'or à trois têtes de chien bracque de gueules).
  - Leeu (de), François-Charles-Joseph, dit "de Moorsel", I.U.L., époux de Maria Theresia Petronella Carolina Jacqueline de Burbure, fils de Franciscus Melchior de Leeu, admis au lignage en 1710, et de dame Maria Francisca Sirejacobs, avait été admis le 13 juin 1744 au lignage Sweerts.
  - Leeu (de) (ou de Leeuw), François-Melchior, fils de Joannes Baptista de Leeuw, J.U.L., trésorier de la ville de Bruxelles, et de dame Margarita Clara van Paffenrode, épousa Maria Francisca Sirejacob[168], fut huit de la Gilde drapière entre 1717 et 1724, doyen en 1725 et 1726, mourut en 1732, et avait été admis le 13 juin 1710 au lignage Sweerts.
  - Leeu (de), Ignace-Marie, fils de Joannes Baptista de Leeu, J.U.L., ancien échevin et trésorier de la ville de Bruxelles, et de dame Marguarita Clara van Paeffenrode, avait été admis le 13 juin 1711 au lignage Sweerts.
  - Leeu (de), Jean-Baptiste, licencié en droits, né à Bruxelles et baptisé à Sainte-Gudule le 7 février 1646, fils de Joannes Baptista de Leeuw, licencié en médecine, et de Maria Victoria de Pape, petit-fils de Jan Baptist de Pape, admis au lignage en 1618, et de Maria Rentiers, fut avocat en 1667, échevin de la ville de Bruxelles en 1681, 1687, 1688, de 1690 à 1693, et en 1707, trésorier de 1694 à 1699 et de 1707 à 1712, échevin de la Chambre de commerce de 1703 à 1706, mort conseiller à la Chambre de commerce le 24 novembre 1720, inhumé aux Minimes, époux de Clara van Paffenrode, et avait été admis le 13 juin 1669 au lignage Sweerts.
  - Leeu (de), Jean-Marie, I.U.L., frère de Frans Melchior admis en 1710, et d'Ignatius Maria admis en 1711, et fils de Jean-Baptiste de Leeu admis au lignage, fut maître de Saint-Eloi, huit de la Gilde drapière, et avait été admis le 13 juin 1718 au lignage Sweerts.
- Famille van Leeuw
  - Leeuw (van), Gilles, fils de Joannes van Leeuw et de Joanna van der Elst, laquelle était la fille de Gabriel van der Elst et de Catharina van Ertbrugghe, fut admis à recevoir gratuitement la bourgeoisie de la ville de Bruxelles, ayant été admis le 21 juin 1723 au Steenweeghs[169] .
  - Leeuw (van), Martin, frère de Gilles ci-avant, fut admis à recevoir gratuitement la bourgeoisie de la ville de Bruxelles, ayant été admis le 21 juin 1723 au lignage Steenweeghs.
- Famille Le Gast
  - Le Gast, Nicolas-Joseph, fils de Florent Le Gast et de Joanna van der Elst, et descendant de Gabriel van der Elst et de Catharina van Ertbrugghe, fut admis gratuitement à la bourgeoisie de la ville de Bruxelles le 13 juin 1763 par le lignage Steenweeghs[170] .
  - Le Gast, André-Joseph, frère de Nicolas-Joseph ci-avant, reçu gratuitement la bourgeoisie de Bruxelles le 13 juin 1780 par le lignage Steenweeghs.
- Famille de Lens
  - Lens (de), François-Augustin, licencié en Droit, fut mambour de Saint-Eloy en 1713, est mort en 1721, et après un procès au Conseil de Brabant en 1697 et 1698, avait été admis le 26 juin 1698, du chef de son "oudt grootvader" maternel Antonius van Ghindertaelen qui fut échevin des Lignages au temps des troubles de 1581 à 1584, au lignage Serhuyghs.
- Famille Leyniers (Parti: au 1 qui est Leyniers, d'argent à un bouc rampant d'argent soutenu d'une terrasse de sinople; au 2, coupé: A. d'argent à trois oiseaux volants d'azur rangés en pal; B. d'or à trois écrevisses de sable, rangées 2 et 1, accompagnées en chef d'un croissant du même.)
  - Leyniers, Daniel Joseph, fils d'Urbain Leyniers et de dame Jeanne-Elisabeth-Josèphe de Bay, époux de Maria t'Kint, fille de Jean-Baptiste et de Joanna Weemaels, fut admis le 13 juin 1787 au lignage Coudenbergh[171].
  - Leyniers, Daniel, maître tapissier, fils d'Urbain et de Maria Platteborse, admis le 13 juin 1769 au lignage Coudenbergh. Il fut admis au lignage après son fils ci-dessous, et donc après avoir cessé son industrie.
  - Leyniers, Urbain, receveur de l'hôpital des saints Michel et Gudule, fils de Daniel Leyniers ci-dessus, maître tapissier, et d'Anna-Catharina-Brigitta van Schoonendonck, petit-fils d'Urbanus Leyniers qui épousa Anne-Marie Platteborse, celle-ci étant la sœur de Jacques Platteborse qui fut admis au lignage Coudenbergh comme descendant des Spyskens. Il fut admis le 13 juin 1752 au lignage Coudenbergh[154][172].
- Famille de Liagre
  - Liagre (de), Charles-Joseph, I.U.L., fils de Franciscus Jacobus De Liagre et de Maria Anna Wouters, fut avocat du Conseil souverain de Brabant, proviseur de Saint-Eloy, et avait été admis du chef de Willem van Engelant par Jeronymus van Caverson, le 13 juin 1777 au lignage Serhuyghs.
  - Liagre (de), Joseph-François, fils de Franciscus Jacobus De Liagre et de Maria Anna Wouters, fut admis, après avoir fourni des lettres de réhabilitation, le 13 juin 1779 au lignage Serhuyghs.
- Famille de Limpens
  - Limpens (de), Messire Gaspard-Joseph-Ferdinand, échevin de Bruxelles de 1765 à 1770, conseiller et procureur général de Brabant, conseiller au Conseil privé et enfin chancelier de Brabant, épousa dame Marie Thérèse Josèphe Lambillot, était le fils de Arnould Wouter de Limpens, membre du Conseil privé, et de Constance Alexandrine Philippine van de Velde, laquelle était la fille de Melchior Leopoldus van de Velde de Melroy, conseiller et trésorier général des États de Brabant à Bruxelles, et de Regina Carolina Isabella de Villegas, elle-même fille de Paulus Melchior de Villegas, baron de Hovorst, reçu au Roodenbeke en 1654, et de Maria Isabella van Ophem, et avait été admis en 1759 au Roodenbeke.
- Famille van Linckebeke[173]
  - Linckebeke (van), Jean, admis le 13 juin 1494 au lignage Sleeus.
- Famille de Lindick
  - Lindick (de), Emmanuel-Joseph, I.U.L., fils de messire Léopold Joseph, seigneur de Steenberge, et de dame Hélène Josèphe van de Vyveren, admis le 13 juin 1775 au lignage Coudenbergh[174].
  - Lindick (de), Messire Charles-Hyacinthe, I.U.L., seigneur de Steenbergen, fils de messire Pierre Albert de Lindick, conseiller à la chambre des comptes, et de Cornelia Catharina de la Biestraete, fut admis le 13 juin 1707 au lignage Coudenbergh[174].
  - Lindick (de), Messire Léopold, seigneur de Steenberghe, époux d'Helena Josepha van de Vyvere, fils de messire Charles Hyacinte de Lindick admis en 1707, est mort en 1793, et avait été admis le 13 juin 1737 au lignage Coudenbergh.
  - Lindick de Steenbergen (de), Messire Léopold Joseph, I.U.L., frère de Charles-Hyacinte ci-avant, fut admis admis avec son frère le 13 juillet 1707 au lignage Coudenbergh[174].
  - Lindick (de), Théodore-Albert, I.U.L., seigneur de Steenbergen, fils de Petrus Albertus de Lindick, conseiller et maître de la chambre des comptes, et de Cornelia Catharina de la Biestraete, admis le 13 juin 1704 au lignage Coudenbergh[154].
- Famille Lintermans
  - Lintermans, Messire David-François, fils de sieur et maître Jan Lintermans, I.U.L. et avocat au Conseil de Brabant, et de dame Marie Danoot, celle-ci fille de Franciscus Danoot et de Philippote Optenberch et petite-fille de maître Jan Optenberch, admis en 1582 et de Maria Peeters, avait été admis le 13 juin 1655 au lignage Steenweeghs.
- Famille Lion (d'azur au lion d'argent armé et lampassé de gueules)
  - Lion, sieur et maître Joseph-Marie, I.U.L., fils de Jean Lion ci-après, fut échevin de 1752 à 1757, huit de la Gilde drapière de 1742 à 1745, avocat au Conseil de Brabant en 1741, ensuite greffier de la ville, est mort célibataire le 26 août 1759 et avait été admis le 13 juin 1741 au lignage Coudenbergh[174].
  - Lion, Sieur et Maître Jean, fils de Petrus Lion, procureur à l'Hôtel de ville de Bruxelles, et de Barbara van der Zype, fille du greffier criminel, petit-fils de Gaspar Lion, natif de France, et de Catharina van den Hecke, arrière-petit-fils de Leonardus van den Hecke et d'Anna van der Doot, arrière-arrière-petit-fils de Leonardus van den Hecke, échevin du Coudenbergh et bourgmestre de Bruxelles, et de Anna van Paffenrode, avait épousé Christina de Brun et fut avocat en 1700, doyen de la Gilde drapière en 1711 et 1712, pensionnaire de la ville de Bruxelles de 1727 à 1749, est mort en 1749, et avait été admis le 13 juin 1694 au lignage Coudenbergh[174].
- Famille de Liser : de sinople, à l'ancre d'argent, accompagnée de 3 losanges de même, 2 en chef et 1 en pointe[175]
  - Liser (de), Arnold Joseph Ferdinand, fils de messire Ferdinandus Henricus de Liser et de dame Henrica Josepha Guilielmina de Liser, et dont l'oncle maternel était Michael Josephus Ignatius de Liser admis au Lignage le 13 juin 1737, épousa Maria Josepha Antonia de Zadaleere uytten Hoven, et avait été admis, dernière admission à ce Lignage, le 30 décembre 1791 au lignage Serroelofs.
  - Liser (de), Michel Joseph Ignace, fils de messire Judocus Ignatius de Liser et de dame Marie Philippine van Hamme qui était la fille de monseigneur Guilliamus baron van Hamme qui avait été admis au lignage en 1660, fut admis le 13 juin 1737 au lignage Serroelofs.

À gauche, Le bourgmestre des lignages Henri-Ferdinand-Joseph de Locquenghien accompagné du magistrat de Bruxelles présente les clefs de la ville au feld-maréchal Bender le 2 décembre 1790.

- Famille de Locquenghien[176] (d’or semé de mouchetures d’hermine de sable ; au lion de sinople, armé et lampassé de gueules)

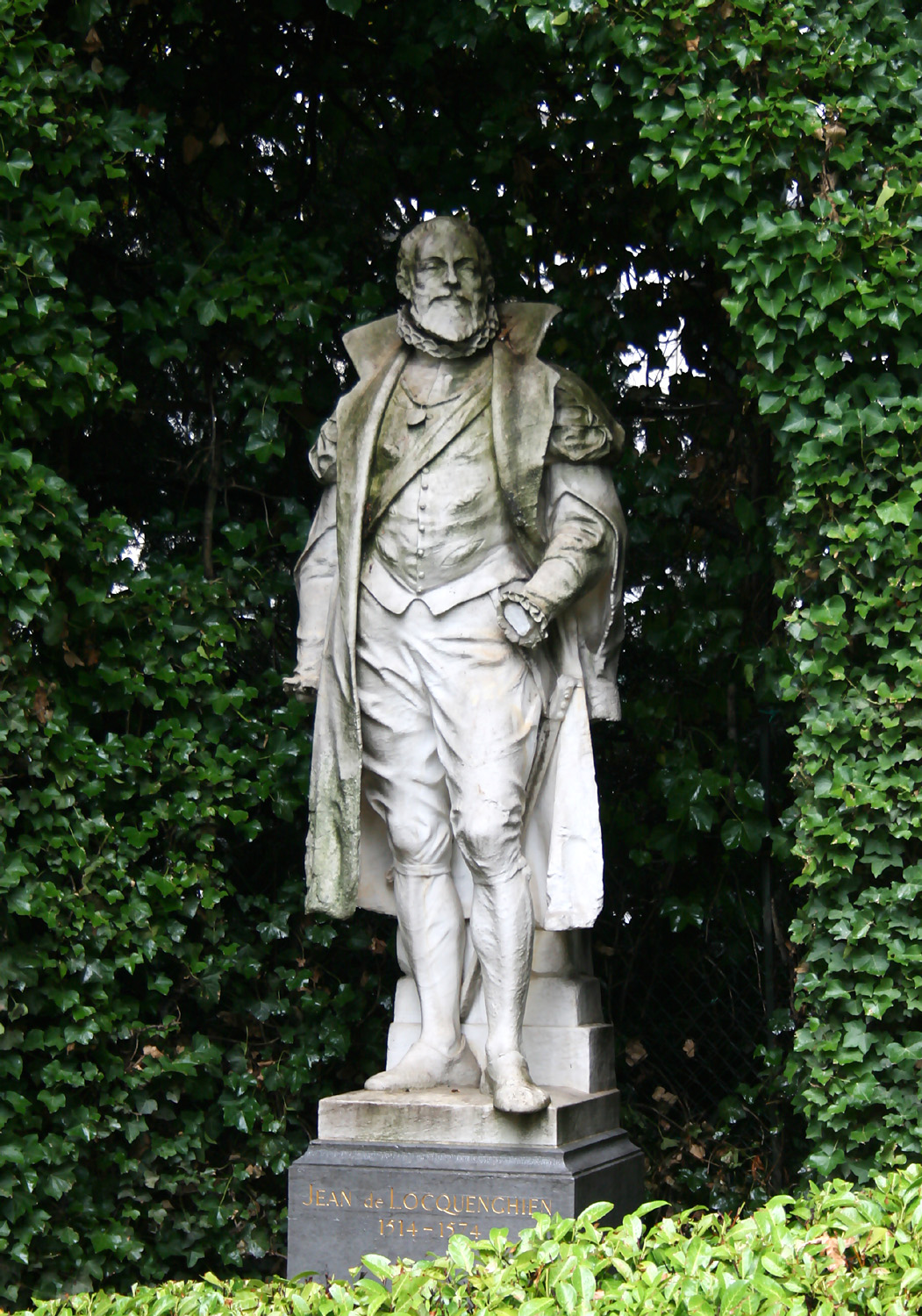
Jean de Locquenghien, créateur du canal de Willebroeck, admis au lignage Sleeus en 1542, bourgmestre de Bruxelles en 1549 et 1550 (sculpture par Godefroid Van de Kerckhove).

  - Locquenghien (de), Messire Antoine, seigneur de Melsbroeck en 1589, chevalier en 1600, né en 1561 et mort en 1641, fils du chevalier Jean de Locquenghien et d'Anne van der Gracht, épousa en 1586 Catherine van Mepsche, fut capitaine sous Alexandre Farnèse, échevin de la ville de Bruxelles en 1589, trésorier en 1596, superintendant de la navigation en 1619, et avait été admis le 13 juin 1588 au lignage Sleeus.
  - Locquenghien (de), Messire Charles, seigneur de Melsbroeck, fils de messire Antoine, fut sergent-major de Bruxelles en 1625, bourgmestre entre 1632 et 1650, trésorier en 1644, échevin en 1651-1652, épousa en 1617 Marie Middelton, fille de Guillaume Middelton, colonel d'un régiment anglais et de Marie de Brouxelles, et avait été admis le 13 juin 1621 au lignage Sleeus.
  - Locquenghien (de), Jean-François, seigneur de Moerenhove, fils de messire Guillaume de Locquenghien admis au lignage en 1664 et de dame Tecla van Cruyningen, épousa sa parente Demoiselle Tecla Maria Theresa de Cruyningen fille de Théodore Nicolas, seigneur de Withem et Swevegem, chef drossard d'Aerschot, et de Marie de Greve, fut admis le 13 juin 1689 au lignage Sleeus.
  - Locquenghien (de), le chevalier Jean, seigneur de Berchem, Melsbroeck, Koekelbergh, né en 1518, mort en 1574, fils de Pierre de Locquenghien, chevalier, seigneur de Locquenghien, premier écuyer tranchant de Maximilien, maître d'hôtel de Philippe le Bon, conseiller et maître de Charles-Quint, et de Marie de Nieuwenhove, fut bourgmestre de Bruxelles en 1549 et 1550, amman de Bruxelles, et le créateur du canal de Willebroeck, épousa en 1540 Anne van der Gracht, et avait été admis le 13 juin 1542 au lignage Sleeus.Jean de Locquenghien, créateur du canal de Willebroeck, admis au lignage Sleeus en 1542, bourgmestre de Bruxelles en 1549 et 1550 (sculpture par Godefroid Van de Kerckhove).
  - Locquenghien (de), Messire Guillaume, fils de messire Jean-Chrétien, fut un homme vindicatif et querelleur et qui ne mérite de vivre pour avoir défaut d'assister son père - écrit avec indignation Jean Baptiste Houwaert. Il épousa en premières noces Dame Tecla de Cruyningen fille de Gérard, échevin de Bruxelles, et de Jacqueline de Welly, et en secondes noces Damoiselle Jeanne Marie de Prez de Barcenal, native de Namur. Il mourut le 12 septembre 1694. Il avait été admis le 13 juin 1664 au lignage Sleeus.
  - Locquenghien (de), Messire Guillaume, seigneur de Hoeleden, né à Kersbeke au quartier de la chef-mairie de la ville de Tirlemont, fils de messire Guillaume qui avait été admis en 1664. Il fut d'abord enseigne au régiment de Holstein ensuite échevin de Hoeleden où il résidait en 1748. Il épousa dame Christine Petronille Coenen qui mourut le 10 avril 1784. Il avait été admis le 13 juin 1724 au lignage Sleeus.
  - Locquenghien (de), Messire Henri-Ferdinand-Joseph, né à Hoeleden le 10 avril 1736, docteur ès lois de l'Université de Bologne, fils de messire Guillaume de Locquenghien, admis au lignage, et de dame Christiane-Petronille Coenen, fut avocat au Conseil de Brabant, "huit" de la Gilde drapière, plusieurs fois échevin de Bruxelles, et bourgmestre de Bruxelles entre 1784 et 1794. Il fut l'une des personnalités notables parmi les émigrés. Il fut arrêté le 24 juillet 1796 au couvent de Ter Banck avec sa sœur, la supérieure, et son frère, le chanoine de Tournai, sur dénonciation pour complicité avec Jacquemin, dit Charles de Loupoigne. Il fut acquitté à la suite d'un vice de forme le 20 mars 1797, et il repartit en émigration, pour cependant revenir en Belgique en 1800. Il avait été admis le 13 juin 1760 au lignage Sleeus.
  - Locquenghien (de), Messire Jacques-Joseph, I.U.L., né en 1708, "broederssone" de messire Guillaume de Locquenghien admis en 1724, fils de messire Jean-François de Locquenghien, petit-fils de messire Guillaume de Locquenghien et de dame Thecle-Thérèse van Cruyningen, fut avocat au Conseil de Brabant, échevin de Bruxelles en 1745 et de 1749 à sa mort survenue le 5 avril 1770, "overmamboir" en 1769, avait épousé Henriette Marie Josèphe Papejans de Morchoven, fille de Jean Baptiste, conseiller et commis des finances, et de Suzanne van der Zee, mourut sans postérité, et avait été admis le 13 juin 1738 au lignage Sleeus.
  - Locquenghien (de), Messire Jean-Chrétien, chevalier, seigneur de Melsbroeck, né à Bruxelles le 17 juin 1595, fils d'Antoine de Locquenghien admis en 1588, épousa Marguerite Cocquelet, fille de Nicolas, seigneur de Louwette, et de Jacqueline de Maillo fille du seigneur d'Humbeek, fut gentilhomme de la chambre de l'électeur de Brandebourg, est mort dans la misère, à l'hôpital et enterré au cimetière du Sablon, et avait été admis le 13 juin 1635 au lignage Sleeus.
  - Locquenghien (de), Messire Jean-Philibert, qui fut sergent-major de la ville de Bruxelles de 1650 à 1659, était le fils de messire Charles de Locquenghien, chevalier, seigneur de Melsbroeck, bourgmestre de Bruxelles, et de dame Marie Middleton, avait été admis le 6 mai 1650 au lignage Sleeus.
- Famille Locquet
  - Locquet d’Hombeke, le comte Jean-François, I.U.L., seigneur d'Impel, comte de Locquet, vicomte d'Hombeek, époux en premières noces de Catharina Havens et en secondes noces d'Anne Catherine de Bervoets, fils de messire Joannes Michiel, comte de Locquet, chevalier, vicomte de Hombeck, seigneur d'Impel, colonel d'un régiment wallon à pied, écoutête de Malines, et de dame Anna van der Linden d'Hooghvoorst, petit-fils de Philippus van der Linden, baron d'Hooghvorst, et de dame Maria Francisca van der Eycken, arrière-petit-fils de Claudius van der Eycken, admis en 1614, et de Juliana van der Beken, avait été admis le 10 avril 1707 au lignage Serroelofs.
- Famille de Loeze (d'azur à 3 fleurs de lis d'argent au pied coupé, au franc-quartier du même à trois roses d'argent)
  - Loeze (Aegidius de), admis en 1376 au lignage Serhuyghs
- Famille de Lompré ou de Lonpré
  - Lonpré (de), Jean Philippe Eugène Albert, I.U.L., fils de messire Joannes Eugenius de Lonpré et de dame Anna Carolina d'Onijn laquelle était la sœur de Sebastianus Josephus d'Onijn admis au Lignage le 13 juin 1751, épousa Philippia Henrica Josepha de Helman de Willebroeck, fut avocat au Conseil souverain de Brabant, doyen de la Gilde drapière en 1771, Huit en 1773, échevin de la ville de Bruxelles en 1793 et 1794, et avait été admis le 14 avril 1771 au lignage Serroelofs.
- Famille de Longin (écartelé 1/4 de gueules à 5 billettes d'or; 2/3 d'or à 3 bandes d'azur)
  - Longin (de), Messire Philippe, fils de messire Philippe de Longin et de dame Cathelyne de Schrapere laquelle était la fille de maître Aert de Schrapere, en son vivant greffier de la Chambre des comptes de Brabant, et qui avait été admis au lignage le 13 juin 1595, fut admis le 13 juin 1654 au lignage Serhuyghs.
  - Longin (de), Messire Roland, vicomte de Berghes-Saint-Winnocq, admis en 1581 au lignage Serhuyghs.
  - Longin, le chevalier Alexandre, admis en 1633 au lignage Serroelofs.
  - Longin, Messire Alexandre, chevalier, seigneur de Budingen, fils de Joannes Longin, seigneur de Bigard, et de dame Misericordia Maria van der Berckt, petit-fils de Guilliam van der Berckt, seigneur de Tesselieu, et d'Isabella Boagerts fille de Jacques, président du Conseil de Flandre, arrière-petit-fils de Jan van der Berckt et de Maria van Overbeke, arrière-arrière-petit-fils de Gaspar van Overbeke, secrétaire du Conseil de Brabant, et de Maria van Zellebeke, ce dernier descendant par sa mère Joanna de Keyser d'Adam de Keyser et de Margarita van Nieuwenhoven née des lignages, avait été admis le 21 avril 1633 au lignage Steenweeghs.
  - Longin, Messire François, frère de même père et même mère d'Alexandre Longin ci-avant qui avait été admis en 1633, fut admis le 15 juin 1654 au lignage Steenweeghs.
  - Longin, Roland, vicomte de Berghes-Saint-Winnocq, fils de Heer Roland Longin, chevalier, président de la Chambre des comptes de Brabant, et de dame Anna de Rifflart, sa seconde femme, épousa dame Helena Tournon, vicomtesse de Berghes-Saint-Winnoc, et avait été admis, sans qu'on sache de quel chef, le 13 juin 1581 au lignage Steenweeghs.
- Famille Loyens (d'argent au fer de moulin de sable accompagné en chef et en pointe d'un lis de même, et à dextre et senestre d'une feuille de trèfle aussi de sable)[177]
  - Loyens, Messire Henri-Jean-Théodore, seigneur de Moorsel, époux de Maria Antonia de Rons, fils d'Hubertus Dominicus Loyens, seigneur de Moorsele, secrétaire du Conseil de Brabant, et de Maria Ludovica de Backer, celle-ci fille de messire Peeter de Backer, premier huissier du Conseil de Brabant, admis en 1661 au Coudenbergh et doyen de la Gilde drapière, fut huit de la Gilde drapière en 1725 et 1726 et de 1731 à 1736, est mort le 2 juin 1762, et avait été admis le 13 juin 1724 au lignage Coudenbergh[174].
  - Loyens, Messire Stéphane-Henri-Louis-Ghislain, mort en 1759, fils du précédent et de dame Marie Anthonette de Rover (ou de Rons), admis le 13 juin 1751 au lignage Coudenbergh.
  - Loyens, Messire Théodore-Marie-Pierre, frère du précédent, admis le 13 juin 1764 au lignage Coudenbergh[178].

## M
- Famille Madoets (écartelé aux 1 et 4, d'argent à trois mâcles de sable, aux 2 et 3, de sinople au lion d'argent couronné d'or, et en abîme, un écu mi-parti, à gauche, de gueules à trois anilles d'argent, et à droite, de sable au lion d'argent couronné d'or) (Jacques Madoets, seigneur de Bernonsart, portait: d'argent à trois mâcles de sable).
  - Madoets, Henri, époux de Marguerite van Zuene, fils de maître Andries Madoets, avocat, et de Martine van den Eynde, cette dernière étant fille de Jean, est mort en 1614 et avait été admis le 13 juin 1588 au lignage Sleeus. Cependant, Houwaert émet des doutes sur la légitimité de sa filiation lignagère.
  - Madoets, Messire Jacques, seigneur de Bernonsart, fils de messire Edmond-François Madoets qui avait été admis au Steenweghs, et de dame Antoinette de Locquenghien, fut échevin et trésorier de Bruxelles, bourgmestre de 1697 à 1699, et avait été admis le 26 mai 1682 au lignage Sleeus.
  - Madoets, Messire Charles, frère de messire Peeter Madoets admis au lignage en 1615, fut admis le 13 juin 1625 au lignage Steenweeghs.
  - Madoets, Messire Edmond-François, docteur dans les deux droits, fils de messire Peeter Madoets, seigneur de Haren, admis en 1615, échevin et trésorier de Bruxelles, et de dame Maria de Facuwez, épousa Anthoinette Françoise de Locquenghien, fut, en mai 1660, capitaine de la garde bourgeoise et avait été admis le 13 juin 1649 au lignage Steenweeghs.
  - Madoets, Messire Jacques-Louis, fils de Peeter Madoets, admis en 1615, et de dame Maria de Facuwez, et frère d'Edmondus Franciscus Madoets, admis en 1649, épousa Maria Volckaert, fut échevin de la ville de Bruxelles en 1667, proviseur de Saint-Eloy en 1669, et avait été admis le 13 juin 1655 au lignage Steenweeghs.
  - Madoets, Messire Pierre, seigneur de Haeren, fils de messire Hendrick Madoets et de Marguerite van Zeune, petit-fils de maître Hendrick Madoets et de dame Lysebeth Sterck, arrière-petit-fils de Jan Sterck et de Margareta Walschart, arrière-arrière-petit-fils de Jan Sterck et de dame Barbara van Buyssegem laquelle était née du Steenweeghs, fut échevin de la ville de Bruxelles en 1643 et 1647, proviseur de Saint-Eloy en 1630, et avait été admis le 13 juin 1615 au lignage Steenweeghs.
- Famille Maillaert sive Mijllas[179]
  - Maillaert sive Mijllas, Jean, fils d'Antonius Maillaert sive Mijllas et de Petronella van der Elst, celle-ci étant la sœur de Petrus Albertus van der Elst qui avait reçu la bourgeoisie de Bruxelles en 1749 par le Steenweeghs et descendante de Gabriel van der Elst et de Catharina van Eertbrugge, fut, avec ses sœurs Anna-Catharina et Petronella, admis gratuitement à la bourgeoisie de Bruxelles le 13 juin 1780 par le lignage Steenweeghs.
  - Maillaert sive Mijllas, Pierre-Albert, comme son frère ci-avant et ses sœurs, fut admis gratuitement à la bourgeoisie de Bruxelles le 13 juin 1780 par le lignage Steenweeghs.
  - Maillaert sive Mijllas, Henri, comme son frère ci-avant et ses sœurs, fut admis gratuitement à la bourgeoisie de Bruxelles le 13 juin 1780 par le lignage Steenweeghs.
- Famille de Mailly
  - Mailly (de), Colard, seigneur de Rivieren, Stalle, etc., chevalier, fils de Lodewijck van Mailly et de dame Margriete van Kersbeke, laquelle était la sœur de même père et même mère de Jan van Kersbeke, seigneur de Stalle et de Goedsenhoven, chevalier qui avait été admis au lignage et fut échevin de la ville de Bruxelles, avait été admis le 13 juin 1495 au lignage Sweerts.
- Famille van Male
  - Male (van), Sieur et Maître Gilles-Albert, chevalier, seigneur de Stockel, licencié ès-lois, baptisé à Bruxelles (Sainte-Gudule) le 13 septembre 1614, fils de Carolus van Male, chevalier, seigneur de Stockel, conseiller au Conseil privé, et de Clara Houwaert, petit-fils de Gillis Houwaert et de Margarita Jacobs, fut avocat en 1635, échevin de la ville de Bruxelles, conseiller au Conseil de Brabant, conseiller au Conseil privé, épousa Anna Maria Maes, est mort à Bruxelles le 4 février 1671 et fut inhumé aux Dominicains, et avait été admis le 6 septembre 1635 au lignage Sweerts.
  - Male (van), Ferdinand-André, licencié ès-lois, baptisé à Bruxelles (Sainte-Gudule) le 30 novembre 1697, époux de Catherine Françoise Josèphe Salmon, fils d'Albertus Joannes Baptista van Male et d'Anna van Santen, petit-fils de Maximilianus Joannes van Male lequel était le frère de Gillis Albertus van Male admis au lignage en 1635, et de Maria le Beuf, fut avocat, homme de fief et juge au Consistoire de la Trompe, échevin de la ville de Bruxelles de 1737 à 1744, mourut à Bruxelles en 1747 et avait été admis le 13 juin 1731 au lignage Sweerts.
  - Male (van), Jean-Baptiste Florent, J.U.L., prêtre, né à Bruxelles et baptisé à Sainte-Gudule le 7 août 1648, fils de Gilles-Albert van Male qui était le président du lignage Sweerts, fut avocat en 1669, devenu depuis 1676 religieux à l'abbaye du Parc, est mort à Bruxelles le 22 novembre 1721, et avait été admis le 13 juin 1669 au lignage Sweerts.
  - Male (van), Jean-Joseph-Daniel, licencié ès-lois de l'Université de Louvain, baptisé à Bruxelles (Sainte-Gudule) le 21 juillet 1742 et mort à Bruxelles le 13 octobre 1781, fils de Ferdinandus Andreas van Maele qui avait été échevin des lignages et admis au lignage Sweerts le 13 juin 1731, et de dame Catharina Francisca Salmon, épousa à Bruxelles (Sainte-Gudule) le 24 avril 1769 Marie Thérèse Joséphine Ghislaine de Man, dame de Brachene, de Ronckel et de Ghorain, fut fisc et doyen des bacheliers de l'Université de Louvain, avocat au Conseil de Brabant, huit de la Gilde drapière, conseiller au Conseil de Brabant le 22 mars 1779, et avait été admis le 13 juin 1764 au lignage Sweerts.
  - Male (van), Louis-Joseph, licencié ès-lois, né le 23 novembre 1743 et mort célibataire à Nieuwermolen le 15 août 1813, fils de Ferdinandus van Male, qui fut échevin de Bruxelles, et de dame Catharina Salmon, et frère de Joannes Josephus van Male siégeant au lignage, fut avocat au Conseil de Brabant, huit de la Gilde drapière de 1766 à 1771, et avait été admis le 1er juin 1765 au lignage Sweerts.
  - Male (van), Messire Ferdinand-André fut déclaré être admissible au lignage en 1731 au lignage Sleeus.
  - Male (van), Messire Philibert-Hyacinthe, J.U.L., fils de Gillis-Albert van Male admis en 1635 et frère de Jan Baptista van Male admis en 1669, épousa une de Herselle, et avait été admis le 6 mars 1684 au lignage Sweerts.
- Famille de Malhaut (écartelé au 1 d'argent à la croix de sable chargée en abîme d'un écu d'argent au lion de sable, au 2 de sable à trois têtes de lion d'or, au 3 de vair, au 4 d'argent à la fasce de sable accompagnée en chef de deux frettes de sinople et en pointe d'un lion du même[180])
  - Malhaut (de) ou Malihaut (de), Messire Louis, seigneur de Bordeaux ou Bourdeaulx, fut échevin en 1581 et avait été admis en 1581 au lignage Sleeus.
- Famille de Man (d'argent au chevron de gueules, accompagné de trois têtes de More tortillées du second)
  - Man (de), Charles-Francois-Joseph, fils de Jean Léopold Joseph de Man et de Cornélie Rosalie Baesen, époux de Catherine Marie Eugénie della Faille, fut admis le 13 juin 1793 au lignage Coudenbergh[68].
  - Man (de), Messire Charles-Joseph-Ghislain, seigneur de Walcourt et des deux Lennicke, I.U.L., fils de messire Jean-Baptiste de Man, seigneur des deux Lennick, et de dame Julienne-Marie-Petronille de Provins laquelle était la fille de Pierre de Provins ayant siégé au lignage, fut doyen de la Gilde drapière en 1792, trésorier en 1794, et avait été admis le 13 juin 1774 au lignage Sleeus.
  - Man (de), Guillaume-Gabriel-Joseph, seigneur de Termeeren, I.U.L., frère de Jean Baptiste Joseph admis en 1730, et de Joseph François Anthoine et Charles Joseph admis en 1732, fut admis le 13 juin 1733 au lignage Coudenbergh.
  - Man (de), Guillaume-Joseph-Xavier, seigneur de Termeeren, admis le 13 juin 1765 au lignage Coudenbergh, fils de Charles-Joseph et frère de Joseph-Benoît-Ghislain.
  - Man (de), Jean-Léopold-Joseph, frère de Joseph Benoît Ghislain et de Guillaume Joseph Xavier, seigneur d'Hobruge, I.U.L., échevin de 1777 à 1780 et de 1789 à 1792, surintendant du canal en 1793 et 1794, avocat en 1764, admis en 1765 au lignage Coudenbergh[181].
  - Man (de), Joseph-Benoit-Ghislain, seigneur de Beersel, admis le 13 juin 1765 au lignage Coudenbergh comme fils de Charles-Joseph ci-dessus et de Julia Jacoba Lucia Josepha de Pape[182].
  - Man (de), Messire Charles-Joseph, dit de Man d'Obruge, seigneur de Loddyck et d'Hobrugge, I.U.L., époux en premières noces de Julia Jacoba Lucia Josepha de Pape et en secondes noces de Maria Theresia van Weerde, frère de Jean-Baptiste-Joseph admis en 1730 et de Joseph François Anthoine admis en 1732, fut échevin en 1746, huit de la Gilde drapière de 1740 à 1744, échevin de la chambre d'Uccle depuis 1741, avocat en 1739, est mort en 1773, et avait été admis le 13 juin 1732 au lignage Coudenbergh[174].
  - Man (de), Messire Jean-Baptiste-Joseph, seigneur des deux Lennick, I.U.L., époux de Gratiena Maria Petronella de Provins, fils de messire Jacques Nicolas de Man, conseiller ordinaire et vice-chancelier au Conseil de Brabant, et de dame Anna Maria Theresia de Cordes, petit-fils de Jean-Charles de Renialmé de Cordes admis en 1648, et neveu de Jean-Baptiste de Cordes admis en 1687, avait été admis le 30 juin 1730 au lignage Coudenbergh.
  - Man (de), Messire Joseph-François-Antoine, baron d'Attenrode, seigneur de Beersel, I.U.L., époux de Maria Carolina van der Steghen, frère de Jean-Baptiste Joseph admis en 1730, fut admis le 13 juin 1732 au lignage Coudenbergh.
- Famille des Maretz (ou Desmarez)
  - Maretz (des), Maître Jean, licencié en Droit, chevalier (en 1630), fils de sieur et maître Peeter Desmarez et de dame Johanna van Anderlecht laquelle était la fille de messire Andries van Anderlecht en son vivant drossart de Brabant et qui fut admis avec ses deux fils au présent lignage, fut lieutenant de la Cour féodale de Malines et seigneur de la même place, et avait été admis le 11 juin 1625 au lignage Serhuyghs.
  - Maretz (des), Messire Jean-Antoine, licencié en Droit, fils de Jan Des Marez, chevalier, "stadhouder" des fiefs à Malines, lequel fut admis au lignage, fut bourgmestre de Malines en 1657 et 1661, et avait été admis le 13 juin 1637 au lignage Serhuyghs.
- Famille del Marmol (coupé : d'azur et de sinople, au lion d'argent, armé et lampassé de gueules, couronné d'or, brochant sur le tout, appuyé sur une colonne d'argent renversée en bande, le chapiteau de la dite colonne sommé d'une croix haussée et écotée d'or, posée en pal)[183]
  - Marmol (del), Ferdinand-Charles-Joseph, avocat au Conseil de Brabant, doyen de la Gilde drapière en 1786, "huit" de la gilde de 1785 à 1788, greffier du Conseil souverain de Brabant en 1790, trésorier en 1794, fils de messire Théodore-Jean-Laurent del Marmol, conseiller au Conseil souverain de Brabant, et de dame Elisabeth-Marie-Josèphe van de Veld, qui avait été déclaré admissible au lignage le 13 juin 1774, fut admis sur simple prestation de serment le 14 juillet 1778 au lignage Sleeus.
  - Marmol (del), Gabriel-Charles-Joseph, I.U.L., fils de messire Laurent-Jean-Joseph del Marmol et de dame Caroline-Philippine van Dongelberge, fut doyen de la Gilde drapière en 1760, échevin de Bruxelles en 1774, et avait été admis le 13 juin 1751 au lignage Sleeus.
  - Marmol (del), Messire Joseph-Charles-Louis, avocat en 1787, peysmaker en 1787 et 1788, frère de Ferdinand-Charles-Joseph et fils de messire Théodore-Jean-Laurent del Marmol, fut déclaré admissible au lignage le 13 juin 1774 et fut admis sur simple prestation de serment le 24 mai 1782 au lignage Sleeus.
  - Marmol (del), Théodore-Jean-Laurent, fils de messire Laurent-Jean-Joseph del Marmol et de dame Philippine van Dongelberge laquelle était la fille de messire Charles-Robert van Dongelberge, baron de Corbeek, admis au lignage en 1725, fut avocat au Conseil de Brabant, échevin de Bruxelles de 1750 à 1765, conseiller de Brabant en 1765, et avait été admis le 13 juin 1742 au lignage Sleeus. Il fit reconnaître par le même lignage Sleeus le 13 juin 1774, ses six enfants nés de lui et de son épouse Elisabeth-Marie-Josèphe van de Veld à savoir Victoria-Maria-Barbara-Carolina-Gislena baptisée le 4 février 1759 à Saint-Jacques-sur-Coudenbergh, Ferdinandus-Carolus-Josephus baptisé le 1er juillet 1760, Maria-Alexandrina-Josepha baptisée le 19 février 1762, Josephus-Carolus-Aloysius baptisé le 13 février 1764, Andreas-Franciscus-Philippus baptisé le 12 août 1768 à Notre-Dame de la Chapelle, et Theodorus-Joannes-Laurentius baptisé le 13 août 1772.
- Famille de Marotte
  - Marotte (de), Jean-Michel, de Calenelle, après comte de Quieuvrain, admis en 1706 au Roodenbeke.
- Famille de Marselaer[184] (d'argent à cinq losanges de gueules, accolés en bande)
  - Marselaer (de), Adrien faisait partie du lignage en 1475 au lignage Serhuyghs.Frédéric de Marselaer, (Anvers, 12 juillet 1586 - Bruxelles 7 novembre 1670, enterré à Perck), inscrit au Lignage de Roodenbeke le 8 février 1613, épousa le 30 avril 1619 à Perck Marguerite de Baronaige, fut bourgmestre de Bruxelles en 1624, 1626, 1631, 1639, 1643, 1652, et plusieurs fois échevin. (Portrait gravé d'après Rubens, 1779.

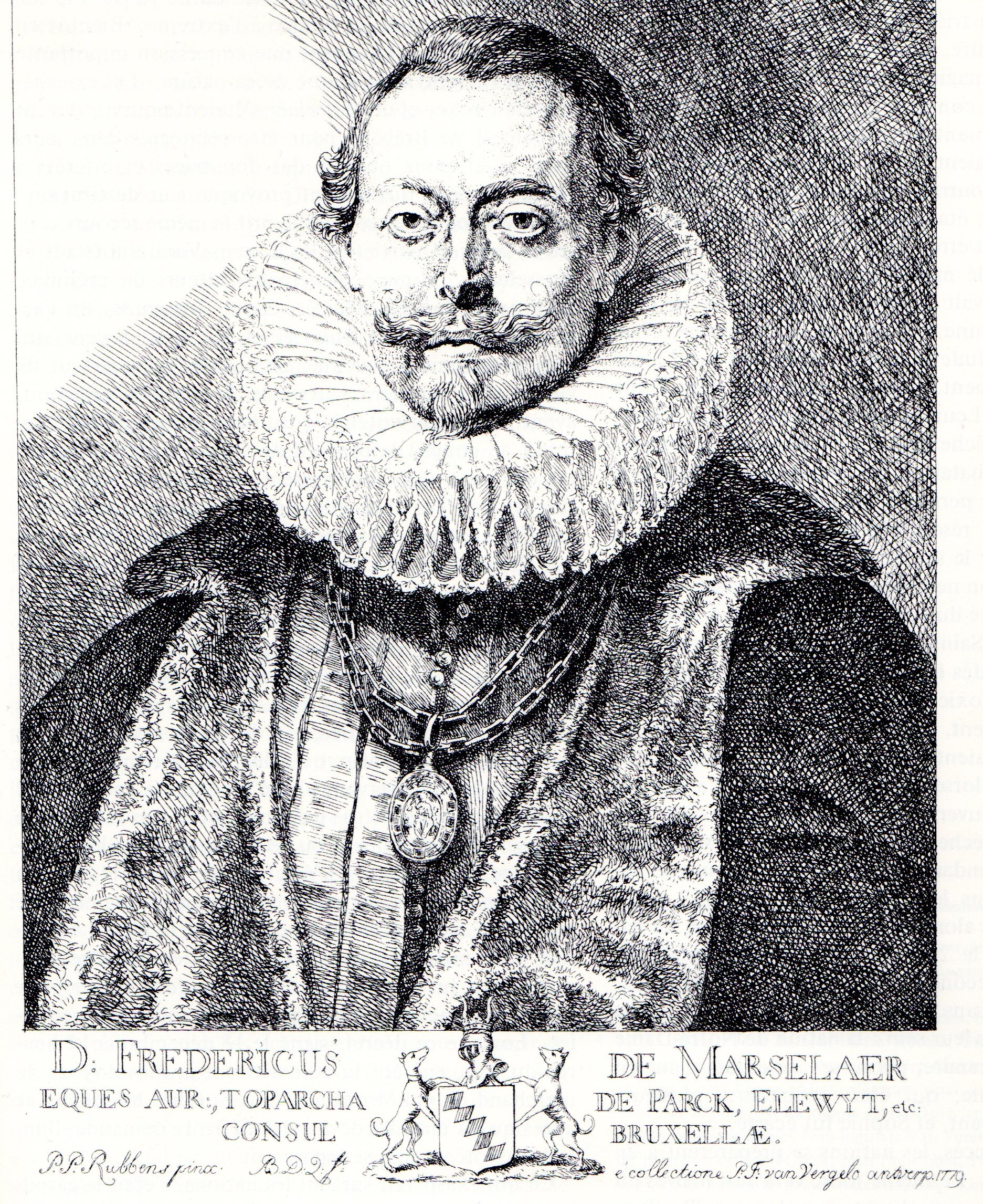
Frédéric de Marselaer, (Anvers, 12 juillet 1586 - Bruxelles 7 novembre 1670, enterré à Perck), inscrit au Lignage de Roodenbeke le 8 février 1613, épousa le 30 avril 1619 à Perck Marguerite de Baronaige, fut bourgmestre de Bruxelles en 1624, 1626, 1631, 1639, 1643, 1652, et plusieurs fois échevin. (Portrait gravé d'après Rubens, 1779.

  - Marselaer (de), Frédéric, né à Anvers le 12 juillet 1586 et mort à Bruxelles le 7 novembre 1670, enterré à Perck, qui avait été admis le 8 février 1613 au Lignage Roodenbeke[185], épousa le 30 avril 1619 à Perck Marguerite de Baronaige, et fut bourgmestre de Bruxelles en 1624, 1626, 1631, 1639, 1643, 1652, et plusieurs fois échevin.
  - Marselaer (de), Guillaume-Jean-Baptiste, admis en 1691 au Roodenbeke.
  - Marselaer (de), Jean, seigneur d'Opdorp, faisait en 1517 partie du lignage au lignage Serhuyghs.
  - Marselaer (de), le chevalier Gilles-Frédéric, baron de Perck, admis en 1650 au Roodenbeke.
  - Marselaer (de), Messire Antoine, fils de Gielis van Marselaer, fut admis le 13 juin 1548 au lignage Serhuyghs.
  - Marselaer (de), Messire Charles-Philippe, admis en 1646 au Roodenbeke.
  - Marselaer (de), Messire Corneille, admis le 13 juin 1553 au lignage Serhuyghs.
  - Marselaer (de), Messire David, frère de Frédéric, admis en 1618 au Roodenbeke.
  - Marselaer (van), Philippe Henri Gabriel, baenderheere de Percq, seigneur d'Herseaux, Elewyck, etc., fils de Fredericus Josephus Ignatius de Marselaer, baron de Perck, et de Caroline van Dongelberghe fille de Charles van Dongelberghe, vicomte de Zillebeke, admis au Sleeus en 1649, conseiller au Conseil de Brabant, et d'Anne Marie de Ryswyck, est mort le 5 janvier 1718, et avait été admis, dernier de sa famille, et du chef de messire Joan Baronaige, chevalier, seigneur de Perck, qui était son vaderlijcke oudt grootmoeders grootvader, le 24 avril 1710 au lignage Serroelofs.
- Famille de Martigny (d'argent au chevron d'azur, accompagné de trois roses de gueules, feuillées et boutonnées d'or, posées 2 et 1)[186]
  - Martigny (de), Alexandre-Oswald, seigneur de Baerdeghem et Havenguarde, chevalier, époux de Maria Cornelia van Griecken, fils de Carolus de Martigny et de Maria Francisca de Valckenisse, laquelle était la fille de messire Andreas van Valckenisse admis le 13 juin 1662, fut échevin de 1731 à 1736, surintendant du canal de 1737 à 1740, huit de la Gilde drapière de 1727 à 1730, et avait été admis le 13 juin 1726 au lignage Coudenbergh[181].
- Famille Martiny[187] (d'argent à cinq quintefeuilles de sinople ou alors d'argent à trois quintefeuilles de sinople barbées et percées d'or) 
  - Martiny, Sieur et Maître Gilles, licencié ès-lois, fils de sieur et maître Gillis Martiny, docteur en droit et conseiller pensionnaire de la ville de Bruxelles, et de Magdelaine Welsers, avait été admis le 13 juin 1604 au lignage Sweerts.
  - Martiny, Messire Guillaume, fils de sieur et maître Gillis Martiny, admis au lignage en 1586, et de Magdalena Welser, fut maire de la ville et pays de Vilvorde, ayudo de la chambre de l'archiduc Albert, épousa Adrienne de Weynssone, est mort en octobre 1622, et avait été admis le 13 juin 1608 au lignage Sweerts.
  - Martiny, Messire Philippe-Eugène, fils de Willem Martiny, admis en 1608, fut ayudo de la chambre de l'archiduc Léopold et de don Juan d'Autriche, gouverneurs des Pays-Bas, commissaire ordinaire des revues des gens de guerre et maître des ouvrages de la ville de Louvain, épousa en premières noces Marie van Gindertalen et en secondes noces Margriete Mouton, et avait été admis le 5 mai 1645 au lignage Sweerts.
  - Martiny, Sieur et Maître Gilles, docteur en droits, fils de maître Willem Martini, pensionnaire de la ville d'Anvers puis de celle de Bruxelles et avocat au Conseil de Brabant, et d'Helena de Pauw, fut conseiller pensionnaire de la ville de Bruxelles, doyen en 1607, épousa Magdalena Welser, mourut en 1630, et avait été admis le 13 avril 1586 au lignage Sweerts.
- Famille Mastelyn ou Mastelijn
  - Mastelyn, Sieur et Maître Philippe Ignace, I.U.D., fils de Philippus Mastelijn, secrétaire du Conseil souverain de Brabant, et d'Anna Maria Mechelman, laquelle était la fille de Paulus Mechelman, auditeur général du District d'Anvers, et de Beatrix Rampaert, la petite-fille de Marcus Mechelman, pensionnaire de la ville de Bruxelles, et d'Anna van der Stock, elle-même fille de Bernardus van der Stock, chevalier, et de Maria van Buijsseghem dit Buys, laquelle était la fille de Jan van Buijsseghem, chevalier, échevin de Bruxelles pour le Roodenbeke en 1469, 1480, 1491, 1497 et 1502, bourgmestre de Bruxelles en 1483, et avait été admis en 1657 au Roodenbeke.
- Famille Mauroy
  - Mauroy de Merville, Jean-François-Joseph, J.U.L., baptisé à Louvain (Saint-Quentin) le 20 janvier 1748, et mort à Bruxelles le 6 mars 1796, fils d'Adrianus Josephus de Mauroy de Merville, conseiller au Conseil de Brabant, et d'Helena Francisca Theresia Frantzen qui était la sœur de Carolus Leonardus Frantzen admis au lignage en 1764, épousa Elisabeth Francisca Gasparina Louys, fille de Joannes Baptista Louys, conseiller au Conseil de Brabant, et de Maria Anna Mosselman, fut avocat au Conseil de Brabant, et avait été admis le 13 juin 1770 au lignage Sweerts.
- Famille du May (d'azur à la fasce d'or crénelée de deux créneaux penchés vers la dextre et mouvant vers le chef et contre-crénelée d'un créneau penché vers la dextre et mouvant vers la pointe, accompagné en chef de 3 croisettes d'or, rangées en fasce et en pointe d'une hure de sanglier)
  - May (du), Messire Jean, fut échevin de la ville de Bruxelles en 1595 et 1598, et avait été admis le 13 juin 1588 au lignage Serhuyghs.
- Famille Mechelman
  - Mechelman, Jean était présent le 13 juin 1528 au lignage Serhuyghs.
- Famille van Meerbeke
  - Meerbeke (van), Maître Philippe se trouvait au lignage en 1482 au lignage Sleeus.
- Famille van der Meeren[188] (d'azur au chef d'argent chargé de trois pals de gueules, avec une brisure pour chaque branche et même pour chaque fils)
  - Meeren (van der), Conrad, époux de Marguerite d'Ittre, fils de Jean, de Humelghem, et d'Aleyte 's Velters, petit-fils d'Elegast et de Marguerite Gruwels, fut meyer de Campenhout, échevin de Bruxelles en 1516, et avait été admis le 13 juin 1504 au lignage Sleeus.
  - Meeren (van der), Messire Jan, qui serait le fils de Conrad ci-avant, était présent le 13 juin 1542 au lignage Sleeus.
  - Meeren (van der), le chevalier Jean, seigneur de Rymenant, et qui avait les mêmes armes que Conrad ci-avant, était présent en 1529 au lignage Sleeus.
  - Meeren (van der), Messire Henri, fils de Wouter, seigneur de Saventhem, et de Catherine de Nassau, épousa Anna van Hamme, veuve d'André Vésale, le célèbre anatomiste bruxellois, et comparut pour la première fois en 1566 au lignage Sleeus.
  - Meeren (van der), Jean, admis le 13 juin 1582 au Roodenbeke.
  - Meeren (van der), Messire Paul, fils de Walter et de Catherine de Nassau, fut admis le 13 juin 1576 au lignage Sleeus.
  - Meeren (van der), Messire Henri, chevalier, frère de Jean admis au lignage, épousa Joanna de Mol, puis Joanna van Cuyck dont un fils Philippe, et enfin Barbara van Coudenberg dicta Rolibuc qui lui survécut, fut bourgmestre de Bruxelles en 1478, 1483 et 1493, plusieurs fois échevin, mourut en 1499 et se trouvait au lignage en 1483 au lignage Sleeus.
  - Meeren (van der), Messire Jean, chevalier, seigneur de Saventhem et de Sterrebeke, époux d'Elisabeth Herbays dont il n'eut pas de postérité, était fils de Jean et de Mathilde Swaeff, et frère d'Henri admis au lignage, fut bourgmestre de Bruxelles en 1477 et échevin en 1479, et se trouvait en 1483 au lignage Sleeus.
  - Meeren (van der), Jean, fils d'Elegast, bâtard de Jean (VIII) van der Meeren et de Marguerite Gruwels, avait été admis le 11 juin 1488 au lignage Sleeus.
  - Meeren (van der), Messire Philippe, époux en premières noces de Marie van der Noot et secondes noces de Juliana van Scagen, fils de Wouter et de Catherine de Nassau, présent en 1576 au lignage Sleeus.
  - Meeren (van der), Philippe, admis le 13 juin 1536 au lignage Sleeus.
  - Meeren (van der), Philippe, mentionné en 1484 au lignage Sleeus.
  - Meeren (van der), Sieur Wouter, chevalier, seigneur de Saventhem et de Sterrebeke, est mort en 1568, était le fils de Philippe van der Meere et de Maximilienne van der Noot, et présent en 1560 au lignage Sleeus.
- Famille Meerte[189] (écartelé, 1/4 d'or au chef échiqueté de deux tires de quatre pièces d'argent et de sable; 2/3, d'azur à trois fleurs de lis au pied coupé d'argent)
  - Meerte, Loenys, fils de Jan Meerte et de Maria de Hertoghe, épousa d'abord Adelisa van Buysseghem, fille de Jan, puis convola avec Amelberge van Liere fille d'Arent, comparut au lignage en 1376 au lignage Serhuyghs.
- Famille van Meghem (ou de Meghem) (d'or au chef de gueules)[190]
  - Meghem (van), Messire Ambroise-Florentin, seigneur de Royenborch et Oirschot, né dans la baronie de Grimberghen près de la ville de Vilvorde, fils de messire Antoine Martin de Meghem, admis en 1618, et de dame Jacqueline de Longin, épousa Olympia Clara van Helmont, fille de Jean Baptiste van Helmont, docteur en médecine, et de Marguerite van Ranst, fut échevin de 1679 à 1681, en 1686 et 1687, en 1689 et en 1698, doyen de la Gilde drapière en 1676 et 1677, antérieurement drossard de Monzen et Homborch, est mort en 1700, et avait été admis le 13 juin 1644 au lignage Coudenbergh[181].
  - Meghem (van), Messire Antoine-Martin, frère de Georges ci-après admis en 1616, épousa Jacoba de Longin, fut huit de la Gilde drapière de 1625 à 1627, capitaine de la garde bourgeoise et capitaine au service de Sa Majesté, est mort en 1659, et avait été admis le 13 juin 1618 au lignage Coudenbergh[181].
  - Meghem (van), Messire Georges (ou Joris), fils de Paul van Meghem qui était au lignage en 1587, épousa Jacoba van der Goten, et fut huit de la Gilde drapière en 1617, 1623, en 1628 et 1629, et en 1633 et 1634, capitaine de la garde bourgeoise, est mort en 1638, et avait été admis le 13 juin 1616 au lignage Coudenbergh[181].
  - Meghem (van), Jean, vraisemblablement fils de Paul ci-après, et qui serait mort jeune, admis le 13 juin 1587 au lignage Coudenbergh[191].
  - Meghem (van), Paul, capitaine de la garde bourgeoise, fils de Jean van Meghem et de Margarita van den Berghe, petit-fils d'Arnout van Meghem et de Jacqueline Le Poivre, arrière-petit-fils de Geerard van Meghem et de Joanna Mennens fille de Gielis, époux d'Anna de Angelis (ou Ingels) fille de Guillielmus et d'Antonette van Axele, est mort en 1610, et faisait partie du lignage Coudenbergh en 1587[181].
- Famille van Meldert
  - Meldert (van), Wauthier, fils d'Hendrick van Meldert et de Kathelyne sKeysers, petit-fils de Daniel de Keyser et de Cathelyne van Stalle, bâtarde non identifiée, avait été mentionné comme étant absent le 13 juin 1483 au lignage Sweerts.
- Famille Mellelo
  - Mellelo, Messire François, fils de Nicolaus Mellelo, greffier de la ville de Bruxelles, et de Clara Ryckewaert, celle-ci sœur de Philippe, Jean Baptiste et Jacques admis en 1613, 1615 et 1616, fut admis le 13 juin 1640 au lignage Coudenbergh.
- Famille Mennen
  - Mennen, Gielis, échevin de Bruxelles du lignage Roodenbeke en 1373, 1374, épousa Marie uter Crommercammen. (filiation 77)
- Famille Mennens
  - Mennens, Jacques, dit le jeune, admis le 13 juin 1586 au Roodenbeke.
- Famille de Mera (d'argent à trois fasces ondées d'azur, au chef de gueules chargé de 3 étoiles à 6 rais d'or)
  - Mera (de), Maître Michel, licencié en Droit, fut admis comme étant de la famille de Cornélie van Damme, le 13 juin 1615 au lignage Serhuyghs.
  - Mera (de), Messire Albert-Honoré, dit le Boucq, licencié en Droit, frère d'Engelbert-Alexandre ci-après, fut admis du chef de la famille de Wesenbeke dont il descend le 1er décembre 1661 au lignage Serhuyghs.
  - Mera (de), Messire Engelbert-Alexandre, dit le Boucq, licencié en Droit, frère de messire Albert-Honoré, fut admis du chef de la famille de Wesenbeke dont il descend, le 1er décembre 1661 au lignage Serhuyghs.
- Famille de Merselle (d'azur, à deux fasces d'argent, au chef de sinople chargé d'une faucille d'argent, emmanchée d'or posée en fasce, le tranchant dentelé en bas)
  - Merselle (de), Messire Jean-Antoine, fils unique d'Albert de Merselle, chevalier, greffier du Conseil de Brabant après son beau-père, et de Maria van den Perre, fille de Jan van den Perre, greffier du Conseil de Brabant, et de Maria alias Marguerite Mouton, petit-fils de Jan van den Perre, greffier du Conseil de Brabant admis en 1608, et de Marie Jacquet, avait été admis le 29 juillet 1661 au lignage Sweerts.
- Famille van Merstraeten
  - Merstraeten (van), François-Guillaume, fils de Pierre Dominique Jean van Merstraeten et de Jeanne Soosens, fut déclaré à la demande de son père qui introduisit la demande pour ses trois fils et sa fille Marie Anne Françoise van Merstraeten le 9 juin 1780, être admissible au lignage comme descendant de Gillis van Marselaer, frère de même père et même mère d'Adriaen van Marselaer qui fut échevin du lignage en 1475, le 13 juin 1780 au lignage Serhuyghs.
  - Merstraeten (van), Jacques-Jean, frère du précédent, fut déclaré être admissible le 13 juin 1780 au lignage Serhuyghs.
  - Merstraeten (van), Jean-Paschase, frère du précédent, fut déclaré être admissible le 13 juin 1780 au lignage Serhuyghs.
- Famille Mesdach (de gueules à 5 étoiles à 5 rais d'or perforées du un)
  - Mesdach, Charles-Joseph-François, fils de François qui fut échevin et bourgmestre de Bruxelles, fut admis le 13 juin 1702 au lignage Serhuyghs.
  - Mesdach, Jean-Paul-Bernard, fils de François Mesdach qui fut échevin et bourgmestre de Bruxelles, et de dame Jeanne-Brigitte de Zeelander, fut admis le 13 juin 1699 au lignage Serhuyghs.
  - Mesdach, Messire François, fils de messire Cornelis Mesdach et de dame Josyna de Berthi laquelle était sœur de même père et même mère de messire Albert Walrand de Berthi, fut choisi comme doyen de la Gilde drapière en 1657 et avait été admis le 13 juin 1652 au lignage Serhuyghs.
- Famille de Mesemacre (écartelé : aux 1 et 4 d'argent, fretté de sable, les claires-voies semées de fleurs de néflier de gueules ; aux 2 et 3 d'or, à la croix ancrée de gueules) 
  - Mesemacre (de), Messire Charles-Henri-Hyacinthe, licencié dans les deux droits, frère de même père et même mère de messire Philips Leonardus de Mesemacre admis au lignage le 13 juin 1687, fut admis le 13 juin 1688 au lignage Sweerts.
  - Mesemacre (de), Messire Philippe-Léonard, fils de messire Egidius Augustinus de Mesemacre, hoochschautet de la ville et du quartier d'Herentals, et de dame Cecilia van Steenhout, laquelle était la sœur de Carolus Henricus de Steenhault qui avait été admis en 1672, fut drossard d'Herentals en 1688, et avait été admis le 13 juin 1687 au lignage Sweerts.
  - Mesemacre (de), François-Charles, J.U.L., fils de Carolus Henricus Hijacinthus de Messemacre, J.U.L., admis au lignage en 1688, avait été admis le 13 juin 1749 au lignage Sweerts.
- Famille van der Meulen (de sable, à trois fers de moulin d'argent)
  - Meulen (van der), Sieur et Maître Jean-Joseph, baptisé à Bruxelles (Notre-Dame de la Chapelle) le 17 juillet 1731, fils d'Adrianus Josephus van der Meulen, greffier de la ville de Bruxelles, et de dame Anna Catharina Ludovica de Pape, laquelle était la fille de sieur et maître Lambertus Franciscus de Pape, admis au lignage le 4 juillet 1681, fut avocat, avait été anobli en 1769, et admis le 19 juin 1758 au lignage Sweerts.
- Famille de Meurs (ou de Meur) (écartelé : aux 1 et 4 d'or, à trois lions de sable, armés et lampassés de gueules ; aux 2 et 3 d'azur, à trois fleurs de lis d'or)
  - Meurs (de), Jean-Baptiste, fils de sieur et maître Jan Baptista de Meur, J.U.L., avocat au Conseil de Brabant, et de dame Catharina van Wermenhuyse, fille de maître Geerart van Wermenhuysen et de dame Catharina de Pape laquelle était la sœur de même père et même mère de messire Jan Baptista de Pape qui avait été admis au lignage le 13 juin 1618, est mort en 1730, et avait été admis le 13 juin 1684 au lignage Sweerts.
- Famille van Meurtere (ou van de(n) Meutere) 
  - Meutere (van den), Guillaume, fils de Guillaume van de Meutere et de dame Catharina Vorsthuys, petit-fils de Paulus van de Meutere, archer au service des Archiducs Albert et Isabelle, et de dame Marie van Sinnick, laquelle était la sœur de messire François van Sinnick, seigneur de Coeckelberghe, fut admis le 26 janvier 1651 au lignage Sleeus.

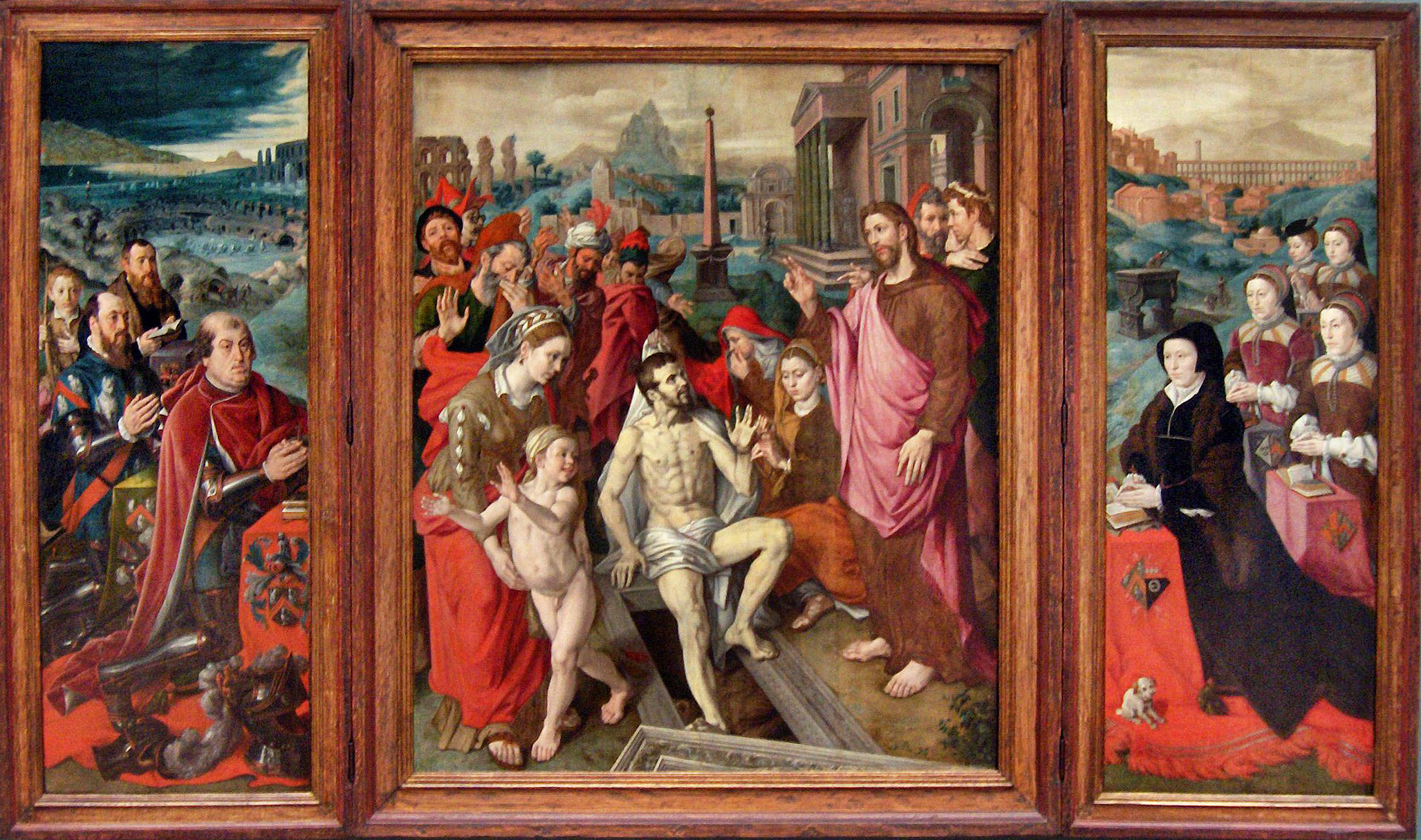
Le triptyque de la famille de Micault. Travail de commande fait à Vemeyen par Nicholas Micault à la mémoire de ses parents pour orner leur tombeau à la chapelle du St Sacrement dans la Cathédrale de Bruxelles.

- Famille Micault (ou Michault) (d'azur au chevron d'or accompagné de 3 chats d'argent)[192]
  - Micault, Messire Léonard, seigneur d'Huysinghen, Buysinghen et Tourneppe, fils de sieur et maître Nicolas Micault, chevalier, seigneur d'Indevelde, conseiller du Conseil secret, né en 1518 et décédé le 16 août 1589 à Bruxelles, et de Marie Boisot, dame de Tourneppe, décédée en 1579, petit-fils de Jean Micault, décédé le 7 septembre 1539, seigneur d'Oistersteijn, d'Indevelde, etc. trésorier de la Toison d'or, conseiller et receveur général des finances des Pays-Bas, maître de la Chambre des comptes de Luxembourg et de Chiny, époux de Livine Cats van Welle, avait été admis le 13 juin 1590 au lignage Serhuyghs.
- Famille Min
  - Min, Jacques, d'abord au service du maître des forêts Malineus, il fut ensuite mesureur de bois et de charbon. Il fut déclaré être issu du lignage Coudenbergh le 27 août 1697, comme fils de Jacobus et d'Elisabeth Gunst, petit-fils de Joannes et de Magdalena van de Nesse, celle-ci étant la fille de Jacob van de Nesse[193], greffier d'Overyse, et de Paschyne Godeschalcx, cette dernière étant la fille de dame Catherine Spyskens.
- Famille Minet
  - Minet, André[194],[195], né à Wavre en 1715, mort à Bruxelles (Notre Dame de la Chapelle) en 1775, était le fils de Jean-Baptiste Minet et de Marguerite Pranger, le petit-fils de Léon Pranger et de Barbe Stevens, l'arrière-petit-fils de Mathieu Stevens[196], celui-ci étant bourgmestre de Wavre et le fils et le petit-fils des censiers de la Ferme des Templiers à Wavre, et d'Anne Hannart[197]. Il épousa à Ossel en 1751 Caroline Josèphe van Heymbeke[198], fille d'André van Heymbeke, échevin de Rivieren et de Saint-Pierre-Jette, censier de Rybodegem[199] à Ganshoren, et de Catharina de Mesmaecker qui, veuve, convola avec Dominus Roland François Hagen[200] ou Haegen à Ossel. André Minet fut déclaré le 13 juin 1754 être issu du lignage Coudenbergh et admis au lignage comme descendant d'Arnould Stevens premier époux de Paschyne Godeschalcx, laquelle était la fille de dame Catherine Spyskens épouse de Philippus Godeschalx[201]. André Minet eut deux enfants, à savoir Catherine Josèphe Minet, née à Bruxelles en 1752, morte à Gand[202] en 1813, et qui épousa à Bruges en 1785 Philippe Jacques Allaert, pour s'établir à Gand, ainsi que François Albert Joseph Minet, né à Bruxelles en 1759, orfèvre à Gand puis à Bruxelles, qui épousa à Bruxelles en 1802 Marie Thérèse Josèphe Brassinne, de Wavre, et qui mourut à Bruxelles en 1837 laissant pour unique héritier le fils de sa sœur Catherine Minet nommé Jean Joseph Allaert, né en 1789 à Gand.
- Famille Le Mire : d'azur, au chevron d'argent, accompagné de trois miroirs antiques, de forme ronde, du même, bordés d'or[203].
  - Mire (Le), Henri-Hyacinthe, fils de Jan Baptista le Mire, J.U.L. et conseiller à la Chambre des Comptes du Brabant, et de dame Petronella van Steenhout laquelle était la sœur de Carolus Henricus de Steenhout admis en 1672, avait été admis le 14 juin 1683 au lignage Sweerts.
  - Mire (Le), Messire Dominique-Balthazar, J.U.L., frère de même père et même mère de messire Henricus Hyancintus Le Mire qui avait été admis au lignage le 13 juin 1683, fut admis le 13 juin 1689 au lignage Sweerts.
  - Mire (Le), Messire Guillaume-Francois, époux de Joanna Theresia Coget, fils de Bartholomeus Le Mire, juge à la Chambre des Tonlieux, et de Catharina Wouters, petit-fils de Joannes Le Mire et de Margarita van Doorne, laquelle était la fille de Jan van Doorne et de Margarita de Wansijn, lequel Jan van Doorne descendait de Jan Clutinckx au Roodenbeke en 1376, avait été admis provisoirement en 1714 et définitivement par un arrêt du Conseil souverain de Brabant en 1725 au Roodenbeke.
  - Mire (Le), Philippe-Guillaume, official au Secrétariat d'État et de Guerre, était le fils de Guilielmus Frans Le Mire cité ci-avant et de Joanna Theresia Coget, et avait été admis en 1739 au Roodenbeke.
- Famille van der Moeren (Fascé d'or et d'azur au chef de gueules, chargé d'un lion passant d'argent) 
  - Moeren (van der), Corneille, seigneur de Rommersom, fils de Simon Richardus van der Moeren, seigneur de Wilsele, Putte, etc., qui avait été admis au Lignage Coudenbergh en 1704, et de Joanna Eeckmans ou Eyckemans, fut admis le 13 juin 1709 au lignage Coudenbergh.
  - Moeren (van der), Lambert, dit Du Verger, capitaine au régiment de dragons du maréchal de Saxe, au service du Roi de France, fils de François van der Moeren et de Marie Dies, petit-fils de Simon Richard van der Moeren admis au Lignage en 1704, fut déclaré admissible le 13 juin 1749 au lignage Coudenbergh.
  - Moeren (van der), Messire Simon-Richard[204], fils de Joannes van der Moeren et de Lutgardis van der Beken dit Pasteels, laquelle était la fille de messire Jan van der Beken dict Pasteels et de dame Anna van der Thommen, celle-ci étant la fille de messire Peeter van der Thommen et de dame Elisabeth van der Hert, épousa en premières noces Jeanne Eeckmans, en deuxièmes noces le 27 novembre 1706 Marguerite Thérèse de Doetinghem, et en troisièmes noces le 30 décembre 1715 Marie de Duthet, avait été admis le 21 mai 1704 au lignage Coudenbergh.
- Famille de Mol : de gueules à cinq losanges d'argent en croix, cantonnée de vingt billettes d'or posées cinq à cinq en sautoir.
  - Mol (de), Gaspard, chevalier, seigneur d'Oetinghen, fils de Jan de Mol, au Lignage en 1480, et de Catharina Hinckaerts, fut bourgmestre de la ville de Bruxelles en 1535, épousa Adriana van der Noot, et avait été admis le 13 juin 1521 au lignage Serroelofs.
  - Mol (de), Henri, frère de père et mère de Jan de Mol au Lignage en 1480, épousa dame Joanna van der Noot qui était la fille de heer Wouter van der Noot, seigneur de Risoir, et de dame Digna de Grimberghe d'Assche, et se trouvait au lignage Serroelofs en 1480.
  - Mol (de), le chevalier Jean, fils de Jan de Mol, échevin de la ville de Bruxelles en 1436, 1441, 1446, 1451, 1456, 1468 et 1473, bourgmestre de Bruxelles en 1439, 1444, 1453 et 1460, receveur de la ville de Bruxelles en 1437, 1442, 1447 et 1454, et de dame Joanna van den Heetvelde, petit-fils de Jan de Mol, échevin de la ville de Bruxelles en 1398 et 1409, et de dame Beatrix van Vorschelen, arrière-petit-fils de Dierick de Mol, échevin de la ville de Bruxelles en 1385, 1396, 1401 et 1406, receveur en 1404, et de dame Elisabeth Goddijns, épousa en premières noces Catharina Hinckaerts, et en secondes noces dame Christina van der Borcht, et faisait partie du lignage Serroelofs en 1480.
  - Mol (de), le chevalier Roland, fils de Roeland de Mol, échevin de la ville de Bruxelles en 1439, 1444, 1453, 1459, 1464 et 1472, receveur de la ville en 1451 et 1457, et de dame Catharina van Coudenbergh dite Rollibuc, petit-fils de Dierick de Mol, échevin en 1412, et de dame Lysbeth t'Serants, arrière-petit-fils de Dierick de Mol, échevin en 1385, 1396, 1401 et 1406, receveur en 1404, et de dame Elisabeth Goddins, épousa dame Catharia van der Eycken, et se trouvait au lignage Serroelofs en 1480.
  - Mol (de), Messire François, fils d'Hendrick de Mol, au Lignage en 1480, et de dame Joanna van der Noot, petit-fils de Jan de Mol et de Catherine van den Heetvelde, épousa dame Marie Claerhout, et avait été admis le 13 juin 1531 au lignage Serroelofs.
  - Mol (de), Messire Frédéric, admis en 1534 au lignage Serroelofs.
  - Mol (de), Messire Gaspard, fils de Guillaume de Mol, seigneur du Roelant à Sterrebeek, et de dame Anna de Wilde alias le Sauvage, petit-fils de Jan de Mol, seigneur d'Oetingen et de Bavegem, lieutenant de la Cour féodale de Brabant, amman de Bruxelles, et de dame Antoinette le Sauvage, arrière-petit-fils de Gaspar de Mol, admis au Lignage en 1421, et d'Adriana van der Noot, avait été admis le 13 juin 1580 au lignage Serroelofs.
  - Mol (de), Messire Guillaume, seigneur de Rollant, admis en 1579 au lignage Serroelofs.
  - Mol (de), Messire Jean, absent le 13 juin 1551 au lignage Serhuyghs.
  - Mol (de), Messire Jean, fils de heer François de Mol, admis au Lignage en 1531, et de dame Claerhout, était présent le 13 juin 1551 au lignage Serroelofs.
  - Mol (de), Messire Jean, fils de heer Anthonis de Mol et de dame Catharina de Hertoghe, petit-fils d'Hendrick de Mol, au Lignage en 1480, et de dame Joanna van der Noot, épousa dame Antoinette Lopes, et était présent le 13 juin 1555 au lignage Serroelofs.
  - Mol (de), Messire Jean, fils de Merten de Mol, grand-fauconnier du roi d'Espagne aux Pays-Bas, et d'Anna van Olmen, petit-fils par bâtardise du chevalier Gaspar de Mol, seigneur d'Oetingen, admis au Lignage en 1521, et de dame Margareta van Hoogevorst, épousa en premières noces dame Anna van Wesel qui était la fille d'André Vésale, et en secondes noces dame Elisabeth de Grave, se fit inscrire au registre, à la suite de l'ordonnance du 13 mars 1578 de l'archiduc Mathias, gouverneur général des Pays-Bas appelé à ces fonctions par les États Généraux en révolte contre Philippe II, le 20 mars 1578 du lignage Serroelofs.
  - Mol (de), Messire Jean, chevalier, seigneur d'Oetinghen, admis en 1551 au lignage Serroelofs.
  - Mol (de), Messire Maximilien, fils de messire Peeter de Mol, grand fauconnier de Sa Majesté Philippe II d'Espagne, et de dame Livina Borluut, petit-fils de Merten de Mol, bâtard, et d'Anna van Olmen, arrière-petit-fils de Gaspar de Mol, chevalier, seigneur d'Oetingen, admis au Lignage en 1521, échevin, bourgmestre et amman de la ville de Bruxelles, et de Margareta van Hoegevorst, sa maîtresse, fut drossart de Grimbergen, épousa Petronella Livina Marchant, dame de Marselaer, et avait été admis le 13 juin 1625 au lignage Serroelofs.
  - Mol (de), Messire Maximilien, fils de messire Maximiliaen de Mol, drossard du pays de Grimbergen, admis en 1625, et de dame Petronelle Livina Marchant, dame de Marselaer, petit-fils de messire Peeter de Mol, seigneur de Hoogevorst, grand-fauconnier du Roi aux Pays-Bas, et de dame Livina Borluut, arrière-petit-fils de Merten de Mol - qui était le fils naturel que le chevalier Gaspar de Mol, seigneur d'Oetingen, avait eu de dame Margareta van Hoogevorst - grand-fauconnier du Roi d'Espagne aux Pays-Bas, et de dame Anna van Olmen, épousa en premières noces Catharina Longin et en secondes noces Margarite de Richtere, et avait été admis le 3 février 1663 au lignage Serroelofs.
  - Mol (de), Messire Maximilien, seigneur de Daelhem, fils de messire Maximilianus de Mol admis en 1663 et de sa première épouse Catharina de Longin, épousa dame Maria Francisca van Dongelberg ex matre Ladosa, fut échevin de la ville de Bruxelles en 1704, huit de la Gilde drapière en 1728 et doyen en 1729 et 1730, overmomboir en 1738 et 1743, et avait été admis, dernier de son nom au Serroelofs, le 13 juin 1686 au lignage Serroelofs.
  - Mol (de), Messire Pierre, seigneur de Hoogevorst, grand-fauconnier de Sa Majesté aux Pays-Bas, frère de messire Jan de Mol inscrit au registre du Lignage le 20 mars 1578, épousa Livina Borluut, et se fit inscrire le 27 mars 1578 au registre du lignage Serroelofs.
  - Mol (de), Roland, qui épousa dame Catharina Cloet, dont il eut Catherine de Mol épouse de l'humaniste Maximilianus Transylvanus, était le fils de Roelant de Mol qui était au Lignage en 1480 et de dame Catharina van der Eycken, et était présent le 13 juin 1509 au lignage Serroelofs
  - Mol (de), Roland, seigneur de Loupoigne, fils de Roelant de Mol, qui était au Lignage en 1480 et de dame Catharina van der Eycken, épousa dame Catharina Cloet, et est mentionné à partir de 1508 parmi les membres du lignage Serroelofs.
  - Mol (de), Thierry ou Dierick, fils de Dierick de Mol, échevin de la ville de Bruxelles en 1447, 1454 et 1460, receveur en 1448 et 1456, bourgmestre en 1455, et de dame Johanna Pipenpoy, petit-fils de Jan de Mol, échevin en 1398 et 1419, et de dame Beatrix van Vorschelen, arrière-petit-fils de Dierick de Mol, échevin en 1385, 1396, 1401 et 1406, receveur en 1404, et de dame Elisabeth Goddijns, épousa dame Catharina van de Werve, et était présent le 13 juin 1483 au lignage Serroelofs.
- Famille van Mons[205] (de gueules à 5 coquilles d'argent rangées en croix)
  - Mons (van), Guillaume, fils de Jean, fut admis le 11 juin 1488 au lignage Sleeus.
  - Mons (van), Henri se trouvait au lignage en 1482 au lignage Sleeus.
  - Mons (van), Sieur Jean s'y trouvait en 1483 au lignage Sleeus.
  - Mons (van), Jean, seigneur de Cappelle-Saint-Ulric, était présent le 13 juin 1523 au lignage Sleeus.
  - Mons (de), Philippe, échevin de Bruxelles en 1517, était présent en 1502 au lignage Sleeus.
- Famille de Moor : écartelé: 1/4, d'or à une merlette de sable; 2: Sweerts, 3: échiqueté d'argent et de sable (van Assche)
  - Moor (de), Adrien-Philippe-Joseph, fils de Carolus Leopoldus De Moor, président, échevin de Bruxelles, siégeant au lignage, et de dame Cecilia Theresia Ludovica de Werckhoven, fut doyen de la Gilde drapière et avait été admis le 28 octobre 1767 au lignage Serhuyghs.
  - Moor (de), Charles-Léopold-Joseph, I.U.L., fils de Ferdinand-François de Moor, admis au lignage, et de dame Petronella de Moor, fut bourgmestre de Bruxelles, avocat du Conseil souverain de Brabant, échevin de Bruxelles, surintendant de la flotte de la ville de Bruxelles, et avait été admis le 13 juin 1731 au lignage Serhuyghs.
  - Moor (de), Ferdinand, fils de sieur Albert de Moor et de dame Marie Jacqueline van Caverson, fut admis comme issu de Willem Engelandt, le 13 juin 1707 au lignage Serhuyghs.
  - Moor (de), Jean-André, frère d'Adrien-Philippe-Joseph de Moor et fils de Carolus Leopoldus de Moor, fut admis le 28 octobre 1767 au lignage Serhuyghs.
- Famille Mortgat ou Moortgat (de sable à 3 étoiles à six rais d'or posées 2 et 1, au chef d'argent)
  - Mortgat, Sieur et Maître David, époux de Maria Catharina de Cort, fils d'Ignatius Mortgat et de Catharina van den Hove, petit-fils de Peeter van den Hove et Joanna Mortgat, arrière-petit-fils d'Adrianus Mortgat et de Jacqueline van Impde dit van Wemmele, arrière-arrière-petit-fils de Geerard van Impde dit van Wemmele et de Mechtildis van Hove, fut avocat du Conseil souverain de Brabant, échevin de la ville de Bruxelles en 1734, et avait été admis du chef du chevalier Anthonijs de Wisseleer dit Thoenijs qui était inscrit au Steenweeghs et qui fut échevin de la ville de Bruxelles en 1391, 1402, et 1407, le 19 juin 1727 au lignage Steenweeghs.
  - Mortgat, Sieur et Maître Jacques, I.U.L., frère de David Mortgat ci-avant, fut échevin de la ville de Bruxelles en 1741 et 1742, avocat du Conseil souverain de Brabant, et avait été admis le 13 juin 1730 au lignage Steenweeghs.
- Famille de Mortelle
  - Mortelle (de), Sieur et Maître Jacques, fils de sieur et maître Godefridus de Mortelle, licencié en Droit et avocat du Conseil de Brabant, et de dame Joanna le Roy, fut admis comme descendant de dame Anna Oemens, le 13 juin 1663 au lignage Serhuyghs.
- Famille van Mortenbeke (d'azur à 3 fleurs de lis au pied coupé d'argent, au franc-quartier de... au lion de...)
  - Mortenbeke (Heer Reynier), admis en 1376 au lignage Serhuyghs
- Famille Mosselman (écartelé: aux 1 et 4 d'argent à la bande ondée de gueules, accompagnée de dix billettes du même; au 2 et 3 parti-émanché d'argent et de gueules; sur le tout, de gueules à la tête et col de bœuf d'or, au chef cousu d'azur chargé de trois roses d'argent boutonnées d'or)
  - Mosselman, François, fils de Petrus Dominicus Mosselman et de Barbara t'Kint laquelle était la fille de François t'Kint et d'Anna Catharina de Backer, et neveu de sieur et maître Franciscus t'Kint, curé de Santbergen, sieur et maître Henricus t'Kint, J.U.L., greffier de la Chambre des Tonlieux à Bruxelles, sieur Jos t'Kint, qui fut chanoine à Grammont et ensuite curé d'Emblehem, tous trois admis au lignage au lignage en 1746 et tous trois fils de Franciscus t'Kint et dame Anna Catharina de Backer, fut chanoine de la cathédrale de Malines, et avait été admis le 13 juin 1748 au lignage Sweerts.
  - Mosselman, Hiéronyme, J.U.L., fils de Petrus Dominicus Mosselman et de dame Barbara t'Kint, né à Bruxelles et frère de Franciscus Mosselman qui était pléban et président à Louvain et qui avait admis au lignage en 1748, fut avocat au Conseil de Brabant, épousa en premières noces Catharine Bartholeyns et en secondes noces Isabelle Josèphe Thérèse Meert, avait été, après avoir obtenu le 4 janvier 1751 des lettres de réhabilitation, admis le 13 juin 1751 au lignage Sweerts.
  - Mosselman, Jacques, né en 1719 et mort en 1781, épousa le 9 mars 1747 Barbe t’Kint, née en 1724 et mort en 1773, du Roodenbeke, vers 1739[206].
  - Mosselman, Louis, fils de Petrus Dominicus Mosselman et de dame Barbara t'Kint, né à Bruxelles, frère de Hieronimus Mosselman et du Révérend Père Franciscus Mosselman admis respectivement les 13 juin 1751 et 13 juin 1748, avait été admis le 13 juin 1752 au lignage Sweerts.
  - Mosselman, Étienne ou Stephanus, né à Bruxelles en 1751, échevin de la ville de Bruxelles en 1791, 1792 et jusqu'au 13 avril 1793, était le fils de Jacobus Mosselman et de Barbara t'Kint, le petit-fils de Jacobus Mosselman et de Theresia van den Velde, l'arrière-petit-fils de Norbertus Gerardus van den Velde et de Margarita t'Seraerts, l'arrière-arrière-petit-fils de Jan van den Velde et de Maria Vrancx, laquelle était la fille de Joannes Vrancx et d'Anna van Overbeke, la petite-fille Peeter Vrancx le jeune et de Catharina Loetaert et l'arrière-petite-fille de Peeter Vrancx l'ancien et de Joanna van Cattenbroeck. Il est mort à Berchem-Sainte-Agathe en 1831, sans descendance. Il avait été admis en 1781 au lignage Roodenbeke.
- Famille Mouchet (ou Museth, Muchet)
  - Mouchet, Messire Théodore, fils de Jan Mouchet, chevalier, et de Margarita van der Beken, petit-fils de Barbara van Vrechem et de Joannes van der Beken, avocat, arrière-petit-fils de Joannes van Vrechem et de Barbara de Keyser, laquelle descendait d'Adam de Keyser et de Margarita van Nieuwenhoven née des Lignages, fut échevin de la ville de Bruxelles en 1594 et avait été admis le 13 juin 1592 au lignage Steenweeghs.
- Famille le Muet ou de Muet (d'azur à une licorne d'argent)
  - Muet (le), Messire Antoine, né à Bruxelles, fils de Jacques le Muet et d'Agnès Abselons, celle-ci fille de François admis au Steenweeghs en 1579 et sœur de Joos admis au Coudenbergh en 1620, fut huit de la Gilde drapière de 1650 à 1652, et avait été admis le 13 juin 1644 au lignage Coudenbergh[207].

## N
- Famille de Negri
  - Negri (de), messire (Stéphane)-Balthazar-François, lieutenant de cavalerie, fils de messire Stéphane, capitaine de cavalerie au service de Sa Majesté, et de dame Margriete Diertins, celle-ci était la sœur de Jean-Walrave Diertijns admis en 1670, fut admis le 13 juin 1687 au lignage Coudenbergh[207].
  - Negri (de) ou Negry (de), Messire Thomas-Joseph, fils de Stephanus de Negri, capitaine de cavalerie, et de Margarita Diertens, frère de Balthazar-François ci-avant, fut admis le 4 avril 1699 au lignage Coudenbergh.
- Famille van den Neucker
  - Neucker (van den), Jean-Baptiste, fils de Nicolaus vanden Neucker et de Maria de Vos, petit-fils de Guilielmus de Vos et de Barbara vander Reest, laquelle était la sœur de Marcus, Adrianus, Cornelius et Franciscus vander Reest qui avaient été admis en 1650, fut procureur au Conseil de Brabant, est mort sans postérité et avait été admis le 13 juin 1691 au lignage Sweerts.
- Famille van de Nesse (non mentionnée par van der Meulen)
  - Nesse (van de), Nicolas, baptisé à Overysse en 1683, fils de Guilaume van de Nesse, baptisé à Overysse en 1649, et de Anna Maria van Doornick, petit-fils de Jan van de Nesse et de Maria de Ridder, arrière-petit-fils de Joos van de Nesse, baptisé à Bruxelles (Ste-Gudule) en 1579, et de Philippine de Peuseleer, arrière-arrière-petit-fils de Jacobus van de Nesse et de Paschyne Godschalcx, cette dernière étant la fille de dame Catharina Spijskens, fut admis gratuitement le 13 juin 1712 à la bourgeoisie de Bruxelles comme étant issu du lignage Coudenbergh.
  - Nesse (van de), Jaspar, baptisé à Overysse en 1685, frère du précédent, fut admis gratuitement à la bourgeoisie de Bruxelles le 13 juin 1712 comme étant issu du lignage Coudenbergh.
  - Nesse (van de), Joannes Antonius, baptisé à Overysse en 1688, frère des deux précédents, fut admis gratuitement à la bourgeoisie de Bruxelles le 13 juin 1712 comme étant issu du lignage Coudenbergh.
- Famille van Nevele (d'argent à la croix engrelée de gueules chargée en abîme d'un quintefeuille d'argent)
  - Nevele (van), Messire Jean, chevalier, seigneur de Nosseghem et de Sloosen, descendant de Lanceloot van Ghindertalen ayant été échevin de la ville de Bruxelles en l'an 1477, et également descendant des Madoets, fut drossard général de Deurne et du quartier d'Anvers, et avait été admis le 20 mars 1604 au lignage Serhuyghs.
- Famille de Nicolaerts (burellé d'or et de sable de douze pièces, au chef cousu d'argent, chargé d'un lion rampant et issant de sable, armé et lampassé de gueules)
  - Nicolaerts (de), Messire Gaspard-Alexandre, baron de Nicolarts, seigneur d'Attain ou Atten, fils de Robert-Henri, baron de Nicolarts, I.U.L., conseiller alcade de la cour de l'archiduchesse Marie-Élisabeth d'Autriche, gouvernante des Pays-Bas, et d'Anne Françoise van de Haghen, laquelle était la sœur de François van der Haghen admis au lignage en 1698, fut admis le 13 juin 1714 au lignage Steenweeghs.
  - Nicolaerts (de), Messire N..., fils de messire Robert-Henry baron de Nicolarts, seigneur de Hattin, et de dame Anna van der Haeghen, fille de Pierre et sœur de d'heer Franciscus, qui fut admis le 13 juin 1696, fut admis le 13 juin 1710 au lignage Steenweeghs.
- Famille Nieukerke (d'argent à 2 tours de gueules couvertes d'azur et fermées de sable)
  - Nieukerke, Maître Frédéric, licencié et avocat au Conseil de Brabant, fut admis le 13 juin 1629 au lignage Serhuyghs.
- Famille van Nieuwenhove
  - Nuwenhove (van), Gijsbrecht inscrit au lignage Roodenbeke au XIVe siècle.
  - Nieuwenhove (van), Philippe, fils de Philippe et de Marguerite van der Meeren, laquelle était la fille de Jean, seigneur de Saventhem et de Mathilde Swaef fille de Nicolas, fut échevin de Bruxelles en 1488 et se trouvait en 1482 au lignage Sleeus.
  - Nuwenhove (van), Jean, seigneur de Coeckelberge, était présent le 13 juin 1525 au lignage Sleeus.
- Famille van der Noot[208] (d'or à cinq coquilles de sable rangées en croix)
  - Noot (van der), ou ex Via Lapidea (Ingelbert), échevin du lignage Steenweegs en 1320, 1322, 1324 (portait sur son sceau une seule coquille brisée d'une cotice)[209].Le grand poète de langue néerlandaise Jan van der Noot, issu du lignage Steenweegs.

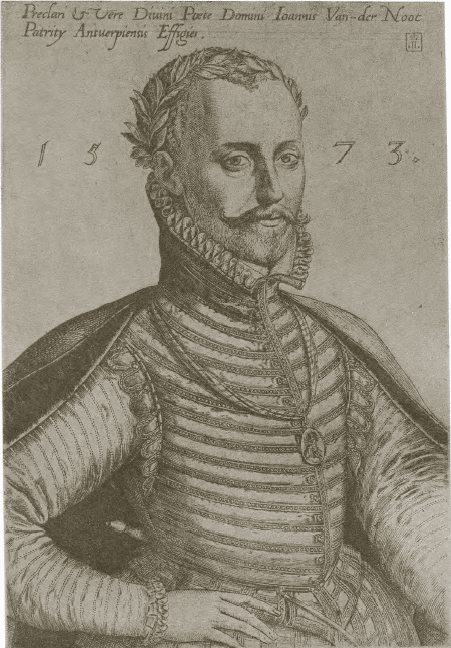
Le grand poète de langue néerlandaise Jan van der Noot, issu du lignage Steenweegs.

  - Noot (van der), Jan, né vers 1399, mort en 1474, échevin du lignage Steenweegs en 1435, 1442, 1447, 1452 et 1469, receveur en 1438, 1441, 1444, 1467 et bourgmestre en 1449 et 1454. Son fils Cornelis van der Noot, époux de Joe Catharina Draeck, fille de Walraeven (Waleran) et de N. van de Werve s'établit à Anvers. Leur fils Heer Adriaen van der Noot, chevalier, seigneur d'Ossendrecht époux de Vrouwe Josyne Daems, sont les parents du grand poète de langue néerlandaise Jan van der Noot, époux de Joe Cecilia Beyvliets. Il était un ami du poète Johan Baptista Houwaert, comme l'écrit son petit fils Jean-Baptiste Houwaert, dans le Liber familiarum.
  - Noot (van der), André-Léonard, baron de Kieseghem, admis en… au lignage Serroelofs
  - Noot (van der), Messire Antoine, fils d'Antoine, et petit-fils d'Antoine et d'Elisabeth van der Meeren dont les armes figurent dans son écartelé, fut échevin en 1551, bourgmestre en 1559, et avait été admis le 13 juin 1550 au lignage Sleeus.
  - Noot (van der), le chevalier Antoine (en 1548), fils d'Antoine et d'Isabeau van de Meeren, fut doyen de la Gilde drapière en 1495, et avait été admis le 13 juin 1495.
  - Noot (van der), Ferdinand-Antoine-François, seigneur de Vrechem, J.U.L., baptisé à Bruxelles le 3 décembre 1728, fils de Nicolaus Franciscus vander Noot, seigneur de Vrechem, admis au lignage le 13 juin 1718, et de dame Francisca Hieronima van Caverson, fut avocat au Conseil de Brabant, huit de la Gilde drapière de 1761 à 1771, overmomboir de la ville de Bruxelles, maître de l'Hospice Saint-Eloi, syndic des Frères-Mineurs à Louvain, épousa Marie Catherine Bernardine de Moor, et avait été admis le 13 juin 1757 au lignage Sweerts.
  - Noot (van der), François-Joseph-Alexandre, admis en 1750 au lignage Sweerts.
  - Noot (van der), Joseph-François-Liévin, seigneur de Wanninck, J.U.L., frère d'Henricus Carolus Nicolaus vander Noot, fils de Nicolaus Franciscus van der Noot, seigneur de Vrechem, admis au lignage le 13 juin 1718, et de dame Magdalena Ludovica Xaveria van Honsem, fut avocat en 1781 au Conseil souverain de Brabant, huit de la Gilde drapière de 1783 à 1785, échevin de la ville de Bruxelles de 1786 à 1790, épousa Brigitta Joanna Maria de Fierlant, et avait été admis le 13 juin 1783 au lignage Sweerts. Henri van der Noot, admis en 1757 au lignage Sweerts, le fameux chef de la révolution brabançonne.

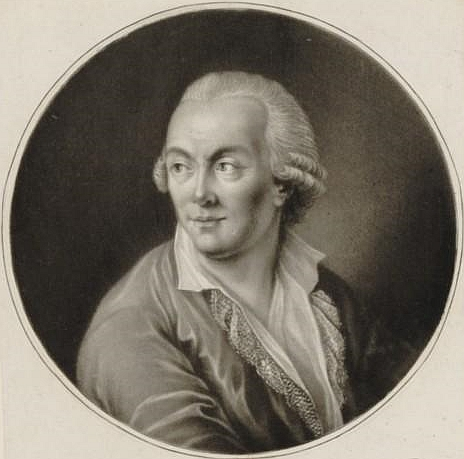
Henri van der Noot, admis en 1757 au lignage Sweerts, le fameux chef de la révolution brabançonne.

  - Noot (van der), Gaspard, chevalier, seigneur de Carloo, comparut pour la première fois en 1564 au lignage Sleeus.
  - Noot (van der), Gilles, présent en 1511 au lignage Sleeus.
  - Noot (Van Der), Henri-Charles-Nicolas, J.U.L., avocat au Conseil de Brabant, baptisé à Bruxelles (Finistère) le 7 janvier 1731, fils de Ferdinandus Antonius Franciscus van der Noot, admis le même jour que lui au lignage, et de dame Françoise Hieronima van Caverson, avait été admis le 13 juin 1757 au lignage Sweerts. Il était Franc-maçon, et il joua un rôle considérable dans la révolution brabançonne.
  - Noot (van der), Jacques, époux d'Isabella Cornelia van Middelborg, fils de Maximilianus van der Noot et de Maria Boote, laquelle était la fille de Joannes Baptista Boote, admis en 1600, et d'Anna van der Noot, fut admis du chef de son grand-père maternel le 13 juin 1718 au lignage Sweerts.
  - Noot (van der), Messire Jean, présent en 1556 au lignage Sleeus.
  - Noot (van der), Jean, fils d'Antoine et d'Elisabeth van der Meeren, laquelle était fille de Jean et de Mathilde Swaeff, fut échevin de Bruxelles entre 1508 et 1537, trésorier en 1517, bourgmestre entre 1516 et 1529, et avait été admis le 11 juin 1488 au lignage Sleeus.
  - Noot (van der), Messire Jean Antoine Marie Joseph, comte de Schoonhoven, I.U.L., fils de Carolus Bonaventura comte vander Noot, admis en 1700, chambellan de Sa Majesté, et de dame la baronne de Waes, épousa Maria Josepha Taye, et avait été admis le 13 juin 1756 au lignage Serroelofs.
  - Noot (van der), Jean Joseph Philippe, baron de Meldert, fils de monseigneur Philippus Franciscus van der Noot, comte de Duras, baron de Carloo, Meldert et Thijne, admis au Lignage en 1700, et de dame Anna Anthonia Theresia Ermelindis Josepha d'Oyenbrugge, fut admis le 13 juin 1738 au lignage Serroelofs.
  - Noot (van der), Jean Joseph Philippe, comte de Duras, seigneur de Carloo, fils de M'her Philippus Ludovicus Josephus van der Noot, comte de Duras et de dame Honoria Francisca Antonette baronne van Hamme de Stalle, et petit-fils de messire Philippus Franciscus van der Noot qui fut admis au Lignage le 12 octobre 1700, épousa Florentia Maria Josepha Gislena de Ruysschen, comtesse d'Elisem, et avait été admis le 13 juin 1787.
  - Noot (van der), le chevalier Jacques, seigneur de Kieseghem, fils d'Adrianus van der Noot, seigneur de Kiesegem, et de Catharina van der Eycken, petit-fils d'Adrianus van der Noot, chevalier, mort en 1523, et de Catharina Rampaerts, dame de Kiesegem, arrière-petit-fils de Wouter van der Noot, seigneur de Risoir, mort en 1499, et de Dymphna de Grimberghe d'Assche, arrière-arrière-petit-fils de Wouter van der Noot, du Lignage Serhuyghs, bourgmestre de la ville de Bruxelles, mort en 1452, et d'Elisabeth Eggloy, épousa Catharina Taye, fut échevin de la ville de Bruxelles en 1590, chef-doyen en 1598, proviseur de l'Hôpital Saint-Eloi en 1597, 1608, 1617 et 1625, et avait été admis le 22 mars 1578 au lignage Serroelofs.
  - Noot (van der), le comte Charles Bonaventure, I.U.L., fils de Rogier Wautier van der Noot et de dame Anna Louyse van der Gracht, et frère de Philippe François et Jean Joseph van der Noot également admis en 1700, épousa le 29 mars 1728 Catherine Philippine de Waes, chanoinesse de Mons, fut échevin de la ville de Bruxelles de 1709 à 1712, conseiller au Conseil de Brabant en 1713, grand bailli de Nivelles et du roman pays wallon de Brabant en 1740, Conseiller d'épée au Conseil d'État et chambellan de Sa Majesté au service de S.A.S. la Gouvernante des Pays-Bas en 1742, chambellan de Sa Majesté la reine de Hongrie et de Bohême en 1754, et avait été admis le 12 octobre 1700 au lignage Serroelofs.
  - Noot (van der), Léonard, chevalier, seigneur de Kieseghem, fils de Jacop vander Noot, admis en 1578, et de Catharina Taye, fut échevin de la ville de Bruxelles en 1634, 1652, 1663, bourgmestre en 1668, doyen de la Gilde drapière en 1633 et 1634, mambour de l'hôpital Saint-Eloi en 1643, épousa Elisabteh Clara van Grave, et avait été admis le 13 juin 1633 au lignage Serroelofs.
  - Noot (van der), Engelbert, mentionné le 13 juin 1579 au lignage Serhuyghs.
  - Noot (van der), Messire Adrien, fils du chevalier Adrien, comparut pour la première fois en 1557 (mais 1564 pour van der Meulen) au lignage Sleeus.
  - Noot (van der), Messire Corneille, frère de Jacop van der Noot, admis en même temps que lui, et fils d'Adrien van der Noot, seigneur de Kiesegem, mort en 1569, et de Catharina van der Eycken, avait été admis le 22 mars 1578 au lignage Serroelofs.Un membre de la famille lignagère bruxelloise van der Noot : Maximilien Antoine van der Noot (Bruxelles, 27 décembre 1685 - Gand, 27 septembre 1770), quinzième évêque de Gand, fils du baron Roger Wauthier van der Noot, admis en 1700 au lignage Serroelofs, seigneur de Carloo et d'Anne Louise van der Gracht, dame de Cortenbach. Il était le frère de Philippe Érard van der Noot.

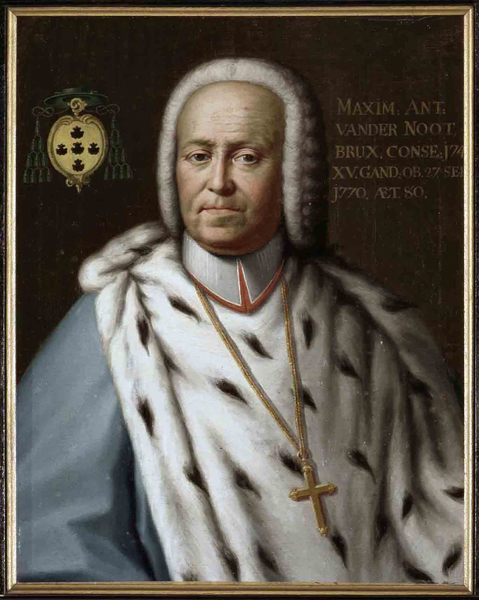
Un membre de la famille lignagère bruxelloise van der Noot : Maximilien Antoine van der Noot (Bruxelles, 27 décembre 1685 - Gand, 27 septembre 1770), quinzième évêque de Gand, fils du baron Roger Wauthier van der Noot, admis en 1700 au lignage Serroelofs, seigneur de Carloo et d'Anne Louise van der Gracht, dame de Cortenbach. Il était le frère de Philippe Érard van der Noot.

  - Noot (van der), Messire Ferdinand, fils de messire Leonard vander Noot, admis au lignage en 1633, et de dame Isabelle van Grave, épousa Maria Appolonia van Strye, Hollandaise, fille de chambre de sa mère, et avait été admis le 26 juin 1665 au lignage Serroelofs.
  - Noot (van der), Messire Guillaume Louis, seigneur de Duyst, fils de messire Rogier Wauter van der Noot, baron de Carloo, et d'Anne Louyse van der Gracht, fut bailli de Saint-Bavon à Gand en 1726, et avait été admis, avec son frère Maximilianus Anthonius van der Noot qui sera évêque de Gand, le 3 juin 1707 au lignage Serroelofs.
  - Noot (van der), Messire Jean, fils de messire Philippe, fut admis en juin 1595 au lignage Sleeus.
  - Noot (van der), Messire Jean, présent au lignage Sleeus en 1579. Il n'est pas mentionné par van der Meulen.
  - Noot (van der), Messire Jean Joseph, fils de Rogier Wautier van der Noot ci-dessous et frère de Philippe François van der Noot tous deux admis en 1700, fut chevalier de l'ordre teutonique sous le bailliage des Vieux-Joncs (Commanderie d'Alden Biesen) en 1700, commandeur de Ramersdorff en 1715, commandeur van Sint Gillis tot Aken en 1723, commandeur de Bernshem en 1739, et avait été admis le 12 octobre 1700 au lignage Serroelofs.
  - Noot (van der), Messire Jérôme, fut doyen de la Gilde drapière, échevin de Bruxelles en 1592 et en 1603 et 1604, est mort en 1616 et avait été admis le 13 juin 1590 au lignage Sleeus.
  - Noot (van der), Messire Matthieu, fut admis le 13 juin 1554 au lignage Sleeus.
  - Noot (van der), Messire Maximilien Antoine, I.U.L., fils de messire Rogier Wauter van der Noot, baron de Carloo, et d'Anne Louyse van der Gracht, fut chanoine en 1707, chanoine de Saint-Bavon à Gand en 1724, évêque de Gand en 1740, et avait été admis le 3 juin 1707 au lignage Serroelofs.
  - Noot (van der), Messire Maximilien Emmanuel Charles, seigneur d'Outhain, I.U.L., fils de messire Rogier Wauter van der Noot, baron de Carloo, et d'Anne Louyse van der Gracht, fut échevin de la ville de Bruxelles de 1723 à 1725, de 1727 à 1730 et de 1732 à 1733, et avait été admis le 24 avril 1710 au lignage Serroelofs.
  - Noot (van der), Nicolas-François, seigneur de Vreckem, fils de Jacobus van der Noot et de Maria Isabella Middelborgh, épousa en premières noces Francisca Jeronima van Caverson et en secondes noces Magdalena Ludovica Xaveria van Honssem, mourut le 5 juillet 1773, fut lieutenant-major de la Garde bourgeoise puis amman de Bruxelles, et avait été admis le 13 juin 1718 au lignage Sweerts.
  - Noot (van der), Alexandre-François-Joseph, J.U.L., seigneur de Vrechem, fils de Nicolas Franciscus van der Noot, admis au lignage en 1718, et de Francisca Hieronima van Caverson, avait été admis le 13 juin 1750 au lignage Sweerts.
  - Noot (van der), Messire Philippe, échevin de Bruxelles entre 1547 et 1551, fut admis le 13 juin 1538 au lignage Sleeus.
  - Noot (van der), Philippe François, baron de Carloo, fils de Rogier Wautier ci-après, épousa en 1705 Anna Antonia Theresia Ermelinde d'Oyenbrugghe de Duras, baronne de Meldert et de Thyne, fut capitaine d'une compagnie wallonne au service de Sa Majesté, et avait été admis le 12 octobre 1700 au lignage Serroelofs.
  - Noot (van der), Rogier Wautier, baron de Carloo, époux d'Anna Ludovica van der Gracht, baronne de Vrempden, fils de Gillis van der Noot, chevalier, seigneur de Carloo, et d'Anna van Leefdael, dame de Suerbemde, petit-fils de Joannes van der Noot, seigneur de Carloo, et de Joanna de Masnuy, dame de Grez, arrière-petit-fils de Gaspar van der Noot, chevalier, seigneur de Carloo, admis au Sleeus en 1564, et de Joanna d'Enghien de Santberghe, arrière-arrière-petit-fils de Wouter van der Noot, chevalier, seigneur du Risoir, et de Catharina Hinckaert, dame de Carloo, fut bourgmestre de la ville de Bruxelles en 1701 et 1702, député ordinaire des États de Brabant, est mort le 29 décembre 1710, et avait été admis le 12 octobre 1700 au lignage Serroelofs. Il est le père de Maximilien Antoine van der Noot (Bruxelles, 27 décembre 1685 - Gand, 27 septembre 1770), quinzième évêque de Gand.
  - Noot (van der), Messire Raso Léonard, fils de Léonard van der Noot, admis en 1633, bourgmestre de la ville de Bruxelles, et d'Isabella van Grave dit de Grez laquelle était la fille du chevalier Raso van Grave dit de Grez, est mort le 17 juin 1711 et avait été admis le 13 juin 1661 au lignage Serroelofs.
- Famille de Noter
  - Noter (de), Ferdinand Marc, fils de Theodorus de Noter, J.U.L., et de Margarita Jocquet, petit-fils de Joannes Jocquet, docteur en médecine, et de Margarita van Blitterswijck, laquelle était la fille de Guilliam van Blitterswijck et de Josina van den Putte, la petite-fille de Gillis van Blitterswijck né en 1524 et mort en 1621, et de Cathelyne van Habbeke, l'arrière-petite-fille de Guilliam van Blitterswijck, seigneur de Laeken, et d'Elisabeth Cuelens dit van Teutenberg, et l'arrière-arrière-petite-fille de Guilliam van Blitterswijck, échevin de Bruxelles en 1489 et bourgmestre en 1495, et de Margarita Huijbrechts, et avait été admis en 1670 au Roodenbeke.
  - Noter (de), Théodore, frère germain de Ferdinand Marc de Noter cité ci-avant, avait été admis, en même temps que lui, en 1670, au Roodenbeke.
- Famille van Nuffel
  - Nuffel (van), Alexandre-Philippe-Josse, seigneur de Duynen, baptisé à Malines, paroisse Sainte-Catherine, le 21 septembre 1727, fils de Philippe-Josse van Nuffel, seigneur de Chesnoy, et de dame Catherine d'Ancré, époux d'Elisabeth van Langhenhoven, avait été admis le 13 juin 1760 au lignage Coudenbergh.
  - Nuffel (van), Arnold-Goduwal-Bertolf, seigneur de Marselaer, tenancier héréditaire de la chambre des tonlieux de Bruxelles, fils de Jean-Baptiste van Nuffel et de Marie-Begge d'Ancré, petit-fils de François van Nuffel et de Barbara Bosch, arrière-petit-fils de Gillis van Nuffele et de Barbara Uuyttenhove, épousa en 1742 Marie-Marguerite Allard, et avait été admis le 13 novembre 1750 au lignage Coudenbergh[207],[210]. Son père Jean-Baptiste van Nuffel, époux de Marie-Begge d’Ancré forme la filiation no 102 publiée par l'Association Royale des Descendants des Lignages de Bruxelles.
  - Nuffel (van), François-Joseph, baptisé le 9 mars 1728, fils de Jean-Baptiste van Nuffel et de Marie-Begge d'Ancré, épousa en premières noces Angélique-Bernarde-Livine van der Mandere et en secondes noces Marie Marguerite Gaggia, habita plus tard à Gand, et avait été admis le 13 juin 1752 au lignage Coudenbergh.
  - Nuffel (van), Jacques-Joseph, frère d'Arnold-Goduwald-Bertolf van Nuffel ci-avant, fils de Jean-Baptiste van Nuffel et de Marie-Begge d'Ancré, fut admis le 10 avril 1751 au lignage Coudenbergh.
  - Nuffel (van), Jean-François-Alexandre, fils de Jean-François van Nuffel ci-après qui fut admis en 1753 et de Jeanne-Catherine van Ceulen, admis le 13 juin 1785 au lignage Coudenbergh[211].
  - Nuffel (van), messire Jean-François, seigneur d'Heynsbroeck, né à Malines, mort le 21 mai 1773 et inhumé à l'église Saint-Géry, époux de Joanna-Catharina van Ceulen, fils de Philippe-Josse van Nuffel et de Catherine d'Ancré, avait été admis le 13 juin 1753 au lignage Caudenbergh.
  - Nuffel (van), Philippe-Josse, seigneur de Chesnoy, greffier de la cour féodale de la ville et province de Malines, mort en novembre 1765 et inhumé dans l'église des Minimes à Bruxelles, oncle des van Nuffel admis en 1750, 1751 et 1752, époux de Catherine d'Ancré, fils de François van Nuffel et de Barbara Bosch, avait été admis le 13 juin 1753 au lignage Coudenbergh.
- Famille van Nyverseel (ou van Nijversele) (écartelé : aux 1 et 4 de gueules, au brochet d'argent posé en bande, la tête en chef ; aux 2 et 3 d'or, à la fasce d'azur) 
  - Nyverseel (van), Guillaume, prêtre, fils de Guilliam van Nijversele et de dame Margarita Macharis, fille de Joos Macharis, et de dame Elisabet Heymans, sœur de même père et même mère de sieur et maître Joannes Heymans, J.U.L. et avocat du Conseil de Brabant admis au lignage le 13 juin 1641, avait été admis le 13 juin 1695 au lignage Sweerts.

## O
- Famille O'Kelly (De gueules à la tour donjonnée d’argent, soutenue par deux lions d’or)
  - O’Kelly, messire Emmanuel-François-Hubert, fils de Philippe-Jean-Baptiste et de dame Anne-Louise-Françoise de Bareige, né en 1765 et mort en 1840, avocat en 1786, épousa en 1805 Marie-Colette van der Banck, admis le 13 juin 1784 au lignage Coudenbergh[212].
  - O’Kelly, Philippe-Jean-Baptiste, avocat en 1756, assesseur du drossard de Brabant depuis 1781, mort en 1799, admis 23 juin 1772 au lignage Coudenbergh[108]. Il avait épousé Anne Louise Françoise de Bareige et était le fils de Joannes O'Kelly et de dame Maria Albina Angelina van der Moeren, petit-fils de Joannes Melchior van der Moeren et d'Isabella Hellemans, et arrière-petit-fils de Joannes van der Moeren et de Lutgardis van der Beken dite Pasteels.
- Famille Obrechts
  - Obrechts, Philippe, dit De Vos, admis en 1487 au Roodenbeke[1].
- Famille Olbrechts
  - Olbrechts, Pierre[213], habitant de la paroisse de Neder-Heembeke, fils de Joannes Olbrechts et d'Anna Vereycken, fut déclaré être issu du lignage Serhuyghs du chef de messire Gilles van Marselaer, en son vivant seigneur d'Opdorp, et de son épouse dame Joanna Laenen, frère de père et mère d'Adrianus van Marselaer qui fut échevin de la ville de Bruxelles en 1476, et à ce titre fut déclaré apte le 13 juin 1764 à devenir bourgeois de Bruxelles comme issu du lignage Serhuyghs[214].
- Famille Oemen (ou Oomen)
  - Oemen, Roelof, fils d'Hendrik Oemen et d'Elisabeth uytten Emere, se trouvait en 1376 au lignage Coudenbergh. Il avait une sœur, Margareta Oemen, qui épousa Gillis van Percke[215].
- Famille d'Olmen (d'argent au chevron d'azur chargé de cinq fleurs de lys d'or et accompagné de trois coqs de sable, membrés, barbés et crêtés de gueules)
  - Olmen (d'), messire Philippe-Eugène-Joseph, baron de Poederlé, fils de messire Eugène-Joseph d'Olme baron de Poederlé, seigneur de Courtaubois, et de dame Marie Hélène de Steenhuyse, baronne de Poederlé, laquelle était la fille de messire Jean Erard de Steenhuyse, baron de Poederlé, qui fut admis au lignage en 1704, fut admis le 13 juin 1748 au lignage Coudenbergh.
  - Olmen (d') de la Court-au-bois, messire Michel-Joseph, I.U.L., frère du précédent, fut admis le 13 juin 1748 au lignage Coudenbergh.
  - Olmen (d'), Ferdinand-Joseph-Ghislain, comte de Saint-Remy, seigneur d'Herbays, Pietermael, l'Escaille et à Ophem, I.U.L., fils de messire Joseph-Mathieu-Hyacinte d'Olmen ayant siégé au lignage, et de dame Marie-Hypolite-Catherie-Ghislaine de Vicq, baronne de Cumptigh, fut admis le 13 juin 1779 au lignage Sleeus.
  - Olmen (d'), Joseph-Matthieu-Hyacinthe, comte de Saint-Remy, seigneur de Herbais, Pietermael, l'Escaille, etc., fils de messire Ferdinand d'Olmen de la Court au Bois, comte de Saint-Remy, et de Marie-Françoise-Josèphe de Pape, fut admis du chef de son oncle maternel Leon-Joseph de Pape, le 13 juin 1747 au lignage Sleeus.
- Famille van Omel (d'argent au chevron de gueules chargé en son sommet d'une étoile à six rais du champ et accompagné de 3 maillets de gueules)
  - Omel (van), Maître Philippe-Albert, in utroque jure licentiatus et avocat du Conseil de Brabant, admis le 13 juin 1657 au lignage Serhuyghs.
- Famille d'Onyn
  - Onyn (d'), Messire Sébastien Joseph, noble homme du Vautray de Son Altesse Royale le duc Charles de Lorraine, fils de messire Sebastianus d'Onijn et de dame Marie Caroline de Fusco, petit-fils de heer Carolus Franciscus de Fusco de Mataloni, seigneur de Sart-Messire-Guillaume, et d'Anna Helena Cupis de Camargo, et dès lors cousin germain de Petrus Antonius Josephus de Hulder dit de Bonchant qui avait eu l'autorisation de reprendre le nom de Cupis de Camargo et qui avait été admis au lignage le 13 juin 1751, avait été également admis le 13 juin 1751 au lignage Serroelofs.
  - Onyn de Chastre (d'), Gérard-Xavier-Bernard-Joseph, chevalier, J.U.L., baptisé à Louvain le 13 avril 1757, fils de Jacobus Franciscus Josephus d'Onyn, seigneur de Chastre-Dame-Alerne, premier bourgmestre de Louvain et comme tel député aux États de Brabant, et de dame Maria Catharina de Herckenrode, fille de Carolus Alexander Michael de Herckenrode, seigneur de ten Dale, erfvocht de Raetshoven, qui avait été admis au lignage le 13 juin 1730, fut avocat au Conseil de Brabant en 1781, juge au tribunal de première instance de Louvain en 1787, amman de Bruxelles en 1791, mourut à Louvain le 27 janvier 1837, et avait été admis au lignage Sweerts le 13 juin 1780.
  - Onyn (d'), Charles-Laurent-Joseph, frère de Gérard-Xavier-Bernard-Joseph d'Onyn ci avant, fut admis au lignage Sweerts le 13 juin 1780.
- Famille van Ophem (d'argent à 5 losanges de gueules accolées et posées en bande)
  - Ophem (van), Messire Ange ou Ingelbert, se trouvait le 13 juin 1528 au lignage Serhuyghs. (mêmes armes brisées en chef d'une étoile à six rais de sable)
  - Ophem (van), Arnould, fils d'Ingelbrecht van Ophem, fut admis le 13 juin 1567 au lignage Serhuyghs. (mêmes armes qu'Inghel, mais l'étoile est posée en chef à senestre)
  - Ophem (van), Charles, fut admis le 13 juin 1542 au lignage Serhuyghs.
  - Ophem (van), Corneille se trouvait au lignage en 1406 au lignage Sweerts.
  - Ophem (van), Englebert, admis en 1540 au lignage Serhuyghs.
  - Ophem (van), Jacques, fils de Zegher van Ophem qui était au Lignage en 1480, et de dame Catharina van Dynter, épousa dame Catharina van de Werve, et était présent le 13 juin 1484 au lignage Serroelofs.
  - Ophem (van), Messire Jacques, admis le 13 juin 1600 au Roodenbeke.
  - Ophem (van), Messire Jacques, admis le 14 mai 1628 au Roodenbeke.
  - Ophem (van), Messire Pierre, admis le 27 mars 1578 au lignage Sleeus.
  - Ophem (van), Michel, frère de Jacob van Ophem admis au Lignage en 1484, fils de Zegher van Ophem qui était au Lignage en 1480 et de dame Catharina van Dynter, épousa dame Barbele van Berchem, et était présent le 13 juin 1502 au lignage Serroelofs.
  - Ophem (van), Michel, admis en 1540 au lignage Serhuyghs.
  - Ophem (van), Michel, dit le jeune, se trouvait le 13 juin 1528 au lignage Serhuyghs.
  - Ophem (van), Michel, dit le vieux, mort en 1531, se trouvait le 13 juin 1528 au lignage Serhuyghs.
  - Ophem (van) ou Oppem (van), Maître Jean, fils de Michel, présent le 13 juin 1548 au lignage Serhuyghs.
  - Ophem (van), Philippe, chevalier, fils de messire Zegher van Ophem, bailli de Gaesbeek, et de dame Margriete van Rechem, petit-fils de Zegher van Ophem, échevin de la ville de Bruxelles en 1455, et de dame Catharina de Dynter, épousa dame Catharina van der Noot, et avait été admis le 13 juin 1534 au lignage Serroelofs.
  - Ophem (van), Simon, issu de ce lignage vers 1400 au lignage Serroelofs.
  - Ophem (van), Sohier ou Zegher, fils de Symon van Ophem, échevin du Serroelofs en 1417, 1426, 1432 et 1439, bourgmestre en 1430, et de demoiselle Jeanne de Silly dite du Risoir ou van der Ryst, petit-fils de Jan van Ophem et de dame Maria Smols qui était la fille d'Ywain de Mol, échevin du Serroelofs entre 1383 et 1410, et de dame Margarita van den Wykete, épousa Catharina van Dynter qui était la sœur du chroniqueur Ambroes van Dynter, et se trouvait au lignage en 1480 au lignage Serroelofs.
  - Ophem (van), Zegher, issu de ce lignage vers 1455 au lignage Serroelofs.
- Famille Optenberch
  - Optenberch, Maître Jean, fils de Willem Optenberch et de dame Margriete Brugmans qui était la fille de Jan et de Maria van de Velde, petit-fils de Jan Optenberch, chaussetier vers 1527, et de Maryne Boenincx, laquelle était la fille de Geerem Boenincx et de Margriete Hals alias van Os, elle-même petite-fille de Gillis Sweerts ou de Weert, gantier, fut admis du chef des Sweerts le 13 juin 1582 au lignage Steenweeghs.
- Famille van Orley ou van Orlay[216] (d'argent à deux pals de gueules[217])
  - Orley (van) ou Orlay (van), Jean, grand-père naturel du peintre Bernard van Orley[218], se trouvait au lignage en 1482 au lignage Sleeus.
- Famille Orts (d'argent, à la fasce ondée de sinople, accompagnée de trois coquilles de sable).
  - Orts de Bulloy, Florentin-Godefroid-Joseph[219] (1761-1843), avocat au Conseil souverain de Brabant, fils d'Egidius Orts et de Maria Juliana Josepha Haghemans, laquelle était la fille de Thomas Josephus Lucas Haghemans et de Barbara Theresia Christiaens, la petite-fille de Joannes Baptista Haghemans et Joanna Josepha de Visschere, l'arrière-petite-fille de Henricus Haghemans et de Catharina De Maillette, l'arrière-arrière-petite-fille de Thomas De Maillette et d'Anna van Bruiseghem qui descendrait - car un procès demeurait en suspens pardevant le Conseil de Brabant au sujet des preuves de cette ascendance et de l'admission de ce prétendant - de Jan Clutincx qui siégeait au Roodenbeke, et avait été admis en 1784 au Roodenbeke.
- Famille van Os ou van Oss
  - Os (van), Messire Antoine, seigneur d'Heembeke, fils de heer Willem van Os, président de Bois-le-Duc, et de dame Catharina van der Kelen, petit-fils d'Henricus van der Kelen et de dame Joanna de Roover, arrière-petit-fils de Michael van der Kelen et de dame Biela van de Voorde, arrière-arrière-petit-fils de Michael van der Kelen, échevin du Serhuyghs, et de dame Maria Fraybaert, ce dernier étant le fils de Michael van der Kelen, qui avait été échevin du Serroelofs en 1398, et de dame Ida van Brabant, épousa en premières noces Jacobine de Bergues, dame de Waterdyck et Philippine, en secondes noces dame Maria van Busleyden, fut échevin de la ville de Bruxelles en 1566, et avait été admis le 13 juin 1559 au lignage Serroelofs.
  - Os (van), Messire Charles-Philippe, seigneur d'Heembeke, fils d'Anthoine van Os, admis au Lignage en 1560, épousa dame Catharina de Maiança, et avait été admis le 13 juin 1595 au lignage Serroelofs.
- Famille Oudaert (écartelé: 1/4 d'argent à 3 merlettes de sable; 2/3 d'azur à 3 fleurs de lis d'argent)
  - Oudaert, Messire Alexandre, seigneur de Ranst, Rymenant, fut échevin de la ville de Bruxelles en 1593, et était mentionné parmi les absents le 13 juin 1579 au lignage Serhuyghs.
  - Oudaert (dit Happaert), Messire Charles-André (nommé Alexandre-André par van der Meulen), seigneur de Dieghem, frère de Jérôme Happaert admis le même jour (voyez sous ce nom), fut admis le 19 avril 1667 au lignage Sleeus.
- Famille d'Ougod ou Douwgod ou Doudegod
  - Douwgod, Jean, Heer vander Motten, fils de Jan Doudegod et de dame Anna van den Heetvelde, épousa dame Maximiliana Sweerts, et était présent le 13 juin 1555 au lignage Serroelofs.
  - Ougoth (d'), Sieur et Maître Jacques, licencié en droits, fils de messire Jan d'Ougoth, mort en 1591, et de Maximiliana Sweerts, morte en 1599 et qui était la fille de Peeter de Weert, admis en 1506, et de Gertrudis d'Ougth, fut avocat en 1588, et avait été admis le 13 juin 1589 au lignage Sweerts.
- Famille van Oyenbrugghe (fascé d'or et de sinople de six pièces)
  - Oyenbrugge (van), Messire François, présent le 13 juin 1576 au lignage Serhuyghs.
  - Oyenbrugghe (d'), Messire Philippe-René, fils de messire Engelbert van Oyenbrugghe, drossart du pays de Grimbergen, et de dame Catharina t'Seraerts laquelle était la fille de Heer Antonis t'Seraerts, chevalier, et de dame Margareta Pots, fut drossart du pays de Grimbergen et avait été admis en 1578 au lignage Steenweeghs.
  - Oyenbrugge (van), Messire Philippe-René, mentionné le 13 juin 1586 au lignage Serhuyghs.
  - Oyenbrugge (van), Messire Gérard, chevalier (en 1630), fils de messire Philippe-René van Oyenbrugge, fut échevin de la ville de Bruxelles de 1621 à 1623 et en 1626, surintendant de la flotte en 1624 et 1625, bourgmestre de la ville de Bruxelles en 1636, et avait admis le 13 juin 1605 au lignage Serhuyghs.
  - Oyenbrugge (van), Messire Englebert, drossard du pays d'Hoogstraeten, était présent le 13 juin 1602 au lignage Serhuyghs.
  - Oyenbrugghe (van), Messire Gérard, fils d'Engelbrecht van Oyenbrugge, fut admis le 13 juin 1602 au lignage Serhuyghs.

## P
- Famille van Paffenrode (écartelé: aux 1 et 4, de gueules à deux épées croisées d'argent, garnies d'or; aux 2 et 3, échiqueté d'argent et de sable; et, posé sur le tout, un écusson d'or au lion de gueules, accompagné d’un lambel à trois pendants et de billettes du même)
  - Paffenrode (van), Charles, prêtre et chanoine de Notre-Dame à Courtrai, cousin germain de sieur et maître Théodore van Paffenrode admis au lignage en 1664, était le fils de Floris van Paffenrode et de dame Clara Gitrot ou Hydroth, et avait été admis le 13 juin 1666 au lignage Steenweeghs.
  - Paffenrode (van), Messire Florent-Chrétien-Joseph (alias Josephus Franciscus), fils de messire Theodorus Franciscus van Paeffenrode et de dame Catharina de Baecquer, petit-fils de Théodore van Paffenrode admis au lignage, fut opperdeken de la Lakengulde en 1775 et 1779, overmomboir de la ville de Bruxelles en 1779 et 1780, et avait été admis le 13 juin 1765 au lignage Steenweeghs.
  - Paffenrode (van), Messire Florent-Chrétien, issu du lignage, vraisemblablement fils de Théodore van Paffenrode, admis au lignage en 1664, et de dame Anne Marie Le Febure, fut échevin de la ville de Bruxelles en 1727 et 1728, bourgmestre en 1729 et 1730, surintendant du canal de 1732 à 1734, avait été admis au lignage le 13 juin 168... et faisait partie du lignage Steenweeghs en 1697
  - Paffenrode (van), Messire Guillaume-François, fils de Théodore van Paffenrode admis au lignage en 1664 et d'Anne Marie Le Febure, fut bourgmestre de la ville de Bruxelles en 1695 et trésorier de 1696 à 1698, avait été admis le 13 juin 1677 au lignage Steenweeghs.
  - Paffenrode (van), Messire Jean-François, admis en 1677 au lignage Steenweeghs. Il est vraisemblablement à confondre avec Guillaume-François ci-avant[220] .
  - Paffenrode (van), Messire Jérôme, frère de Theodor van Paffenrode admis au lignage en 1671, et fils de sieur et maître Theodorus van Paffenrode, seigneur de Nederbrulle, admis au lignage, et de dame Anne-Marie le Febure, avait été admis le 13 juin 1674 au lignage Steenweeghs.
  - Paffenrode (van), Sieur et Maître Jean, fils de sieur et maître Théodore, admis en 1664, et de dame Anne Marie Le Febure, avait été admis le 13 juin 1665 au lignage Steenweeghs.
  - Paffenrode (van), Sieur et Maître Théodore, I.U.L., seigneur de Nederbrulle, fils de Jan van Paffenrode, seigneur de Nederbrulle, et de dame Magdelene Thoens, avait été admis, premier de son nom à entrer dans les Lignages de Bruxelles et, dit Houwaert, sans qu'on ne puisse découvrir de quel chef il fut admis, le 13 juin 1664 au lignage Steenweeghs.
  - Paffenrode (van), Théodore, fils de sieur et maître Theodor van Paffenrode, seigneur de Nederbrule, admis en 1664, et de dame Marie Anne Le Febure, épousa Anna Catharina du Fresne, et avait été admis le 13 juin 1671 au lignage Steenweeghs.
- Famille Pantecras
  - Pantecras, Henri-Joseph, avocat en 1740, avocat aviseur des échevins de Vilvorde en 1787, époux de Joanna van Bellingen, fils de Joannes Pantecras et d'Isabella van Bellingen, petit-fils de Joannes Pantecras et d'Elisabeth van Nuffele, arrière-petit-fils de Gillis van Nuffele et de Barbara Uuyttenhove, avait été admis le 13 novembre 1750 au lignage Coudenbergh[221].
- Famille de Pape : écartelé : aux 1 et 4 parti-émanché d'argent et de gueules ; aux 2 et 3 d'azur à trois feuilles de nénuphar d'or.
  - Pape (de), Jean-Baptiste, fils de Victor de Pape et de dame Catharina Houwaert, celle-ci étant la fille de Joannes Baptista Houwaert, conseiller et maître de la Chambre des comptes, qui avait été admis au lignage en 1578, fut receveur des biens annotés de Sa Majesté au quartier de Bruxelles, épousa dame Marie Rentiers[222] fille de Nicolas, docteur en médecine, et de dame Magdalena Sweerts, et avait été admis le 13 juin 1618 au lignage Sweerts.
  - Pape (de), François, frère de Jan Baptist de Pape admis en 1618, fut capitaine de la Garde bourgeoise, et avait été admis le 2 décembre 1637 au lignage Sweerts.
  - Pape (de), Guillaume était absent du lignage en 1480 au lignage Sweerts.
  - Pape (de), Jean, admis en 1681 au lignage Sweerts.
  - Pape (de), Lambert-François, J.U.L., fils de Raphaël de Pape, notaire au Conseil de Brabant et official de la Trésorerie de la ville de Bruxelles, et d'Anna Stroobant, petit-fils de Stephanus de Pape, admis en 1640, et de son épouse née Zeghers, fut avocat en 1684, huit de la Gilde drapière en 1688 et doyen en 1689, épousa Francisca van Oudenhagen, et avait été admis le 4 juillet 1681 au lignage Sweerts.
  - Pape (de) ou Borgia de Pape (de), Maximilien-Joseph-François, I.U.L., fils de Matheus De Pape, seigneur de Glabbecq, et de dame Joanna Catharina van Caverson, fut admis du chef d'Albert Vits le 13 juin 1750 au lignage Serhuyghs.
  - Pape (de), Messire Léon-Joseph, seigneur de Winghe-Saint-Georges, I.U.L., fils de Petrus-Martinus de Pape, conseiller au Conseil souverain de Brabant, et de dame Joanna-Maria Maes, fut, du chef de Marcus-Emmanuel (de) Bourgeois, admis le 13 juin 1714 au lignage Sleeus.
  - Pape (de), Messire Philippe-Marie-François-Xavier, I.U.L., frère de même père et même mère de Maximilien Joseph François de Borgia de Pape, et fils de Matheus de Pape, seigneur de Glabecque, et de dame Joanna Catharina van Caverson, fut admis le 13 juin 1751 au lignage Serhuyghs.
  - Pape (de), Philippe se trouvait au lignage en 1480 au lignage Sweerts.
  - Pape (de), Pierre-Jean, frère de même père et même mère de Lambertus Franciscus de Pape admis au lignage le 4 juillet 1681, est mort le 21 juillet 1694, et avait été admis le 13 juin 1688 au lignage Sweerts.
  - Pape (de), Stephanien, frère de Jan Baptist de Pape, admis au lignage en 1618, et de Franciscus de Pape, admis en 1637, épousa une demoiselle Zegers, est mort en février 1670, et avait été admis le 13 juin 1640 au lignage Sweerts.
  - Pape (de), Victor, époux de Catherine Houwaert, admis le 13 mars 1578 au Roodenbeke. (Filiation 80).
- Famille van Parys (d'or à trois écureuils assis de gueules mangeant une noix, les deux en chef affrontés)
  - Parys (van), François, fils de Guibert Parys, fut capitaine de Bruxelles et "haeckmeester" de Sa Majesté, et avait été admis le 13 juin 1615 au lignage Serhuyghs.
  - Parys (van), Maître François, que l'on croit avoir été admis du chef de Geraert vanden Trocke, fut admis le 13 juin 1573 au lignage Serhuyghs.
  - Parys (de), Charles, fut heeckmeester de la Forêt de Soignes, et avait été admis le 12 juin 1593 au lignage Serhuyghs.
- Famille van Peborch
  - Peborch (van), Jean, admis le 26 juin 1535 au Roodenbeke.
- Famille van Pede
  - Pede (van), Arnold se trouvait au lignage en 1482 au lignage Sleeus.
  - Pede (van), Arnold se trouvait en 1485 au lignage de Roodenbeke.
  - Pede (van), alias Blancart, Sieur et Maître Guillaume, licencié ès-lois, fils de Jan van Pede, conseiller et maître des requêtes au Conseil de Brabant, et d'Helena van Malcote, petit-fils de Jan van Malcote, J.U.L., pensionnaire de la ville de Bruxelles, puis conseiller au Conseil de Brabant, et de Maria Martiny laquelle était la sœur de Gillis Martiny admis en 1586, fut avocat le 15 février 1617, échevin de la ville de Bruxelles en 1624 et 1626 mais mourut en 1626 avant d'avoir prêté serment, et avait été admis le 13 juin 1617 au lignage Sweerts.
- Famille Peeters
  - Peeters, Jacques, fils de Jan Peeters et de dame Anna vanden Reest, laquelle était la fille de Marcus vander Reest et de dame Emerentiana Pastenaken laquelle dame Emerentiana était la fille d'Augustijn et de dame Juliana Sweerts dont trois frères avaient été admis au lignage, épousa Barbara van der Kelen, fut huit de la Gilde drapière en 1653, doyen en 1660, capitaine de la Garde bourgeoise, est mort en charge le 30 juin 1662, et avait été admis le 13 juin 1652 au lignage Sweerts.
- Famille Pensaert
  - Pensaert, Guillaume ou Willem, époux de Barbara de Potter, fils d'Antonius Pensaert seigneur de Herlaer et maître des Forêts de Brabant, et de Francisca van t'Sestich, laquelle était la fille de Peeter van t'Sestich et d'Elisabeth van Zeebroeck, elle-même fille de Philippus van Zeebroeck et de Gertrudis van Cattenbroek, lequel Philippus van Zeebroeck était le fils de Gillis van Zeebroeck échevin de Bruxelles en 1476 et de Paulina van de Werve, avait été admis en 1594 au Roodenbeke.
  - Pensaert, Messire Jean, fils de Willem ou Guillaume Pensaert ci-avant et de Barbara de Potter, fut admis en 1622 au Roodenbeke.
- Famille van den Perre (d'azur au lion d'or, au chef d'or à l'aigle issante de sable)
  - Perre (van den), Corneille-Jacques, fils d'Henricus van den Perre, admis au lignage en juin 1746, et de Joanna Theresia van der Schueren, fut admis le 13 juin 1766 au lignage Serhuyghs.
  - Perre (van den), Henri, fils de Jacobus van den Perre, qui avait été admis au lignage, et de dame Anna Catharina Pielmans, fut admis, après avoir produit des lettres de réhabilitation, le 13 juin 1746 au lignage Serhuyghs.
  - Perre (van den), Jacques, fils de sieur et maître Jacques van den Perre, licencié en Droit, et de dame Catherine Antoinette Gedijn, fut admis, du chef de dame Catherine van Arckel, sœur de Jacobus van Arckel qui fut admis au Lignage le 7 octobre 1693, laquelle Catherine fut mariée à Geerard van den Perre qui sont les père et mère dudit sieur et maître Jacques van den Perre, le 13 juin 1704 au lignage Serhuyghs.
  - Perre (van den), Maître Jean, fils de maître Jan van den Perre, greffier du Conseil de Brabant, et d'Agnès Martini qui était la sœur de Gillis Martini admis au lignage en 1586, fut receveur, puis également greffier du Conseil de Brabant, épousa Marie Jacquet, et avait été admis le 13 juin 1608 au lignage Sweerts.
  - Perre (van den), Sieur et Maître Adrien, licencié ès-lois, frère de Jean, admis au lignage, fils de Gaspar van den Perre, secrétaire du Conseil de Brabant, lequel avait été anobli en 1551, fut avocat le 11 janvier 1612, doyen en 1614 et 1615, avait été admis le 13 juin 1612 au lignage Sweerts.
  - Perre (van den), Messire Antoine, frère de Jean-Baptiste admis au lignage, et fils de messire Jaspar, fut brièvement capitaine de cavalerie, épousa Cornelia Philippina van den Berghe, et avait été admis le 23 septembre 1650 au lignage Sweerts.
  - Perre (van den), Messire Gaspard, fils de Jan van den Perre, admis au lignage, et de Marie Jacquet, fut greffier de la Chambre d'Uccle et receveur de l'église Sainte-Gudule, doyen en 1640, est mort en 1663, et avait été admis le 13 juin 1620 au lignage Sweerts.
  - Perre (van den), Messire Gaspard-André, frère de Messire Antoine admis le même jour au lignage, avait été admis le 23 septembre 1650 au lignage Sweerts.
  - Perre (van den), Sieur et Maître Jean-Baptiste, fils de Gaspar van den Perre, greffier de la Chambre d'Uccle, admis au lignage, et d'Anna Numez, petit-fils de Jean van den Perre, secrétaire du Conseil de Brabant, arrière-petit-fils de Gaspar van den Perre, greffier du Conseil de Brabant, fut avocat en 1639, échevin de la ville de Bruxelles en 1654 après avoir été adjoint de son père à la Chambre d'Uccle, mourut en septembre 1663, et avait été admis le 13 juin 1640 au lignage Sweerts.
- Famille van der Perre
  - Perre (van der), Gérard, fils de Joannes Baptista van der Perre et de Cecilia Walschaert, petit-fils de Ludovicus Walschaert et d'Antonia Pauwels, arrière-petit-fils d'Adrianus Walschaert et de Maria Crabs, arrière-arrière-petit-fils de Wynandus Crabs et de Paschyne van de Nesse, laquelle était la fille de Jacob van de Nesse et de Marie Le Lièvre, fut déclaré être admissible au lignage Coudenbergh et par suite à la bourgeoisie de Bruxelles, le 13 juin 1777.
- Famille de Pesser
  - Pesser (de), Pierre-Jean-Antoine, fils de Godefridus de Pesser et d'Elisabeth de Zadaleere, petit-fils de Ludovicus de Zadaleere et de Maria Theresia de Vaddere, arrière-petit-fils de Jacobus Franciscus de Zadaleere et de Catharina Macharis, arrière-arrière-petit-fils de Johannes de Zadaleere et d'Anna de Hertoghe, laquelle était la fille de Philippus de Hertoghe et de Passchyne Goossens qui elle-même était la fille de Peeter Goossens et de Margarita van Wesenhaeghen alias van Weghaeghen, lequel Peeter Goossens était le fils de Gabriel Goossens et d'Elisabeth van Coudenbergh descendante directe de Jan Clutinckx au Roodenbeke en 1376, avait été admis en 1794 au Roodenbeke.
- Famille Piéret[223] (ou Pieret, Pierret, Piré)
  - Pieret (Piré), Ferdinand, receveur principal des droits de Sa Majesté de la ville de Bruxelles, fils de Thomas Piré et de Catharina Poot, petit-fils de Cornelius Poot et de Catharina Op den Bergh, époux d’Isabelle Jeanne Hody, fut admis le 13 juin 1760 au lignage Coudenbergh comme descendant de Jean Spyskens et de Margarita Bogaerts dicta van der Smissen[224].
- Famille Pierremans (ou Piermans) (écartelé: au 1 de gueules à trois pals de vair, au chef d'or chargé d'un flanchi d'azur; au 2 d'argent à deux fasces bretessées et contre-bretessées de gueules (Arckel); au 3 d'azur à trois annelets d'or encerclant chacun une merlette du même (Ryckewaert); au 4 de gueules chargé de huit losanges d'or aboutés, posés en pal; sur le tout: écartelé: aux & et 4 d'argent à la hure de sanglier de sable; au 2 et 3 d'or à trois tours d'azur)
  - Pierremans, Messire Corneille-Albert, fils de Petrus Albertus Pieremans et de Marie Ryckewaert, petit-fils de Philippus Ryckewaert, conseiller au Conseil de Brabant, admis au lignage en 1613, et de Catharina Mastelyn, fut secrétaire du Conseil d'État, et avait été admis le 14 juillet 1667 au lignage Coudenbergh[221].
  - Piermans, Messire Adrien Philippe Joseph Albert, fils d'Albertus Petrus Adrianus Piermans et de dame Catharina Alexandrina Arazola de Onate, petit-fils de Corneille-Albert Piermans, seigneur de la Flescherie, admis en 1667, et de Régine Béatrix de Fierlant, prêta serment à l'âge de 18 ans le 13 juin 1757, est mort célibataire le 4 avril 1759, et avait été admis, comme enfant, le 13 juin 1741 au lignage Coudenbergh (non mentionné par van der Meulen).
- Famille Pipenpoy : d'azur à trois fleurs de lys au pied coupé d'argent[225]
  - Pipenpoy, Maître Eustache, au lignage par sa mère Barbe Was, fille d'Amelryck Was, au lignage de 1483 à 1520, et d'Anna Daneels dite van Watermale, fut échevin de la ville de Bruxelles en 1586 et 1587, et qui miserabili theatri corruentis casu obiit 20 julii 1587 ("qui mourut dans le malheureux effondrement du théâtre"), était présent le 13 juin 1545 au lignage Sweerts.
  - Pipenpoy, Ghysbrecht, échevin de Roodenbeke, épousa en 1364 Marie Swaef[226].
  - Pipenpoy, Sieur et Maître Henri, licencié en Droit, fut admis le 13 juin 1668 au lignage Serhuyghs.
  - Pipenpoy, Jacques, licencié en Droit et avocat du Conseil de Brabant, serait le frère d'Hendrick Brouwer in den Wintmolen tot Brussel, avait été admis après avoir produit des lettres de réhabilitation le 28 juillet 1649 au lignage Serhuyghs.
  - Pipenpoy, Jacques-Jean, licencié en Droit, fils d'Henri Pipenpoy qui fut bourgmestre de Bruxelles, et petit-fils de Jacques Pipenpoy également admis au Lignage, fut échevin de Bruxelles en 1722 et 1730, et avait été admis le 13 juin 1706 au lignage Serhuyghs.
  - Pipenpoy, Jean, chevalier en 1547, fut bourgmestre de la ville de Bruxelles en 1556, et avait été admis le 13 juin 1544 au lignage Serhuyghs.
  - Pipenpoy, Messire Jean-Joseph-Ghislain, I.U.L., fils de messire Jacobus Joannes Pipenpoy, ayant siégé au lignage, et de dame Isabella Papenbroeck, fut "huit" de la Gilde drapière de 1751 à 1753 et "opperdeken" en 1757, et avait été admis le 13 juin 1743 au lignage Serhuyghs.
  - Pipenpoy, Messire Antoine, était présent le 13 juin 1558 au lignage Serhuyghs.
  - Pipenpoy, Messire Antoine, fils de messire Antoine Pipenpoy ayant siégé au lignage, fut admis le 13 juin 1603 au lignage Serhuyghs.
  - Pipenpoy, Messire Pierre, seigneur de Merchtem, comparut pour la première fois en 1567 au lignage Sleeus.
  - Pipenpoy, Messire Pierre, seigneur de Merchtem, admis en 1568 au lignage Serhuyghs.
- Famille van den Plassche
  - Plassche (van den), Jean-Baptiste, fils de Laurentius Guillelmus vanden Plassche et de dame Maria Bruers, petit-fils de Philippus Laurentius vanden Plassche et de dame Anna le Febure laquelle était la sœur de Jacques Henry le Febure, capitaine de la Garde bourgeoise, siégeant au lignage, avait demandé pour bénéficier des privilèges attachés à l'origine lignagère, un acte attestant celle-ci qui lui fut délivré le 13 juin 1731 par le lignage Sweerts.
- Famille van der Plast (plus tard van den Plassche ou van den Plasch)[227]
  - van der Plast, Jean, huit de la Gilde drapière de 1381 à 1386, mort avant 1389, époux sans enfant de dame Catharina van Huldenbergh fille de Loenys, échevin de la ville de Bruxelles, était au Serroelofs[228] en 1376.
- Famille Platteborse
  - Platteborse, Jacques, fils de Gaspar et de Jacquemyne van den Nesse, il avait épousé en 1721 Margarita Bassery, et en secondes noces en 1750 Catharina Moris. Il est mort le 26 mars 1762, âgé de 85 ans, et fut inhumé à Sainte-Gudule, sans postérité. Il fut déclaré être admissible le 13 juin 1747 au lignage Coudenbergh comme descendant direct de maître Peeter Spyskens, échevin de Bruxelles, et de dame Gertrudis van Meldert, lequel Peeter Spyskens était fils de Joannes Spyskens, échevin de Bruxelles, et de sa seconde épouse dame Marguerita Bogaerts geseyt van der Smissen[229].
- Famille Pollart (d'azur au chevron d'or, accompagné de trois lions du même)
  - Pollart, Philippe-Antoine-Joseph, fils de messire Charles-Théodore-François-Joseph Pollart, seigneur de Cannivris, et de dame Marie-Claire-Caroline Schotte, laquelle était la fille de Charles-Théodore Schotte, seigneur d'Arcourt, et de dame Jeanne-Marie-Françoise d'Amezaga, avait été admis le 18 août 1790 au lignage Steenweeghs. Philippe Antoine Albert Joseph Pollart de Canivris, écuyer, né à Louvain, baptisé à Saint-Jacques le 17 février 1765 et décédé à Bruxelles le 5 septembre 1828, avocat au Conseil souverain de Brabant le 11 août 1790, admis aux Lignages de Louvain en 1788 et aux Lignages de Bruxelles en 1790. De 1791 à 1793 il fut Huit de la Lakengulde et devint échevin de Bruxelles en 1793. Il resta échevin de Bruxelles lors de la réforme du magistrat par les représentants du peuple près les armées du nord le 24 fructidor an II. En l'an V est nommé membre du Jury d'instruction publique, membre de la direction de l'École centrale de Bruxelles. Savant dans le domaine des sciences naturelles il s'occupa de la faune, la flore et l'oryctographie de sa région. À l'époque du royaume uni des Pays-Bas le roi Guillaume lui proposa un poste d'échevin qu'il refusa, mais fit partie du conseil de Régence de 1817 à son décès en 1828. Il avait épousé Marie d'Onyn. Leur fille Flore épousa Ferdinand de Broich officier dans les Gardes d'Honneur de Napoléon[230]. Il figure dans la liste des grands notables du département de la Dyle[231].
- Famille des Pomereaux (ou Despomereaulx, Despomereaux)
  - Pomereaux (des) dit van Hove, Messire Guillaume, seigneur de Vrijhout, d'Altena sous Contich et de Hove-Saint-Laurent, créé baron de ce dernier lieu le 10 mai 1675, né à Anvers le 27 mars 1622, fils de Willem Despomereaulx, bourgmestre d'Anvers, et de dame Catharina van Hove, petit-fils de Vincent van Hove et de dame Catharina Mahieu, arrière-petit-fils de Nicolas Mahieu et de dame Margriete van Santvoort, arrière-arrière-petit-fils de Willem van Santvoort et de Catharina de Pape, mais cette dernière alliance serait fausse, fut échevin de la ville de Bruxelles en 1667, 1668 et 1672, bourgmestre de 1669 à 1671, épousa Maria van Caverson, habita à Bruxelles à la rue de la Montagne, et avait été admis le 15 septembre 1665 au lignage Sweerts.
  - Pomereaux (des) dit van Hove, Messire Guillaume-François-Thomas, seigneur d'Hove, J.U.L., fils de Willem Despomereaulx ci-avant qui avait été admis au lignage en 1665, fut huit de la Gilde drapière en 1672, mourut en charge le 11 août 1672, fut inhumé à Hove, et avait été admis le 13 juin 1667 au lignage Sweerts.
- Famille Poot (écartelé : au 1 et 4, de gueules à trois épées d'argent posées en barre les pointes en bas (Poot), au 2 et 4: d'argent au lion de gueules armé et lampassé d'azur accompagné entre la seconde et la troisième patte de trois fleurs de lys mal ordonnées, d'azur au pied coupé d'azur (Struelens)) 
  - Poot, Sieur et Maître Clément-Jean, J.U.L., fils de sieur et maître Franciscus Joannes Poot qui avait été admis au lignage le 13 juin 1753, et de dame Susanna Francisca Struelens, fut avocat au Conseil souverain de Brabant, épousa une demoiselle van Bisbroeck, et avait été admis le 13 juin 1784 au lignage Sweerts.
  - Poot, François-Jean, J.U.L., avocat au Conseil de Brabant, époux de Jeanne Louise Françoise Struelens, fils de Joannes Baptista Poot ou Pooet et de dame Maria Anna Struelens, laquelle était la sœur de Theodorus Struelens admis au lignage en 1752, avait été admis le 13 juin 1753 au lignage Sweerts.
  - Poot, François-Jean-Benoît, fils de François Jean Poot et de Suzanne Françoise Louise Struelens, fut capitaine de la Garde bourgeoise, épousa en premières noces Catharina van der Schueren et en secondes noces Joanna Francisca Steenmetsers, et avait été admis le 7 juin 1790 au lignage Sweerts.
- Famille Powis
  - Powis, Benoît, I.U.L., fils de Ludovicus Benedictus Powis de Westmalle, siégeant au lignage, et de dame Cecilia De Broe, fut avocat du Conseil souverain de Brabant, "huit" de la Gilde drapière en 1793, et avait été admis le 13 juin 1780 au lignage Serhuyghs.
  - Powis de ten Bossche, Benoît-Jacques-Antoine, seigneur de ten Bossche, licencié en Droit, avocat du Conseil souverain de Brabant, avait été admis du chef de ses deux oncles paternels Daniel et Ludovicus van Halewijck, et de son frère Ludovicus Benedictus Powis de Westmalle, le 13 juin 1780 au lignage Serhuyghs.
  - Powis (ou Pauwens), Jean-Baptiste-Benoît, frère de Louis-Benoît admis au lignage en 1749, et fils de messire Jean-Baptiste Pauwens, seigneur de Westmalle, Zoersel, etc., et de dame Catherina Cecilia Carolina van Halewijck, fut admis le 13 juin 1755 au lignage Serhuyghs.
  - Powis de Soersele, Louis-Benoît, I.U.L., fils de Louis-Benoît Powis de Westmalle, siégeant au lignage, et de dame Cecilia De Broë, sa compagne, fut avocat du Conseil souverain de Brabant, et avait été admis le 13 juin 1775 au lignage Serhuyghs.
  - Powis (ou Pauwens), Louis-Benoit, seigneur de Westmalle, fils de Messire Jean-Baptiste Pauwens, seigneur de Westmalle, Zoersel, etc. et de dame Catherine van Halewijck, fut admis du chef de ses deux oncles maternels Daniel et Ludovicus van Halewijck admis au lignage, le 13 juin 1749 au lignage Serhuyghs.
- Famille de Prince (écartelé: aux 1 et 4 d'argent à la fasce d'azur, au sautoir de gueules brochant qui est de Prince; aux 2 et 3 de gueules semé de quintefeuilles d'argent, boutonnés d'or, au lion d'argent, couronné d'or qui est t'Seraerts)
  - Prince (de), Messire Charles, fut, en même temps que son frère Conrad ci-après, admis le 13 juin 1624 au lignage Sleeus.
  - Prince (de), Messire Conrad, frère de Maximilien ci-dessous, fut doyen de la Gilde drapière entre 1631 et 1659, et avait été admis le 13 juin 1624 au lignage Sleeus.
  - Prince (de), Messire François, mort en 1636, frère de messire Maximilien ci-dessous, fut admis le 13 juin 1630 au lignage Sleeus.
  - Prince (de), Messire Guillaume-Conrad, fils de Conrad admis au lignage, fut admis le 13 juin 1659 au lignage Sleeus.
  - Prince (de), Messire Maximilien, époux d'Anna van Miest, fils de Rolandus de Prince, receveur des exploits et contrôleur du sceau de Sa Majesté, ensuite secrétaire de la ville de Louvain, et de dame Catherine t'Serraerts ou t'Seraerts, laquelle était la fille de messire Peeter t'Serraerts qui fut seigneur d'Overhain, avait été admis le 13 juin 1621 au lignage Sleeus.
  - Prince (de), Messire Antoine, fils de Roland en son vivant secrétaire de la chef-ville de Louvain, dont la mère était Catherine t'Serraerts fille de Peeter seigneur d'Overhain, fut admis le 13 juin 1625 au lignage Sleeus.
  - Prince (de), Messire Matthieu, frère de messire François de Prince, fut admis le 13 juin 1633 au lignage Sleeus.
- Famille Proost (d'azur à la fasce bretessée et contre-bretessée d'or accompagnée de 3 étoiles à six rais du même, deux en chef et une en pointe)
  - Proost de Vorselaer, Arnold-Joseph, fils de Jean-Baptiste Proost et de dame Julie-Madeleine Rocetti, fut admis le 13 juin 1699 au lignage Serhuyghs.
  - Proost, Messire Jean-Baptiste, seigneur de Vorselaer, Lichtaert, etc., I.U.L., fils de Jean Proost, chevalier, seigneur desdits endroits, conseiller ordinaire au Conseil de Brabant, et de dame Anna van Ghindertalen, fille de Jean van Ghindertalen qui fut échevin de la ville de Bruxelles, et laquelle prédite dame Anna van Ghindertalen était aussi la sœur de Jea van Ghindertalen, I.U.L., greffier des États de Brabant, fut admis le 13 juin 1664 au lignage Serhuyghs.
  - Proost de Vorselaer, Jean-Baptiste, fut admis, en même temps que son frère Arnold-Joseph, le 13 juin 1699 au lignage Serhuyghs.
  - Proost, Messire Arnould, I.U.L., est mort en 1673 et avait été admis le 13 juin 1665 au lignage Serhuyghs (armes idem, à la bordure d'argent)
- Famille de Provins (d'azur à la fleur de lys accompagnée de six étoiles rangées en orle, le tout d'or)
  - Provins (de) ou Provvyn, Adolphe, admis en 1558 au lignage Serhuyghs.
  - Provins (de), Messire Georges-Théodore, baron en 1741, seigneur d'Hepsoven, Steen, Tersout, Carré, fils de Pierre de Provins admis au lignage, fut échevin de Bruxelles, trésorier de 1738 à 1740, "overmamboir" des orphelins de la ville, "eerste landtschepene" de 1762 à 1767, est mort en décembre 1774 et avait été admis le 13 juin 1723 au lignage Sleeus.
  - Provins (de), Messire Pierre, fils de messire Hugues de Provins et de Louise Savernel, fut, du chef de François van de Werve fils de Gommaert, en leur temps échevins de Bruxelles, admis le 13 juin 1686 au lignage Sleeus.
  - Provins (de), Messire Pierre-François-Joseph, fut admis, le même jour que son frère Georges-Théodore, le 13 juin 1723 au lignage Sleeus.
  - Provins (de) ou Provyn, Prouvyn, Roland se trouvait le 12 juin 1555 au lignage Serhuyghs.
- Famille van den Putte puis de Putte[232] : écartelé : aux 1 et 4 d'argent à trois bandes d'azur ; aux 2 et 3 d'or à trois maillets de gueules, qui est van Cotthem[233]
  - Putte (van den), Sieur et Maître Gilles, admis le 13 juin 1676 au lignage Sweerts. Gilles van den Putte, baptisé à Sainte-Gudule le 13 octobre 1650, licencié de l'Université de Dôle le 24 novembre 1670, décéda le 12 novembre 1677, était le fils de Gilles van den Putte, marchand de draps au détail au Mont Thabor à la Grand-Place de Bruxelles, et de Marguerite van Doorne, le petit-fils de Gilles van den Putte et de Marie le Mire, et l'arrière-petit-fils de Henri van den Putte reçu au lignage Sweerts le 13 juin 1579. Il était le frère de Henri-François et de Jean-Baptiste van den Putte.
  - Putte (van den), Henri, "haeckmeester" de la forêt de Soignes, fut reçu au lignage Sweerts le 13 juin 1579 du chef de la famille van Cotthem dont il ajouta les armes aux siennes. Il est fils de Gilles van den Putte, bourgeois de Bruxelles et marchand de drap, et de Marguerite de Bruyne, petit-fils de Hendrick de Bruyne et de Marie van Cotthem laquelle était la fille de Jean van Cotthem, échevin de Bruxelles du Sweerts en 1510, 1520, 1521 et 1529 et de Margriete van Steenberghe, et petite-fille de Willem van Cotthem, échevin du Sweerts en 1476, et d'Elisabeth Back.
  - Putte (van den), Henri-François, admis le 13 juin 1679 au lignage Sweerts. Henri-François van den Putte, fut baptisé à Sainte-Gudule le 21 décembre 1654, licencié ès-lois à Louvain le 26 février 1685, juré de la Chambre des tonlieux par résignation de son cousin Louis van Nevele, huit de la Gilde drapière en 1689, et est mentionné pour la dernière fois en 1697. Il avait épousé le 16 février 1687, Anne-Marie Le Febure. Il était le fils de Gilles van den Putte et de Marguerite van Doorne.
  - Putte (van den), Sieur et Maître Jean-Baptiste, admis le 13 juin 1676 au lignage Sweerts, frère du précédent, fils de Gilles van den Putte et de Marguerite van Doorne. Jean-Baptiste van den Putte, baptisé à Sainte-Gudule le 3 juin 1647, licencié ès-lois de Louvain le 13 février 1672, fut nommé échevin de Bruxelles en 1689.
  - Putte (van ou de), Charles-Hyacinthe-Robert, J.U.L., baptisé le 29 mai 1764, fils de messire Franciscus Balthazar Nicolaus de Putte et de dame Christina Theresia vanden Broeck, petit-fils de messire Joannes Baptista vicomte de Putte, fut avocat au Conseil de Brabant, huit de la Gilde drapière en 1791 et 1792, doyen en 1793 et 1794, mourut célibataire le 30 mars 1826, et avait été admis le 13 juin 1786 au lignage Sweerts.
  - Putte (van ou de), Jean-Baptiste-Albert-Ghislain, fils aîné de messire Franciscus Balthazar Nicolaus de Putte, échevin de la ville de Bruxelles et président du Sweerts, et de dame Christina Theresia vanden Broeck, avait été admis le 20 avril 1793 au lignage Sweerts.
  - Putte (van ou de), le chevalier François-Balthazar-Nicolas de Putte, J.U.L., baptisé à Sainte-Gudule le 20 novembre 1730, fils de messire Joannes Baptista vicomte de Putte, admis au lignage en 1708, et de dame Anna Maria Paulina Kerremans, fut avocat au Conseil de Brabant, huit en 1756 et 1757 puis doyen de la Lakengulde de 1761 à 1765, épousa Christine-Thérèse van den Broeck, fille du conseiller pensionnaire des États de Brabant, mourut à Bruxelles le 22 juillet 1807, et avait été admis le 13 juin 1751 au lignage Sweerts.
  - Putte (van ou de), le vicomte Jacques-Joseph-Dominique, chevalier héréditaire du Saint-Empire, I.U.L., né à Bruxelles, fils aîné légitime de Joannes Baptista, vicomte de Putte, chevalier héréditaire du Saint-Empire, admis au lignage le 13 juin 1708, et de dame Maria Anna Paulina Kerremans, petit-fils d'Henricus Franciscus vanden Putte, admis au lignage en 1679, et d'Anna Maria le Febure, fut opperdeken de la Lakengulde en 1745, échevin de la ville de Bruxelles de 1749 à 1752, et avait été admis le 13 juin 1738 au lignage Sweerts.
  - Putte (van den ou de), le vicomte Jean-Baptiste de Putte, époux de Maria Anna Carolina Kerremans, avait été admis le 13 juin 1708 au lignage Sweerts. Jean-Baptiste van den Putte puis vicomte de Putte, né le 12 janvier 1688, fils de Henri-François van den Putte, ci-dessus, et d'Anne-Marie Le Febure, fut créé chevalier du Saint-Empire par lettres patentes du 21 janvier 1716 et créé vicomte par lettres du 22 octobre 1736. Il mourut le 19 avril 1769 et fut inhumé aux Augustins à Bruxelles.
  - Putte (van ou de), le vicomte Jean-Gilles-Hyacinte, chevalier héréditaire du Saint-Empire romain, J.U.L., né à Bruxelles, fils de Joannes Baptista, vicomte de Putte, chevalier héréditaire du Saint-Empire romain, admis au lignage en 1708, et de dame Maria Anna Paulina Kerremans, fut avocat au Conseil de Brabant, huit de la Gilde drapière de 1753 à 1755, et avait été admis le 13 juin 1748 au lignage Sweerts.

## Q
- Famille Quarré (écartelé: 1/4 de gueules à la fasce vivrée d'or; 2/3 d'or, à la bande de gueules, chargée de trois maillets d'argent, posés dans le sens de la bande, et accompagnée en chef d'un écusson de sable au lion d'argent, armé, lampassé et couronné d'or qui est van den Heetvelde)
  - Quarré, Messire Antoine, seigneur de Salmslach, fut échevin de la ville de Bruxelles ainsi que bourgmestre en 1576, et avait été admis le 12 juin 1560 au lignage Serhuyghs.
  - Quarré, Messire Charles, fils de messire Charles Quarré, admis au Steenweeghs en 1582, et de dame Joanna van der Hert, petit-fils de sieur et maître Charles Quarré, chevalier, I.U.D., conseiller au Conseil de Brabant, et de Anna Taye, laquelle était la fille de messire Jacob Taye, seigneur de Wemmel et de Gooik, au Serroelofs en 1519, et de dame Catharina van Criekengys, épousa dame Margareta de Fourneau, et avait été admis le 13 juin 1617 au lignage Serroelofs.
  - Quarré, Messire Guillaume, seigneur d'Heetvelde, prêta serment le 27 mars 1578 au lignage Serhuyghs.
  - Quarré, Messire Jean, seigneur d'Hooberghe, admis en 1581 au lignage Serhuyghs.
  - Quarré, Messire Jean, seigneur d'Hooberghe, fils de messire Charles Quarré, conseiller au Conseil de Brabant, et de dame Anne Taye, dame de Gooik, fille de Jacques Taye, seigneur de Gooik et de Wemmel, et de dame Catharina Crickengys, petit-fils de messire Maximilien Quarré, seigneur de Hoobergen, de la Motte, etc., greffier des Finances puis maître à la Chambre des comptes de Bruxelles pour les affaires du Luxembourg, et de dame Marie t'Serraerts dite Haenkenshooft, laquelle était la fille d'Antoine t'Serraerts dit Haenkenshooft et de Marguerite Pot, fut échevin de la ville de Bruxelles en 1586 et 1600, et avait été admis le 13 juin 1581 au lignage Steenweeghs.
- Famille du Quesnoy (de sable au chevron d'or, accompagné en pointe d'une feuille de chêne du même, la tige en bas)
  - Quesnoy (du), messire Jean, chevalier, seigneur de Steene, fils de Joannes du Quesnoy, docteur en droit, conseiller au Conseil de Brabant, de 1550 à 1572 et mort en 1573, et d'Anne van Heyleweghem, petit-fils de Jacques du Quesnoy et d'Anne Persoons, arrière-petit-fils de Simon du Quesnoy et de Marie van der Tommen, époux de Jacqueline de Langhe fille de Jean et d'Elisabeth de la Sale, fut bourgmestre en 1602, échevin en 1589 et 1590, en 1594, en 1596 et en 1598 et 1599, surintendant du canal en 1600 et 1601, est mort le 6 juin 1603, et fut admis en 1589 au lignage Coudenbergh[221].
  - Quesnoy (du), Jérôme, chevalier, fils de Jean du Quesnoy qui était au lignage en 1589, épousa Bonne de Berti, fut bourgmestre en 1628 et 1629, échevin en 1617, 1619, 1623, 1625, de 1630 à 1634, et 1638, trésorier à plusieurs reprises de 1623 à 1636, surintendant du canal en 1637 et 1639, avait été admis le 13 juin 1611 au lignage Coudenbergh[234].
  - Quesnoy (du), Messire Antoine, frère de Jérôme du Quesnoy qui avait été admis en 1611, est mort en mai 1618, et avait été admis le 13 juin 1616 au lignage Coudenbergh.
  - Quesnoy (du), Messire Viglius, frère de messire Jean ci-dessus, huit de la Gilde drapière en 1609 et 1610, et de 1628 à 1632, admis le 13 juin 1589 au lignage Coudenbergh[207].
- Famille Quisthout
  - Quisthout, Sieur et Maître Nicolas-Norbert, admis le 13 juin 1659 au Roodenbeke.

## R
- Famille Raes (d'azur au pal retrait en chef d'or soutenu d'une fasce de même chargé de cinq étoiles de gueules, deux sur le pal, et trois sur la fasce, accompagné de trois annelets d'argent)
  - Raes, Arnold, capitaine de la garde bourgeoise en 1671, doyen de la Gilde drapière en 1679, fut, en même temps que son frère ci-après, admis le 12 janvier 1668, après que son dossier d'admission eut été examiné par De Herzelles et le faussaire Jean de Launay (voyez ce nom), du chef de Wautier de Leeuw ou Sleeus qui fut échevin en 1441, au lignage Sleeus. Comme le rapporte François de Cacamp cette filiation établie par Jean de Launay était fausse comme l'avait déjà fait remarquer avec indignation Jean-Baptiste Houwaert : « Houwaert mentionne ici, en laissant apparaître son indignation et son mépris pour le faussaire, les agissements du "poursuivant de Launay junior" qui, au moyen de chartes et documents faux, prétendit, en 1668, faire descendre "des nommés Raes" d'une certaine Else de Leeu (sic), épouse d'Anthonis van Langherode et qui aurait été la fille de Walter de Leeu et d'Elisabeth van der Aa, afin de faire admettre ses clients dans le lignage Sleeuws, comme ils le furent effectivement, "sed falsissime" »[235]. Arnold Raes épousa Damoiselle Catherine Huens, de Malines. Il est le fils de François Raes, fameux maître tapissier, et de Jéronyme van der Straeten. Il est le petit-fils de Sieur Jan Raes[236], également maître tapissier, bourgmestre de Bruxelles hors les Nations en 1623, 1633 et 1634, receveur des Nouveaux Moyens de la ville en 1631, receveur du canal en 1638, et de Cathelyne de Coulx[237].
  - Raes, Pierre, official au comptoir de la bière de la ville de Bruxelles, frère du précédent, fut admis le 12 janvier 1668 au lignage Sleeus.
- Famille Rampaert (de sinople au lion d'or regardant, armé et lampassé de gueules, accosté de deux faucilles dentelées d'argent, emmanchées au naturel)
  - Rampaert, Arnould s'y trouvait en 1483 au lignage Sleeus.
  - Rampaert, Jacques se trouvait au lignage en 1482 au lignage Sleeus.
- Famille du Rappoy
  - Rappoy (du), Sieur et Maître Robert, avocat au Conseil de Brabant et conseiller assesseur à la Chambre des comptes, pensionnaire en 1711, fut, du chef de dame Aleyde Boete qui était la sœur d'Everaert Boete, échevin du lignage Sleeus pour les années 1342-1347 et 1354, admis le 13 juin 1704 au lignage Sleeus. Cependant, après sa mort, cette admission fut déclarée nulle par tous les lignages.
- Famille van Raveschoot ou van Raveschot ou encore de Raveschot (d'or à 3 corbeaux de sable)
  - Raveschoot (de ou van), Charles Engelbert, seigneur de Pepinghen, époux de Susanna Christina de Beckberghe, fut admis en 1688 au Roodenbeke, et était le fils d'Ingelbert van Raveschot, admis au Lignage Roodenbeke en 1621, échevin de Bruxelles, qui avait épousé en premières noces Susanna de Hoves et en secondes noces Maria Hielens.
  - Raveschoot (de ou van), Messire Adam Engelbert, épousa en premières noces Susanna de Hoves et en secondes noces Maria Hielens, fut admis le 3 juin 1621 au Roodenbeke, et était le fils d'Ingelbertus van Raveschot, admis en 1598, d'Elisabetha van Wachelgem.
  - Raveschoot (de ou van), Messire Engelbert, époux d'Elisabeth van Wachelgem, fut admis en 1598 au Roodenbeke, et était le fils de Carolus van Raveschot et de Margarita van der Noot, elle-même fille Philippus van der Noot et de Magdalena van Zeebroeck, petite-fille de Philippus van Zeebroeck et de Gertrudis van Cattenbroek, arrière-petite-fille de Gillis van Zeebroeck, échevin de Bruxelles en 1476 et 1481, et de Paulina van de Werve, et arrière-arrière-petite-fille de Joannes van Zeebroeck, échevin de Bruxelles en 1429 pour le Roodenbeke, et de Catharina de Leeu ou S'Leeus.
  - Raveschoot (de ou van), Messire Jean Baptiste Engelbert, fut admis en 1710 au Roodenbeke, et était le fils de Carolus Engelbertus de Raveschot, seigneur de Pepingen, admis au Roodenbeke en 1688, et de Susanna Christina de Beckberghe.
  - Raveschoot (de ou van), Messire Vincent, admis le 14 mai 1618 au Roodenbeke, était le fils d'Ingelbertus de Raveschot, admis en 1598 au Roodenbeke, et d'Elisabeth van Wachelgem.
  - Raveschot (van), Corneille, fils de Jacques, fut admis le 13 juin 1508 au lignage Sleeus.
- Famille van Redinghen (d'argent à la fasce de gueules, sommée d'un lion de sable issant du milieu de la fasce)
  - Redinghen (van), Antoine, qui avait les mêmes armes que Wauthier ci-après, fut admis le 13 juin 1484 au lignage Sleeus.
  - Redinghen (van), Wauthier, fils d'Henri, fut échevin de Bruxelles en 1482 et se trouvait au lignage en 1482 au lignage Sleeus.
  - Redinghen (van), Jean, frère de Wauthier ci-avant, se trouvait au lignage en 1482 au lignage Sleeus.
- Famille van der Reest[238] (d'argent à la fasce d'azur, accompagnée en chef d'une étoile à huit rais de même, au lion issant de gueules, lampassé d'or, mouvant du bord inférieur de la fasce) ou (idem, écartelé au 2 et 3 parti-émanché d'argent et de gueules qui est Sweerts)
  - Reest (van der), Adrien, arrière-grand-père des quatre frères van der Reest qui seront admis en 1650, était le fils de maître Jan van der Reest, prévôt du couvent de Cortenberg, et de Cathelyne Pipenpoy, et avait été admis en décembre 1599 au lignage Sweerts.
  - Reest (van der), Adrien, fils de Cornelis vander Reest et de Joanna van den Driessche, petit-fils de Marcus vander Reest et de dame Emerentiana Pastenaken, laquelle Emerentiana était la fille d'Augustijn Pastenaken et de dame Juliana Sweerts qui avait eu trois frères admis au lignage à savoir Philips Sweerts, seigneur de Boortmeerbeke, Roelant et Magnus Sweerts, fut receveur de Saint-Géry, avait épousé Elisabeth van Yssche, et avait été admis le 23 septembre 1650 au lignage Sweerts.
  - Reest (van der), Corneille, frère d'Adrien ci-avant admis en 1650, fut maître de croc de la forêt de Soignes et lieutenant maître des forêts, épousa Thomasia Peralta, et avait été admis le 23 septembre 1650 au lignage Sweerts.
  - Reest (van der), François, frère de Marcus, Cornelius et Adrianus vander Reest, fut sergent-major au service de Sa Majesté dans le Régiment du Comte de Conti, gouverneur de Prague, et avait été admis le 23 septembre 1650 au lignage Sweerts.
  - Reest (van der), Jean-François (ou François), fils de Cornelius admis en 1650, et de Thomasia Peralta, était en 1676 Hoo Roye t'Antwerpen, et avait été admis le 13 juin 1661 au lignage Sweerts.
  - Reest (van der), Marc, frère d'Adrien et Corneille mentionnés ci-avant, fut receveur de l'hospice Ter Arcken, épousa en premières noces Marie Caers et en secondes noces Adriana Timmermans, mourut le 16 avril 1688, et avait été admis le 23 septembre 1650 au lignage Sweerts.
  - Reest (van der), Marc, fils de Marcus vander Reest, admis au lignage en 1650, et de Marie Caers, fut capitaine de la Garde bourgeoise en 1658, receveur du lignage en 1670, doyen de la Gilde drapière en 1681, épousa Joanna Magdalena Le Roy, mourut en 1688, et avait été admis le 13 juin 1658 au lignage Sweerts.
  - Reest (van der), Maître Marc, fils de Marcus van der Reest, clerc juré des receveurs et concierge de l'hôtel de ville de Bruxelles, et d'Emerentiana Pastenaecken ex matre Sweerts, fut greffier de la ville de Bruxelles en 1613, secrétaire en 1617, épousa Juliana van Cattenbroeck, et avait été admis le 13 juin 1612 au lignage Sweerts.
- Famille de Renaix
  - Renaix (de), Messire Philippe, admis le 7 juin 1600 au Roodenbeke.
  - Renaix (de), Messire Roland, admis le 13 juin 1597 au Roodenbeke.
- Famille de Renialme
  - Renialme (de) dit de Cordes, Jean-Charles, admis en 1648 au lignage Caudenbergh, voir supra : Famille de Cordes.
- Famille van Reynegom (d'azur à trois fleurs de lys au pied coupé d'or; à la bordure échancrée d'or - aliter d'argent))
  - Reynegom (van ou de), Guillaume, seigneur d'Esscheloo, fils de Dierick van Reijnegom, seigneur d'Escheloo, et de Regina Clara Maria Mechelman, laquelle était la fille de Paulus Mechelman, auditeur général du District d'Anvers, et de Beatrix Rampaert, la petite-fille de Marcus Mechelman, pensionnaire de la ville de Bruxelles, et d'Anna van der Stock, elle-même fille de Bernardus van der Stock, chevalier, et de Maria van Buijsseghem dit Buys, laquelle était la fille de Jan van Buijsseghem, chevalier, échevin de Bruxelles pour le Roodenbeke en 1469, 1480, 1491, 1497 et 1502, bourgmestre de Bruxelles en 1483, avait été admis en 1654 au Roodenbeke.
  - Reynegom (van ou de), Messire Corneille, seigneur de Buzet, mari d'Isabelle Maillard, dame de Herenthout, et frère germain de Guilielmus van Reijnegom mentionné ci-avant, avait été admis en 1654 au Roodenbeke.
  - Reynegom (van), Albert-Honoré, chevalier, I.U.L., fils de Simon-Jean-Baptiste baron van Reynegom admis en 1699 au lignage, et d'Isabella Theresia Pipenpoy, fut admis le 13 juin 1750 au lignage Coudenbergh[239].
  - Reynegom (van), Lambert-Joseph-Ghislain, baron, seigneur d'Impel, fils de messire Jean-André Ghislain baron van Reynegom et de dame Maria Carolina Isabella Josepha Charliers, huit de la Gilde drapière en 1770 et 1771, admis le 13 juin 1768 au lignage Coudenbergh[239].
  - Reynegom (van), le baron Jean-André-Joseph-Ghislain, seigneur de Heetvelde, époux de Maria Carolina Isabella Jasperina Charliers, fils de messire Simon Jean Baptiste baron van Reynegom, admis au lignage au 1699, et d'Isabella Theresia Pipenpoy, fut avocat en 1741, huit de la Gilde drapière en 1746, capitaine et sergent-major de la garde bourgeoise de 1749 à 1788, est mort en 1788, et avait été admis le 13 juin 1740 au lignage Coudenbergh[234].
  - Reynegom (van), le chevalier Ferdinand-Jean-Baptiste-Ghislain, seigneur de Gentisart, Stakenbourg, etc., I.U.L., frère d'Albert-Honoré-Ghislain van Reynegom, et fils de Simon-Jean-Baptiste baron van Reynegom et d'Isabelle Thérèse Pipenpoy, fut admis le 13 juin 1750 au lignage Coudenbergh.
  - Reynegom (van), Messire Adrien-Philippe[240], seigneur d'Herlaer, frère de Dierick admis le 13 juin 1690, fut admis le 20 mars 1691 au lignage Coudenbergh, épousa en 1716, Livine van Voorspoel
  - Reynegom (van), Messire Charles François, seigneur de Coensbergh, de Buzet et Herenthout, lieutenant puis aide major dans la garde flamande à Madrid, capitaine et sergent-major de la garde bourgeoise de 1705 à 1723, frère de Dierick admis le 13 juin 1690, est mort en 1723, et fut admis le 20 mars 1691 au lignage Coudenbergh[234].
  - Reynegom (van), Messire Guillaume, seigneur d'Herenthout, licencié en droit, prêtre, frère de Dierick admis le 13 juin 1690, fut admis le 20 mars 1691 au lignage Coudenbergh.
  - Reynegom (van), Messire Simon Jean-Baptiste, I.U.L., fils de sieur Cornelis van Reynegom et de dame Isabella Maillart, fut amman de Bruxelles de 1732 à 1737, créé baron van Reynegom, épousa Isabelle Thérèse Pipenpoy fille d'Henri, bourgmestre puis pensionnaire de la ville de Bruxelles, et de Maria Theresia du Mont de Stakenbourg, avait été admis en 1699 au lignage Coudenbergh[234],[241].
  - Reynegom (van), Messire Théodore (ou Dierick)-François-Xavier, seigneur de Buset, I.U.L., fils de messire Cornélis van Reynegom, et d'Isabelle Mailliart, petit-fils de Dierick van Reynegom et de dame Regina Clara Maria Mechelman laquelle était la fille de sieur Pauwel Mechelman et de dame Béatrice Rampaert, fut admis le 13 juin 1690 au lignage Coudenbergh.
  - Reynegom (van), Messire Théodore-Georges-Jacques-Joseph, seigneur de Buzet, fils de messire Adrien Philippe van Reynegom, admis en 1691, est mort en 1771, et avait été admis le 13 juin 1743 au lignage Coudenbergh.
  - Reynegom (van), Messire Norbert-Philippe-Maximilien-Joseph, seigneur de Coensbergh, I.U.L., époux de Joanna Ludovica Pangaert, frère de Theodorus Georgius Jacobus Josephus van Reynegom admis en 1743, et fils d'Adrianus Philippus admis en 1691, avait été admis le 13 juin 1746 au lignage Coudenbergh.
  - Reynegom (van), Théodore-Jean-Joseph, seigneur de la franchise de Buzet, fils de Norbert Maximilien Joseph van Reynegom, seigneur de Coensbroeck, et de dame Jeanne Louise Pangaert, avocat en 1785, mort en 1826, admis le 13 juin 1793 au lignage Coudenbergh[234].
- Famille Ricard (ou Ricardt)
  - Ricard, Messire François-Ignace, chevalier, docteur ès droits, baptisé à Bruxelles (Sainte-Gudule) le 16 janvier 1633, fils de Franciscus Ricardt, chevalier, conseiller ordinaire au Conseil de Brabant, et de dame Elisabeth van Eesbeeck dit van der Haghen qui était la sœur de Guilielmus et d'Henricus admis au lignage en 1636, petit-fils de Pierre Ricardt, docteur en médecine qui fut médecin des Archiducs Albert et Isabelle, fut avocat en 1655 puis secrétaire du Conseil privé, nommé conseiller au Conseil de Brabant en 1658, épousa Jeanne Ferdinande Thérèse Michiels, mourut en 1664, et avait été admis le 13 décembre 1652 au lignage Sweerts.
- Famille Richterich
  - Richterich, Joseph-Théodore, I.U.L., fils de messire Joannes Theodorus Richterich, avocat et bourgmestre d'Aix-la-Chapelle, et de dame Joanna Maria de Fraije laquelle était la fille de maître Franciscus de Fraije, admis en 1670, et de dame Joanne Marie van den Plasche, fut avocat du Conseil de Brabant et conseiller de Sa Majesté au Grand Conseil de Malines en 1732, épousa Cornelia Maria Joanna O'Donnoghue, et avait été admis le 13 juin 1722 au lignage Serroelofs.
- Famille van Rietwyck ou van Riedwijck[242] (de sable au chevron d'argent)
  - Rietwyck (van), Messire Allart Adrien, baron de Rocquiny, seigneur de Fontaines, Linghem, fils de messire Helenus Mancius de Riedwijck et de dame Louyse de Bernaige ou de Baronage, dame de Poddeghem, petit-fils de messire Charles de Rietwyck, chevalier, admis au lignage en 1606 (cité ci-dessous), et de dame Helena Mancia de Merode, est mort le 8 février 1694, avait épousé Antoinette Marie Absolons, morte le 10 juin 1715, et avait été admis le 20 mars 1691 au lignage Coudenbergh.
  - Rietwyck (van), Messire Charles[243], né le 22 décembre 1580, échevin en 1610 et 1612, fils d'Allard van Riedwijck, conseiller et receveur de Sa Majesté au pays de Fauquemont et de Daelhem, mort à Maastricht en 1589, et de Joanna Spyskens, petit-fils de Jan Spyskens, échevin de Bruxelles, et de Joanna Boisot, arrière-petit-fils d'Henri Spyskens, échevin de Bruxelles, et de Joanna Horion, arrière-arrière-petit-fils de Jan Spyskens, échevin du Coudenbergh, et de Margarita Bogaerts dite van der Smissen. Il mourut à Malines le 17 janvier 1656. Il avait épousé le 21 mai 1605 Helena Mancia (ou Nancia, voire Monica) de Mérode, née le 4 juillet 1573, et morte à Petershem le 4 mai 1618, fille de Jean IV de Merode, baron de Merode et de Petershem, de Perwez, seigneur de Gheel et de Westerlo, et de son épouse Marguerite, baronne de Pallant. Messire Charles van Riedwijck fut admis le 13 juin 1606 au lignage Coudenbergh[239].
- Famille van Rincvelt ou van Rinckvelt (écartelé: aux 1 et 4 d'or à trois fers de moulins d'azur; aux 2 de gueules au sautoir d'argent, accompagné de quatrecoquilles d'or; au 3 de gueules semé de quintefeuilles d'argent, au lion couronné du même brochant)
  - Rincvelt (van) ou van Rinckvelt, Messire Adrien, admis en 1616 au Roodenbeke, frère germain de Constantinus van Rinckvelt ci-après.
  - Rincvelt (van) ou van Rinckvelt, Messire Constantin, échevin de Bruxelles en 1619, ensuite secrétaire royal au Grand Conseil de Malines, épousa en premières noces Magdalena van Pamele et en secondes noces Catharina van Wachtendonck, fut admis en 1610 au Roodenbeke et était le fils d'Arnoul van Rinckvelt, gentilhomme ordinaire de la garnison de Bois-le-Duc[244] et d'Anna Spijskens, elle-même fille de Jan Spijskens, échevin de Bruxelles entre 1561 et 1582, et de Joanna van de Werve, et petite-fille de Martinus Spijskens, échevin de Bruxelles du Coudenbergh, et de sa seconde épouse Jasparine t'Seraerts.
- Famille Robbertix ou Roberty
  - Roberty, Sieur François-Edouard, chanoine de Sainte-Waudru à Mons en Hainaut et chapelain d'honneur de la Chapelle royale de Son Altesse le duc de Bavière, fut admis le 28 juin 1693 au lignage Sleeus.
- Famille Robert (ou Roberts, Robbeerts) (écartelé aux 1 et 4, de sable à trois fleurs de lis au pied coupé d'argent ; aux 2 et 3, de sinople à cinq fusées d'argent, accolées en fasce, touchant les bords du quartier, reliées par une fasce cloutée)
  - Robert ou Robbeerts, Sieur et Maître Jean, licencié ès-lois, fut avocat en 1601, échevin de la ville de Bruxelles en 1606, 1609, 1612, 1619, 1631 1635 et 1639, trésorier en 1637, tenancier de la Chambre des Tonlieux, et avait été admis le 13 juin 1603 au lignage Sweerts.
  - Robert ou Robbeerts, Sieur et Maître Nicolas, licencié ès-lois, fils de sieur et maître Jan Robbeerts admis au lignage, fut avocat, huit de la Gilde drapière de 1636 à 1640, avait été admis le 13 juin 1633 au lignage Sweerts.
- Famille de Robiano : d'argent, au chef émanché d'azur de trois pièces, chargé de trois fleurs de lys d'or.
  - Robiano (de), Balthazar-François (1658-1714), fils de messire Balthazar de Robiano, seigneur de Steenvorde, secrétaire du Conseil privé de Sa Majesté, et de dame Thérèse van Velden, fut concierge de l'hôtel de ville de Bruxelles, secrétaire de la ville de Bruxelles, puis greffier de la paroisse et du chef-banc d'Uccle et finalement greffier du Grand Conseil de Malines, avait été admis du chef d'Anthonius Thoenijs ayant été en 1426 et 1733 échevin de Bruxelles pour le Steenweeghs, et malgré le procès qu'il dut soutenir contre les lignages Roodenbeek et Serroelofs qui ne l'acceptaient pas comme membre des lignages, en 1712 au lignage Steenweeghs.
- Famille Robyns (de sable, à trois bagues d'or châtonnées d'un rubis de gueules, au franc-quartier de sinople, chargé d'un poisson d'argent posé en bande)
  - Robyns, Martin-Marie-Joseph, fils de Louis-Joseph Robyns, fut déclaré comme son cousin Michel Sagermans, et du chef de Joanna Rampaert et de Jean van Gersemoerter alias Schotte, cette dernière fille d'Aert Rampaert qui avait été inscrit au lignage en 1483, admissible le 13 juin 1782 au lignage Sleeus.
  - Robyns, Martin-Jean-Ghislain-Dominique, fils aîné de messire Carolus Joannes Robyns et de dame Catharina Martina de Leeu laquelle était la fille de Joannes Maria de Leeu qui fut admis au lignage le 13 juin 1718, avait été déclaré admissible le 13 juin 1791 au lignage Sweerts.
- Famille de Rodoan (écartelé: au 1 et 4 de gueules, le champ chapé ployé d'or à deux quintefeuilles de sable; aux 2 et 3 d'or à trois tourteaux de gueules)
  - Rodouan (de), ou Rodoan (de), Messire Philippe, seigneur de Berleghem, de Doncourt, de Dammerval, etc., fils de Louys de Rodoan, chevalier, seigneur de Berlegem, Doncourt, etc., trésorier et receveur général d'Anne de Lorraine, duchesse d'Arschot et d'Orange, et d'Elisabeth Bette, petit-fils de Simon Bette, seigneur de Bottele, etc., et de Leonarde de Wattripont ou Waudripont laquelle était la fille d'Anthoen de Waudripont, raedt ons genadichs heere, et d'Elisabeth de Kegel qui était la nièce de Joos de Kegele admis au Sweerts en 1480, fut échevin de la ville de Bruxelles en 1586, 1587, 1590, bourgmestre en 1588 et 1589, avait épousé Maximilienne de Bourgogne, fille de Philippe, chevalier, seigneur de Dammerval, et de Marguerite d'Enghien de Kestergate, et avait été admis le 13 juin 1588 au lignage Sweerts[245],[246].
- Famille Rogge
  - Rogge, Sieur et Maître Godefroid, fut admis le 13 juin 1669 du chef de Bernard van der Stockt, après que son dossier eut été examiné par le faussaire Jean de Launay (voir ce nom) et messire Henri Boote, au lignage Sleeus. Houwaert estimait la filiation non prouvée.
- Famille Rol
  - Rol, Messire Joseph-François-Marie-Ghislain, fils de messire Jean-Baptiste Rol et de dame Isabelle-Marie-Ghislaine de Man, et neveu et petit-neveu de, respectivement, messire Georges-Théodore baron de Provins et de messire Charles-Joseph-Ghislain de Man ayant tous deux siégé au lignage, fut admis le 13 juin 1792 au lignage Sleeus.
- Famille de Roos
  - Roos (de), Gaspard-Egide-Marie, I.U.L., avocat du Conseil souverain de Brabant, fils de sieur et maître Gaspar De Roos, licencié en Médecine, et de dame Maria Joanna van Asbroeck, fille de Dominicus van Asbroeck et d'Isabella Pepermans, comme descendant de maître Adriaen van Aesbroeck fils de Bartholomée en son vivant secrétaire de la ville de Bruxelles et de Catharina De Brieder, et frère germain de maître François van Asbroeck en son vivant secrétaire de la ville de Bruxelles et qui avait été admis au lignage le 13 juin 1595 comme descendant de Jan dit Winnepenninck ayant été échevin de Bruxelles en 1409, de Godefroid dit Mennen Gielissen ayant été échevin en 1418, 1420 et 1432, et de dame Maria vander Crommercammen, sa femme, fille de Vrancx Crommercammen ayant été échevin en 1351 et 1361, avait été admis du même chef que maître Franciscus van Asbroeck, frère de même père et même mère dudit Adrianus van Asbroeck admis au lignage, le 13 juin 1761 au lignage Serhuyghs.
- Famille van der Roosen (d'azur semé de billettes d'or, à trois fleurs de lis au pied coupé d'argent qui est van der Kelen, au franc-quartier d'or à 3 maillets de gueules qui est Huldenbergue)
  - Roosen (Jacob van der), admis en 1376 au lignage Serhuyghs.
- Famille de Roovere (d'azur à trois fers de moulin d'or)
  - Roovere (de), Guillaume Joseph, qui fut échevin de la ville de Bruxelles du 2 février 1788 jusqu'en 1792, était né à Bruxelles le 6 février 1752 et fut baptisé le lendemain à Saint-Géry. Il mourut sans alliance le 2 juin 1810. Il fut licencié ès-droits de l'Université de Louvain le 9 juillet 1777. Il devint avocat au Conseil souverain de Brabant. En 1783, il était juge à la Chambre des tonlieux. Sous l'Occupation française dirigée par Charles François Dumouriez, il sera juge au tribunal de la commune de Bruxelles. Il s'intéressait particulièrement à l'histoire de la ville de Bruxelles et à ses Lignages : il est l'auteur du Manuscrit de Roovere, source très intéressante pour l'Histoire des Lignages[247] et qui se retrouvera plus tard dans la bibliothèque de son neveu Luc de Roovere de Roosemersch. Guilielmus Josephus de Roovere était le fils de Lucas Joannes de Roovere et de Maria Cornelia t'Kint. Il fut admis avec son frère et son père mentionnés tous deux ci-après, en 1779 au Roodenbeke.
  - Roovere (de), Jean Adolphe, greffier de la ville de Bruxelles, époux d'Anna Maria Leyniers, et frère de Guillaume Joseph ci-avant et fils de Lucas Joannes de Rooovere ci-après et de Maria Cornelia t'Kint, avait été admis en 1779 avec son père et son frère au Roodenbeke.
  - Roovere (de), Lucas Joannes, né le 2 novembre 1709 et mort le 21 juin 1782, épousa le 23 juillet 1764 Maria Cornelia t'Kint née le 16 juillet 1720 et morte le 6 juin 1804[248]. Il était le fils de Lucas de Roovere et de Maria van Coudenbergh, petit-fils de Jan van Coudenbergh et de Catharina van Hamme, arrière-petit-fils de Augustinus van Hamme et d'Anna Vrancx, laquelle était la fille de Peeter Vrancx le jeune et de Catharina Loetaert et la petite-fille de Peeter Vrancx l'ancien et de Joanna van Cattenbroeck qui elle-même était la fille de Baudewijn van Cattenbroeck mort en 1557 et de Cathelyne s'Visch et la petite-fille d'Henricus van Cattenbroeck échevin de Bruxelles pour le Roodenbeke en 1471 et de Gertrudis vanden Brugge. Il avait été admis en 1779 au Roodenbeke.
- Famille de Rouck (ou de Roeck) (d'argent au chevron de gueules, accompagné en pointe d'un croissant d'azur et en chef de trois canettes de... rangées)
  - Rouck (de), Guillaume, fils de Willem de Rouck, bourgmestre de Bergen-op-Zoom, et de dame Anna Noets, fille de Peeter Noets, épousa dame Clara Martiny, fille de Willem Martiny et de dame Helena Pauwen, fut commis des Finances, et avait été admis le 13 juin 1584 au lignage Steenweeghs.
  - Rouck (de), Messire Maximilien, fils de messire Guillaume de Rouck ci-avant, conseiller et commis des Finances, admis au Steenweeghs en 1584, et de dame Clara Martiny, sœur de Gillis Martiny admis au Sweerts en 1586, fut huit de la Gilde drapière en 1620, épousa Sibilla Longin, et avait été admis du chef de sa mère le 13 juin 1618 au lignage Sweerts.
- Famille Rousseau (d'argent au chevron de gueules, accompagné de trois oiseaux de sable ; au chef d'azur chargé de trois étoiles d'or)
  - Rousseau, François-Stéphane, seigneur d'Heriamont, fut conseiller et superintendant-général du Mont-de-Piété des Pays-Bas autrichiens, fils de Stephanus Rousseau et de Rebecca le Clerc, petit-fils de Joannes Franciscus le Clerc et de Maria van Bemmel, arrière-petit-fils de Franciscus van Bemmel et de Maria Kersavont, arrière-arrière-petit-fils de Franciscus van Bemmel et de Cecilia van Zeverdonck, ce dernier Franciscus van Bemmel étant le fils de Franciscus van Bemmel et de Barbara Nys et petit-fils de Gabriel van Bemmel, bourgmestre de Nations et descendant de Jan Clutinc échevin du Sweerts en 1407, avait été admis le 13 juin 1755 au lignage Sweerts.
- Famille Ryckewaert (écartelé: aux 1 et 4 d'azur à trois annelets d'or, chaque annelet rempli d'une merlette du même) ou (écartelé: aux 1 et 4 d'azur à trois annelets d'or, chaque annelet rempli d'une merlette du même qui est Ryckewaert, aux 2 et 3 de gueules au chevron d'hermine, au franc-canton de Flandres, le chevron accompagné au côté senestre du chef de l'écu de Luxembourg, qui est Flandres dit Drinckman)
  - Ryckewaert (ou Rijckewaert ou Rickewaert), Jacques, frère des sieurs et maîtres Philippe et Jean-Baptiste Ryckewaert admis au lignage, fut capitaine et écoutête de Herentals de 1628 à 1647 et capitaine d'une compagnie d'hommes à pied, avait été admis le 13 juin 1616 au lignage Coudenbergh[239].
  - Ryckewaert, Sieur et Maître Jean-Baptiste, frère de Philippe admis en 1613 ci-dessous, fut avocat en 1614, huit de la Gilde drapière en 1616, doyen en 1619, 1628 et 1629, mort en 1647, avait été admis le 13 juin 1614 au lignage Coudenbergh[239].
  - Ryckewaert, Messire Philippe, docteur en droit, fils de Philippe Rijckewaert admis au lignage en 1613, épousa Florence Virginie Livine de Landas, fut avocat en 1648, échevin en 1652, en 1654, en 1657 et 1658, conseiller au Conseil de Brabant depuis 1669, est mort en 1689, et avait été admis le 2 juin 1649 au lignage Coudenbergh[239].
  - Ryckewaert, Messire Philippe-Amelric-Chrysogone, seigneur de Tiberchamps, chevalier, I.U.L., fils de messire Philippe Rijckewaert admis en 1649, fut échevin en 1711 et 1712 et de 1719 à 1729, est mort en 1735, dernier de sa famille, avait été admis le 12 juin 1686 au lignage Coudenbergh[249].
  - Ryckewaert, Sieur et Maître Philippe, chevalier, seigneur de Tiberchamps, docteur en droit et avocat en 1612, huit de la Gilde drapière en 1613, assesseur du prévôt de l'hôtel et du drossard de Brabant, conseiller au Conseil de Brabant depuis 1643, mort le 1er août 1669, était le fils de Guilielmus Ryckewaert, notaire en 1598 et procureur au Conseil de Brabant, greffier de Bruxelles en 1602, et de Maria de Wesele, petit-fils de Jacobus Ryckewaert fils de Marcus, et d'Elisabeth van Horenbeke, arrière-petit-fils de Joannes van Horenbeke et de Margarita van de Winckele, avait épousé Catherina Mastelyn, fille d'Henri, écuyer, médecin de la chambre des archiducs, et de Marie van de Wouvere, avait été admis le 13 juin 1613 au lignage Coudenbergh[239].
- Famille van Rysewyck (ou van Rijsewijck)
  - Rysewyck (van), Jean, I.U.L., seigneur de Niel-Saint-Martin, fils de messire Regnier van Rijsewijck et de dame Jacqueline van Facuwez, laquelle était la fille de maître Henrick van Facuwez, secrétaire ordinaire du Conseil de Brabant, lui-même fils de maître Joos van Facuwez, secrétaire ordinaire et audiencier et du Conseil de Brabant, et de dame Jacomyne Hujoel, fille de maître Matheus Hujoel, secrétaire ordinaire du Conseil de Brabant, qui était fils de maître Jacop Hujoel, greffier du même Conseil, et de dame Maria Stoefs, fut proviseur de Saint-Eloy et avait été admis le 13 juin 1629 au lignage Steenweeghs. Il fut présenté à la Keuse le 13 juin 1645 par le lignage Serroelofs.
  - Rysewyck (van), Messire Guillaume, frère de même père et même mère de Jan van Rijsewijck ci-avant, fut admis le 13 juin 1634 au lignage Steenweeghs.

## S
- Famille Sagermans (écartelé: 1 et 4, de sinople, à la fasce engrelée d'argent accompagnée de trois chevrons renversés du même, chaque chevron constitué de trois losanges accolées qui est Sagermans; 2 et 3, d'argent à trois renards passants de sable qui est de Vos)
  - Sagermans, Michel-Joseph, fils de Jean-Joseph Sagermans, fut déclaré le 13 juin 1782, admissible au lignage, du chef de Joanna Rampaert et de Jean van Gersemoerter alias Schotte, cette dernière fille d'Aert Rampaert qui avait été inscrit au lignage en 1483, et fut admis sur simple prestation de serment après avoir produit des lettres de réhabilitation, le 9 juillet 1791 au lignage Sleeus[250].
  - Sagermans, Henri-Gabriel, fut, afin de pouvoir bénéficier de la bourse vacante dans ce lignage, déclaré être admissible le 11 octobre 1792 au lignage Sleeus.
- Famille De Sagher
  - Sagher (de), Jean-Xavier, fils d'Egidius de Sagher et de Catharina Joanna Baptista van Paffenrode, laquelle était la fille de Joannes Xaverius van Paffenrode et de Joanna Ludovica Schrijnmaeckers, la petite-fille de Joannes van Pafferode et Clara Le Mire, elle-même fille de Joannes Le Mire et de Margarita van Doorne qui descendait de Jan Clutinckx au Roodenbeke en 1376, fut déclaré admissible en 1752 au Roodenbeke.
- Famille Sanglier
  - Sanglier, Messire Jacques, né à Cologne, fils de Jacques Sanglier et d'Adriana van Liesvelt, fille de sieur Dierick van Liesvelt, chevalier, seigneur d'Opdorp, et de dame Maria Herdinck qui était la sœur de dame Anne Herdinck épouse d'Henri de la Gruese, épousa en premières noces dame Anna Sweerts et en secondes noces dame Margriete van Gindertaelen, fut admis le 13 juin 1645 au lignage Coudenbergh.
- Famille t'Sas : écartelé : aux 1 et 4 d'azur, à trois fleurs de lis d'argent (Pipenpoy) ; aux 2 et 3, d'or, au chevron d'azur accompagné de trois feuilles de trèfle du même, la queue vers le bas (Moreau); sur le tout : d'argent à une écluse au naturel (t'Sas)[251]
  - Sas (t'), Louis-François, admis le 13 juin 1793 au lignage Sweerts, baptisé à Bruxelles le 9 octobre 1748, Iuris Utriusque Licentiatus, prêta serment d'avocat au Conseil de Brabant le 15 novembre 1774, capitaine de la Garde Bourgeoise le 18 mai 1793, était l'époux de Joanna Crick. Louis-François t'Sas était le fils de Paulus t'Sas, né en 1704, maître brasseur et de Barbara Gaucheret, petit-fils de Guilielmus t'Sas, maître brasseur, décédé en 1737, et de Barbara Theresia Moreau, ainsi que de Roger Gaucheret, maître savonnier à Bruxelles, doyen du métier des graissiers, et de Maria t'Kint. Admis au Lignage Sweerts du chef de Jan van der Balct inscrit au Sweerts en 1480, dont il descendait par les t'Kint[252].
  - Sas (t'), Pierre, frère du précédent, et fils de Paulus t'Sas et Barbara Gaucheret, fut greffier de Leeuw-Saint-Pierre, et avait été admis du chef de Jan van der Balct qui fut échevin de la ville de Bruxelles, le 13 juin 1793 au lignage Sweerts.
- Famille Schelkens
  - Schelkens, Sieur et Maître Egide André, fils de Petrus Schelkens et de Francisca de Fraye qui était la sœur de Pierre de Fraye admis au Lignage en 1670, fut doyen de la Gilde drapière, est mort célibataire le 9 février 1716 à trois heures de l'après-midi, et avait été admis le 13 juin 1686 au lignage Serroelofs.
- Famille Schetz de Grobbendonck : écartelé au 1 et 4 d'argent à un corbeau essorant de sable, sur un monticule de trois coupeaux de sinople, qui est Schetz, au 2 et 3 de gueules à trois fleurs de lys au pied coupé d'argent.
  - Schetz de Grobbendonck, Messire Lancelot, baron de Wesemael en 1588, fut bourgmestre de Bruxelles et avait été admis le 13 juin 1587 au lignage Sleeus.
- Famille Schockaert (d'argent au coq de sable, crêté, barbé et allumé de gueules, posé sur un feu au naturel)
  - Schockaert (de), Jean-François-Hyacinthe, admis le 5 juillet 1696 au lignage Serhuyghs.
  - Schockaert, François-Hyacinthe, fils de Jan François Schokaert, chevalier, conseiller et maître des comptes de la Chambre des comptes du Brabant, qui avait été admis au lignage, fut admis le 13 juin 1715 au lignage Serhuyghs.
  - Schockaert, Jean-Daniel-Antoine, licencié en Droit, fils de messire Jean-François-Hyacinte Schockaert, chevalier, conseiller et maître des comptes à la Chambre des comptes du Brabant, admis au lignage, fut échevin de Bruxelles de 1728 à 1730, conseiller au Conseil souverain de Brabant en 1732 et 1733, chancelier en 1745, et avait été admis le 13 juin 1724 au lignage Serhuyghs.
- Famille van Schore ou van Schoor
  - Schore (van), Jean, I.U.L., fils de messire Philippe van Schore, admis au lignage en 1620, et de dame Maria van Wolfwinckel, avait été admis le 13 juin 1644 au lignage Serroelofs.
  - Schore (van), le baron Louis-François-Joseph, fils de messire Ludovicus, baron van Schoor, admis en 1688, et de dame Barbara Carolina van Hamme, fille de Guillaume, baron van Hamme, admis en 1660, qui fut en son vivant échevin et bourgmestre de la ville de Bruxelles, avait été admis le 13 juin 1716 au lignage Serroelofs.
  - Schore (van), le baron Philippe Louis, fils de Carolus van Schore admis en 1640 et de Maria Jacoba de Damhoudere, épousa Barbara Carolina van Hamme fille de Guillielmus baron van Hamme admis en 1660 au Serroelofs et de Carolina Francisca Franckeim, et fut admis le 13 juin 1688 au lignage Serroelofs.
  - Schore (van), Louis, I.U.L., fils de Joannes van Schore et d'Anna van Eynatten, petit-fils d'Arnoldus van Eynatten, admis en 1539, et d'Anna Busleyden, épousa Maria van der Vorst, et avait été admis le 13 juin 1615 au lignage Serroelofs.
  - Schore (van), Louis, I.U.L., fils de Philippe van Schore, bourgmestre de Louvain, admis au lignage en 1620, et de Maria van Wolfwinckel, fut chanoine à Malines, et avait été admis le 13 juin 1630 au lignage Serroelofs.
  - Schore (van), Messire Charles, I.U.L., fils de Philippe van Schore, bourgmestre de Louvain, admis en 1620, et de Maria van Wolfswinckel, épousa Marie Jacqueline de Damhoudere, et avait été admis le 13 juin 1640 au lignage Serroelofs.
  - Schore (van), Messire Jean Gilbert, I.U.L., fils de messire Carolus admis en 1640 et de Maria Jacoba de Damhoudere, est mort célibataire le 28 avril 1700 et avait été admis le 13 juin 1684 au lignage Serroelofs.
  - Schore (van), Messire Philippe, frère de Louis van Schore admis en 1615, épousa Maria van Wolfwinckel, fut bourgmestre de la ville de Louvain, et avait été admis le 13 juin 1620 au lignage Serroelofs.
- Famille Schotte[253] (d'azur à 3 têtes de sangliers au naturel, rangées 2 et 1)[254]
  - Schotte, Albert-Théodore, I.U.L., fils de messire Theodore Bernard Schotte, admis avant le bombardement de 1695, et de Maria Anna van Roye, avait été admis le 13 juin 1696 au lignage Steenweeghs.
  - Schotte, Sieur et Maître Charles, docteur dans les deux droits, chevalier, seigneur d'Herbais et Dorent, frère de père et de mère de maître Jean-Baptiste Schotte admis au lignage en 1617, épousa en premières noces Maria Anna Schotti, et en secondes noces dame Margareta Françoise de Horosco, fille de messire Philippe de Horosco, vicomte de Bergues-Saint-Winnocq, fut pensionnaire de la ville de Bruxelles en 1628 et 1630, conseiller aux Domaines de Sa Majesté, et avait été admis le 13 juin 1619 au lignage Steenweeghs.
  - Schotte, Charles-Michel, vicomte de Berghes-Saint-Winnocq, seigneur d'Harcourt, Sebastes, Assinghen, etc., époux de Catharina Wilhelmina van Cranevelt, fils de Theodor Bernardus Schotte, admis au lignage avant le bombardement, et de Maria Anna van Roye, fut admis le 13 juin 1724 au lignage Steenweeghs.
  - Schotte, Charles-Philippe, fils de sieur Charles Schotte, seigneur d'Herbaijs, admis en 1619, et de dame Margarite Françoise Horosco, fut admis le 13 juin 1664 au lignage Steenweeghs.
  - Schotte, Jean-Baptiste, frère de même père et même mère de Charles-Philippe ci-avant, avait été admis en même temps que son frère le 13 juin 1664 au lignage Steenweeghs.
  - Schotte, Messire Albert-Joseph-Jean, fut admis du chef de son père messire Charles Michel Schotte, vicomte de Berghes-Saint-Winnocq, admis au lignage en 1724, et de dame Catharina Guillelmina van Craenenveldt, le 13 juin 1740 au lignage Steenweeghs.
  - Schotte, Messire Charles-Albert-Lamoral, vicomte de Berghes-Saint-Winnocq, seigneur de Niel-Saint-Vincent et Pierreux, fils de dominus Carolus Theodorus Schotte et de dame Joanna Maria Francisca d'Amezaga, fut admis à l'âge de 15 ans à la condition de prêter serment après qu'il eut atteint l'âge de 18 ans, ce qu'il fit le 13 juin 1767, le 13 juin 1760 au lignage Steenweeghs.
  - Schotte, Messire Charles-Philippe, fils de messire Charles-Michel Schotte, admis au lignage, et de dame Catharina Wilhelmina van Cranevelt, fut admis le 13 juin 1729 au lignage Steenweeghs.
  - Schotte, Messire Charles-Théodore, vicomte de Berghes-Saint-Winnocq, seigneur d'Harcourt, Sebastes, etc., licencié dans les deux droits, époux de Joanna Maria Francisca de Amezaga, dame de Bossuyt, fils de messire Charles-Michel Schotte, admis au lignage, fut bourgmestre de Louvain en 1744, et avait été admis le 18 juin 1730 au lignage Steenweeghs.
  - Schotte, Maître Jean-Baptiste, I.U.L., seigneur de Beyssem, Berchem et Assene, fils de sieur et maître Theodorus Schotte, admis en 1592, et de dame Elisabeth van den Brant, fut conseiller de Sa Majesté en sa Chancellerie de Brabant, et avait été admis le 13 juin 1617 au lignage Steenweeghs.
  - Schotte, Pierre, frère de Théodore Schotte admis au lignage en 1592, fils de Peeter Schotte et de dame Anna van der Beken, petit-fils de Joannes van der Beken, avocat, et de Barbara van Vrechem, arrière-petit-fils de Joannes van Vrechem et de Barbara de Keyser, laquelle descendait d'Adam de Keyser et de Margarita van Nieuwenhoven née des lignages, fut échevin de la ville de Bruxelles en 1613 et 1619 et avait été admis le 13 juin 1611 au lignage Steenweeghs.
  - Schotte, Sieur et Maître Théodore, chevalier, I.U.L., fils de Peeter et d'Anna van der Beken, petit-fils d'Aert Schotte et de dame Joana Rampaert, laquelle était la fille d'Aert Rampaert qui était au Sleeus, épousa Elisabeth van den Brant, fut échevin de la ville de Bruxelles, trésorier de la ville en 1603, conseiller et pensionnaire de la ville de Bruxelles, avait été admis le 13 juin 1592 au lignage Steenweeghs.
  - Schotte, Messire Théodore-Bernard, fils de Carolus Schotte et de dame Margarita Francisca de Horosco, épousa Maria Anna van Roye, et avait été admis le 13 juin 169... , avant le bombardement de 1695, au lignage Steenweeghs.
- Famille van der Schueren
  - Schueren (van der), Gaspar, fils de Geerard van der Schueren et de dame Catherine Leyniers, du chef de Marie Pipenpoy, sœur de même père et même mère de messire Jacob Pipenpoy qui fut en son vivant échevin de la ville de Bruxelles, lequel fut le père de messire Henrick Pipenpoy qui est pensionnaire de la ville de Bruxelles, fut admis le 13 juin 1714 au lignage Serhuygs.
- Famille van Senft
  - Senft (van), Messire Charles-Philippe, fils de Vincent, admis le 13 juin 1627 au Roodenbeke.
  - Senft (van), Messire Chrétien, seigneur de la Mothe au Bois, Haine, etc., admis le 13 juin 1586 au Roodenbeke
  - Senft (van), Messire François, admis le 13 juin 1577 au Roodenbeke.
  - Senft (van), Messire Vincent, admis le... au Roodenbeke[255].
- Famille t'Serraerts (ou t'Seraerts)[256] (de gueules semé de roses d'argent au lion du même brochant sur le tout)
  - Serraerts (t'), Messire Antoine, admis le 13 juin 1558 au lignage Serhuyghs. (mêmes armes brisé avec lambel)
  - Serraerts (t'), Messire Henri, seigneur de Couwesteyn, fut margrave de la ville d'Anvers, écoutête de la ville d'Anvers, margrave des Lants van den Rhyen, et était présent le 13 juin 1577 au lignage Serhuyghs.
  - Serraerts (t'), Messire Henri, fils de Charles, et qui ne doit pas être confondu avec messire Henri ci-avant, était absent le 13 juin 1587 du lignage Serhuyghs.
  - Serraerts (t'), Messire Jean, seigneur d'Aa, fut doyen de la Gilde drapière, et avait été admis le 13 juin 1510 au lignage Sleeus.
  - Serraerts (t'), Messire Lancelot, mentionné le 13 juin au lignage Serhuyghs.
  - Serraerts (t'), Messire Maximilien, fut bourgmestre de la ville de Bruxelles de 1572 à 1574, receveur en 1575, et avait été admis le 13 juin 1568 au lignage Serhuygs (mêmes armes brisées d'une bordure de...)
  - Serraerts (t'), Maître Pierre, I.U.L., seigneur de Hoogerheide, comparut pour la première fois en 1559 au lignage Sleeus.
- Famille de Scrapere (écartelé : 1/4 d'argent à l'aigle éployée de sable ; 2/3 de gueules à cinq coquilles d'argent posées en croix qui est Steenweghe)
  - Scrapere (de), Maître Arnould, fut greffier de la Chambre des comptes du Brabant de 1595 à 1615, et avait été admis du chef des van den Rozen le 13 juin 1595 au lignage Serhuyghs.
  - Scrapere (de), Henri, fils de maître Aert de Scrapere, greffier de la Chambre des comptes du Brabant, lequel était le fils de Jan de Scrapere lui-même fils d'Andries de Scrapere lequel était le fils d'Aert de Scrapere et de dame Cathlyne vanden Poele qui était la fille de Franco vanden Poele ayant été échevin de la ville de Bruxelles en 1433, 1446, 1465 et 1472, fut greffier de la Chambre des Comptes du Brabant de 1617 à 1620 et auditeur de la Chambre des Comptes du Brabant en 1621, avait été admis le 13 juin 1614 au lignage Serhuyghs.

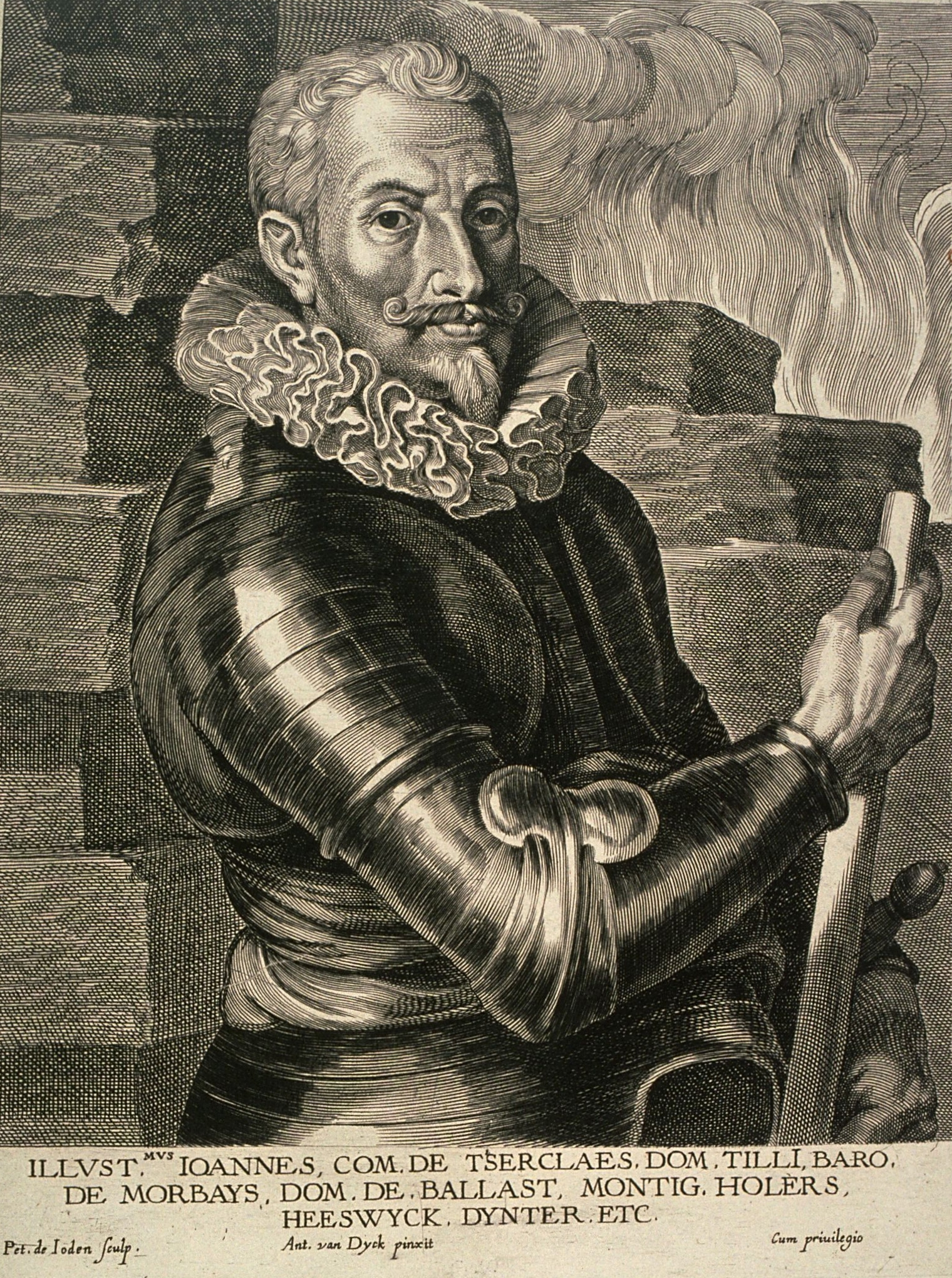
Jean t'Serclaes, comte de Tilly, commandant en chef des armées de la Ligue Catholique et du Saint-Empire romain pendant la première partie de la guerre de Trente Ans, issu des Lignages de Bruxelles.

- Famille T'Serclaes (de gueules au lion d’argent, armé, lampassé et couronné d’or, chargé sur l’épaule d’un écusson d’or, au chef échiqueté d’argent et de sable).(ancêtre de Jean t'Serclaes, comte de Tilly, commandant en chef des armées de la Ligue Catholique et du Saint-Empire romain pendant la première partie de la guerre de Trente Ans, ainsi que d'Émile de t'Serclaes de Wommersom, diplomate et héros de la révolution Belge de 1830.)
  - Serclaes (T'), Éverard, le Libérateur de Bruxelles.
  - Serclaes (t'), Daniel, fils d'Everaert t'Serclaes, seigneur de Cruckemburg, et de dame Elisabeth de le Pouille ou van de Poele, dame de Spinoit et de Spiennes, petit-fils d'Everaert t'Serclaes et de dame Catharina Taye, épousa dame Lysbeth Taye qui était la fille de Jacob Taye et de dame Elisabeth van der Kelen, se trouvait au lignage en 1480 au lignage Serroelofs.
  - Serclaes (t'), Guillaume, chevalier depuis 1517, fils d'Everaert t'Serclaes, chevalier, seigneur de Vlieringen, échevin de la ville de Bruxelles en 1465 et 1471, bourgmestre en 1466, receveur en 1477 et 1479, et de dame Margareta van der Borcht, petit-fils de Wencelyn t'Serclaes, chevalier, échevin de la ville de Bruxelles en 1414, 1426, 1430, bourgmestre en 1432, et de dame Anna de Hennin dite des Fontaines, épousa dame Jacquemine Hinckaerts qui était la fille de heer Philips Hinckaerts, chevalier, et de dame Jasperyne van Wittham, était présent le 13 juin 1493 au lignage Serroelofs.
  - Serclaes (t'), Guillaume, fils de messire Willem t'Serclaes, huit de la Gilde drapière en 1450 et 1456, doyen de la Gilde drapière en 1460, échevin de la ville de Bruxelles en 1469, et de dame Anna Thoenys, petit-fils de heer Everaert t'Serclaes et de dame Catharina Taye, épousa en 1486 dame Joanna Bacx, de Maestricht, fille d'Imbrecht Bacx et veuve de messire Jan van Witthem, et était présent le 13 juin 1483 au lignage Serroelofs.
  - Serclaes (de t'), Henri Antoine Gaspard Joseph, fils de messire Josephus Franciscus Philippus, chevalier, conseiller et commissaire des Domaines et Finances de Sa Majesté, et de dame Maria Barbara Marulli, fut échevin de la ville de Bruxelles en 1748 et 1749, de 1753 à 1756, de 1762 à 1769, en 1777, en 1780, en 1782 et 1783, trésorier en 1758, surintendant de la navigation en 1773, overmomboir en 1784, huit de la Gilde drapière en 1745, mambour de Saint-Eloi en 1746, épousa Maria Petronella Susanna de Colins de Tarsienne, et avait été admis le 25 juin 1742 au lignage Serroelofs.
  - Serclaes (T'), Jean-Baptiste, seigneur d'Opahlfen, fils de Jan t'Serclaes, chevalier, seigneur de Nederockerseele, ancien bourgmestre de la ville de Bruxelles, admis au Lignage en 1590, et d'Anna van der Hulst, fut colonel au service de Sa Majesté, épousa Innocentia Vivina de Altuna, et avait été admis le 13 juin 1624 au lignage Serroelofs.
  - Serclaes (t'), Messire Jean Baptiste, fils de Joannes Baptista t'Serclaes, seigneur d'Ophalfen, colonel au service de Sa Majesté, admis en 1624, et d'Innocentia Vivina de Altuna, épousa Maria Magdalena Thibault, et avait été admis le 6 mai 1652 au lignage Serroelofs.
  - Serclaes (T'), le chevalier Antoine, seigneur d'Herent, d'Horentschen et Bachten, fut créé baron de son nom par lettres patentes du 31 août 1628, fils de messire Floris t'Serclaes, admis en 1585, et de dame Maria van der Noot, épousa dame Digna van der Hert, dame de Linderborch, et avait été admis le 14 juin 1604 au lignage Serroelofs.
  - Serclaes (t'), le chevalier Wencelin, fils de Wencelijn t'Serclaes, chevalier, échevin de la ville de Bruxelles en 1438, 1443, 1449, bourgmestre de Bruxelles en 1446, et de dame Maria Clutincx, petit-fils de Wencelijn t'Serclaes, chevalier, échevin en 1414, 1426 et 1430, bourgmestre en 1432, et de dame Anna de Hennin dite de Fontaines, arrière-petit-fils d'Everaert t'Serclaes, chevalier, échevin en 1365, 1370, 1377, 1382 et 1387, le Libérateur de Bruxelles, et de dame Beatrix van Eessene, se trouvait au lignage en 1480 au lignage Serroelofs.
  - Serclaes (t'), Wencelain, fils de Wencelijn III t'Serclaes, au Lignage en 1480, et de dame Lysbeth van Ghinderboven, épousa Marie Snellincx, et était présent le 13 juin 1512 au lignage Serroelofs.
  - Serclaes (t'), Messire Charles, fils de Wencelijn t'Serclaes, admis au lignage en 1512, et de dame Margriete Snellincx, épousa dame Marie Oem van Wijngaerden, et était présent le 13 juin 1546 au lignage Serroelofs.
  - Serclaes (T'), Messire Florent, admis en 1568 au lignage Serhuyghs.
  - Serclaes (t'), Messire Floris, chevalier, fils de Charles t'Serclaes, admis au Lignage en 1546, et de dame Marie Oem van Wijngaerden, était présent le 13 juin 1561 au lignage Serroelofs.
  - Serclaes (de t'), Messire Floris, chevalier, fils de Philippe t'Serclaes, I.U.L., maréchal des logis de Marie de Hongrie, admis en 1514, et de dame Geertruid van Ophem, fut échevin de la ville de Bruxelles, mambour de Saint-Eloi, épousa Marie van der Noot, et avait été admis le 13 juin 1586 au lignage Serroelofs.
  - Serclaes (t'), Jean, fils de messire Jan t'Serclaes, échevin de la ville de Bruxelles en 1435 et 1445, receveur en 1438 et 1446, bourgmestre en 1443, et de dame Agathe de Hennin dite de Fontaines, petit-fils d'Everaert t'Serclaes, chevalier, seigneur de Ternant, et de dame Catharina Taye, arrière-petit-fils d'Everart t'Serclaes, chevalier, le Libérateur de Bruxelles, échevin en 1365, 1370, 1377, 1382, et 1387, et de sa première épouse dame Elisabeth van der Meeren, épousa dame Marie de Davre, et était présent en 1480 au lignage Serroelofs.
  - Serclaes (t'), Messire Jean, chevalier, seigneur de Neder-Ockerzeel et de Huerne, fils de Floris t'Serclaes, admis au Lignage en 1585, et de Maria va der Noot, fut proviseur de l'Hôpital van Bruyssegem, épousa Anna van der Hulst, et avait été admis en 1590 au lignage Serroelofs.
  - Serclaes (de t'), Messire Joseph François Philippe, époux de Maria Barbara Josepha Francisca Marulli, fils de Jacobus Franciscus de t'Serclaes, capitaine au service d'Espagne, et d'Isabella Barbara Alexandrina de Colas fille de Diego de Colas et d'Isabelle Berthout dite van Mechelen, petit-fils de Joannes Baptista Christophorus de t'Serclaes, admis en 1652, et de Maria Magdalena Thibault, fut auditeur de la Chambre des comptes de Sa Majesté en 1722, chevalier, conseiller et commis des domaines de Sa Majesté en 1737, et avait été admis le 13 juin 1701 au lignage Serroelofs.
  - Serclaes (T'), Sieur et Maître Philippe, I.U.L., chevalier, seigneur d'Achten Rode et Ottenborch, fils de Floris de t'Serclaes, admis en 1585, et de Marie van der Noot, épousa dame Marie d'Assonleville, fut admis en 1586 au lignage Serroelofs.
  - Serclaes (t'), Philippe, fils de heer Wencelyn t'Serclaes, chevalier, échevin de la ville de Bruxelles en 1472, 1486, 1498, bourgmestre en 1481 et 1499, et de dame Lysebeth van Ginderboven alias van der Beken, épousa dame Gertrudis van Ophem qui était la fille de Jan van Ophem et de Cathelyne Rampaerts, avait été admis le 13 juin 1514 au lignage Serroelofs.
  - Serclaes (t'), Philippe, seigneur de Cruyckenbourg, fils de messire Everaert t'Serclaes, seigneur de Cruckenburg, et de Catharina Nagels, petit-fils de heer Everaert t'Serclaes, seigneur de Cruckemburg, chevalier, et de dame Catharina van der Ryt, arrière-petit-fils d'Everaert t'Serclaes, seigneur de Cruckemburg, et de dame Elisabeth de la Pouille ou van de Poele, dame de Spinoit et Spiennes, épousa dame Margarita t'Serclaes, sa cousine, fille de messire Charles t'Serclaes et de Catharina Switten, et était présent le 13 juin 1544 au lignage Serroelofs.
- Famille t'Serhendrickx (de sinople à 3 fleurs de lis d'argent au pied coupé, au franc-quartier senestre de gueules à 3 croissants d'or)
  - Serhendrickx (t') dit Vrintschap, ou Vrientscap geheten Tserhendricx, Philippe, admis le 27 mars 1578 au lignage Serhuyghs.
- Famille van t'Sestich
  - Sestich (van t'), Maître Laurent, docteur en médecine, époux d'Anna van Wachelgem, était le fils de Peeter van t'Sestich, docteur en médecine, et d'Elisabetha van Zeebroeck laquelle était la fille de Philippus van Zeebroeck et de Gertrudis van Cattenbroeck, la petite-fille de Gillis van Zeebroeck, échevin de Bruxelles en 1476 et 1481, et de Paulina van de Werve, l'arrière-petite-fille de Joannes van Zeebroeck, échevin de Bruxelles en 1429, et de Catharina de Leeu ou s'Leeus, cette dernière étant la fille de Jan de Leeu ou s'Leeus, échevin de Bruxelles en 1420, et de Margarita Cassaert dite Plaetman. Il avait été admis en 1565 au Roodenbeke.
  - Sestich (van t’), Philippe-Antoine, seigneur d'Ophem, fils de Heer Joannes Anthoon van t'Sestich, conseiller au Grand Conseil de Malines, et de Margarita van Overbeke, petit-fils de Guillelmus van Overbeke, secrétaire du Grand Conseil de Malines, et d'Elisabeth van Cotthem, fille de Willem van Cotthem admis au lignage en 1523, fut commune-meester de Malines, gentilhomme de bouche de l'archiduc Léopold, épousa Gertrudis de Brimeu, et avait été admis le 13 juin 1615 au lignage Sweerts.

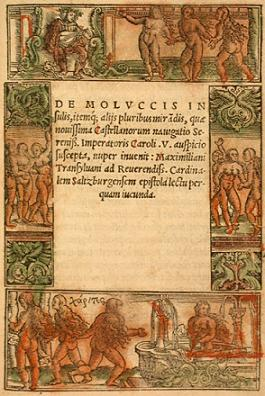
Frontispice de la première édition du récit De Moluccis Insulis de l'humaniste Maximilien van Sevenbergen dit Maximilianus Transylvanus, admis au lignage Serroelofs en 1538.

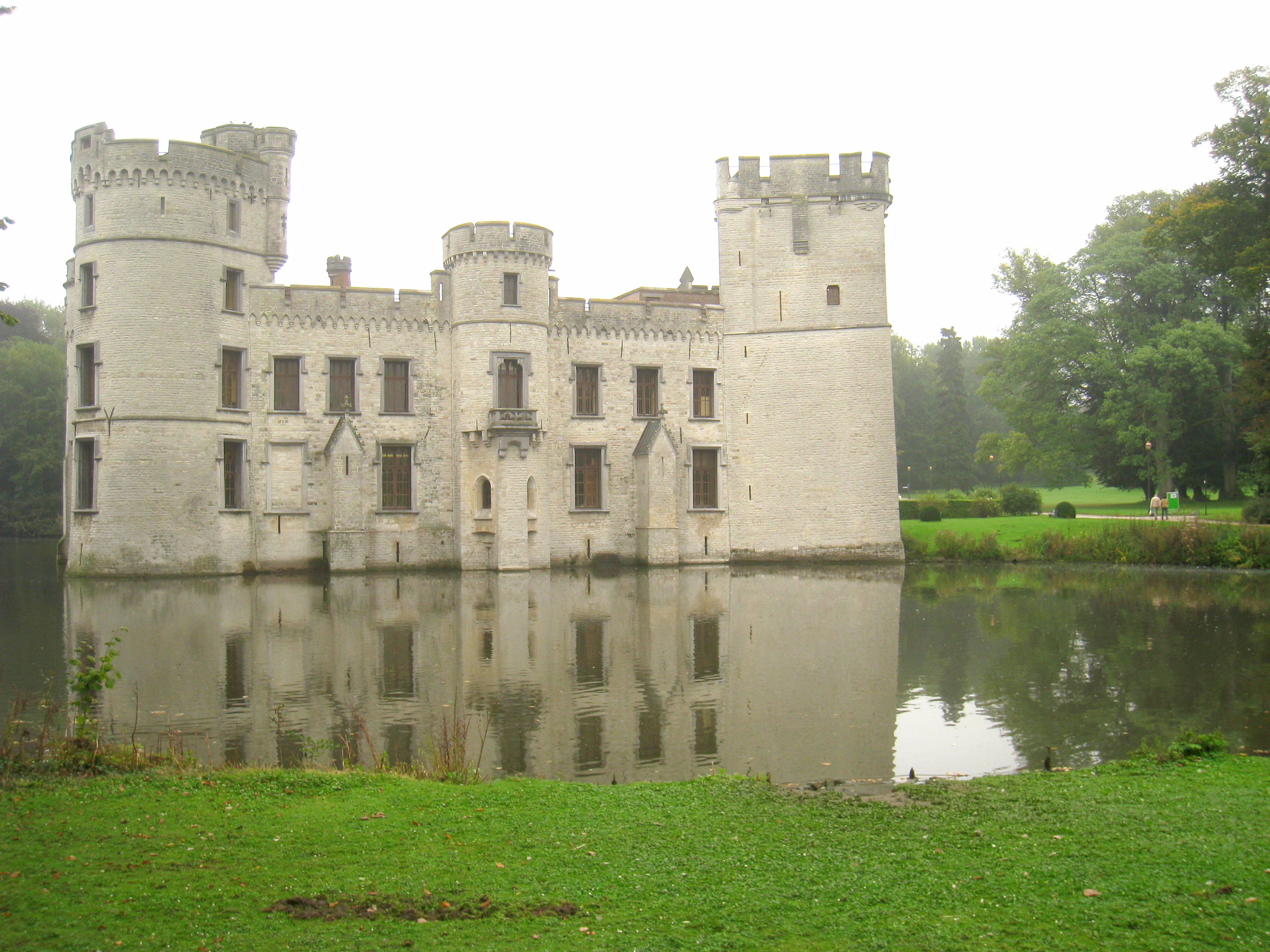
Le château de Bouchout à Meise acquis en 1537 par Maximilianus Transylvanus.

- Famille van Sevenbergen dit Transylvanus (écartelé : aux 1 et 4, d'or à un oiseau regardant de sable ; au 2 et 3, d'argent au lion de gueules).
  - Maximilien van Sevenbergen[257] dit Maximilianus Transylvanus, écrivain latin et humaniste, seigneur de Bouchout, secrétaire du Conseil Privé de l'empereur Charles Quint, fils de Lucas van Sevenbergen, orfèvre à Bruxelles, valet de chambre et graveur de sceaux de Maximilien, roi des Romains et depuis empereur des Romains, et de Joanna Meerte ; petit fils de Steven van Sevenbergen et Joanna Meers. Il fut créé chevalier en 1538 et fut admis la même année au lignage Serroelofs du chef de sa mère née Joanna Meerte[258].
- Famille Silvius (ou Sylvius)[259] (écartelé: au 1 et 4 tranché de gueules sur argent ; au 2 et 3 d'or à 2 chicots de sable posés en sautoir)
  - Silvius, Messire Philippe-Albert, fils de Jan Boschman dit Sylvius, pensionnaire de la ville de Louvain, et de Jacqueline Martiny, fille Gillis Martiny admis en 1586, et de Magdalena Welser, fut avocat, et avait été admis le 13 juin 1646 au lignage Sweerts.
- Famille de Smet ou de Semeth (écartelé : 1/4, d'or à 3 croissants de sable; 2/3, à 3 losanges ou rustes perforées de sable)
  - Smet (de), Guillaume, receveur des domaines de Leurs Altesses au quartier de Tirlemont, fils de Guillaam de Semeth et de dame Marie Madoets, laquelle descendait des van Kegels, de Loeze, vander Zennen, Buysegem alias Buys, Walsche et autres descendants du lignage, avait été admis le 13 juin 1609 au lignage Serhuyghs.
- Famille Smissaert
  - Smissaert, Jean-Augustin, fils de sieur Adriaen Smissaert et de dame Suzanna Theresia Caciga, petit-fils de sieur Adriaen Smissaert et de dame Catharina de Soete (ou de Zoete) laquelle était la fille de maître Philippe de Soete, fut prêtre, chanoine en 1679, et bien que prêtre, fut huit de la Gilde drapière en 1699, 1700 et 1701, mambour de la confrérie de Saint-Eloi en 1711, avait été admis le 3 août 1670 au lignage Coudenbergh.
- Famille Snellinckx (ou Snellinck)
  - Snellinckx, Messire Guillaume-Joseph-Ghislain-André, avocat en 1755, huit de la Gilde drapière en 1756 et 1757, auditeur de la chambre des comptes, mort en 1769, fils de messire Théodore-André-Augustin Snellinck ci-après et de Anna-Maria de Kessel, fut admis le 13 juin 1751 au lignage Coudenbergh[249].
  - Snellinckx, Messire Théodore-André-Augustin, I.U.L., époux d'Anna-Maria Theresa de Kessel, fils de Joannes Andreas Snellinckx, seigneur de Betecom, secrétaire trésorier des archives du Conseil Secret, et de Maria Anna Theodora van Reynegom, neveu des quatre Reynegom admis en 1690, 1691 et 1699, fut huit de la Gilde drapière de 1727 à 1729, échevin de 1737 à 1739, trésorier de 1742 à 1745, et avait été admis le 13 juin 1726 au lignage Coudenbergh[249].
  - Snellincx, Sieur et Maître François, fils de Carolus Snellincx, receveur de l'abbaye d'Affligem, et d'Anna Goethals, petit-fils de Willem Goethals, secrétaire de la ville de Bruxelles, et de Joanna de Weert, celle-ci fille de Magnus de Weert admis au lignage en 1656, fut avocat, mourut célibataire, et avait été admis le 13 juin 1634 au lignage Sweerts.
  - Snellincx, Nicolas, frère de François, licencié ès-lois et admis au lignage en 1634, fils de Charles, fut receveur de l'abbaye d'Affligem, et avait été admis le 13 juin 1649 au lignage Sweerts.
- Famille Van Somergem (ou van Somerghem)
  - Somerghem (van), Simon, qui, selon Jean-Baptiste Houwaert, serait le fils de Philips van Somergem et d'Elisabeth van den Heetvelde qui était la fille de Jan van den Heetvelde dit Uterwildegans, avait épousé Jueta van Linckenbeke, et avait été admis le 13 juin 1482 au lignage Sweerts.
- Famille de Spanghe (ou de Spangen)
  - Spanghe (de), le baron Charles-Ignace, seigneur de Mousty, fils de Joannes Carolus de Spangen, seigneur d'Ottignies, Mousty, Melet et Biesme, et de Catharina Francisca Regina Paulina de Visscher, petit-fils de Joannes Balthazar de Visscher, baron de Celles, ancien échevin de la ville de Bruxelles, admis au lignage en 1650, et de Catharina Margarita de Gottignies, épousa le 23 octobre 1731 Ignace Albertine Josèphe Pimentel Ladron de Guevarra fille de don Vincente, et avait été admis le 13 juin 1734 au lignage Steenweeghs.
- Famille de Spira
  - Spira (de), Bernard, fut échevin de Mons en Hainaut en 1628 et 1629, et auparavant fut mambour de l'Hospice Saint-Eloi à Bruxelles, avait été admis le 14 juin 1591 au lignage Sleeus.
  - Spira (de), Messire Bernard, fils de Sieur et Maître Nicolas ci-dessous, fut admis le 13 juin 1619 au lignage Sleeus.
  - Spira (de), Sieur et Maître Nicolas, I.U.L., admis le 13 juin 1583 au lignage Sleeus.
  - Spira (de), Sébastien, fils de maître Nicolas de Spira et de Catherine Moyensoen alias Anderlecht, fut admis le 27 mars 1578 au lignage Sleeus.
- Famille van Spoelberg (d'azur à la fasce d'or accompagnée de 3 losanges du même, 2 en chef et 1 en pointe)
  - Spoelberg d'Eynthout (van), André-Emmanuel-Joseph, I.U.L., fils de Franciscus Philippus de Spoelbergh, seigneur de Lovenjoul, siégeant au lignage, fut admis le 13 juin 1741 au lignage Serhuyghs.
  - Spoelberg (van), Charles-Chrétien-Jean, I.U.L., fils de messire François-Philippe van Spoelbergh, seigneur de Lovenjoul, premier bourgmestre de la ville de Louvain, admis au lignage, et de dame Jeanne-Isabelle Le Comte dit Dorville, avait été admis le 6 mars 1732 au lignage Serhuyghs.
  - Spoelberg (van), Messire Charles François, fils de messire Christophe van Spoelberch, lieutenant-mayeur de la ville de Louvain, et de dame Jeanne-Catherine Bax, fut admis le 13 juin 1696 au lignage Serhuyghs.
  - Spoelberg (van), Messire François Philippe Benoît, frère de Charles François ci-avant, fut admis le 13 juin 1696 au lignage Serhuyghs.
  - Spoelberg de Terhorst (van), Jean Charles Laurent Joseph, fils de messire Carolus Christianus Joannes de Spoelberch, admis au lignage, et de noble dame Jeronyma Isabella Theresia de la Bawette, fut admis le 13 juin 1770 au lignage Serhuyghs.
  - Spoelberg (de), Jean Henri, licencié en Droit, fils d'Andreas Emanuel Josephus De Spoelbergh d'Eynhoudts, admis au lignage le 13 juin 1741, et de dame Angelina Maria Bayot, fut avocat du Conseil souverain de Brabant, "huit" de la Gilde drapière en 1791, et avait été admis le 13 juin 1791 au lignage Serhuyghs.
  - Spoelberch (van), Messire Charles François, licencié en Droit, seigneur de Lovenjoul, admis "ex parte sue matris Jouff. Anna de Grimaldi uyt den voors. Wouter van den Rosen" le 13 juin 1650 au lignage Serhuyghs.
  - Spoelberch (van), Messire Christophe, frère de même père et même mère de messire Charles François van Spoelberch reçu au lignage le 13 juin 1650, fut admis le 13 jui 1654 au lignage Serhuyghs.
- Famille van der Spout (de sable à 3 fleurs de lis d'argent au pied coupé)
  - Spout (van der), Sieur Bernard, chevalier, seigneur du Spout, à Overijse, et de Bousval, fut reçu bourgeois de Bruxelles en 1461, fils de Bernard, écuyer, seigneur des mêmes lieux, et de Maria de Coninck, épousa Ysabeau d'Arquennes, dame d'Arquennes et de Petit-Rœulx, mourut en 1498, et avait été noté comme étant absent du lignage le 13 juin 1480 au lignage Sweerts.
- Famille Spyskens (ou Spijskens)[260] (de gueules, au sautoir d'argent, cantonné de quatre coquilles d'or,  avec diverses brisures, le plus souvent un écusson d'or en cœur à la fasce d'azur et au lion de gueules brochant, issant du bord inférieur de la fasce. Devise : Spyse Spyst Spyskens)[261],[262]
  - Spyskens, Jean, fils de Jean et de Catharina Sergeerts, petit-fils de Jean et de Lijsbeth de Kempener alias van Duffle, ceux-ci cités à Lennick vers le milieu du XIVe siècle, qui fut huit de la Gilde drapière, la Lakengulde, en 1381 et doyen de la Gilde en 1387[263], époux de dame Catharina van Prindael, fille de Joos et de dame Catharina Oemen, faisait partie du lignage Coudenbergh.
  - Spyskens, Jean, fils du précédent, échevin de Bruxelles en 1415, époux de Catharina Boote, fille bâtarde de Godevaert et de Beatrijs Timmermans, et petite-fille de Ingelbert Boote et de Beatrijs Sleeuws dicta Versophien, faisait partie du lignage Caudenbergh. Son sceau, attesté à partir de 1415 se décrit comme suit : un écu penché, avec un sautoir cantonné de quatre coquilles, un écusson en abîme au lion issant d'une fasce, avec comme timbre, un heaume couronné à lambrequins, comme cimier, un bonnet pointu, et comme légende S'.iohannis spijskens[264].
  - Spyskens, Jean[265], fils du précédent, échevin de Bruxelles en 1451, 1458, 1468, 1481 et 1489, époux en secondes noces de Margareta Boogaerts ou Bogaerts, dicta van der Smissen, fille de Jan et de Marie van Mazenzeele, faisait partie du lignage Coudenbergh[266]. Comme sceau, il fit usage de la même matrice que le précédent.
  - Spyskens, maître Pierre, fils de Jean Spyskens ci-avant et de Margareta Bogaerts dicta van der Smissen, avait épousé dame Gertrude van Meldert qui fut admise par son inscription à la gilde drapière à faire du drap et à le vendre en gros ou en détail[267], fut échevin de Bruxelles en 1503, 1517 et 1520.
  - Spyskens, Messire Gaspard ou Jaspar[268], frère de Guillaume ci-après, notaire à Vilvorde, premier clerc de la cour féodale de Brabant, admis le 13 juin 1621 au lignage Coudenbergh[249].
  - Spyskens, Messire Guillaume[269], fils de Jan, habitant Vilvorde, et Marie van der Haeghen, petit-fils de Martinus et de Barbara Colyns, arrière-petit-fils de Martinus, échevin de Bruxelles, et sa seconde épouse Jasparina t'Seraerts, arrière-arrière-petit-fils de Jean et de Marguerite Bogaerts dite van der Smissen. Il fut huit de la Gilde drapière en 1611, admis le 13 juin 1610 au lignage Coudenbergh[249].
- Famille van Stakenborch
  - Stakenborch (van), Henri faisait partie du lignage Caudenbergh en 1469.
- Famille Stallaert (ou Stallart)
  - Stallaert, Jean-Antoine, fils de Joannes Franciscus Stallaert, licencié en médecine, et de dame Anna Francisca Anthony, petit-fils d'Antonius Joannes Anthony et d'Anna Maria Wouters, arrière-petit-fils d'Adrianus Anthony, avocat au conseil de Brabant, et de Christina Guillequin, arrière-arrière-petit-fils de Charles Guillequin, I.U.L., greffier de la ville de Hal, et de Catharina Winderlincx, laquelle était la sœur de père et de mère de Nicolas Winderlincx admis en 1634 et de son frère Jacques Winderlincx admis en 1635, fut déclaré admissible, moyennant des lettres de réhabilitation, le 13 juin 1764 au lignage Steenweeghs.
- Famille van Stalle alias de Stalle (de gueules à la fasce d'hermine)[270].
  - Stalle (van), Jean, absent le 13 juin 1482 au lignage Sweerts.
- Famille de Steelant ou van Steelant : de gueules, à la fasce d'argent, frettée d'azur.
  - Steelant (de), Messire Louis-Joseph, baron de Perck, Elewyt et seigneur de Herzeau, I.U.L., fils d'Englebert van Steelant et de dame Anna-Philippotte van Dongelberge laquelle était la fille de messire Charles van Dongelberge admis au lignage le 13 juin 1649, fut échevin de Bruxelles, bourgmestre, surintendant de la navigation, mambour de Saint-Eloi, est mort le 9 décembre 1756, et avait été admis le 13 juin 1719 au lignage Sleeus.
  - Steelant (de), Messire Charles-Benoît, seigneur de Berg, fils de François-Englebert van Steelant et de dame Philippote van Dongelberge, laquelle était la fille de Charles van Dongelberge admis en 1649, fut doyen de la Gilde drapière de 1750 à 1754, est mort en juillet 1772 et fut inhumé dans l'église paroissiale de Berg près de Campenhout, avait été admis le 13 juin 1736 au lignage Sleeus.
  - Steelant (de), Messire Frédéric-Pierre-Joseph, mort lors d'un voyage à Turin le 4 décembre 1752, fils de messire Louis-Joseph van Steelant, baron de Perck et d'Elewyt, avait été admis le 13 juin 1741 au lignage Sleeus.
- Famille van den Steene (ou Rape alias vanden Steene)
  - Steene (van den), Gilles Rape alias vanden Steene, fils de Zeger Rape et de dame Maria van Cotthem fille de Gillis van Cotthem et sœur de Willem van Cotthem admis au lignage, est mort en 1505 et avait été admis le 13 juin 1504 au lignage Sweerts.
- Famille de Steenhout (ou de Steenhault)
  - Steenhout (de), Charles-Henri, seigneur de Steenhault, Wambeek, Nieuwenhove, Fellignies, Reyst et Godimont, J.U.L., fils d'Hendrick Buelens qui avait été doyen du métier des marchands de poissons salés, conseiller, receveur et bourgmestre des Nations, anobli par le roi d'Espagne en 1659 avec le droit de substituer à son nom de Buelens celui de sa seigneurie de Steenhout ou Steenhault, et qui mourut sans voir la fin du procès qui l'opposait au lignage pour l'accession à celui-ci, et d'Eleonora Meeus, petit-fils de Franciscus Buelens et de Catharina de Bruyn, laquelle était la fille de Franciscus de Bruyn et de Catharina Vermeulen, petite-fille d'Henricus de Bruyn[271] et de Maria van Cotthem qui était la fille de Jean van Cotthem admis en 1504, fut échevin de la ville de Bruxelles de 1682 à 1684, en 1690, 1693, 1694 et 1698, épousa Maria Margarita de Nys, et avait été admis le 13 juin 1672 au lignage Sweerts.
  - Steenhout (de), Henri, seigneur de Waerbeke et Nieuwenhove, admis le 13 juin 1693 au lignage Sweerts.
  - Steenhout (de), Messire Augustin, licencié ès-lois, fils légitime de messire Carolus Henricus van Steenhault, seigneur du même lieu, Waerbeke, Nieuwenhoven, Felignies, Godimont, Reyst, etc., licencié ès-lois, et échevin de la ville de Bruxelles, fut conseiller au Grand Conseil de Malines en 1713 puis chef-président du Conseil privé, mourut le 2 janvier 1758, et avait été admis le 13 juin 1693 au lignage Sweerts.
  - Steenhout (de) ou van Steenhault, Messire Charles-Henri, fils légitime de messire Charles Henricus van Steenhault, seigneur du même lieu, avait été admis le 13 juin 1690 au lignage Sweerts.
- Famille de Steenhuys
  - Steenhuys (de), Jean Erard Ignace, baron de Poederlé, fils de Philippe Guilaume de Steenhuys, créé baron de Poederlé en 1653, chancelier de Brabant, mort en 1668, et de Walburgis Snoy, fille de Philippe, seigneur d'Oppuers, petit-fils de Guillielmus de Steenhuys, chevalier, seigneur de Lingen, conseiller au Conseil privé et au Conseil d'État, et de Margarita de Gottignies, arrière-petit-fils de Lancelot de Gottignies, seigneur de La Haye, et d'Anna van der Laen, avait été admis le 13 juin 1704 au lignage Coudenbergh.
- Famille van Steenlant
  - Steenlant (van), Messire Jacques, I.U.L., fils de Louijs Steenlant, chevalier, et de dame Anna Oudaert, laquelle descendait de Marie Hardewijck de la famille de Jan Hertewyck admis au lignage en 1512, fut doyen de la Gilde drapière en 1635 et avait été admis le 4 mai 1635 au lignage Serroelofs.
  - Steenlant (van), Messire François, frère de même père et même mère de messire Jacques van Steenlant admis en 1635, avait été admis le 13 juin 1644 au lignage Serroelofs.
- Famille van Steenweghe (D'or à l'écusson d'azur (parfois de sinople) à la bande de gueules chargées de trois maillets penchants d'argent brochant sur le tout)
  - Steenweghe (van), Messire Josse, seigneur de Kersbeek, né le 15 août 1526 de Jan van den Steenweghe, seigneur de Keersbeeck, chevalier, qui siégea au Roodenbeke dès 1494, année où il fut échevin, et d'Anne van Wouterlingen, petit-fils de Josse van den Steenweghe, seigneur de Keersbeeck, et d'une dame Vilters dite Loobosch, arrière-petit-fils de Jean van den Steenweghe, co-seigneur de Keersbeeck, et de Marguerite van den Heetvelde, dame de Vertryck, laquelle était la fille de Heer Jan van den Heetvelde, chevalier, échevin du Roodenbeke en 1396, 1406 et 1422, prit une part active à la défense de la petite ville de Sichem contre l'armée espagnole, et fut pendu le 22 février 1578 lorsqu'Alexandre Farnèse (1545-1592) se fut emparé de la ville, avait été élu à la keuse le 13 juin 1576 au lignage Steenweeghs.
  - Steenweghe (van), Messire Jean, chevalier, apparemment frère aîné de messire Josse ci-avant, était né le 17 juin 1525, avait laissé la seigneurie de Keersbeeck à son cadet dans un partage advenu entre eux, fut chevalier de Jérusalem probablement à la suite d'un voyage en Terre Sainte, épousa Catharina Criecksteen, fille de Lodewyk, et avait été élu à la Keuse le 13 juin 1574 au lignage Steenweeghs.
  - Steenweghen (van), Messire Jean, admis en 1494 au Roodenbeke, échevin de Bruxelles en 1494, époux d'Anna van Wouterlingen, fils de Judocus van Steenweghen et de sa femme dame N... de Villers, petit-fils de Jan van Steenweghen de Kersbeke et de sa femme Margarita van den Heetvelde, elle-même fille de Jan van den Heetvelde, échevin de Bruxelles pour le Roodenbeke en 1396, époux d'Elisabeth van Coeckelberg qui était la fille de Wouter et de Margarita van Herdersem[272].
- Famille van der Stegen (d'or au lion de sable, armé et lampassé de gueules)
  - Stegen (van der), Charles Louis, baron de Putte, seigneur de Schrick et de Grootloo, fils de Joannes Adolphus comte van der Stegen, drossard de Brabant, et de Maria Francisca van der Meere, petit-fils de Philippus van der Stegen, échevin de la ville de Bruxelles, trésorier de la ville, qui épousa en secondes noces Anna Elisabeth van Assche laquelle était la fille de Daniel van Assche et de Jacqueline van Switten, avait épousé en premières noces Marie Madeleine Claire Nicole de Brouchoven, baronne de Putte, et en secondes noces Florentia Carolina van der Meere, et avait été admis le 13 juin 1746 au lignage Serroelofs.
  - Stegen de Putte (van der), Jean Joseph Victor, fils de messire Philippus Norbertus Maria van der Stegen, baron de Putte, seigneur de Schrick et de Grootlooij, admis au Lignage le 13 juin 1746, et de noble dame Maria Francisca baronne de Gruutere d'Idegem, fut chanoine du chapitre de Saint-Guidon à Anderlecht, et avait été admis le 13 juin 1787 au lignage Serroelofs.
  - Stegen de Putte (van der), Joseph François Philippe, fils de Philippus Norbertus Maria van der Stegen, baron de Putte, admis au Lignage le 13 juin 1746, et de dame Maria Francisca baronne de Gruutere, fut avocat, échevin de la ville de Bruxelles en 1784 et de 1786 à 1792, et avait été admis le 13 juin 1774 au lignage Serroelofs.
  - Stegen (van der), Messire François Jacques, I.U.L., fils de messire Philip van der Steghen et de dame Elisabeth van Assche laquelle était la sœur de messire Norbertus van Assche admis au lignage en 1643, avait été admis le 13 juin 1670 au lignage Serroelofs.
  - Stegen (van der), Philippe faisait partie du lignage en 1639-54 au lignage Serroelofs.
  - Stegen (van der), Philippe Norbert Marie, baron de Putte, seigneur de Schrick, Grrot Looy, Podegem, Linghem et Fontenes, fils de Charles Louis van der Stegen, admis également en 1746, et de sa première épouse, est mort en 1799, avait épousé en premières noces Maria Francisca baronne de Gruutere, et en secondes noces Theresia Francisca Bols d'Arendonck, et avait été admis le 13 juin 1746 au lignage Serroelofs.
  - Steghen (van der), Messire Philippe, I.U.L., fils de messire Jean et de demoiselle Antoinette de Favere laquelle était la fille de demoiselle Lucie van der Noot, fut échevin de Bruxelles en 1640, et avait été admis le 13 juin 1615 au lignage Sleeus.
- Famille de Stier[273]
  - Stier (de), le baron Jean-François-Xavier, né en 1739 et mort en 1792, licencié ès lois, créé baron par lettres patentes de l'impératrice Marie-Thérèse données à Vienne le 20 mars 1778, fils de Joannes Albertus de Stier (1701 - 1759), licencié ès lois, banquier, qui s'installa à Anvers où il épousa en 1736 Isabella Helena de la Biestraete (1717 - 1787) qui elle-même était la fille de Joannes Baptista de la Biestraete, seigneur de Laer et de Neerwinde, grand aumônier d'Anvers (celui-ci frère de Joannes Carolus admis en 1704) et de sa femme Helena Francisca du Mont dite de Brialmont qui était l'arrière-arrière-petite-fille du peintre Pierre Paul Rubens[274] , fut admis le 13 juin 1790 au lignage Coudenbergh[275].
- Famille van der Stoct (ou van der Stockt) (écartelé: 1/4 de... à la hamède de... ; 2/3, parti, a) de... à une croix ancrée de... ; b) une fasce de... au lion issant de cette fasce qui est Rolibuc)
  - Stoct (van der), Nicolas, admis ex parte matris Buysseghem le 27 mars 1578 au lignage Serhuyghs.
- Famille Stoefs (de gueules, à 3 quintefeuilles d'argent, boutonnées d'or et barbées de sinople)
  - Stoefs, Clement, descendant de Paschyne Goetschalcx issue de la famille des Spyskens, fut admis gratuitement à la bourgeoisie de Bruxelles le 13 juin 1711 comme descendant du lignage Coudenbergh.
  - Stoefs, Corneille, fils de Cornelius Stoefs et de Catharina Verdroncken, petit-fils de Clement Stoefs et de Joanna Eggerickx, arrière-petit-fils de Joanna Op den Bergh et de Wynant Stoefs, fut déclaré être issu du lignage Coudenbergh le 13 juin 1765 avec son frère Luc ci-dessous, comme descendants de dame Catharina Spyskens[276].
  - Stoefs, Gilles, né en 1684, épousa en 1715 Anne de Pauw, reçu gratuitement à la bourgeoisie de Bruxelles le 13 juin 1722 comme descendant du lignage Coudenbergh (non répertorié par van der Meulen)[277].
  - Stoefs, Henri, natif d'Auderghem, frère du précédent, était comme son frère garçon brasseur à Bruxelles, et le fils de Clement Stoefs et de Marie Goossens, aussi frère de Clement Stoefs admis en 1711, ainsi que petit-fils de Henrick Goossens forestier héréditaire de Hoeilaert et de Rosalina Reye, fut reconnu le 13 juin 1722 descendre du lignage Coudenbergh (non répertorié par van der Meulen).
  - Stoefs, François, avocat, admis au lignage Coudenbergh du chef de son ascendance paternelle (non répertorié par van der Meulen) le 13 juin 1761. Il était le fils d'Egidius Stoeffs, petit-fils de Clement Stoeffs et de Maria Goossens, arrière-petit-fils de Henrick Goossens, forestier héréditaire de Hoeilaert, et de Rosalina Reye, cette dernière étant la fille de Gerardus Reye (ou Raye) et de Catharina van de Nesse, descendante de dame Catharina Spyskens[278].
  - Stoefs, Luc (ou Lucas), fut déclaré être issu du lignage Coudenbergh le 13 juin 1765 avec son frère Corneille ci-dessus.
- Famille de Stradio (écartelé: 1/4, d'or à la fasce de gueules accompagnée en chef de 3 merlettes de gueules rangées en fasce; 2/3, fascé de huit pièces d'argent et de gueules au filet en barre de sinople ployé, brochant sur le tout)
  - Stradio (de), Messire Henri, seigneur de Malhève, fils de Guillaume Stradio, chancelier de Brabant, et d'Hélène t'Serraerts laquelle était la fille d'Henri et de Catherine de Bernaige, fut échevin de Bruxelles en 1529, amman de Bruxelles en 1532 et 1533 et avait été admis le 13 juin 1528 au lignage Sleeus.
  - Stradio, Messire Jean, seigneur de Marchin, de Horkel (?) et de Ciply, comparut pour la première fois en 1555 au lignage Sleeus.
  - Stradio (de), Louis, était présent en 1559 au lignage Sleeus.
  - Stradio (de), Messire Henri, seigneur de Marcke, fut admis "ex matre Taye" le 12 juin 1593 au lignage Serhuyghs.
- Famille Strael (écartelé: 1/4, une fasce au lion naissant de celle-ci qui est Rolibuc; 2/3 de gueules à 8 besants d'…posés 3-2-3)
  - Strael, Daniel se trouvait le 13 juin 1528 au lignage Serhuyghs.
- Famille van der Straeten : écartelé : aux 1 et 4, de gueules au lion d'argent, armé, lampassé et couronné d'or qui est van der Straeten ; aux 2 et 3, de gueules à une rose d'argent barbée et percée d'or, au chef d'argent chargé de trois canettes (ou merlettes) de sable[279]
  - Straeten (van der), Maître Corneille, cité le 23 février 1577 comme avocat au Conseil de Brabant, fut colonel de la Garde Bourgeoise en 1577, et comme calviniste, fut membre des États Généraux, membre du Conseil des XVIII, et nommé le 20 janvier 1579 concierge de la Cour en récompense de ses bons services à la cause insurrectionnelle, fils de Corneille van der Straeten et d'Elisabeth T'Sas, petit-fils de Cornelis van der Straeten et d'Elisabeth Aelbrechts, est mort sans postérité et avait été admis au lignage Sweerts le 27 mars 1578[280].
- Famille Straetmans
  - Straetmans, Jérôme-François, fils de Peeter Straetmans, maître tanneur, et de dame Françoise Schotte, fut capitaine de la garde bourgeoise, et avait été admis le 13 juin 1685 au lignage Sleeus.
- Famille van der Strepen (d'or à six fleurs de lis de gueules posées 3-2-1)
  - Strepen (van der), Sieur et Maître Gérard, licencié en Droit, fut admis le 13 juin 1581 au lignage Serhuyghs.
- Famille Struelens (d'argent au lion de gueules armé et lampassé d'azur accompagné entre la seconde et la troisième patte de trois fleurs de lys mal ordonnées, d'azur au pied coupé d'azur)
  - Struelens, Théodore, fils de Martinus Struelens et de Maria van Assche, petit-fils de Jacobus Struelens et d'Elisabeth van der Elst, arrière-petit-fils de Lambert van der Elst et d'Anna van Ophem, arrière-arrière-petit-fils d'Henricus van Ophem et d'Anna Lemmens, lequel Henricus van Ophem descendait en ligne agnatique directe de Cornelius van Ophem qui siégeait au Sweerts en 1406, fut admis, après avoir reçu des lettres de réhabilitation, le 17 juin 1752 au lignage Sweerts.
- Famille Sweerts : parti-émanché d'une demi-pièce et quatre entières d'argent sur gueules..
  - Sweerts ou de Weert, Georges de Weert, seigneur de Boort-Meerbeke, époux d'Anna Suys, fils de Philippe, admis en 1551, et de Magdalena de Rijcke, adhéra à la réforme et devint trésorier de la ville de Malines, ce qui l'empêcha d'accepter l'échevinage de Bruxelles auquel il avait été nommé en 1581 et 1583, fut fait prisonnier par les troupes espagnoles et échangé, est mort sans postérité légitime le 8 mai 1607, et fut mentionné comme étant absent le 13 juin 1573 au lignage Sweerts.
  - Sweerts ou de Weert, Magnus de Weert, fils de Roelandt (III) de Weert, et de Joanna van den Heestere, fut échevin de la ville de Bruxelles en 1587, receveur en 1588 et 1589, huit de la Gilde drapière en 1589, 1591, 1595, épousa Catharina van Wachelgem, mourut avant le 26 juin 1596, et avait été admis le 13 juin 1556 au lignage Sweerts.
  - Sweerts ou de Weert, Sieur et Maître Christophe Sweerts, J.U.L., fils de Peeter de Weert sone Roelant, soldat, et de dame Barbara Schilders, fut avocat au Conseil de Brabant, est mort en 1659 âgé de 63 ans, dernier mâle des Sweerts lignagers de la seconde lignée, avait été admis le 13 juin 1626 au lignage Sweerts.
  - Sweerts ou de Weert, Philippe de Weert, seigneur de Heystbroeck et par engagère de Boortmeerbeek, fils de Roelant Roelanssone et de Joanna van den Heestere, fut chambellan, secrétaire et conseiller de Georges d'Autriche, évêque de Liège, épousa Magdalena de Rijcke, fille de Joos, seigneur de Boortmeerbeke, et de Joanna van Marselaer, est mort le 17 mai 1569, et avait été mentionné comme étant absent le 13 juin 1551 au lignage Sweerts.
  - Sweerts ou de Weert, Pierre de Weert, fils de Roelant de Weert, admis en 1498, et de Catharina de Walssche, fut échevin de la ville de Bruxelles en 1513, 1528 et 1542, épousa en premières noces Gertrude d'Ougoth, morte en 1511, et en secondes noces Catharina van de Voirde, morte en 1524, est mort en 1550, et avait été admis le 27 août 1504 au lignage Sweerts.
  - Sweerts ou de Weert, Pierre de Weert, fils de Roelandt (II) de Weert, admis en 1535, et d'Anthonyne van Appelteren, fut commissaire aux vivres de l'armée, épousa Barbara Schilders, de Breda, et fut mentionné le 13 juin 1561 comme siégeant depuis longtemps au lignage Sweerts.
  - Sweerts ou de Weert, Roland Sweerts, mort en 1510 et époux de Catharina de Walssche, fille d'Everardus et d'Elisabeth Wyckmans. Il était le fils de Jan de Weert, qui fut conseiller des Nations de Bruxelles en 1448, 1458, 1459, 1461, 1471, et d'Elisabeth s'Costers, petit-fils de Geerem de Weert et de Catharina Verneyen, arrière-petit-fils naturel de Jan de Weert. Il fut échevin de la ville de Bruxelles en 1506 et 1507, et avait été admis le 13 juin 1498 au lignage Sweerts.
  - Sweerts ou de Weert, Roland de Weert Roelantsone, fils de Roelant de Weert, admis en 1498, et de Catharina de Walssche, époux de Joanna van den Heestere, fut concierge de l'Hôtel de Ville et clerc-juré du receveur de la ville, et fut mentionné comme étant présent le 13 juin 1533 au lignage Sweerts.
  - Sweerts ou de Weert, Roland Sweerts, fils de Peeter de Weert, admis en 1506, et de Gertrude d'Ougoth, fut échevin de la ville de Bruxelles en 1558, épousa Antonette van Appelteren morte en 1561, est mort en 1572, et avait été admis le 13 juin 1535 au lignage Sweerts.
  - Sweerts ou de Weert, Maître Roland (IV) de Weert, fils de Roelandt (III) de Weert qui était au lignage en 1533, et de Joanna van den Heestere, fut échevin de la ville de Bruxelles en 1578, épousa Joanna van Engelen ou ab Angelis, ou alors Geertruid Durbu, et avait été admis le 13 juin 1558 au lignage Sweerts.
  - Sweerts ou de Weert, Simon de Weert, mort à Noël 1553 sans alliance, frère de maître Philips de Weert qui précède, fut mentionné comme étant absent le 13 juin 1551 au lignage Sweerts.
- Famille Symons ou Sijmons
  - Symons, Quentin, fils de Quintinus Sijmons et de Catharina Daelmans, laquelle était la fille de Petrus Daelemans et de Catharina van Blitterswijck et la petite-fille de Jan van Blitterswijck, seigneur de Laeken, reçu au Roodenbeke en 1582, fut le doyen de la Gilde drapière en 1685 et avait été admis en 1665 au Roodenbeke.

## T
- Famille Taeckels
  - Taeckels, Jean-Baptiste-Corneille, fils de Joannes Baptista Taeckels, avocat au Conseil Souverain de Brabant[281], et de Theresia Josepha t'Serstevens, petit-fils de Simon t'Sertstevens et de Margarita Platteborse, arrière-petit-fils d'Albertus Frans Platteborse et de Maria van der Schueren, fut admis le 13 juin 1763 au lignage Coudenbergh, comme descendant de Margarita Oemen[282].
  - Taeckels, Jean-Joseph-Ghislain, non mentionné par van der Meulen, frère du précédent, admis le 13 juin 1766 [283].
- Famille de Tailly (ou du Tailly) (écartelé: aux 1 et 4 d'azur à la fasce écartelée en sautoir de gueules et d'argent, au chef d'or à l'aigle éployée de sable; aux 2 et 3 d'azur à la bande d'argent chargée de trois canettes du même dans le sens de la bande)
  - Tailly (de), Messire Martin, fils de messire Peeter du Tailly et de demoiselle Magdalena Butkens laquelle était la fille de Sieur et Maître Nicolas Butkens, I.U.L., conseiller de Brabant, et de demoiselle Joanna van Zeebroeck laquelle était la fille d'Antoine van Zeebroeck qui était le fils de l'échevin Jan van Zeebroeck époux de demoiselle Catharina Spyskens fils de Jean, lequel Jean van Zeebroeck était fils de Jean mari de demoiselle Catharina Sleeus, fut doyen de la Gilde drapière et avait été admis le 9 juin 1626 au lignage Sleeus. Martin de Tailly[284] est connu pour avoir donné son nom à une carte géographique figurative de Bruxelles éditée en 1640.
- Famille Tasselon (d'azur au chevron, accompagné en chef de trois gobelets ou tasses sans anses, le tout d'argent) (diverses variantes)
  - Tasselon, Sieur et Maître Daniel-François-Joseph, J.U.L., fils légitime de sieur et maître Jeronimus Tasselon ci-après, avait été admis le 13 juin 1694 au lignage Sweerts.
  - Tasselon, Sieur et Maître Hiéronyme, J.U.L., né à Bruxelles, baptisé à Saint-Nicolas le 2 juin 1639, petit-fils de Paulus Tasselon et de Joanna Beydaels laquelle était la fille de Joannes Beydaels et d'Anna vanden Puette, sœur d'Henricus vanden Putte admis en 1579, fut avocat au Conseil de Brabant, épousa Barbara Josine Clément, et avait admis le 13 juin 1687 au lignage Sweerts.
  - Tasselon, Sieur et Maître Pierre-Balthazar, J.U.L., fils de sieur et maître Jeronimus Tasselon ci-avant, fut capitaine de la Garde bourgeoise de la ville de Bruxelles, et avait été admis le 13 juin 1694 au lignage Sweerts.

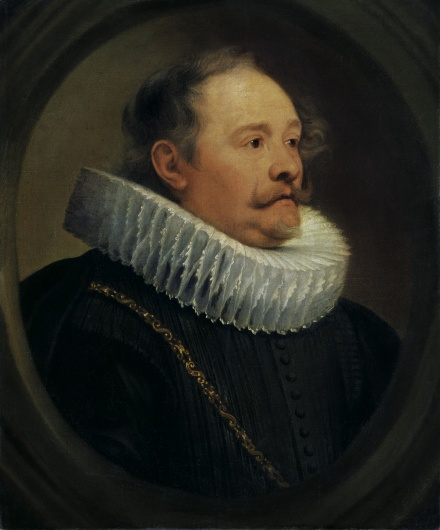
Engelbert Taye, baron de Wemmel, échevin de Bruxelles en 1613, admis le 13 juin 1603 au lignage Serroelofs (portrait par Van Dyck).

- Famille Taye (d'or à la croix de gueules, une merlette de sable au premier quartier) ensuite (écartelé aux 1 et 4, d'or à la croix de gueules, une merlette de sable au premier canton; aux 2 et 3, d'argent à la croix de gueules; en abîme sur le tout, un écu d'or à trois tours de gueules)
  - Taye, Adrien, seigneur de Wemmel, fils de Carel Taye, admis au Serroelofs en 1500, et de Catharina Winnepenninck, siégeait au Serhuyghs, et est mentionné, par erreur, vraisemblablement, le 13 juin 1558 au lignage Serroelofs.
  - Taye, Engelbert, chevalier depuis 1616, baron de Wemmel depuis 1629, fils d'Adrien Taye, seigneur de Wemmel, et d'Anna van Oyenbrugge, petit-fils de Carel Taye, admis au lignage en 1500, et de Catherine Winnepenninck, épousa en 1598 Catharina van der Beken, et en secondes noces en 1630 Jacqueline de Rodoan, fut échevin de la ville de Bruxelles en 1613, mourut le 1er juin 1639, et avait été admis le 13 juin 1603 au lignage Serroelofs.
  - Taye, Henri, fils de Heer Engelbert Taye, chevalier, baron de Wemmel, admis en 1603, et de Catharina van der Beken, épousa Marie Marguerite van Male dont il n'eut pas d'enfant, fut sergent major en 1664 et 1665, 1671 et 1677, et avait été admis le 13 juin 1640 au lignage Serroelofs.
  - Taye, Henri, seigneur de Wemmel et Goycke au lignage Serroelofs.
  - Taye, Henri-François, seigneur de Gouy, fils de Philippe Taye, baron de Wemmel, député de l'état noble de Brabant, et de Margareta d'Ensenhaer, petit-fils d'Englebert Taye, baron de Wemmel, admis au Lignage en 1603, et de Catharina van der Beken, fut sergent major de la ville de Bruxelles, et avait été admis le 12 janvier 1678 au lignage Serroelofs.
  - Taye, Jacques, seigneur de Goycke, fils de Carel Taye, admis au Serroelofs en 1500, et de Catharina Winnepenninck, siégeait au Serhuyghs, et comme son frère Adrian Taye, seigneur de Wemmel, est mentionné, par erreur, vraisemblablement, le 13 juin 1558 au lignage Serroelofs.
  - Taye, le chevalier Charles, seigneur de Wemmel et Goycke, époux de Catharina Verluytgaerden alias Winepenninck, et fils de Jacques Taye, chevalier, seigneur de Gooick, Wemmel, Sart, etc., conseiller et chambellan des ducs Philippe et Charles et de l'archiduc Maximilien, et d'Isabelle d'Enghien laquelle était la fille de Jean d'Enghien et de Maria de Mol, et sœur de Louis d'Enghien admis en 1483 et de Pierre d'Enghien admis 1485, avait été admis le 13 juin 1498 et prêta serment le 13 juin 1500 au lignage Serroelofs.
  - Taye, le chevalier Jacques, seigneur de Wemmel et Goycke, fils de Charles Taye, admis au Lignage en 1500, et de Catharina Verluytgaerden, épousa Catharina Criekengys, fille de Jan Criekengys, conseiller et maître des comptes à Bruxelles, et avait été admis le 13 juin 1519 au lignage Serroelofs.
  - Taye, Messire Adrien, seigneur de Wemmel, admis le 13 juin 1556 au lignage Serhuyghs.
  - Taye, Messire Charles-Jacques, fils d'Engelbert Taye, chevalier, baron de Wemmel, admis au lignage en 1603, et de sa première épouse Catherine van der Beken, fut chanoine de Saint-Pierre à Anderlecht, trésorier de la ville de Bruxelles en 1663, et avait été admis le 13 juin 1657 au lignage Serroelofs.
  - Taye, Messire Jacques, seigneur de Goycke, qui fut bourgmestre de la ville de Bruxelles en 1575 et en 1586, avait été admis le 13 juin 1558 au lignage Serhuyghs. (d'or à la croix de gueules, une merlette de sable au premier quartier)
  - Taye, Messire Jacques, seigneur de Goycke, admis en 1582 au lignage Serhuyghs.
- Famille Testaert
  - Testaert, Cécile Elisabeth, épouse Jean-Baptiste Forton, fille de Marie Catherine Poot et de Petrus Testaert, petite-fille de Cornelius Poot et de Joanna van Keerberghen, arrière-petite-fille de Catharina Op den Bergh et de Cornelius Poot, mère de Petrus Forton et de Maria Anna Forton, fut déclarée être issue du lignage Coudenbergh le 13 juin 1767 comme descendante de dame Catherine Spyskens[285].
  - Testaert, Pierre, frère de la précédente, fut déclaré le 13 juin 1767 être issu du lignage Coudenbergh.
- Famille van Thienwinckel (écartelé 1/4, de gueules à 3 fleurs de lis d'argent au pied coupé; 2/3 d'argent à 3 fleurs tigées de sinople)
  - Thienwinckele(van), Corneille, dont la mère était une Daems, se trouvait le 13 juin 1528 lignage Serhuyghs.
- Famille Thonys (ou Thoenys) (de sable à cinq étoiles à six rais d'or, 1, 3, 1)
  - Thonys, Antoine, fils d'Anthonis Thonys, échevin de la ville de Bruxelles en 1455 et 1466, bourgmestre en 1470, amman de Bruxelles en 1466, créé chevalier en 1467, et de dame Catharina t'Serclaes, petit-fils d'Everaert t'Serclaes, seigneur de Cruquembourg, et d'Elisabeth van de Poele, dame de Spinoit, arrière-petit-fils d'Everaert t'Serclaes, chevalier, échevin du Serroelofs en 1404, 1411, 1416, et de dame Catharina Taye, épousa en premières noces Jacqueline van den Heetvelde et en secondes noces dame Elisabeth de Bourgogne qui était la fille de Jean, évêque de Cambrai, et de dame Elisabeth van Immersele, était présent le 13 juin 1484 au lignage Serroelofs.
  - Thonys, Antoine, issu du lignage en 1391 au lignage Steenweeghs.
  - Thonys, Jean, admis le 11 juin 1488 au lignage Sleeus.
- Famille van der Tommen (ou van der Thommen) (d'or à la fasce d'azur fretté d'argent, accompagné en chef d'un lion naissant de gueules, armé et lampassée du second, mouvant de la fasce)
  - Tommen (van der) ou Thommen (van der), Messire Jean, I.U.L., seigneur d'Oplinter, fils de messire Octave van der Thommen et de dame Adriana Abseloens fille de Franchois Abseloens, et neveu de Joos Abseloens qui fut admis au lignage en 1620, épousa dame Adriana Laurin dont il n'eut pas d'enfant, fut huit de la Gilde drapière de 1639 à 1641, échevin en 1646 et 1647, et en 1652, trésorier en 1648 et 1649, surintendant du canal de 1643 à 1645, avait été admis le 13 juin 1634 au lignage Coudenbergh[249].
- Famille van den Torre
  - Torre (van den), Lion, faisait partie du lignage en 1482 au lignage Sleeus.
- Famille Transylvanus : voir famille van Sevenbergen
- Famille de Trello (d'argent à l'écusson de sable chargé d'une étoile à six rais d'or, et accompagné en chef de trois coquilles rangées de gueules)
  - Trello (de), Charles, admis le 13 juin 1580 au Roodenbeke.
- Famille de Tribolet
  - Tribolet (de) dit de Miraumont, Messire Dominique-Joseph, baptisé le 24 avril 1710, seigneur d'Aa par relief du 7 mai 1754, et mort à Bruxelles (Notre Dame de la Chapelle) le 9 juin 1759, fils de Michel Benoit Tribolet dit de Miraumont, seigneur d'Inkendael, Tendael, Colle, Middelbosch, lieutenant-colonel au régiment de Ligne-cuirassiers, et de Marie Caroline Deschamps de Collignon, celle-ci fille de Julius Albert Deschamps, adjudant et lieutenant-major de la garde bourgeoise de la ville de Bruxelles, admis au lignage en 1667, et de Marie Seigneurs, fut admis le 13 juin 1755 au lignage Steenweeghs.
- Famille Tristram
  - Tristram, Hubert, frère de même père et même mère de Jan Franchois Tristram ci-après, fils de Joannes Tristram et d'Anna de Bonte, petit-fils de Jan de Bonte et de Joanna Beydaels, celle-ci fille de Joannes Beydaels et d'Anna vanden Putte qui était la sœur d'Henricus vanden Putte, admis en 1579, fut official de la ville de Bruxelles au bureau de l'eau-de-vie, est mort en 1728, et avait été admis le 13 juin 1689 au lignage Sweerts.
  - Tristram, Jean-François, frère d'Hubertus Tristram ci-avant, fut official de la ville de Bruxelles au bureau de la bière, et avait été admis le 15 juillet 1688 au lignage Sweerts.
- Famille de Turck
  - Turck (de), Ambroise-Jean-Népomucène-Antoine-Joseph, avocat au Conseil souverain de Brabant, greffier de la Trésorerie de la ville de Bruxelles, époux de Henrica Joanna Cornelia de L'Escaille, fils de Josephus Abraham de Turck et de Barbara Wouters, petit-fils de Petrus Wouters et de Cornelia van Schoonendonck, avait été déclaré admissible le 13 juin 1777, du chef de Willem van Buyseghem dictus Buys, au lignage Serroelofs (et non dans le lignage Sleeus comme le dit van der Meulen qui le fait siéger à la fois dans l'un et dans l'autre. Il est également mentionné dans le Manuscrit de Roovere comme ayant été reçu à cette date au Roodenbeke).
- Famille Tymmermans (émanché d'argent et de gueules qui est Sweerts, au chef d'azur à 3 fleurs de lis au pied coupé d'argent)
  - Tymmermans, Jacop, au lignage Serhuyghs en 1376
- Famille van den Tympele (ou van den Tymple) (de Brabant à la bande d'argent chargée de 3 cœurs de gueules brochant sur le lion)
  - Tympele (van den), Messire Denis, fut admis le 13 juin 1582 au lignage Serhuyghs.
  - Tympele (van den), Messire Olivier, seigneur de Corbeke, fut gouverneur de la ville de Bruxelles et avait été admis le 13 juin 1582 au lignage Serhuyghs.
  - Tymple (van den), le chevalier Charles, seigneur de grand Bigard, fut admis le 13 juin 1562 au lignage Sleeus.
  - Tymple (van den), le chevalier Louis, seigneur de grand Bigard, fils de Charles van den Tympel, admis au Sleeus en 1562, et d'Anne Nunez Perez de Meniacca, petit-fils de Louis van den Tympel, échevin de Louvain, et de Philipotte de Clerck de Boevekercke, épousa Marie de Schoonhoven, dame de Willebringen et fille de Georges de Schoonhoven, seigneur de Nieuwenrode, et de Jossine de Bronchorst, fut admis le 13 juin 1619 au lignage Serroelofs.
  - Tymple (van den), le chevalier Philippe, qui serait le frère de Louis ci-avant, fut chanoine de Maastricht, et se trouvait présent le 13 juin 1622 au lignage Serroelofs.
  - Tymple (van den), Messire Charles, admis le 13 juin 1605 au lignage Sleeus.

## U
- Famille d'Udekem (d'argent à la bande de sable chargée de trois maillets d'or posés dans le sens de la bande)
  - Udekem (d'), Charles-Guibert, seigneur de Guertechin et de Gentinnes, fils de Geeraert et de Marguerite de Nobili, laquelle était la file de Jeronymo de Nobili et de Jenne d'Ursel, laquelle Jenne était la fille de Guidon d'Ursel qui était le fils de Pauwel d'Ursel, seigneur de Limelette, qui fut échevin de la ville de Bruxelles et bourgmestre en l'an 1542, fut admis le 25 janvier 1673 au lignage Serhuyghs.
  - Udekem (d'), Messire Charles-Gislain, baron de Gentinnes, seigneur de Limelette, Orbais, etc., fils de messire Charles-Guibert d'Udekem, seigneur de Guertechin et Gentines, qui avait été admis au lignage, fut admis le 19 janvier 1735 au lignage Serhuyghs.
  - Udekem (d'), Ferdinand-Philippe-Joseph, I.U.L., seigneur de Guertechin, fils de Michaël Joseph D'Udekem, seigneur de Guertechin, et de dame Marguerita Bonna de Borli, avait été admis du chef de son grand-père Maximiliaen François D'Udekem admis au lignage le 13 juin 1673, le 13 juin 1751 au lignage Serhuyghs.
  - Udekem (d'), Maximilien-François, capitaine de la garde de son altesse le price-régent de Bade, frère de même père et même mère de Charles-Guibert d'Udekem qui fut admis au lignage le 25 janvier 1673, avait été admis le 13 juin 1673 au lignage Serhuyghs.
- Famille van Uffele (d'argent vairé de cloches de gueules)
  - Uffele (van), Sieur et Maître Corneille, seigneur de Waesmont, docteur en droits, frère de Jan van Uffele admis en 1609, fut avocat au Conseil de Brabant, assesseur au Consistoire de la Trompe en 1616, avocat au Conseil de l'Amirauté en 1624, échevin de la Chambre d'Uccle en 1643, échevin de la ville de Bruxelles en 1637 et de 1643 à 1645, épousa Joanna de Weert qui était la fille de Nicolas de Weert, conseiller au Conseil de Brabant, et d'Anna van Breugel, et avait été admis le 13 juin 1617 au lignage Sweerts.
  - Uffele (van), Maître Jean, licencié ès-lois de l'Université de Douai, né à Bruxelles, fils de Severyn van Uffele, docteur en droits, et de Catharina Martini, petit-fils de Joannes van Uffele et de Christina van der Meeren, arrière-petit-fils de Henricus van Uffele et de Joanna de Wilde celle-ci étant la fille de Philippus de Wilde alias Sauvage et de Maria de Weert, fille de Roelant de Weert admis au Sweerts en 1498, et de Catharina de Walssche, fut avocat le 15 mai 1596, pratiqua à Anvers, auteur d'ouvrages juridiques, est mort en 1617, et avait été admis le 13 juin 1609 au lignage Sweerts.
  - Uffele (van), Théodore, fils de Cornelis van Uffele qui était seigneur de Waesmont et docteur en droits, fut prêtre, huit de la Gilde drapière de 1650 à 1652, partit pour le pays de Liège en 1670, et avait été admis le 13 juin 1648 au lignage Sweerts.
- Famille van Ursel : de gueules au chef d'argent chargé de 3 merlettes de gueules. 
  - Ursel (van), Messire Jean-Baptiste, prêtre, fils de messire Louis van Ursel, roy d'armes de Sa Majesté, et de dame Marguerite Houwaert, fut mambour de Saint-Eloi, mourut le 8 juin 1758, et avait été admis le 13 juin 1700 au lignage Sleeus.
  - Ursel (van), Messire Louis, frère de messire Jean-Baptiste van Ursel admis en 1700, fut admis le 25 juin 1717 au lignage Sleeus.
  - Ursel (van), Messire Louis, roy d'armes de Sa Majesté en 1693, fils de messire Jan et de dame Micheline de Ketelboeter, fut, du chef du sieur Nicolas Swaef, chevalier, en son temps échevin de la ville de Bruxelles, admis le 13 juin 1681 au lignage Sleeus.
  - Ursel (van), Messire Paul, seigneur de Limelette, admis en 1540 au lignage Serhuyghs.
- Famille van Ursene : (de gueules au chef d'argent chargé de 3 merlettes de gueules).
  - Ursene (van), Henri fut admis en 1535 au lignage Serhuyghs.
  - Ursene van Londersele (van), Henri se trouvait le 13 juin 1528 au lignage Serhuyghs.
  - Ursene (van), Messire Paul, seigneur de Limelettes, se trouvait le 13 juin 1528 au lignage Serhuyghs.
  - Ursene (van), Philippe, fils d'Henri à Londersele, fut admis le 13 juin 1540 au lignage Serhuyghs.
  - Ursene (van), Renier était absent le 13 juin 1528 du lignage Serhuyghs.
- Famille Uuytenhove
  - Uuytenhove, Jean se trouvait au lignage Serroelofs en 1480.
- Famille Uuyttergrecht
  - Uuyttergrecht, Henri se trouvait en 1485 au Roodenbeke.

## V
- Famille del Val ou Prévost del Val (d'or à deux bars adossés de gueules)
  - Val (del), Messire Joseph-François Prévost, comte de le Val ou Delval, fils de François-Gabriel Prévost, baron et comte de le Val, et de Charlotte-Françoise de Boccabella, laquelle était la fille de Jean-Baptiste, seigneur de Steenwerfve, et de Marguerite Mahy de Chambrun, épousa Anne-Marie de Marselaer, fille de Fredericq-Joseph-Ignace, baron de Perck, seigneur d'Elewijt, Herseaux, Opdorp, Oyck, etc., et de Charlotte de Dongelberghe, et avait été admis le 13 juin 1708 au lignage Steenweeghs.
- Famille van Valckenisse (d'or à trois lis de sinople)[286]
  - Valckenisse (van), Messire André-Eugène[287], seigneur de Hemsen, Bordegem, Monchy, docteur en droit, fils de messire Philippe van Valckenisse et de dame Françoise Gerardi, petit-fils de Philippe van Valckenisse, seigneur d'Hemissen, et de dame Catharina van den Dijcke, fille de messire Guillaume van den Dijcke et de dame Marie van Meghem, laquelle était la fille de sieur Jan van Meghem l'ancien, chevalier de l'ordre de la Croix de Bourgogne, seigneur de Chaufontaine, et de Catherine Crabbe, lequel sieur Jan van Meghem était le fils de sieur Arnout van Meghem, également chevalier dudit ordre et seigneur de Chaufontaine, et de dame Jacqueline le Poivre, fut avocat en 1658, secrétaire de la ville d'Anvers de 1676 à 1680, et avait été admis en 1662 au lignage Coudenbergh[288].
- Famille de Valeriola (parti: d'azur à l'arbre terrassé de sinople, accompagné en chef de deux lis rangés d'or; au 2 d'or à trois bâtons de sinople rangés en pal, à la bordure componnée de gueules et de pourpre, chaque compon de gueules chargé d'une croix d'argent)[289]
  - Valeriola (de), Jules-Thérèse-Mathieu, I.U.L., fils d'Antonius Thomas de Valeriola, official au Conseil des Finances, et d'Anna Maria Swarts, petit-fils de Joannes Carolus Swarts, conseiller au Conseil des Finances, et de Maria Isabella van den Broeck, arrière-petit-fils de Robert Swarts, sergent-major, et d'Eleonora van Male laquelle était la sœur de Gillis Albertus van Male admis au lignage en 1635, fut avocat au Conseil de Brabant, huit de la Gilde drapière de 1749 à 1755, avait été déclaré admissible au lignage le 13 juin 1738 et admis le 13 juin 1746 au lignage Sweerts.
  - Valeriola (de), Simon-François, chevalier en 1788, J.U.L., frère de même père et même mère de Julius Theresius Mattheus de Valeriola admis au lignage le 13 juin 1746, fut avocat au Conseil de Brabant, échevin de la ville de Bruxelles de 1760 à 1775, bourgmestre de 1776 à 1782, trésorier de 1783 à 1790, surintendant du canal de 1791 à 1792, épousa Anne Marie de Snellinck, mourut à Bruxelles le 28 novembre 1811 et avait été admis le 13 juin 1749 au lignage Sweerts.
  - Valeriola (de), Charles-Hubert-Ghislain, chevalier, J.U.L., fils de Simon Franciscus de Valeriola, trésorier de la ville de Bruxelles, siégeant au lignage, et de dame Anna Maria Theresia Beatrix de Snellinck, fut avocat du Conseil souverain de Brabant, huit de la Gilde drapière de 1788 à 1792, et avait été admis le 13 juin 1785 au lignage Sweerts.
- Famille de Vame
  - Vame (de), Messire Antoine, admis le 14 juin 1601 au lignage Sleeus.
- Famille de Varick (d'argent à trois têtes de lion arrachées de gueules, lampassées et couronnées d'azur)
  - Varick (de), Philippe-Adrien, échevin de Bruxelles, membre de l'État noble de Brabant, fils de Philippus Franciscus de Varick, vicomte de Bruxelles, et de Maria Anna van de Werve, dame de Schilde, avait été admis en 1731 au lignage Serhuyghs.
  - Varick (de), Messire Philippe-Adrien, vicomte de Bruxelles, baron de Saint-Lambert et de Libersart, seigneur d'Ixelles, de Boendael, de Huysinghen, d'Eysinghen, de Liberchies, etc., fut échevin de Bruxelles en 1721, 1723 et 1726, surintendant du canal en 1727, bourgmestre de Bruxelles, député des États du duché de Brabant en 1731 et 1732, et avait été admis le 25 mai 1717 au lignage Sleeus.
- Famille Vecquemans
  - Vecquemans, Messire Ferdinand, fils de messire Jean-Joseph Vecquemans, baron de Laverre, et de dame Maria Regina van Horembeke, fut déclaré admissible du chef de son grand-père maternel Jan Baptist van Horembeke et de ses oncles Jan Florimont van Horembeke et François Angelus (sic, pour Charles Armand ?) van Horembeke admis au lignage, le 16 novembre 1712 au lignage Steenweeghs.
- Famille van Veen[290] (d'argent à trois arbres de sinople terrassés du même, blason qui a été modifié durant la seconde moitié du XVIe siècle en de sable au lion d'or armé et lampassé de gueules à la bande d'argent chargée de trois annelets de gueules brochant sur le tout)[291]
  - Veen (van), François-Ignace, baptisé à Bruxelles (paroisse Saint-Nicolas) le 17 mai 1664, chanoine de l'église collégiale Sainte-Waudru de Mons en Hainaut, et mort dans la paroisse de Willebroeck le 16 septembre 1724, frère de même père et même mère de Martin-André van Veen ci-après, fut admis le 13 juin 1701 au lignage Serhuyghs.
  - Veen (van), Martin-André, I.U.L., avocat cité en 1703, avait été baptisé à Bruxelles (paroisse Saint-Nicolas) le 4 novembre 1674, et épousa à Bruxelles le 24 septembre 1722 Marie Thérèse Pétronille van de Velde. Il est mort à Bruxelles (paroisse Sainte-Catherine) le 21 mai 1739. Il était le fils de Jean-Ernest van Veen, conseiller au Conseil de Brabant, et de Maria van Goedenhuysen. Il fut admis, du chef de maître Willem Engelandt de la famille van Meert, le 13 juin 1701 au lignage Serhuyghs.
- Famille van Velde
  - Velde (van), Jean-Dominique-Antoine-Joseph, échevin de Bruxelles en 1724 ensuite conseiller et trésorier des États de Brabant pour Bruxelles, épousa Petronella Swarts, était le fils de Melchior Leopoldus van de Velde de Melroy, conseiller et trésorier général des États de Brabant, et de Regina Carolina Isabella de Villegas, elle-même fille de Paulus Melchior de Villegas, baron de Hovorst, reçu au Roodenbeke en 1654, et de Maria Isabella van Ophem, et avait été admis en 1716 au Roodenbeke.
  - Velde (van), Jean-Melchior-Joseph, seigneur de Melroy, fils de Joannes Dominicus Antonius Josephus van de Velde mentionné ci-avant, reçu au Roodenbeke en 1716, et de Petronella Swarts, avait été admis en 1750 au Roodenbeke.
  - Velde (van), Melchior-Norbert-Charles-Ange, frère germain de Jaonnaes Melchior Josephus van de Velde cité ci-avant, avait été admis en 1751 au Roodenbeke.
  - Velde (van), Messire Pierre-Dominique-Antoine-Jean, échevin de Bruxelles de 1770 à 1775, trésorier de Bruxelles en 1776, conseiller de Brabant, puis vice- chancelier, et enfin conseiller d'État, était le frère germain de Joannes Melchior Josephus et de Melchior Norbertus Carolus Angelus van de Velde, tous deux mentionnés ci-avant, et avait admis en 1762 au Roodenbeke.
  - Velde (van), Théodore-Louis-Joseph, fils de Melchior Leopoldus van de Velde de Melroy, conseiller et trésorier général des États de Brabant, et de Regina Carolina Isabella de Villegas, elle-même fille de Paulus Melchior de Villegas, baron de Hovorst, reçu au Roodenbeke en 1654, et de Maria Isabella van Ophem, et avait été admis en 1727 au Roodenbeke.
  - Velde (van), Melchior-Ferdinand-Benoît, mort en 1724, était le fils de Melchior Leopoldus van de Velde de Melroy, conseiller et trésorier général des États de Brabant à Bruxelles, et de Regina Carolina Isabella de Villegas, morte en 1735, laquelle était la fille de Paulus Melchior de Villegas, baron de Hovorst, reçu au Roodenbeke en 1654, et de Maria Isabella van Ophem, et avait été admis en 1714 au Roodenbeke.
- Vele geheten Rongman (d'azur à 3 fleurs de lis au pied coupé d'argent, au chef échiqueté de deux tires de 5 pièces d'argent et de sable qui est de Bigard)
  - Vele geheten Rongman, Willem, en 1376 au lignage Serhuygs
- Famille Verjuys
  - Verjuys, les enfants de Messire Jérôme et de dame Marie T'Serroelofs furent déclarés capables d'être admis au lignage Sweerts, par décision en date du 3 octobre 1629.
  - Verjuys, Messire Théodore, I.U.L., fils de messire Jeronymus Verjuys, commissaire au service de Sa Majesté, et de dame Maria t'Serroels, fille de messire Joseph t'Serroels et de dame Helena van der Hert laquelle était la fille de Peeter van der Hert et de dame Marie de Leeuw, celle-ci étant la fille de maître Jan de Leeuw, procureur au Conseil de Brabant, et de dame Marie Sweerts issue du Sweerts, épousa dame Clara Fourment, fut conseiller de Brabant, et avait été admis, en considération des Schotte qui étaient de sa parenté, le 31 mai 1640 au lignage Steenweeghs.
- Famille Verpoorten (ou Verpoerten, vander Poerten, van der Porten)
  - Verpoorten, Gilles se trouvait le 13 juin 1528 au lignage Serhuyghs.
- Famille Verreycken
  - Verreycken (ou Verrijcke), Jean, habitant de la ville de Bruxelles et "wijntaverniers" de profession, fils de Peeter et de Catharina Jacobs, descendant de messire Gilles van Marselaer, en son vivant seigneur d'Opdorp, et de dame Joanna Laenen, frère de même père et même mère d'Adrianus van Marselaer qui fut échevin de la ville de Bruxelles pour les lignages en 1476, fut déclaré le 13 juin 1765 apte à devenir bourgeois de Bruxelles comme issu du lignage Serhuyghs.
  - Verreycken[292], Messire Pierre-Ernest, licencié en Droit, seigneur de Ruart, neveu de messire Leonaert Micault admis au lignage, fut admis le 11 juin 1615 au lignage Serhuyghs.
- Famille Verspilt
  - Verspilt, Herman, fils de Franciscus Verspilt et d'Anna Bormans, petit-fils de N.N. Bormans et de N.N. Daelmans, arrière-petit-fils de Petrus Daelmans et de Catharina van Blitterswijck, laquelle était la fille de Jan van Blitterswijck, seigneur de Laeken, qui avait été reçu en 1582 au Roodenbeke, fut déclaré en 1707 admissible au Roodenbeke.
- Famille de Saint-Victor ou de Sanvictor (écartelé: aux 1 et 4 d'azur à la tour d'argent, à la bordure componnée d'argent et de gueules; aux 2 et 3 de gueules à la fasce d'argent chargée de trois flanchis d'azur; brochant sur l'écartelure: un écusson de gueules au lion d'argent armé, lampassé et couronné d'or, l'épaule chargée d'un écusson d'or au chef échiqueté d'argent et de sable)
  - Victor (de Saint), Messire Ferdinand, fils de heer François de Sanvictor, chevalier, seigneur de Bommelette, et de dame Louyse van der Eycken, laquelle était la fille de heer Charles van der Eycken, conseiller au Conseil de Brabant, admis au Lignage en 1578, et de Barbara van Vlierden, fut échevin de la ville de Bruxelles en 1672 et 1675, bourgmestre en 1674 et 1678, et avait été admis le 13 juin 1652 au lignage Serroelofs.
  - Victor (de Saint), Messire François, seigneur de Bommelette, frère de même père et même mère de messire Ferdinand de Sanvictor admis au lignage en 1652, avait été admis le 13 juin 1655 au lignage Serroelofs.
- Famille Vilain (ou Villayn, Vilayn) (de sable plain au chef d'argent)
  - Vilain, Daniel, fils de Joannes et de dame Martine van Reygervliet, se trouvait en 1528 au lignage Serhuyghs.
- Famille de Villa-Vitiosa ou de Villaviciosa[293] (d'azur à une tour d'or garnie de trois tourelles crénelée du même, à dextre et un arbre au naturel, à senestre, posés sur une terrasse de sinople chargée d'un chien couché d'argent, à quatre filets d'or posés en bande, mouvant du côté dextre du chef et brochant sur l'arbre de l'écu)
  - Villa-Vitiosa (de), Messire Théodore-Antoine, fils d'Anthonius de Villa Vitiosa, maître des comptes de la Chambre des comptes du Brabant, et de dame Agnes van Uffele qui était la sœur de même père et même mère de Theodorus van Uffele admis au lignage le 13 juin 1648, fut capitaine de la Garde bourgeoise pour le quartier de la Cour en 1711 mais ensuite se fit ermite et mourut sans postérité, et avait été admis le 13 juin 1695 au lignage Sweerts.
- Famille de Villegas : d'argent à la croix florencée de sable, vidée du champ, à la bordure componée de 16 pièces de gueules et d'argent, chaque compon de gueules chargé d'une tour d'or et chaque compon d'argent chargé d'une chaudière de sable et : écartelé: au 1 d'argent à la croix florencée de sable, vidée du champ, à la bordure componée de 16 pièces de gueules et d'argent, chaque compon de gueules chargé d'une tour d'or et chaque compon d'argent chargé d'une chaudière de sable; au 2 d'argent à la croix de gueules chargée de cinq coquilles d'argent; au 3 d'argent à cinq losanges de gueules accolés en bande (van Ophem); au 4 d'argent à trois alérions de sable)
  - Villegas (de), Balthazar-Joseph-Ignace, seigneur d'Estainbourg, échevin de Bruxelles de 1749 à 1759 puis conseiller de Brabant, était le fils de Jacobus Ferdinandus de Villegas, baron de Hovorst, reçu au Roodenbeke en 1675, président de la Chambre des Comptes de Brabant et de Maria Joanna de Villegas, fille de Diego Ferdinandus mentionné ci-dessous, et avait été admis en 1745 au Roodenbeke.
  - Villegas (de), Charles-Emmanuel, fils de messire Melchior de Villegas et de dame Marie-Caroline van Dongelberge laquelle était la fille de Charles de Dongelberge, vicomte de Zillebeke, fut admis en 1730 au Roodenbeke après que le lignage Sleeus lui eut enjoint le 13 juin 1729 de s'adresser à ce lignage qui avait déjà admis son frère.
  - Villegas (de), Ferdinand, baron d'Hovorst, seigneur de Viersel, admis en 1675 au Roodenbeke.
  - Villegas de Kinschot (de), Ferdinand-Charles-Melchior, chef doyen de la Gilde des drapiers de 1776 à 1782, époux de dame N* van der Stegen de Putte, fils de Jean Dominia Joseph de Villegas et de Maria Anna Theresia du Bois dit van den Bossche, petit-fils de Paulus Philippus de Villegas, seigneur de Luttre, admis au Roodenbeke en 1691, et d'Anna Theresia Hyacinthe de Kinschot, avait été admis en 1761 au Roodenbeke.
  - Villegas (de), Ferdinand-Melchior-Charles, seigneur d'Aa, fils de Paulus Philippus de Villegas, seigneur de Luttre, admis au Roodenbeke en 1691, et d'Anna Theresia Hyacinthe de Kinschot, avait été admis en 1729 au Roodenbeke.
  - Villegas (de), Gaspard-Bernard-Jean-Dominique, comte de Saint-Pierre-Jette, fils de Jean Dominia Joseph de Villegas et de Maria Anna Theresia du Bois dit van den Bossche, petit-fils de Paulus Philippus de Villegas, seigneur de Luttre, admis au Roodenbeke en 1691, et d'Anna Theresia Hyacinthe de Kinschot, était admissible au lignage de Roodenbeke.
  - Villegas (de), Gaspard-Joseph-Liévin-Ghislain[294], époux de Marie-Thérèse van den Broeck, admis en 1757 au Roodenbeke.
  - Villegas (de), Gaspard-Melchior, seigneur d'Aa, admis en 1702 au Roodenbeke.
  - Villegas (de), le chevalier Jacobus - ou Diego - Ferdinandus, seigneur de Serville, mort en 1693, avait épousé en 1656 Isabella Lucia van Opmeer, était le frère germain de Paulus Melchior de Villegas mentionné ci-dessous, et avait été admis en 1655 au Roodenbeke.
  - Villegas (de), le vicomte Gaspard-Joseph, conseiller de Brabant, époux de Maria Francisca de Coxie, fils de Paulus Philippus de Villegas, seigneur de Luttre, admis au Roodenbeke en 1691, et d'Anna Theresia Hyacinthe de Kinschot, avait été admis en 1712 au Roodenbeke.
  - Villegas Pellenberg (de), Melchior-Joseph-Alexandre, fut échevin de Bruxelles de 1783 à 1787, conseiller au Conseil souverain de Brabant et ensuite conseiller et maître des comptes de Brabant, avait épousé dame N* Philippart, était le fils de Joannes Franciscus Josephus de Villegas, baron d'Hovorst Pellenbergh, capitaine au Régiment d'infanterie de Wied, ensuite membre de l'État noble de Brabant, et de sa seconde épouse Maria Francisca Eugenia Marin de la Motte, le petit-fils de Melchior Joseph de Villegas, baron de Hovorst, conseiller et trésorier général des Domaines de Sa Majesté aux Quartiers de Malines et d'Anvers, et de sa première épouse Anna Maria Francisca van Weisenkercke, et l'arrière-petit-fils de Jacobus Ferdinandus de Villegas, reçu au Roodenbeke en 1675, et de sa première épouse Maria Joanna de Villegas, elle-même fille de Diego Ferdinandus de Villegas reçu au Roodenbeke en 1655. Melchior Josephus Alexander de Villegas avait été admis en 1775 au Roodenbeke.
  - Villegas (de), Messire Didace-Ferdinand, seigneur de Bouchout, admis le 4 juin 1655 au Roodenbeke.
  - Villegas (de), Messire Gérard-François-Balthazar, comte de Saint-Pierre-Jette, baron de Rivière, Ganshoren, Releghem et Ham, époux d'Anna Maria de Pape, fils de Paulus Philippus de Villegas, seigneur de Luttre, admis au Roodenbeke en 1691, et d'Anna Theresia Hyacinthe de Kinschot, avait été admis en 1712 au Roodenbeke.
  - Villegas (de), Messire Paulus Melchior, épousa Maria Isabella van Ophem en 1655, fut créé baron d'Hovorst en 1675, était le fils de Melchior de Villegas, seigneur de Hovorst et de Bouchout, et de Joanna Margarita Mechelman, laquelle était la fille de Paulus Mechelman, auditeur général du District d'Anvers, et de Beatrix Rampaert, lequel était le fils de Marcus Mechelman, pensionnaire de la ville de Bruxelles, et d'Anna van der Stock, cette dernière étant la fille de Bernardus van der Stock, chevalier, et de Maria van Buijsseghem dit Buys, et la petite-fille de Jan van Buijsseghem, chevalier, échevin de Bruxelles entre 1469 et 1502 pour le Roodenbeke et bourgmestre de Bruxelles en 1483. Paulus Melchior de Villegas avait été admis en 1654 au Roodenbeke.
  - Villegas (de), Messire Paul-Philippe[295], seigneur de Luttre, époux d’Anne-Thérèse de Kinschot, fils de Paulus Melchior de Villegas, baron de Hovorst, reçu au Roodenbeke en 1654, et de Maria Isabella van Ophem, avait été admis en 1691 au Roodenbeke.
  - Villegas de Clercamps (de), Philippe-Melchior-Emmanuel, seigneur de Clercamp, époux d'Isabella Theresia van Voorspoel, fils de Paulus Philippus de Villegas, seigneur de Luttre, admis au Roodenbeke en 1691, et d'Anna Theresia Hyacinthe de Kinschot, avait été admis en 1720 au Roodenbeke.
- Famille de Villers (ou de Vilers) (écartelé: 1/4, d'or au sautoir engrelé de sable; 2/3 d'argent à la fasce de gueules)
  - Villers (de), Messire Gérard, seigneur banneret de Villers-Perwin, du Jardin, etc., fut admis le 27 octobre 1651 au lignage Serhuyghs.
  - Villers (de), N..., vicomte de Jodoigne, admis en 1760 au lignage Serhuyghs.
- Famille de Viron
  - Viron (de), Jean-Bernard, dit parfois de Dieval, baptisé à Bruxelles (Sainte-Gudule) le 30 mars 1764, fils de Joannes Carolus Viron, conseiller du Conseil souverain de Brabant, et de dame Maria Theresia t'Sas, fille de Paulus t'Sas et de Barbara Gaucheret, laquelle était sœur de même père et même mère d'Henri Gaucheret admis au lignage. Jean-Bernard de Viron, fut avocat du Conseil souverain de Brabant, apaiseur en 1792, huit de la Gilde drapière en 1793 et 1794, propriétaire du château de Dilbeek et maire de cette commune de 1804 à 1810, membre du conseil général d'administration des hospices de Bruxelles de 1810 à 1822, membre du collège électoral de la Dyle, auditeur à la Chambre des comptes de 1814 à 1819, membre du Conseil de régence de la ville de Bruxelles en 1822 et 1823, membre de la Commission administrative de la Belgique en 1814, fut créé baron le 6 juillet 1822, épousa Anne Catherine Calluy, mourut le 27 décembre 1834, et avait été admis le 13 juin 1786 au lignage Sweerts.
- Famille de Visscher (de gueules au sautoir d'or)
  - Visscher (de), Jean-Balthazar, I.U.L., seigneur de Montifeaux et de Celles, fils de messire Balthazar de Visscher, seigneur de Schiplaken, et de dame Cornelia de Norman, petit-fils de messire Jan de Visscher, natif d'Allemagne, et de dame Catharina de Longin, laquelle était la sœur de même père et même mère de messire Roeland Longin, vicomte de Bergues-Saint-Winnoc qui avait été admis en 1581 sans que l'on sache de quel chef, fut trésorier de la ville de Bruxelles de 1665 à 1667, épousa en 1663 Catharina Margarita de Gottignies, issue du Coudenbergh, et avait été admis le 20 mai 1650 au lignage Steenweeghs.
  - Visscher (de), Messire Charles-Ignace, seigneur de Traulez, fils de Jean Balthazar de Visscher, seigneur de Celles, admis en 1650, et de Catharina Margarita de Gottignies, fut échevin de la ville de Bruxelles de 1705 à 1707 et en 1720, et avait été admis le 13 juin 168... au lignage Steenweeghs.
  - Visscher (de), Messire Charles François Hyacinthe Ghislain, frère de Joseph Albert de Visscher admis au lignage en 1760, fut échevin de la ville de Bruxelles à maintes reprises entre 1775 et 1786, trésorier de la ville de Bruxelles en 1789 et 1794, opperdeken de la Lakengulde, et avait été admis le 21 février 1771 au lignage Steenweeghs.
  - Visscher (de), Messire Ferdinand Philippe Ignace Louis, baron de Celles, seigneur de Schiplaeken, Pottes, Traulez, Bolleghem, Capelle, etc., qui épousa en 1731 Constantia Honoria Theresia van Eesbeek dit van der Haghen fille du chancelier de Brabant Honorius Henricus van Eesbeek vicomte van der Haghen et de Cornelia Paulina Rubens, était le neveu de Carolus Ignatius de Visscher, admis au lignage avant 1695, et le petit-fils de Joannes Balthazar de Visscher admis au lignage en 1650, fut bourgmestre de Bruxelles en 1751, trésorier en 1756 et 1758, et avait été admis du chef de messire Joannes Balthasar de Visscher, baron de Celles, et de dame Margarita de Gottignies, le 28 février en 1739 au lignage Steenweeghs.
  - Visscher (de), Messire Jean-Baptiste Xavier, seigneur et baron de Celles, aurait été admis en 167... au lignage Steenweeghs. Cependant, il semble qu'il doive être identifié à Jean Baltahzar de Visscher, admis en 165[296] .
  - Visscher (de), Messire Joseph-Albert, baron de Celles, fils de dominus Ferdinand-Philippe-Ignace de Visscher, baron de Celles, admis au lignage en 1739, épousa Maria Philippina Gislena Coloma, fille de Carolus Vitalis Alexander et d'Eugenia Francisca Ignatia Roose, et avait été admis le 13 juin 1760 au lignage Steenweeghs. Il est le père de Philippe de Visscher de Celles, membre du Congrès National.
  - Visscher (de), Messire Louis-Joseph-Antoine, chanoine, frère de messire Charles-Ignace de Visscher ci-avant, avait été admis le 13 juin 168... au lignage Steenweeghs.
- Famille Vits (d'or, tiercé en ente de gueules ou mantelé ployé de gueules sur or, au chef chargé d'un lion issant d'argent)
  - Vits, Dominus Albert, ancien bourgmestre de Bruxelles qui fut aussi antérieurement à son admission conseiller de la ville de Bruxelles hors les Nations de Bruxelles, fut admis le 9 août 1685 au lignage Serhuyghs.
  - Vits, Messire Charles, J.U.D., frère de Jean Vits admis au lignage, et fils de Charles Vits, fut capitaine de la Garde bourgeoise, est mort célibataire en 1665, et avait été admis le 13 juin 1646 au lignage Sweerts.
  - Vits, Messire Charles, frère de messire Philippe Vits admis au lignage en 1598, et fils de sieur et maître Dionis Vits, licencié ès-lois, fut commissaire de l'artillerie des Archiducs, huit de la Gilde drapière en 1609, 1612 et 1619, épousa Joanna de Galiot, et avait été admis le 4 mai 1602 au lignage Sweerts.
  - Vits, Messire Jean, fils de Charles Vits admis en 1602, avait été admis le 13 juin 1642 au lignage Sweerts.
  - Vits, Messire Josse, frère de Philippe et Charles Vits admis au lignage, avait été admis le 13 juin 1608 au lignage Sweerts.
  - Vits, Philippe, fils de maître Dionysius Vits, I.U.L. et greffier de la Cour féodale de Brabant, et de Philippotte Middelborgh fille de Peeter et de Barbara Madoets, fut huit de la Gilde drapière en 1603 et 1604, échevin de la ville de Bruxelles en 1608, 1609, et 1613, ensuite capitaine de la Garde bourgeoise, et avait été admis ex parte matris, sed falso selon Jean-Baptiste Houwaert, le 17 juin 1598 au lignage Sweerts.
- Famille van der Vlast ou van der Vlaest (de gueules à trois pals d'or, au franc-quartier brochant du même chargé d'une aigle éployée de sable)
  - Vlaest (van der), Abraham, né des mêmes parents que Jean van der Vlaest de jongen admis en 1521, épousa dame Maria Pipenpoy, et avait été admis le 13 juin 1526 au lignage Serroelofs.
  - Vlast (van der), Jean, fils de Philippus van der Vlaest et de Catharina Meerte, petit-fils de Jan Meerte et de Margarita Panhedel dite van Os, arrière-petit-fils d'Amelricus Meerte et de Lysbeth van Schalle, arrière-arrière-petit-fils de Geldolf Meerte et de Maria Taye, ce dernier étant le fils d'Hendrick Meerte et de Catharina van Hamme et le petit-fils de Willem Meerte et de Catharina Wiericx, fut échevin de la ville de Bruxelles en 1519, épousa Catharina van Masensele, et se trouvait présent le 13 juin 1486 au lignage Serroelofs.
  - Vlast (van der), Jean, admis en 1596 au lignage Serroelofs.
  - Vlaest (van der), Jean, le jeune, fils de Jan van der Vlaest, admis au Lignage en 1486, et de dame Catharina van Masensele, épousa dame Barbel Vilain, fille naturelle de messire Adriaen Vilain, seigneur de Liedekerke, Leeuwe, vicomte de Lombeke, souverain bailli de Flandre, et de Cathelijne Stasens, et avait été admis le 13 juin 1621 au lignage Serroelofs.
- Famille van Vlierden
  - Vlierden (van), Adolphe, I.U.L., fils de maître Balthazar van Vlierden, I.U.L., avocat au Conseil de Brabant, et de sa seconde épouse dame Catharina van Thienen qui était la fille de Gillis van Thienen et de dame Catharina Hujoel, fut huissier de la Chambre de la Duchesse de Parme, et avait été admis le 13 juin 1564 au lignage Serroelofs.
  - Vlierden (van), Maître Balthazar, I.U.L., fils de maître Balthazar van Vlierden, I.U.L., avocat au Conseil de Brabant, et de sa première épouse dame Ida van der Tommen qui était la fille de Jean van der Tommen et de dame Elisabeth Offhuys, épousa en premières noces Catharina van Duvelant alias Adriaenssens et en secondes noces Clara Anthuenis, et avait été admis le 13 juin 1564 au lignage Serroelofs.
  - Vlierden (van), Messire Jean, seigneur de Vlierden, fils de Jan van Vlierden, mort en 1577, et de dame Marie de Clerck, petit-fils de maître Balthazar van Vlierden, I.U.L. et avocat au Conseil de Brabant, natus ex progeniebus, et de dame Ida van Tommen, sa première femme, avait été admis le 14 août 1585 au lignage Serroelofs.
  - Vlierden (van), Sieur et Maître Philippe, I.U.L., chevalier en 1631, fils de sieur et maître Balthazar van Vlierden, échevin et bourgmestre d'Anvers, et de dame Catharina van Delft, petit-fils de Balthazar van Vlierden, admis en 1564, et de dame Catharina van Duvelant alias Adriaenssens, épousa dame Catharina van Gemert fille de messire Paul van Gemert et de dame Anna van Dale, et avait été admis le 13 juin 1606 au lignage Serroelofs.
- Famille Vogelweyder (Fogelwayder, ou encore Vogelweijder ou de Vogelweyder) (D'argent à la bande d'azur chargée de quatre étoiles d'or)[297]
  - Vogelweyder, Messire Jean-Baptiste, seigneur de la Tour, licencié ès droits, fils de Charles de Vogelweyder, écoutête de la ville de Lierre, et de dame Martha van den Hecke, sa seconde épouse, qu'il avait épousée à Bruxelles (Sainte-Gudule) le 9 mars 1590, laquelle était la fille de Willem van den Hecke, du lignage Coudenbergh mais descendant aussi des van Buysegem dit Buys du lignage Steenweeghs, et de dame Anna de Hennin ou de Haynin, épousa Catharina de la Derrière, fut échevin de la ville de Bruxelles en 1626 et en 1637, et avait été admis le 13 juin 1618 au lignage Steenweeghs.
- Famille van Volden
  - Volden (van), Joseph-Marie-Hyacinthe-Ghislain, fils de Joannes Josephus Gabriël Gislenus van Volden et de dame Maria Josepha Paulina van Beughem laquelle était la fille de messire Joannes Josephus Hiacinthus vicomte de Beughem, seigneur de Cappelle, etc., woutmeester, siégeant au lignage, fut avocat du Conseil souverain de Brabant et avait été admis le 13 juin 1782 au lignage Serhuyghs.
- Famille van Volxem ou van Volxhem, van Volcxhem (Pauwel van Volcxhem : De gueules, à la fasce d'hermine, qui est Stalle, au franc-quartier de sable chargé d'une fleur de lis (brabançonne) d'argent entre deux faucilles dentelées affrontées de même, qui est Volcxem[298]) 
  - Volxem (van), Paul, échevin de Bruxelles, admis en 1452 au lignage Serroelofs[299].
  - Volxem (van) ou Volcxhem (van), Heer Pauwel ou Paul, né vers 1390, Huit de la Gilde drapière en 1433, échevin du lignage Coudenbergh en 1452, mort avant juin 1459, époux d’Elisabeth Daneels, fille d'Arnold et de Catherine s'Berchs[300]. Heer Paul van Volcxem laissait neuf enfants cités dans son testament-partage de 1449 mais en outre, il fut également le père naturel de Pierre ou Peeter van Volxem, qui était né avant son mariage avec Elisabeth Daneels, et ce Pierre sera l'époux, en 1438, de Maria Perremans fille de Cornelis, Xve siècle (non répertorié par van der Meulen)[301].
- Famille van de Voorde (ou van de Voirde)
  - Voorde (van de), Jean, fils de Sijmons van de Voirde et de Cathelyne van Pede, petit-fils d'Everard et de Beatrix van Assche, fut admis, à tort selon Houwaert, le 13 juin 1551 au lignage Sweerts.
- Famille van Voorspoel (ou van Voerspoel) (fascé de six pièces de gueules et d'hermine)
  - Voorspoel (van), Jean, était absent le 13 juin 1528 du lignage Serhuyghs.
- Famille van der Vorst (d'argent à cinq annelets rangés en croix et accompagnés en chef de deux oiseaux perchés affrontés, le tout de sable)
  - Vorst (van der), le chevalier Engelbert, admis le 13 juin 1534 au lignage Sleeus.
  - Vorst (van der), Messire Jean, présent le 13 juin 1539 au lignage Sleeus.
  - Vorst (van der), Messire Jean, seigneur de Lombeke, échevin de Bruxelles en 1563 et 1564, fut admis le 13 juin 1562 au lignage Sleeus.
  - Vorst (van der), Messire Josse, seigneur de Vroonhove, fils de Jean, seigneur de Lombeke, fut échevin en 1579, et comparut pour la première fois en 1567 au lignage Sleeus.
  - Vorst (van der), Sieur et Maître Charles, I.U.L., seigneur d'Overhespen, Neerhespen et Goidsenhoven, fils de messire Jan van der Vorst, seigneur de Loonbeek, élu au Sleeus en 1562, et de dame Maria Switten fille de maître Willem Switten, seigneur de Hespen et Suggerhoven, petit-fils de heer Engelbert van der Vorst, chevalier, seigneur de Loonbeke, Froenhoven, qui était au Sleeus en 1535, et de dame Anna van Ophem, laquelle était la fille de messire Michiel van Ophem, admis au Serroelofs en 1502, bailli de Gassbeek, et de dame Barbara van Berchem, fut conseiller de Brabant, épousa dame Marie Spierinck van Welle et avait été admis le 13 juin 1603 au lignage Serroelofs.
- Famille Vorsthuys (écartelé : 1 et 4, de gueules à la tour d'or ; 2 et 3 d'argent à l'arbre de sinople)
  - Vorsthuys, Corneille, admis le 27 mars 1578 au lignage Serhuyghs.
  - Vorsthuys, Maître Guillaume, fils de Willem Vorsthuys qui fut receveur de Bruxelles, se trouvait le 13 juin 1528 au lignage Serhuyghs.
  - Vorsthuys, Guillaume, admis en 1540 au lignage Serhuyghs.
- Famille de Vos
  - Vos (de), Corneille, frère de même père et même mère de Sybrecht et Jan de Vos, admis au lignage, fut admis le 12 juin 1627 au lignage Sweerts.
  - Vos (de), Jean, frère de Sybrecht de Vos admis au lignage en 1600, avait été admis le 13 juin 1620 au lignage Sweerts.
  - Vos (de), Sybrecht, fils de Matheus de Vos, receveur général des vivres de l'armée du Roi et des Archiducs, mort en 1610, et de Joanna Berckman morte en 1641, petit-fils de Joannes Berckman et de Joanna de Weert, celle-ci étant la fille de Peeter de Weert admis au lignage en 1506, avait été admis le 13 juin 1600 au lignage Sweerts.
  - Vos (de), Messire Matthias-Jacques, fils de messire Mattheus de Vos lequel était le frère de même père et même mère de messires Sijbrecht, Jan et Cornelis de Vos qui avaient été admis au lignage les 13 juin 1600, 1620 et 1627, avait été admis le 13 juin 1687 au lignage Sweerts.
- Famille Vuchts
  - Vuchts ou Vuchts de Steenbeke, Jean-Baptiste Marie, époux de Maria Clara Ludovica Cloeps, fils de Ludovicus Vuchts, en son vivant heere vanden Hove ende Geertsrode, fut admis du chef de sa mère dame Elisabeth Anastasia de Fraye, fille de sieur et maître Joannes Albertus de Fraye, en son vivant avocat du Conseil souverain de Brabant, admis au Lignage en 1685 et grand-père du prétendant, le 13 juin 1763 au lignage Serroelofs.
- Famille Vuye
  - Vuye, Sieur et Maître Jean-François, avocat en 1731, mort en 1775, fils d'Antoine Vuye licencié en médecine et de Jeanne Pantecras, petit-fils de Joannes Pantecras et d'Elisabeth van Nuffele, fut admis le 13 juin 1752 au lignage Coudenbergh[288].

## W
- Famille van Wachelgem[302] (de sable au sautoir engrelé d'argent, le canton du chef chargé d'un écusson d'argent à cinq losanges de gueules posés en bande qui est van Ophem)
  - Wachelgem (van), Guillaume, époux de Maria van Senst, fils de Peeter van Wachelgem et de Susanna van Engelen alias ab Angelis, petit-fils d'Henrick van Wachelgem admis au Roodenbeke en 1519 et de Machtildis Pipenpoy cités ci-après, avait été admis en 1569 au Roodenbeke.
  - Wachelgem (van), Henri, échevin de Bruxelles en 1521 ensuite greffier de Bruxelles, mort en tant que secrétaire de la ville en 1560, époux de Machtildis Pipenpoij, fils de Jan van Wachelgem admis au Roodenbeke en 1486 et de Catharina van den Putte mentionnés ci-dessous, avait été admis en 1519 au Roodenbeke.
  - Wachelgem (van), Imbert, échevin de Bruxelles notamment en 1505, époux de Joanna van Horion, fils de Jan van Wachelgem et Catharina van den Putte mentionnés ci-après, avait été admis en 1504 au Roodenbeke.
  - Wachelgem (van), Jean, échevin de la ville de Bruxelles entre 1489 et 1511, époux de Catharina van den Putte, fils de Godevaert van Wachelgem et de Maria Mulcx, laquelle était la fille de Jan Mulcx et d'Ida van den Heetvelde laquelle était la fille naturelle de sire Jan van den Heetvelde, chevalier, qui avait été échevin de Bruxelles en 1396, 1406 et 1422, et qui était le fils de Seger van den Heetvelde. Il avait été admis en 1486 au Roodenbeke.
  - Wachelgem (van), Jean, époux d'Anna van Obbergen, fils de Jan van Wachelgem admis au Roodenbeke en 1527 et de Catahrina van Beerthem mentionnés ci-après, avait été admis en 1561 au Roodenbeke.
  - Wachelgem (van), Jean, échevin de la ville de Bruxelles en 1532, époux de Catharina van Beerthem, fils d'Imbrechts van Wachelgem admis au Roodenbeke en 1504 et de Joanna van Horion mentionnés ci-avant, avait été admis le 13 juin 1527 au Roodenbeke.
  - Wachelgem (van), Roland, chevalier, fils d'Henrick van Wachelgem reçu au Roodenbeke en 1519 et de Machtildis Pipenpoij, avait été admis en 1561 au Roodenbeke.
- Famille van Waelhem (d'or à la fasce de gueules chargée de 3 coquilles d'argent)
  - Waelhem (van), Jean, époux de Jacquemyne van Gestel, fils de Jan van Waelhem et de Christina van Winghe, petit-fils de Gerardus van Waelhem et de Gertrudis Mulaerts, arrière-petit-fils de Willem van Waelhem mort en 1433 et d'Anna van Doorne, et arrière-arrière-petit-fils de Jan van Waelhem et de Maria van Droogenbroeck qui était issue du Lignage Roodenbeke. Il avait été admis du chef de cette dernière en 1544 au Roodenbeke.
  - Waelhem (van), Jean, auditeur à la Chambre des Comptes, fils de Jan van Waelhem et de Jacquemyne van Gestel mentionnés ci-avant, avait été admis en 1556 au Roodenbeke.
  - Waelhem (van), Messire François, fut admis le 13 juin 1587 au lignage Serhuyghs.
  - Waelhem (van), Pierre, fils de Roeland van Waelhem et de Catharina de Rechem, petit-fils de Petrus van Waelhem, conseiller et fiscal de Brabant, et de Catharina van der Noot, arrière-petit-fils de Petrus van Waelhem, conseiller et maître des comptes, et de Catharina Droocbroot, arrière-arrière-petit-fils de Gerardus van Waelhem et de Gertrudis Mulaerts, et avait été admis en 1563 au Roodenbeke.
- Famille Walschaert (ou Walschart)
  - Walschaert, Catherine, fille de Philippus Walschaert et d'Anna Maria van den Brande, petite-fille de Ludovicus Walschaert et d'Antonia Pauwels, arrière-petite-fille de Maria Crabs et d'Adrianus Walschaert, fut déclarée être issue du lignage Coudenbergh le 13 juin 1777, comme descendante de Jan Spyskens, avec son frère ci-après, et obtint l'admission gratuite à la bourgeoisie de Bruxelles.
  - Walschaert, Jean-Baptiste-Joseph fut déclaré être issu du lignage Coudenbergh le 13 juin 1777[303].
- Famille de Walsche
  - Walsche (de), Jean, seigneur de Bodeghem, fils de maître Jean, fut guidon d'une bande d'hommes d'armes du duc de Croÿ, plus tard procureur pris en cour ecclésiastique, et fut admis le 6 septembre 1590 au lignage Coudenbergh[288].
  - Walsche (de), Messire Théodore, fils de Jan de Walssche et de Barbara van der Beken, époux de Margareta Fernandez del Cassito, fut capitaine au service de Sa Majesté, avait été créé chevalier en 1648, et admis le 13 juin 1640 au lignage Coudenbergh[288]. Il fut temporairement adopté le 13 juin 1645 par le lignage Serroelofs.
- Famille Wambacq
  - Wambacq, Sieur et Maître Josse-Joseph, I.U.L. et avocat du Conseil souverain de Brabant, fils de Philippus Josephus Wambacq et de dame Joanna Claudina de Cascales laquelle était la fille de messire Joannes Antonius de Cascales qui fut admis au lignage en 1710, fut admis le 13 juin 1768 au lignage Steenweeghs.
- Famille De Wandele
  - Wandele (de), Sieur et Maître Joseph-Nicolas, licencié ès lois, né à Bruxelles, époux de N... Finot, fils de Josephus Franciscus de Wandele, I.U.L., avocat, et d'Alexandrina Angela Lemmens, petit-fils d'Engelbertus Lemmens et de Barbara Caroline le Ducq, laquelle était la sœur de Joannes Baptista le Ducq admis au lignage en 1699, fut avocat du Conseil souverain de Brabant, et avait été admis le 13 juin 1736 au lignage Sweerts.
- Famille de Wansyn (ou de Wansin) (de sable à deux forces versées d'argent, au franc-canton du même chargé d'une rose de gueules)
  - Wansyn (de), Messire Augustin, frère d'Antoine admis en 1636, fut commissaire de Sa Majesté, receveur de l'hôpital Saint Nicolas à Bruxelles, et avait été admis le 26 juin 1637 au lignage Coudenbergh[288].
  - Wansyn (de), Messire Jean-François-Dominique, admis le 13 juin 1681 au lignage Coudenbergh.
  - Wansyn (de), Sieur et Maître Antoine, I.U.L., fils de Lambert de Wansin et de Christina de Zoete fille de Philippe de Zoete admis au lignage en 1606, fut avocat en 1634, doyen de la Gilde drapière en 1637, huit en 1638 et 1650 et 1651, en 1655 et 1656, en 1661 et 1662, échevin en 1665 et 1666 et en 1670 et 1671, chanoine d'Anderlecht depuis 1677, avait été admis le 13 juin 1636 au lignage Coudenbergh[288].
- Famille Warnots
  - Warnots, Jean-Baptiste, baptisé à Bruxelles, fils de Jacobus Warnots et de Catharina Theresia de Vos, petit-fils de Guilielmus de Vos et de Catharina van der Straeten, arrière-petit-fils de Joannes Baptiste van der Straeten et de Catharina de Vos, arrière-arrière-petit-fils de Judocus de Vos et Magdalena Rombault, lequel Judocus de Vos était le fils de Joannes de Vos et de Maria van Ophem fille d'Henricus van Ophem et descendante directe de Cornelis van Ophem qui était au Sweerts en 1406, fut avocat, puis auditeur du Régiment de Saint-Ignon-Dragons, échevin jurisconsulte de Campenhout, huit de la Gilde drapière de 1772 à 1782, épousa Francisca Handel, et avait été admis le 13 juin 1772 au lignage Sweerts.
- Famille Was (parti-émanché d'argent et de gueules, au chef chargé de trois maillets d'or, ou d'argent, plusieurs variantes avec brisures)
  - Was, Amelric (VI), frère de Peeter Was admis au lignage, était né en 1450 et est mort le 24 avril 1521, fut échevin de la ville de Bruxelles en 1484, 1491, 1496, 1508, 1511, 1514, 1517 et 1520, bourgmestre en 1497, receveur de 1503 à 1506, épousa dame Anna Daneels dite van Watermale, qui lui apporta le Hof ter Caignien à Watermale et qui était la sœur de père et mère de Jan van Watermale qui sera admis en 1494 au Sweerts, avait été mentionné comme étant présent le 13 juin 1483 au lignage Sweerts.
  - Was, Philippe, admis en 1497 au lignage Sweerts.
  - Was, Messire Henri, fils de Peeter Was, chevalier, admis au lignage, et de Michèle Le Leu ou s'Wolfs, fut échevin de la ville de Bruxelles en 1528, 1530 et 1545, épousa Anne de la Rivière, et avait été admis le 13 juin 1522 au lignage Sweerts.
  - Was, Sieur et Maître Pierre, licencié en droit, fils de Henrick Was admis en 1522 et de Marie de L'Espinoy, fut conseiller au Conseil de Namur, est mort avant 1575, et était présent le 13 juin 1551 au lignage Sweerts.
  - Was, Pierre, chevalier, d'une famille à l'échevinage de père en fils depuis 1306, fils d'Amelrick (V) Was qui était chevalier, échevin et bourgmestre de la ville de Bruxelles et qui fut exécuté lors du soulèvement populaire en 1477, et de Barbele van den Heetvelde, servit le duc de Bourgogne en 1470 sous les ordres de Baudouin de Lannoy et fut créé chevalier, fut échevin en 1480, 1485, 1498, 1515 et 1519, bourgmestre en 1507, receveur en 1517 et 1518, épousa dame Michèle Le Leu ou s' Wolfs, et se trouvait le 13 juin 1480 au lignage Sweerts.
- Famille Waterloos[304]
  - Waterloos, Denis, dit Denis le Jeune, conseiller et maître général de la Monnaie aux Pays-Bas, mort en 1715, était l'époux d'Elisabeth van Vianen, et le fils de Dionisius - Denis l'Ancien - Waterloos et de Margarita Daelmans, le petit-fils de Petrus Daelemans et de Catharina van Blitterswijck laquelle était la fille de Jan van Blitterswijck, seigneur de Laeken, qui avait été reçu au Roodenbeke en 1582 et d'Anna ou Catharina de Smeth, fut admis en 1665 au Roodenbeke.
  - Waterloos, Maître Adrien, fils de Denis le Jeune et de sa femme Elisabeth van Vianen, cités ci-avant, fut admis en 1683 au Roodenbeke.
- Famille van Watermale (d'argent à trois coquilles de gueules, avec diverses brisures, écartelés, franc-quartiers etc.)
  - Watermale (van) ou Daneels dit van Watermale, Maître Jean, fils de Daniel Daneels dit van Watermale, et de dame Margriete van den Winckele, fut admis le 13 juin 1494 au lignage Sweerts.
  - Watermale (van) ou Daneels dit de Watermale, Maître Jean, I.U.L., écuyer, seigneur de Watermale et de ten Houte à Merchtem, conseiller au Conseil de Brabant de 1463 à 1493, conseiller du duc en Brabant en 1495, fils de Jan Daneels dit de Watermale, orfèvre, et d'Elisabeth Esselen, celle-ci fille de Jean Esselen et de Catharina Hertekens, épousa Elisabeth Halfhuys, fille de Guillaume et d'Elisabeth Pipenpoy, et avait été noté absent du lignage le 13 juin 1480 au lignage Sweerts.
- Famille Wauters
  - Wauters (ou parfois Wouters), Ludovicus, né à Tamise, curé de Thielt en Flandre, du 14 août 1743 jusqu'à sa mort le 2 avril 1786 alors qu'il était âgé de 75 ans[305], fils de Joannes[306] et de Margarita Smet, fut admis du chef de messire Gillis van Marselaer, en son vivant seigneur d'Opdorp, et de dame Joanna Laenen, comme frère de même père et mère d'Adrianus van Marselaer qui fut échevin de la ville de Bruxelles en 1476, le 13 juin 1765 au lignage Serhuyghs.
- Famille van Wavre (de sable au lion d'argent, brisé d'une bande d'argent)
  - Wavre (van), Josse, admis le 13 juin 1583 au Roodenbeke.
  - Wavre (van), Maître Pierre, admis le 12 mars 1564 au Roodenbeke.
- Famille van Weerde (écartelé: aux 1 et 4 d'argent à trois barillets de sable, enflammés en haut au naturel, posés chacun en pal; aux 2 et 3 de sable à trois épis d'or posés en bande, en pal et en barre)
  - Weerde (van), Antoine se trouvait en 1485 au lignage Roodenbeke.
  - Weerde (van), Hyacinthe-Jean-François, baron, fils du baron Franciscus Ludovicus van Weerde et de dame Christina Carolina Swarts, petit-fils de Joannes Robertus Swarts, lieutenant-colonel d'infanterie, arrière-petit-fils de Robert Swarts, sergent-major, et d'Eleonora van Male qui était la sœur de Gillis Albertus van Male, fut surintendant du canal de 1779 à 1786, date de sa mort, avait été déclaré admissible au lignage le 13 juin 1737 du chef de son grand-oncle Gillis Albert van Male admis en 1635, et admis le 13 juin 1746 au lignage Sweerts.
  - Weerde (van), Messire Jean-Daniel-Marie-Hyacinthe, J.U.L., baptisé à Bruxelles (Sainte-Gudule) le 27 mars 1752, fils de messire Hiacintus Joannes Franciscus baron van Weerde et de dame Joanna Maria Theresia Schockaert, fut avocat en 1774, apaiseur en 1777, avocat adviseur des échevins de Vilvorde en 1792, morut célibataire à Bruxelles le 28 octobre 1822, et avait été admis le 13 juin 1775 au lignage Sweerts.
  - Weerde (van), Messire Pierre-Ghislain-Hyacinthe-Alexandre, chevalier en 1777, baron en 1787, fils de messire Hiacintus Joannes Franciscus van Weerde et de dame Joanna Maria Theresia Schockaert, épousa Anna Maria Joanna Josepha de Neufforge, et avait été admis le 13 juin 1774 au lignage Sweerts.
- Famille Wellemans (d'or à la fasce bretessée et contre-bretessée de sable, accompagnée de 3 abeilles du même)
  - Wellemans, Maître Corneille, frère de Jean-Baptiste ci-après, fut admis le 13 juin 1626 au lignage Serhuyghs. (mêmes armes écartelées au 2/4 d'argent à 3 macles de sable)
  - Wellemans, Jean-Baptiste, fils de Simon Wellemans et de dame Magdalena Madoets fille de maître Willem Madoets, laquelle Magdalena était la sœur des dames Marie et Margriete Madoets, la prédite Marie fut l'épouse de Guillaume de Semet fils de Guillaume de Semet qui fut receveur des domaies de Sa Majesté au quartier de Tirlemont, et qui avait été admis au lignage le 13 juin 1609 après avoir montré que sa mère descendait du lignage par les de Kegels, de Looze, Buys, Walssche, avait été admis le 13 juin 1625 au lignage Serhuyghs.
  - Wellemans, Messire Corneille, fils de Corneille le précédent au lignage dont la mère fut Marie van Asbroeck laquelle était la fille de François qui était secrétaire de la ville de Bruxelles, avait été admis le 13 juin 1654 au lignage Serhuyghs. ((mêmes armes écartelées au 2/4 d'argent à 3 macles de sable))
- Famille van Wemmele
  - Wemmele (van), Sieur et Maître Joannes Baptista Antonius, avocat, fils d'Antonius van Wemmele et d'Agnes de Noter, laquelle était la fille de Theodorus de Noter, I.U.L., et de Margarita Jocquet, elle-même fille de Joannes Jocquet, docteur en médecine, et de Margarita van Blitterswijck, laquelle était la fille de Guilliam van Blitterswijck et de Josina van den Putte et la petite-fille de Gilles van Blitterswijck, né en 1524 et mort en 1601, et de Cathelyne van Habbeke, et l'arrière-petite-fille de Guilliam van Blitterswijck, seigneur de Laeken, et d'Elisabeth Cuelens dit van Teutenberg, avait été admis en 1701 au Roodenbeke.
- Famille van Werckhoven ou de Werckhoven
  - Werckhoven (van), François, fils de Sieur et Maître Franciscus van Werckhoven et d'Anna Maria Govaerts, petit-fils d'Adrianus Govaerts et de Margarita van Nyverseele, arrière-petit-fils de Joannes van Nyverseele et d'Elisabeth de Kemmere, arrière-arrière-petit-fils d'Hendrick de Kemmere et de Catharina van Blitterswijck laquelle était la fille de Gillis van Blitterswijck et de Cathelyne van Habbeke, et la petite-fille de Guilliam van Blitterswijck, seigneur de Laeken, lui-même fils de Guiliam van Blitterswijck qui fut échevin de Bruxelles en 1489 et bourgmestre de la ville en 1495, avait été admis en 1692 au Roodenbeke.
- Famille van de Werve : Ecartelé : aux 1 et 4 d'or au sanglier passant de sable et aux 2 et 3 de sable à trois chevrons d'argent. 
  - Werve (van de), Franco, fils de François, fut admis le 12 juin 1555 au lignage Sleeus.
  - Werve (van de), François, fut échevin de Bruxelles et avait été admis le 13 juin 1519 au lignage Sleeus.
  - Werve (van de), Gommaire (ou Godmaerd), époux de Françoise Hurtebise, fut échevin de Bruxelles entre 1512 et 1516 et avait été admis, du chef de sa mère Marguerite Taye de Gaesbeke laquelle était la fille de Jean et de Barbara Sleeus, le 13 juin 1507 au lignage Sleeus.
  - Werve (van de), Gommaire, admis en 1555 au lignage Sleeus.
  - Werve (van de), Gommaire, admis le 13 juin 1550 au lignage Serhuyghs. (mêmes armes, sur le tout écu Rolibuc)
  - Werve (van de), Guillaume Raymond, vicomte d'Immerseele, échevin de 1701 à 1702, fils de Raimondus van de Werve, seigneur de Vremdyck et Immersel, et de Maria Florentia van Mechelen dite Beaufait, petit-fils d'Augustius van de Werve, seigneur d'Hovorst, Bouchout, Vierseldyck, etc., capitaine de cavalerie en Espagne, et de Maria Anna van de Werve, dame de Schilde, sa cousine, arrière-petit-fils de messire Joannes van de Werve, chevalier, seigneur d'Hovorst, gouverneur de Deinze, membre du Conseil de guerre, et de Josina Lomelino, d'une noble famille de Gênes, avait épousé Barbara van der Linden d'Hooghvorst fille de messire Philippe baron d'Hooghvorst, est mort en 1720 sans postérité, et avait été admis le 13 juin 1701 au lignage Coudenbergh[288].
  - Werve (van de), Josse faisait partie du lignage en 1534 au lignage Sleeus.
  - Werve (van de), Louis en 1535 en faisait partie au lignage Sleeus.
  - Werve (van de), Messire François, fils de Jheronimus vande Werve, fut admis le 13 juin 1598 au lignage Serhuyghs.
  - Werve (van de), Pierre en faisait partie en 1557 du Serhuyghs et années suivantes au lignage Sleeus.
  - Werve (van de), Messire Pierre, admis le 13 juin 1550 au lignage Serhuyghs. (mêmes armes, sur le tout, écu Rolibuc)
- Famille Wesenbeke (d'... à la croix de...)
  - Wesenbeke, Loenys, présent en 1376 au lignage Serhuyghs.
- Famille van Wesembeke (d'azur à la fasce accompagnée de trois besants rangés en chef et de trois fleurs de lis posés deux et un en pointe, le tout d'argent)
  - Wesembeke (van), André, fils de sieur et maître Andreas van Wesenbeke, licencié en Droit et avocat du Conseil de Brabant, fut admis en 1655 au lignage Serhuyghs.
  - Wesembeke (van), Sieur et Maître André, licencié en Droit, fils de maître André van Wesembeke licencié en Droit et qui fut avocat au Conseil de Brabant, fut secrétaire de messire le duc d'Arschot, échevin de la ville de Bruxelles à maintes reprises, trésorier de la ville, avait été admis le 12 juin 1596 au lignage Serhuyghs.
  - Wesembeke (van), Sieur et Maître André, licencié en Droit, fils de sieur et maître Andries van Wesembeke, licencié en Droit et échevin de la ville de Bruxelles, fut avocat au Conseil de Brabant, et avait été admis le 13 juin 1613 au lignage Serhuyghs.
- Famille van den Winckele (écartelé: aux 1 et 4 de sable à une étoile d'or accostée de deux faucilles affrontées d'argent, emmanchées d'or, le tranchant dentelé; aux 2 et 3 émanché d'argent et de gueules)
  - Winckele (van den), François se trouvait au lignage Sweerts en 1480.
  - Winckele (van den), Guillaume, fils de Francon vanden Winckele, et de Catharina Coppens, devint religieux à l'abbaye des Sept-Fontaines, mourut en 1547, et avait été admis le 13 juin 1513 au lignage Sweerts.
  - Winckele (van den), Jean, admis le 13 mars 1578 au Roodenbeke.
  - Winckele (van den), Maître Jean, fils de Jean van den Winckele, secrétaire de Sa Majesté, et d'Elisabeth Schoof, petit-fils de Franciscus van den Winckele et de Catharina Coppens, arrière-petit-fils de Wouter van den Winckele, échevin et bourgmestre de Bruxelles, et de Margarita van den Spiegele fille de Jan, épousa en premières noces Catharina de Marquette et en secondes noces Elisabeth de Mera, fut admis le 13 juin 1587 au lignage Coudenbergh[307].
  - Winckele (van den), Louis, I.U.L., fils de maître Jean ci-avant et de sa seconde épouse, épousa en premières noces Maria de Paige et en secondes noces Catharina Martini fille de Gillis et de Magdalena Welsers, fut avocat en 1585, échevin en 1600 et 1601, en 1605, en 1607 et 1608, en 1611, en 1613, en 1617, en 1619, en 1623, en 1628, en 1629, en 1631 et en 1633, trésorier de 1625 à 1627, mort en juin 1637, admis le 13 juin 1587 au lignage Coudenbergh[288].
  - Winckele (van den), Maître Adrien, admis le 13 juin 1587 au lignage Caudenbergh.
  - Winckele (van den), Maître Charles-Adrien, I.U.L., frère de Louis ci-dessus, avocat en 1585, doyen de la Gilde drapière en 1603 et 1604 et 1611, huit en 1605, 1607 et 1608 et en 1613, admis le 13 juin 1589 au lignage Coudenbergh[288].
  - Winckele (van den), Messire Pierre-Jacques, fils de Jean-Albert van de Winckele admis en 1630 au lignage et de Françoise Cornelie van Hemers, fut admis le 24 mars 1665 au lignage Coudenbergh.
  - Winckele (van den), Messire Jean-Albert, chevalier, seigneur d'Alsemberg, Rhode et Linkebeek, I.U.L., fils de sieur et maître Loys van de Winckele, au lignage en 1588, et de Catharina Martini (ou Mertens), fut baptisé à Sainte-Gudule le 13 décembre 1613, époux de Francisca Cornelia van Hemers, fille de Bernardus Cornelis, chambellan de l'archiduc Albert, et de Francisca de Baudequin, sera avocat en 1629, huit de la Gilde drapière de 1631 à 1634, échevin en 1633 et 1634, gentilhomme du cardinal infant, capitaine de la garde bourgeoise, conseiller au Conseil de Brabant de 1645 à 1658, chancelier de Gueldre en 1658, est mort en 1670, et avait été admis le 13 juin 1630 au lignage Coudenbergh[308].
  - Winckele (van den), Messire Pierre-Jacques, seigneur de Linkebeek, Rhode et Alsemberg, I.U.L., avocat, admis en 1667 au lignage Coudenbergh[309].
- Famille van Winderbeke (de sable à 6 croisettes recroisettées d'or, posées 3-2-1)
  - Winderbeke (van), Maître Jacques, fils de maître Jan van Winderbeke, fut procureur à Rode et Alsembergh, partageur juré de la ville de Bruxelles, et avait été admis du chef de Wouter van Rozen qui fut échevin de la ville de Bruxelles en 1379, le 13 juin 1589 au lignage Serhuyghs.
- Famille Winderlinckx (de gueules à un chien assis d'argent, colleté d'or)
  - Winderlincx, Charles, épousa dame Machteldis van Blyleven, dont il eut deux fils ci-après qui seront admis au lignage, fut admis le 13 juin 1602 au lignage Steenweeghs.
  - Winderlincx, Sieur et Maître Jacques, I.U.L., frère de sieur et maître Nicolas ci-après, fut overdeken de la Lakengulde en 1643, et avait été admis le 5 octobre 1635 au lignage Steenweeghs.
  - Winderlincx, Sieur et Maître Nicolas, I.U.L., fils de Charles Winderlincx, admis au lignage, et de dame Machtildis van Blijleven, fut conseiller de l' attellerije et avait été admis le 13 juin 1634 au lignage Steenweeghs.
- Famille van Winghe (ou van Wingen ou van Wingene, van Winde)
  - Winghe (Van), Sieur et Maître Antoine, I.U.L., admis le 13 juin 1616 au lignage Steenweeghs.
- Famille de Wint ou De Wint
  - Wint (de), Guillaume-François, admis en 172... au Roodenbeke.
  - Wint (de), Jean-Baptiste, fils de Judocus Thomas De Wint mentionné ci-après, et de Maria Anna van Bistervelt, avait été admis en 1713 au Roodenbeke.
  - Wint (de), Josse Thomas[310], greffier d'Overijssche, époux de Marie-Anne van Bistervelt, fils de Guilliam De Wint, I.U.L., et Willemijne van Blitterswijck, laquelle était la fille de Jan van Blitterswijck et de Willemijne de Mesmaeckers, et la petite-fille de Jan van Blitterswijck, seigneur de Laeken, reçu au Roodenbeke en 1582 et mort en 1601, et d'Anna alias Catharina de Smeth, avait été admis en 1699 (ou en 1707 ?) au Roodenbeke.
- Famille de Winter (d'azur à dix croisettes d'or 4,3,2,1)
  - Winter (de), Jean-Baptiste, seigneur de Celles, admis en 167.. au lignage Steenweeghs.
- Famille Wolfaerts ou Wolfhaert (d'argent à trois loups passants de sable)
  - Wolfaert, Messire Jean Godefroid, I.U.L., neveu de Philibert van Hamme admis au lignage en 1633, et fils de Charles Wolfhaert, chevalier, lieutenant-colonel au service de Sa Majesté, et de dame Marie van Hamme laquelle était la fille de Peeter van Hamme et de dame Marie van Schore, et avait été admis le 13 juin 1653 au lignage Serroelofs.
- Famille Wouters : écartelé: aux 1 et 4 d'or à l'arbre sec de sable[311]
  - Wouters, Dominique, admis en 1696 au Roodenbeke, avocat au Conseil de Brabant, grefier et Huit de la Lakengulde en 1697, et de 1699 à 1700, époux de Margarita de Villa Vicentio[312].
  - Wouters, Henri-Dominique, époux de Barbara Carolina de Meerte, était le fils de Dominique Wouters, avocat au Conseil souverain de Brabant et de Margarita de Villa Vicentio, et avait été admis en 1730 au Roodenbeke.
  - Wouters, Jérôme, fils de Livinus Wouters et de dame Margarita van der Huslt, fille de Jeronymus van der Hulst, maître à la Chambre des comptes en Brabant, et de dame Marguerite Longin qui était la tante de messire Roeland Longin, vicomte de Bergues-Saint-Winnoc, qui avait été admis au lignage, avait été élu à la Keuse sans avoir fait l'objet d'un procès-verbal d'admission le 13 juin 1591 au lignage Steenweeghs.
  - Wouters, Jean-Baptiste, chef doyen de la Lakengulde en 1707, fils de Guilielmus Wouters et de Maria Anna Jacobs, laquelle était la fille de Petrus Jacobs et de Clara van Doorne, la petite-fille de Joannes van Doorne et Cecilia le Mire, l'arrière-petite-fille de Jan van Doorne et de Margarita de Wansijn, l'arrière-arrière-petite-fille de Simon van Doorne et d'Elisabeth Goossens, laquelle descendait de Jan Clutinckx au Roodenbeke en 1376, avait été admis en 1696 au Roodenbeke.
  - Wouters, Jean-François, nommé capitaine de la Garde Bourgeoise le 27 avril 1790, fils de Henri Dominique Hyacinthe Wouters et de Barbara Carolina de Meerte, et avait été admis en 1774 au Roodenbeke.
  - Wouters, Joseph-Abraham, échevin de la ville de Bruxelles de 1788 au 13 avril 1793, époux de Sophia Carolina Josepha Le Comte de Jauche, fils de Joannes Baptista Wouters et de Maria Francisca Hospies, petit-fils de Petrus Wouters et de Cornelia van Schoonendonck, laquelle était la fille de Judocus van Schoonendonck et d'Anna de Cachiopin, elle-même fille de Jacobus de Cachiopin et d'Anna van den Perre qui était la fille de Jacobus van den Perre et de Catharina van Nijverseele, la petite-fille de Melchior van den Perre et de Margarita Jacobs, elle-même fille de Jan Jacobs et de Maria Pannis, et petite-fille de Marcus Jacobs et d'Elisabeth Sterck dont le père était Jan Sterck et la mère était Barbara van Buijseghem dite Buijs qui elle-même était la fille de Willem van Buijseghem dit Buijs et de Margarita Smets. Il avait été admis en 1783 au Roodenbeke.
- Famille van den Wouwere (d'or à quatre fasces d'azur, au franc quartier d'argent, chargé de trois chevrons de gueules)
  - Wouwere (van den), Messire Ignace-Godefroid, fils de Philippus van den Wouwere, reçu au Roodenbeke en 1655, mentionné ci-après, et d'Anna Maria Mastelyn, et avait été admis en 1677 au Roodenbeke.
  - Wouwere (van den), Messire Philippe, seigneur d'Haeren, fut échevin de Bruxelles en 1665, 1666, 1670, 1679, 1680 et 1685, trésorier de Bruxelles en 1673, 1674, 1676, 1677 et 1678, épousa Anna Maria Mastelyn, était le fils de Maximilianus van den Wouwere et d'Isabella van Caverson, le petit-fils de Philippus van den Wouwere et d'Anna van Nijverseele, l'arrière-petit-fils de Guilliam van Nijversele et de Catharina Huene laquelle était la fille de Peeter Huene et Catharina Oliviers, et la petite-fille de Jan Huene et de Catharina van Buijssegem dit Buijs, laquelle était elle-même la fille de Guilliam Buijs alias Buijssegem, issu du Roodenbeke, et de Margarita Smets, et avait été admis en 1655 au Roodenbeke.
  - Wouwere (van den), Messire Philippe-Jérôme, fils de Philippus van den Wouwere, reçu au Roodenbeke en 1655, mentionné ci-avant, et d'Anna Maria Mastelyn, et avait été admis le 7 juin 1669 au Roodenbeke.

## X
- Famille Xavier (ou Zavier)
  - Xavier (ou Zavier), Messire Jean-Philippe, créé baron de Lasne en Brabant, fils du maître de camp don Anthoine de Zavier et de Maria Catharina Cools laquelle était la fille de Jean Cools, admis en 1646, et de Clara de Roy, fut admis le 12 juin 1686 au lignage Coudenbergh[309].
  - Xavier (ou Zavier), Messire Philippe-Albert, frère du précédent, fut admis le 12 juin 1686 au lignage Coudenbergh.

## Y
- Famille de Ybarra (ou de Ibarra, Ortiz de Ybarra)
  - Ybarra (Ortiz de), Don Philippe-Eugène, fils de Don Alonzo, chevalier de Saint-Jacques, maistre de camp et membre du Conseil de guerre de Sa Majesté Catholique, gouverneur de la ville et juridiction de Lierre, et de Magdalena Martiny, fille de Willem admis en 1608, et de son épouse, fut capitaine d'une compagnie espagnole pour Sa Majesté, et avait été admis le 13 juin 1660 au lignage Sweerts.
- Famille van Yssche ou van Ijssche (d'or à trois fleurs de lis au pied coupé de sable)
  - Yssche (van), Jan, clerc dans les services de la Trésorerie de Bruxelles, était le fils de Stephanus van Ijssche et de Barbara van Cattenbroeck et le petit-fils de Jan van Cattenbroeck, secrétaire de la ville de Bruxelles, reçu au Roodenbeke en 1613, et d'Elisabeth Rosseels. Il avait été admis en 1634 au Roodenbeke.

## Z
- Famille de Zadaleere (de sable au sautoir échiqueté d'argent et de gueules)
  - Zadaleere (de), François-Joseph, fils de Joannes Baptista de Zadaleere et d'Antonia Magdalena Josepha Moens, petit-fils de Joannes Baptista de Zadaleere et de Joanna Maria de Smet, arrière-petit-fils de Jacobus Franciscus de Zadaleere et de Catharina Macharis, arrière-arrière-petit-fils de Johannes de Zadaleere et d'Anna de Hertoghe laquelle était la fille de Philippus de Hertoghe et de Passchynen Goossens, elle-même fille de Peeter Goossens et de Margarita van Wesenhaeghen alias van Weghaeghen, petite-fille de Gabriel Goossens et d'Elisabeth van Coudenbergh laquelle était la fille de Bartholomeus van Coudenbergh et d'Anna van Crieckengijs, la petite-fille de Jan van Coudenbergh et de Cathelijne van Pynbroeck dit van Halle, l'arrière-petite-fille de Jan van Coudenbergh et de Margarita Clutinckx qui elle-même était la fille de Jan Clutinckx échevin de Bruxelles en 1407 et 1414, et avait été admis en 1791 au Roodenbeke.
  - Zadaleere (de), Joseph-François, capitaine de la Garde bourgeoise, fils de Jacobus Franciscus de Zadaleere et de Catharina Macharis, tous deux cités ci-avant, avait été admis en 1706 au Roodenbeke.
  - Zadaleere (de), Louis-Joseph, échevin de Bruxelles de 1749 jusqu'en 1757, ensuite greffier et enfin secrétaire de la même ville, époux de Carolina Orts fille de Pierre Orts, conseiller ordinaire de Brabant et d'Isabelle van der Wawen, était le fils de Josephus Franciscus de Zadaleere reçu au Rodenbeeke en 1706 et mentionné ci-avant, et avait été admis en 1731 au Roodenbeke.
- Famille van Zeebroeck (écartelé: aux 1 et 4 d'or à la fasce d'azur, à la bande de gueules brochant; au 2 et 3 d'argent à trois quintefeuilles de sable)
  - Zeebroeck (van), Jean en 1482 au lignage Sleeus.
  - Zeebroeck (van), Léon, échevin en 1427, 1435, 1447.
  - Zeebroeck (van) Jonkheer et Maître Gilles, né vers 1420 à Laeken, mort en 1505, licencié en droit, faisait partie en 1482 du lignage Sleeus, échevin de Bruxelles en 1476 et 1481. Hérita de son père du château de Drootbeek à Laeken. Comme feudataire de la maison de Grimbergen il était seigneur de nombreux fiefs et censives comme le fief de Seghbroeck à Baardegem. Son épouse Pauline van de Werve, d'une famille anversoise, hérita en 1476 de propriétés au nord d'Anvers, à Bergen-op-Zoom et Hoboken. Il résidait en son château de Drootbeek à Laeken devenu actuellement Institut Sainte-Ursule à Laeken[313].
  - Zeebroeck (van), Jonkheer Philippe, fils dudit Gilles et de Pauline van de Werve, licencié en droit de l'université d'Orléans, avocat postulant au Conseil de Brabant, épousa en 1503 Catherine van Cattenbroeck dont il eut une fille Madeleine van Zeebroeck qui épousa Philippe van der Noot, fils de Jérôme van der Noot, conseiller au Conseil souverain de Brabant[314].

- Famille de Zeelandre (ou de Zeelander) (d'or à l'aigle de sable, à la fasce d'azur chargée de deux trangles ondées brochant sur le tout)
  - Zeelandre (de), Messire Charles-Philippe, seigneur de Grandelle, fut admis le 13 juin 1669 au lignage Serhuyghs.
  - Zeelandre (de), Messire Robert-François, fils de Roger-Robert de Zeelandre, chevalier, seigneur de Curne, Merris, Ackere, etc., et de dame Anthoinette d'Entieres laquelle était la sœur de même père et même mère de messire Robert d'Entieres, secrétaire de Sa Majesté au Conseil secret, qui avait été reçu au lignage le 26 mai 1639, fut admis le 13 juin 1664 au lignage Serhuyghs.
- Famille van der Zennen (ou van der Zijnen) (de gueules à trois tours d'or)
  - Zennen (van der), Jean, absent le 13 juin 1480 du lignage Sweerts.
- Famille van Zinnick ou van Sinnick[315] (d'argent, au chêne de sinople, le fût de l'arbre entortillé d'un serpent d'azur)
  - Zinnick (van), Maître Adrien, conseiller de la ville de Bruxelles en 1619 et en 1620, receveur hors les Nations en 1620, bourgmestre de Bruxelles hors les Nations en 1621 et 1622, conseiller et maître général de la Monnaie du Roi aux Pays-Bas, mort en 1649 mais anobli en 1668 à la requête de ses enfants et près de vingt ans après sa mort, fils de Guillaume van Zinnick qui fut receveur hors les Nations de la ville de Bruxelles et de son épouse Elisabeth Bacx, petit-fils d'Adrien van Sinnick et de demoiselle Françoise Bruelant, arrière-petit-fils de Jan Bruelant et d'Elisabeth van Thienen, arrière-arrière-petit-fils de Renier van Thienen et de demoiselle Anna Halfhuys laquelle était la fille de Joannes dictus Halfhuys échevin de la ville de Bruxelles entre 1464 et 1500, avait épousé en premières noces Anne Fabri et en secondes noces Anne Goethals, et avait été admis, en même temps que son cousin François, le 20 mai 1626 au lignage Sleeus.
  - Zinnick (van), Albert, fils de maître Adrien et d'Anne Fabri, baptisé à Bruxelles (Sainte-Gudule) le 7 août 1614, et mort à Bruxelles le 25 juin 1657, inscrit à l'Université de Louvain en 1636, commissaire des monstres des gens de guerre de Sa Majesté aux Pays-Bas, épousa Constance Snellinck, et avait été admis le 13 juin 1640 au lignage Sleeus.
  - Zinnick (van), Guillaume, baptisé à Bruxelles (Sainte-Gudule) le 3 novembre 1607, fils de maître Adrien van Sinnick et d'Anne Fabri, assistant de son père dans ses fonctions de général de la Monnaie en 1634, fut tué le 4 avril 1648 à Buggenhout et enterré le lendemain à Baardeghem, et avait été admis le 12 mars 1627 au lignage Sleeus.
  - Zinnick (van), Messire Louis, capitaine au service de Sa Majesté, baptisé à Bruxelles (Sainte-Gudule) le 30 avril 1612, fils de maître Adrien et d'Anne Fabri, épousa Anne van der Meeren, et avait été admis le 7 mai 1643 au lignage Sleeus.
  - Zinnick (van), Messire Alexandre Guillaume François, baptisé à Molenbeek-Saint-Jean le 2 décembre 1624, seigneur de Coekelberg, Voorschoten, Vliersel, Halle et Massenhoven, commissaire de l'artillerie du Roi, fils de messire François seigneur de Coeckelberge et de Louise van Hemme dite de Guevara, fut inscrit à l'Université de Louvain en 1641, résida à Anvers après son mariage avec Anne-Marie Brouwers en 1647 laquelle était la fille d'Adrien, chevalier, drossard de Broechem, et d'Anne des Pommereaux, résida ensuite, à partir de 1657, à Malines, et avait été admis le 7 juin 1643 au lignage Sleeus.
  - Zinnick (van), Messire François, baptisé à Bruxelles (Sainte-Gudule) le 7 août 1569, seigneur de Coekelberg et de Berchem, conseiller et contrôleur général de l'artillerie et des munitions de Sa Majesté, fils de messire François (vers 1542 - 1618), maître-apothicaire, anobli par les archiducs Albert et Isabelle le 27 janvier 1618, seigneur de Coekelberghe, seigneurie qu'il avait acquise en 1590, et de sa femme Barbara Lauwereys dite Marcels, épousa en premières noces Marie De Witte morte le 22 février 1619, et en secondes noces Louise van Hamme dite de Guevara laquelle était la fille de Louis, seigneur de Laeken et d'Anne de Guevara, est mort le 23 juin 1646, et avait été admis, en même temps que son cousin germain Adrien fils de Guillaume ci-avant, le 29 mai 1626 au lignage Sleeus.
  - Zinnick (Van) (ou van Sinnick), Messire Nicolas Barthélemy, licencié ès lois, fils d'Albert et de Constance Snellinck, fut baptisé à Bruxelles (Sainte-Catherine) le 23 août 1643, inscrit à l'Université de Louvain en 1662, reçu avocat au Conseil de Brabant en 1666, haeghmeester de la forêt de Soignes de 1670 à 1693, épousa Isabelle Catherine van Hoesbroeck et avait été admis le 13 juin 1668 au lignage Sleeus.
- Famille de Zoete (d'argent à six croisettes de gueules 3, 2, 1; au chef d'or chargé d'une aigle issante de sable)
  - Zoete (de), sieur et maître Antoine, fils de Nicolas, secrétaire au grand conseil de Malines, puis au conseil de Brabant, et de Catharina Baudewijns, fille d'Adam Baudewijns, secrétaire au Conseil de Brabant, et d'Elisabeth Mertens, épousa Margriete van den Bossche, dont il n'eut pas de postérité, fut auditeur puis maître à la chambre des comptes, est mort en 1632, et avait été admis le 13 juin 1602 au lignage Coudenbergh[309].
  - Zoete (de), Maître Philippe, frère d'Antoine de Zoete ci-avant, époux de Catherina van Hoebraken, fille de Joannes et de Cornelia van Cattenbroeck, fut avocat vers 1570, secrétaire au Conseil de Brabant, puis substitut du procureur général en 1598, admis le 13 juin 1606 au lignage Coudenbergh[309].
  - Zoete (de), Messire Antoine, fils de messire Nicolas de Zoete, petit-fils de sieur et maître Martin de Zoete qui fut avocat à Anvers, était le petit-neveu de Philippe de Zoete admis au lignage en 1606, et fut admis le 19 avril 1639 au lignage Coudenbergh.